# Urgeschichte Baden-Württembergs

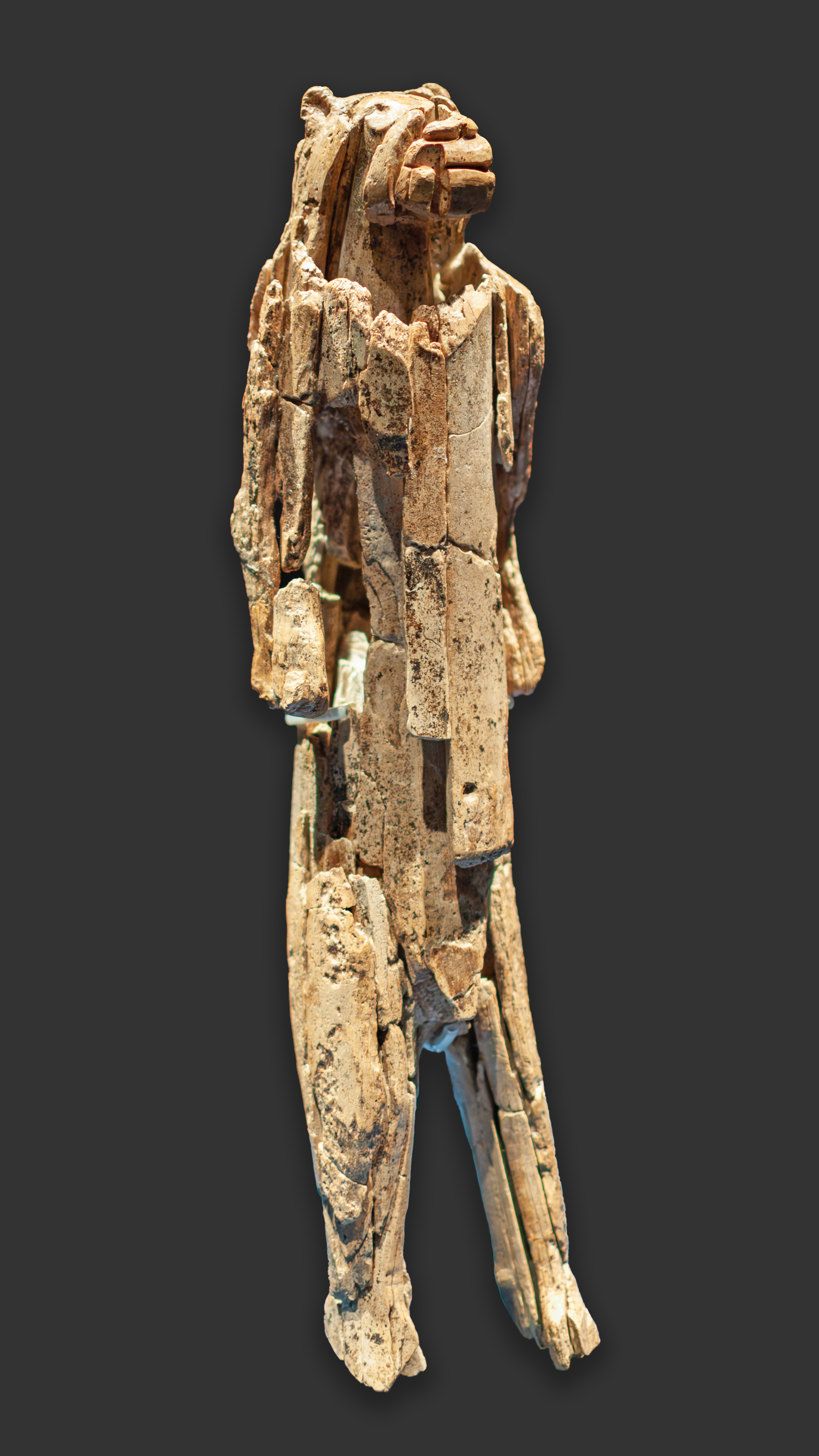
Der Löwenmensch aus dem Lonetal der Schwäbischen Alb gehört zu den wichtigsten urgeschichtlichen Zeugnissen in Baden-Württemberg, präsentiert und ausführlich dokumentiert im Museum Ulm

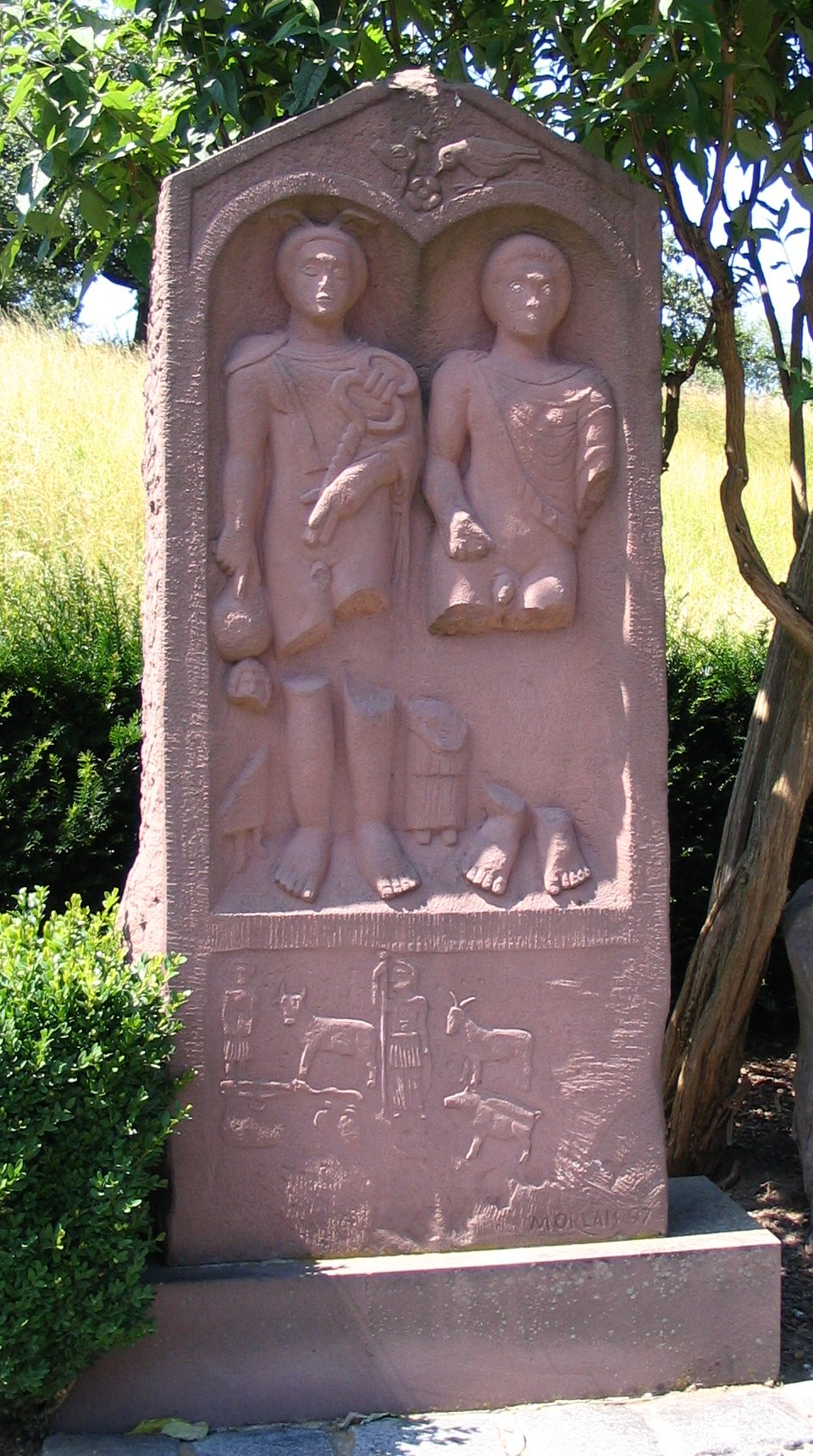
Römischer Dreigötterstein aus Straubenhardt mit Mars (links), Apollo (rechts) und Minerva (unten); Original im Landesmuseum Württemberg

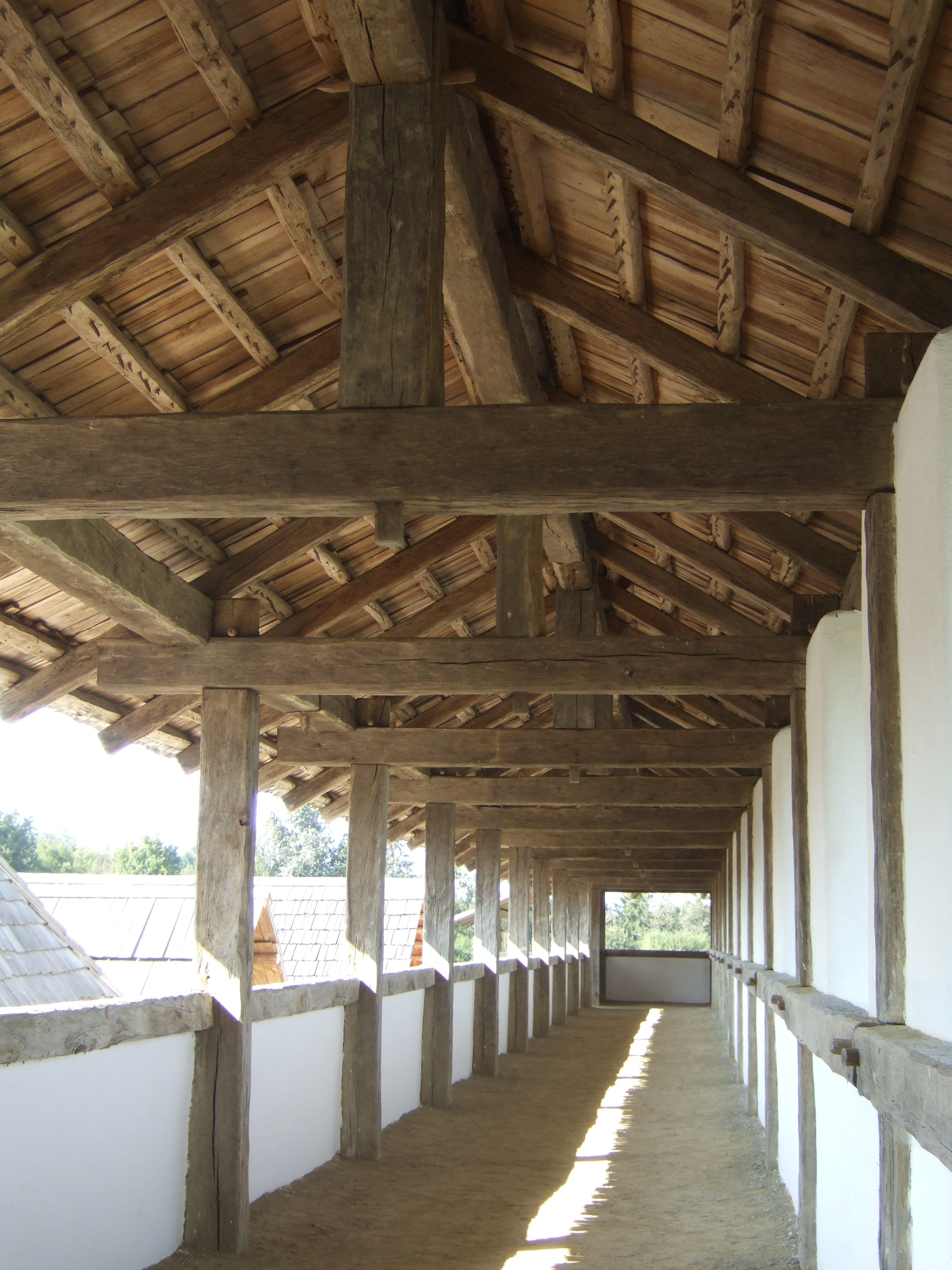
Der rekonstruierte keltische Wehrgang um die Heuneburg

Die Urgeschichte im Gebiet des deutschen Südwestens, des heutigen Baden-Württembergs, ist der breiteren Öffentlichkeit durch einige Funde bekannt geworden, wie die des Unterkiefers von Mauer von Homo heidelbergensis, der Mammutelfenbein-Plastik „Löwenmensch“ oder der Höhensiedlung Heuneburg. Aufgrund der großen klimatischen Veränderungen durch Mindel-, Riß- und Würm-Kaltzeit war das Gebiet zwischen Alpen und dem Main nicht ständig bewohnt. Mannigfaltige Spuren menschlicher Besiedlung sind im deutschen Südwesten in der Zeit der Kelten und Römer bis zum Erscheinen der Alamannen archäologisch auszumachen. Damit erreicht diese Darstellung auch die Frühgeschichte. Ein herausragendes Ereignis der Spätantike stellt der Siegeszug des Christentums dar und damit verbunden das langsame Verschwinden vorchristlicher Kulte und Traditionen.

## Urgeschichte

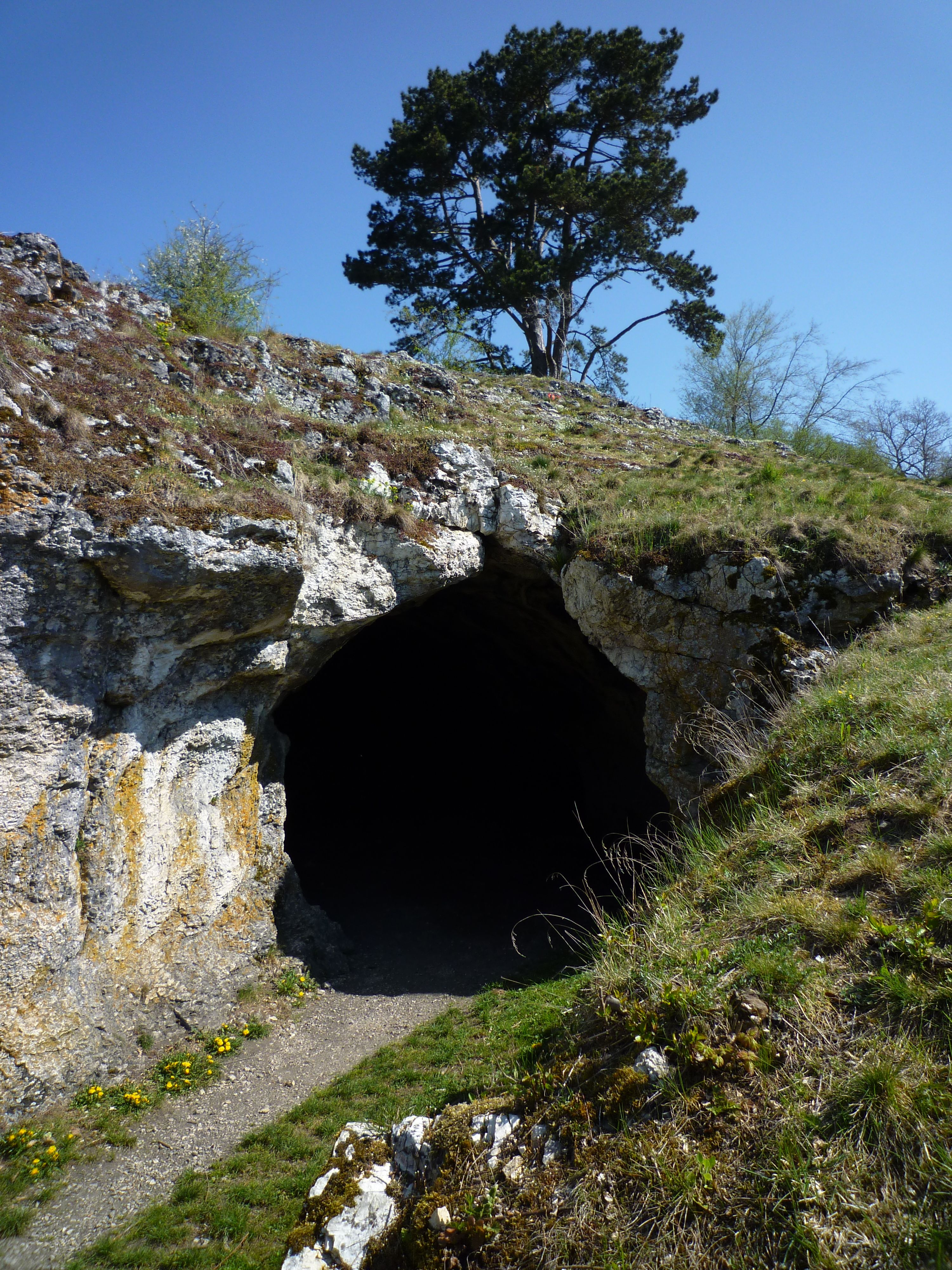
Der Eingang zur Vogelherdhöhle im Lonetal, einer der wichtigsten und ergiebigsten Karsthöhlen Baden-Württembergs im Blick auf die Urgeschichte

Die Urgeschichte bezeichnet den ältesten Zeitabschnitt der menschlichen Geschichte, in der noch keine Schriftquellen vorliegen.

### Situation der frühen Urgeschichte in Baden-Württemberg
Im Landesgebiet von Baden-Württemberg konzentriert sich die Forschung sowohl auf vorhandene Freilandstationen, als auch auf die in Süddeutschland zahlreich vorhandenen Höhlen. Höhlen und Abris boten Menschen Schutz vor Nässe, Kälte und Wind, weshalb sie für altsteinzeitliche Siedlungsspuren von hoher Relevanz sind.
Aber auch erhaltungsbedingt liegen die meisten steinzeitlichen Fundstellen in Höhlen und Abris. Diese sind landschaftlich im Bereich der Schwäbischen Alb konzentriert.
Freilandfundstellen und Freilandstationen von Jäger- und Sammlergemeinschaften liegen beispielsweise am Federsee, bei der Schussenquelle, im unteren Remstal (Kleinheppach), bei Börslingen und im Breisgau.
Die frühesten Funde der Altsteinzeit stammen aus warmzeitlichen Perioden zwischen den eiszeitlichen Kaltzeiten, in denen das Klima gemäßigt war. Für die mittlere Altsteinzeit geht man in Südwestdeutschland von einer mittleren Population von 1000 Personen aus. Die Zeitangaben sind dabei gerundete Werte.

### Frühe Entdeckungen

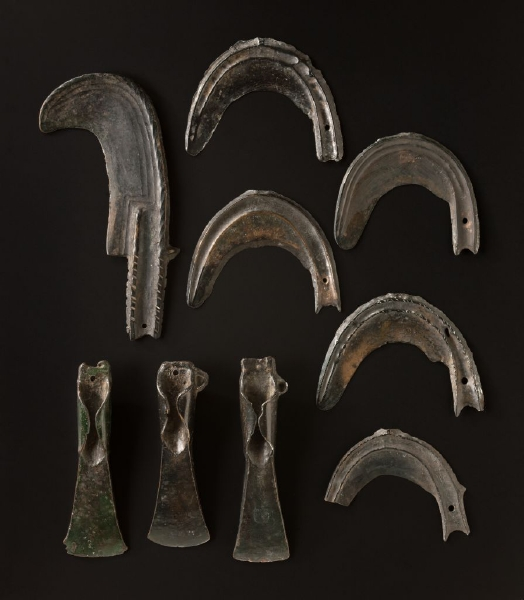
Bronzedepotfund von Winterlingen (Foto: Landesmuseum Württemberg)

Der Bronzedepotfund von Winterlingen wurde bereits 1609 bei Winterlingen geborgen. Er stammt aus der späten Urnenfelderkultur (9. Jahrhundert v. Chr.) und zählt zu den frühesten, nahezu vollständig erhaltenen archäologischen Bodenfunden Deutschlands überhaupt. Die erste Nennung des Fundes findet sich bereits in dem um 1624 erstellten Inventar der Sammlung Guth von Sulz, die 1653 in die württembergische Kunstkammer aufgenommen wurde.

### Erkundungen im 19. Jahrhundert

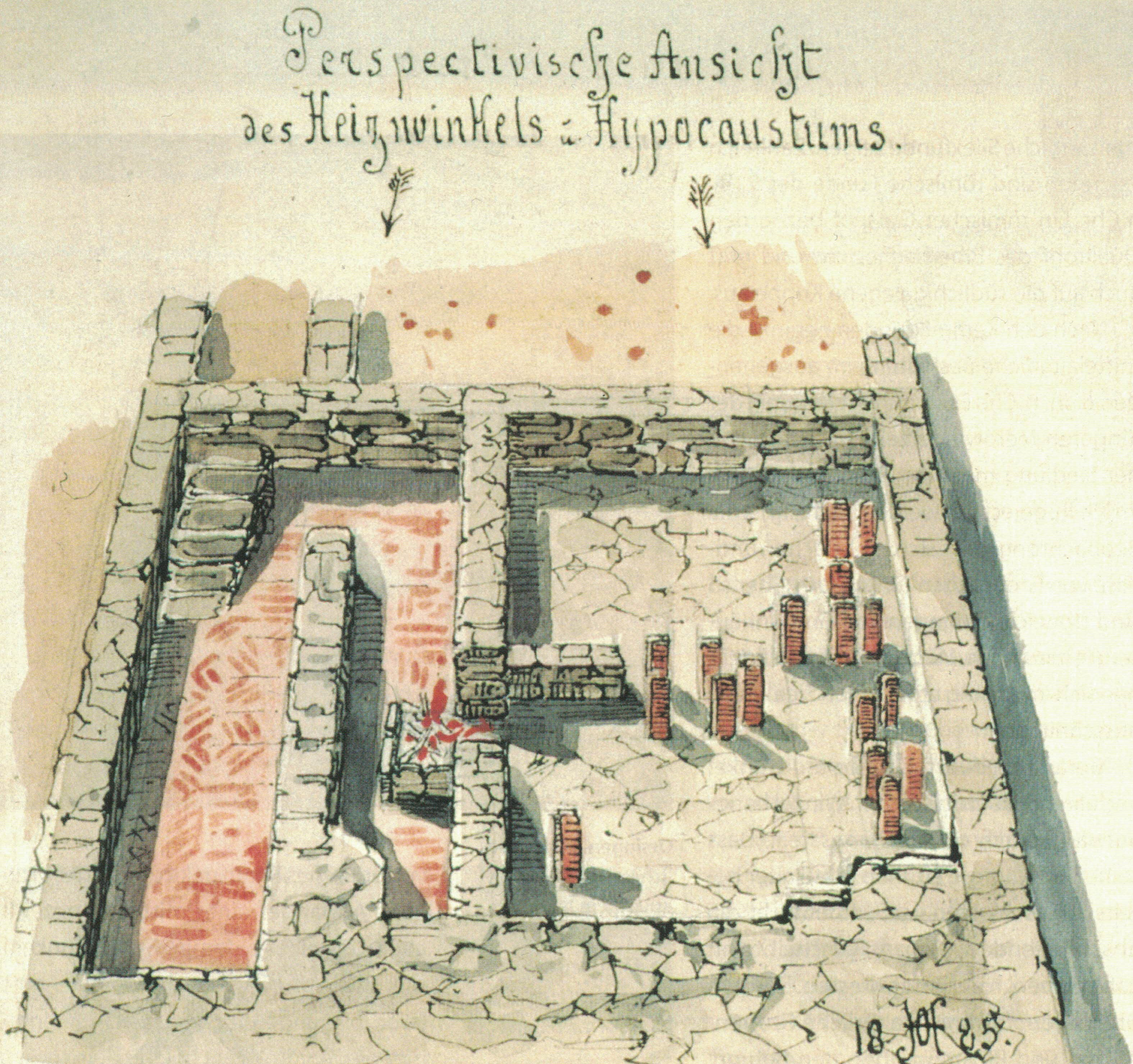
Oskar Hölder engagierte sich im 19. Jahrhundert bei römischen Ausgrabungen in Rottweil und hielt die Ergebnisse mit kolorierten Zeichnungen und Aquarellen fest

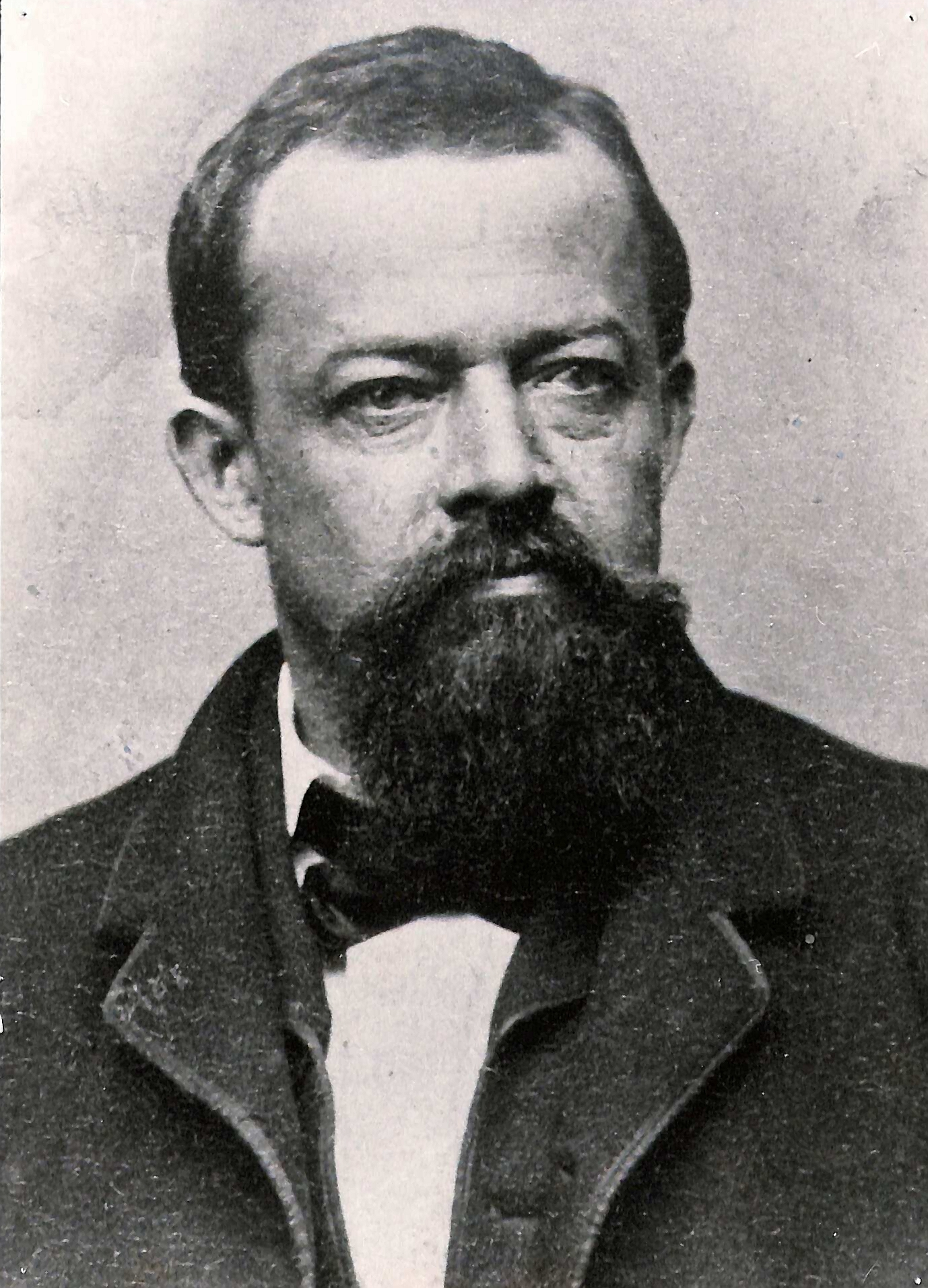
Einer der Pioniere auf dem Gebiet der Urgeschichte von Baden-Württemberg war Oscar Fraas (1824–1897)

Bereits im 19. Jahrhundert gab es verschiedene Ansätze zur Erkundung der Ur- und Frühgeschichte auf dem Gebiet von Baden-Württemberg. Die Pioniere auf diesem Feld waren nicht unbedingt Historiker oder Archäologen, sondern Geologen, Mediziner, Militärs, Naturwissenschaftler, Theologen, Philologen, Pädagogen und Politiker. Eine gewisse Fachlichkeit ging von ersten sogenannten „historischen Vereinen“, „Altertumsgesellschaften“ und regionalen Zusammenschlüssen von an Urgeschichte Interessierten aus, die Ausgrabungen begleiteten, dokumentierten, bewerteten und publizierten.
- 1832 gehörte Friedrich von Alberti als Geologe zu den Gründungsmitgliedern des Vereins zur Aufsuchung der Alterthümer in der Gegend von Rottweil, später Archäologischer Verein zu Rottweil genannt, dem ersten historischen Verein Württembergs. Alberti war von Beginn an Ausschussmitglied. Er leitete verschiedene archäologische Ausgrabungen und verfasste einige Jahresberichte des Vereins.
- 1846 grub Wolfgang Menzel das um 1810 entdeckte Gräberfeld von Oberflacht aus. In Anwesenheit zahlreicher Zuschauer wurde dort „ein alemannisches Gräberfeld freigelegt, wobei neben Holzsärgen und Skeletten sehr reiche Grabbeigaben zu Tage traten.“[1]
- Ab 1857 hatte der Bau von Eisenbahnstrecken immer wieder zur Entdeckung großer frühmittelalterlicher Gräberfelder geführt. Ein Auslöser dafür war der Bau der Eisenbahnlinie durch das Blautal von Ulm nach Blaubeuren. Als man Konrad Dietrich Haßler, Vorstandsmitglied eines 1841 gegründeten Vereins für Kunst und Altertum, über die Funde eiserner Waffen und Skelettreste informierte, begann dieser mit eingehenden Untersuchungen. Haßler legte insgesamt 156 alemannische Bestattungen frei.[2]
- 1867 entdeckte Oscar Fraas als Pfarrer und Geologe an der Schussenquelle eine altsteinzeitliche Niederlassung.[3] Fraas erkannte dort vom Menschen bearbeitete und verzierte Geweihstangen und Feuersteingeräte. Mit dieser Erfahrung forschte er abermals im Lonetal und fand nun auch dort die Spuren der Eiszeitmenschen.
- 1869 wurden von Eduard Paulus auf dem Ipf archäologische Ausgrabungen vorgenommen. Er entdeckte neben einer Menge von Tierknochen „zahlreiche Bruchstücke von altgermanischen Gefäßen“.[4] Damit gelang ihm der Nachweis, dass der Berg schon in vorgeschichtlicher Zeit bewohnt war.
- Ab 1869 widmete sich Eduard von Kallee bis an sein Lebensende diversen archäologischen Studien, insbesondere aber der römischen Limesforschung.[5][6] Er war, zum Teil zusammen mit Heinrich Steimle, ein früher Ausgräber an den Kastellen Köngen,[7][8] Benningen,[9] Schirenhof und Unterböbingen.[10]
- 1877 und 1888 wurde im Königreich Württemberg sowie 1880 im Großherzogtum Baden staatliche Limeskommissionen eingesetzt, die an mehreren Stellen auch erfolgreich die Verläufe des Limes nachweisen konnten.
- 1879 kam es zu ersten Begehungen der Limesstrecke durch Ernst von Herzog und zu detaillierten Berichten über die vorläufigen Ergebnisse. 1883 und 1884 führte er Ausgrabungen in Rottenburg am Neckar durch, wo er ein römisches Kastell vermutete.
- 1979 wurde das Kleinaspergle, ein frühlatènezeitlicher Grabhügel, von Oscar Fraas archäologisch untersucht. Fraas entschied sich damals für eine bergmännische Grabung mit einem radialen und einem konzentrisch angelegten Stollen. Diese Grabung wurde für die damalige Zeit sehr umfangreich dokumentiert. Es existieren Grabungstagebücher sowie Skizzen und Zeichnungen von Carl von Häberlin und Eberhard Fraas, dem damals 17-jährigen Sohn des Ausgräbers.
- 1887 wurde der Direktor der Großherzoglichen Altertumshalle in Karlsruhe, Ernst Wagner, darauf hingewiesen, dass sich „auf dem Magdalenenhügel beim Läuble auf der Höhe […] ein Grabhügel“ befände. Wagner reiste daraufhin nach Villingen und legte einen Grabungsschnitt an, der ihn von der künstlichen Beschaffenheit des Hügels überzeugte.[11]
- 1888 entdeckte Oskar Hölder das römische Kastell auf dem Nikolausfeld von Rottweil und führte 15 archäologische Grabungen durch.
- 1890 grub August Hedinger mit dem Schwäbischen Höhlenverein bei Gutenberg an der Schwäbischen Alb im Heppenloch, wobei eine wissenschaftlich interessante eiszeitliche Tierfauna zutage gefördert wurde. Als einer der Mitbegründer des Württembergischen Anthropologischen Vereines ging Hedinger mehr und mehr von der Geologie zur Archäologie über, um durch Ausgrabungen sich praktisch zu betätigen und Material zu sammeln.
- 1893 wurde von Eberhard Fraas die Irpfelhöhle auf Spuren früher menschlicher Besiedlung hin untersucht.
- 1894 legt Karl Theodor Zingeler eine Veröffentlichung im Bereich der Hohenzollerischen Landesarchäologie vor, welche „Die vor- und frühgeschichtliche Forschung in Hohenzollern“ mit einem ausführlichen Fundstellenverzeichnis in den „Mittheilungen des Vereins für Geschichte & Altertumskunde in Hohenzollern“ umfasst und zur Grundlage weitergehender Forschungen im 20. Jahrhundert wurde. Bei seinen Besuchen sämtlicher bis dahin bekannten Fundstellen gelangen Zingler auch eine Reihe von neuen Entdeckungen. Zudem machte er beim Bau der Hohenzollerischen Landesbahn am Ende des 19. Jahrhunderts zahlreiche vorgeschichtliche Entdeckungen.
- 1896 grub Eugen Nägele das römische Kastell Waldmössingen aus.
- Ab 1899 führten Albrecht Bonnet und Alfred Schliz archäologische Ausgrabungen in der steinzeitlichen Siedlung von Großgartach durch. Dort verorteten sie mehrere rechteckige, steinzeitliche Wohnstellen, die sogenannte Steinzeitliche Siedlung von Großgartach. Die von Bonnet und Schliz entwickelte Grabungsmethode, die sich auf ausgesuchte, einzelne interessante Stellen anstelle großflächig auf ein ganzes Areal konzentrierte, wird als Bonnet-Schlizsche-Methode bezeichnet.

### Archäologische Kulturen und urgeschichtliche Perioden
Auch in Baden-Württemberg folgt die Systematik der frühen Geschichte seit dem 19. Jahrhundert dem von Christian Jürgensen Thomsen entwickelten Dreiperiodensystem, das insbesondere die europäische Vor- und Frühgeschichte in Steinzeit, Bronzezeit und Eisenzeit unterteilt. Im 20. Jahrhundert wurde das Dreiperiodensystem erweitert und vor allem stark ausdifferenziert.
Seit Robert Rudolf Schmidt 1906 die französische Klassifizierung und Nomenklatur der großen Perioden der Altsteinzeit auch für die baden-württembergische Archäologie bei Grabungen im Blautal eingeführt hat, gelten daneben auch folgende Zeitepochen:
- Acheuléen (nach Saint-Acheul bei Amiens)
- Moustérien (nach dem Fundplatz Le Moustier)
- Aurignacien (nach dem Abri von Aurignac)
- Gravettien (wurde erst 1938 von Dorothy Garrod eingeführt, nach Funden im Abri La Gravette im Département Dordogne)[13]
- Magdalénien (nach dem Fundplatz La Madeleine)

Robert Rudolf Schmidt gehört zu den Pionieren der schwäbischen Urgeschichte, hatte er doch bereits 1907 mit einer Arbeit über Die eiszeitlichen Wohnstätten der Schwäbischen Alb promoviert. Damit war er in Deutschland der Erste, der mit einem Thema zur Älteren Urgeschichte promoviert wurde.

## Altsteinzeit (Paläolithikum)
Die meisten Funde der Altsteinzeit finden sich im Bereich der Schwäbischen Alb. Weitere Funde wurden im Mittleren Neckarraum und am Oberrhein an der Grenze zur Schweiz gemacht.

### Altpaläolithikum (um 600.000 Jahre vor heute)

#### Homo heidelbergensis

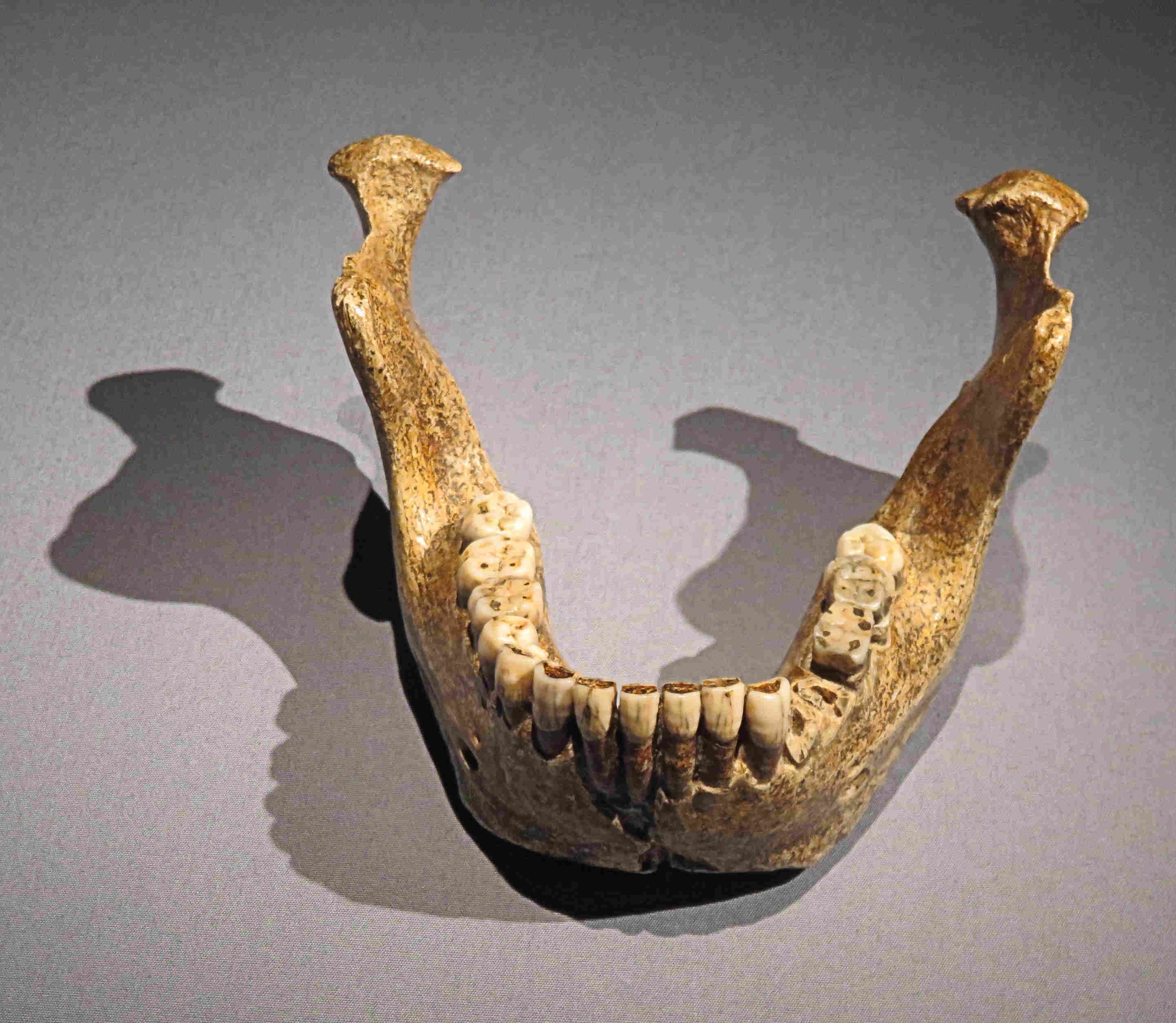
Der Unterkiefer von Mauer ging als Homo heidelbergensis in die Nomenklatur der Urgeschichtsforschung ein und ist das älteste menschliche Fossil in Deutschland

Das älteste Zeugnis der Besiedlung des heutigen Baden-Württembergs durch eine Art der Gattung Homo ist rund 600.000 Jahre alt und wurde 1907 in Mauer bei Heidelberg entdeckt: Das als Unterkiefer von Mauer bekannte Fossil ist zugleich Typusexemplar der Art Homo heidelbergensis, aus der später der Neandertaler hervorging.

#### Acheuléen
Aus dem Acheuléen wurden bei Ausgrabungen an der Heidenschmiede mitten in Heidenheim an der Brenz etwa 50 Artefakte aus dieser Kultur freigelegt: Faustkeile, Fäustel und Handspitzen aus Kieselkalk, Bohrer aus braunem und grauem Jaspis, zahlreiche Schaber, Kratzer, Sägen und Mehrzweckwerkzeuge überwiegend aus grauem, braunem und weißem Jaspis. Auffallend ist ein für Linkshänder gearbeiteter Schaber mit rechtsseitiger Klinge.

### Mittelpaläolithikum (250.000 Jahre vor heute)

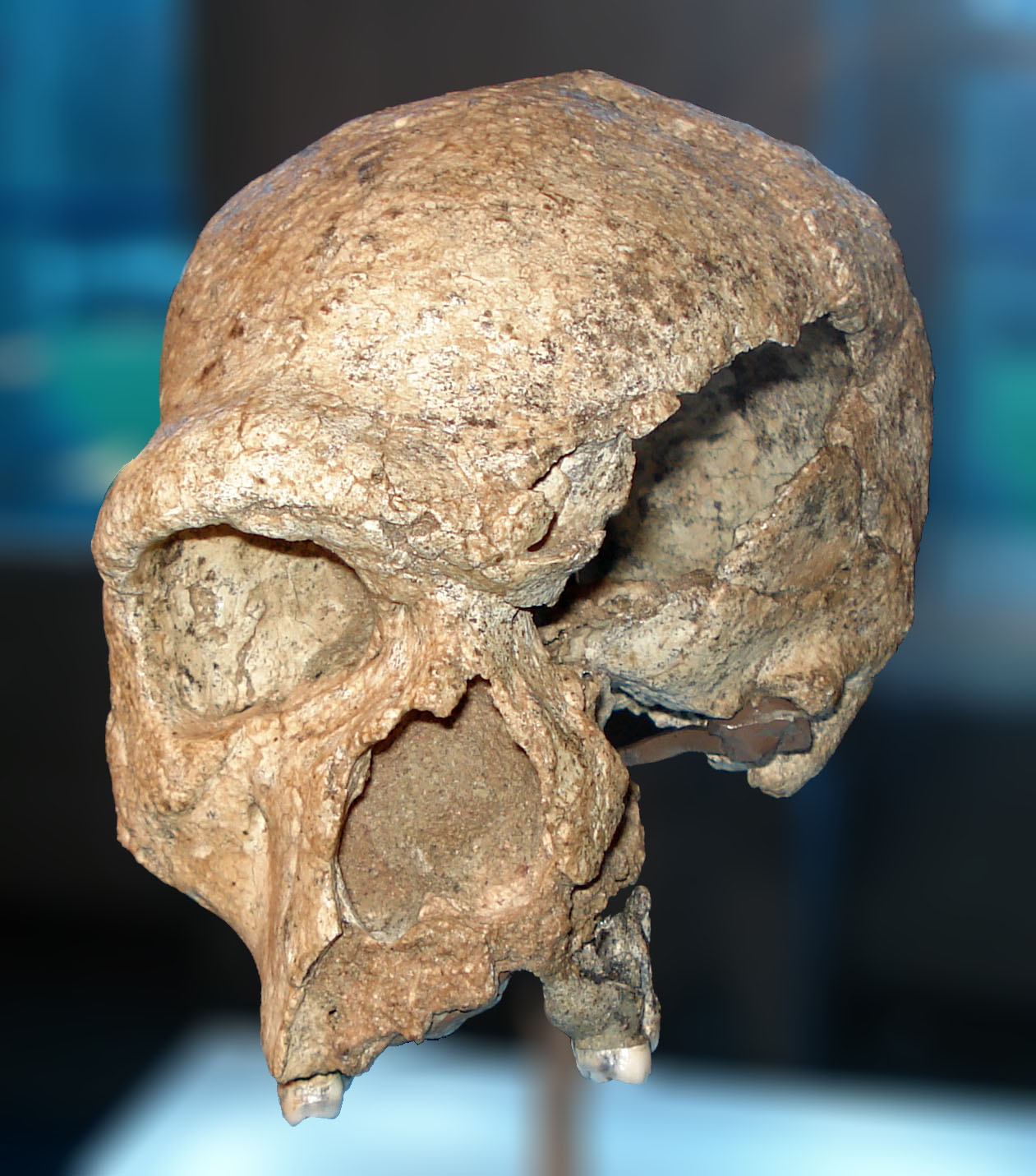
Der Homo steinheimensis gehört zu den wichtigsten urgeschichtlichen Exponaten Baden-Württembergs und gilt als Vorläufer des Neandertalers

#### Homo steinheimensis
Ein weiterer für die Menschheitsgeschichte wichtiger Fund ist 350.000 Jahre jünger als der Unterkiefer von Mauer; er wurde 1933 in Steinheim an der Murr (Landkreis Ludwigsburg) gemacht. Damit steht dieser „Steinheimer Mensch“ entwicklungsgeschichtlich zwischen Homo heidelbergensis und dem Neandertaler. Es handelte sich wahrscheinlich um eine Frau. Aufgrund der Fülle an essbaren Pflanzen dürfte das Sammeln von Pflanzen und Kleintieren gegenüber dem Jagen von Großwild überwogen haben. Die Benutzung von Grabstöcken und Faustkeilen wird vermutet, ist aber für diesen Fund nicht schlüssig nachgewiesen.
Etwa zeitgleich dürfte die Fundstelle in den Travertinbrüchen von Bad Cannstatt sein. Menschenreste sind hier nicht nachgewiesen.
Grundsätzlich gilt: „Nur wenige mittelpaläolithische Schichten der Schwäbischen Alb sind gut datiert, und oft können wir die relative Abfolge der Ereignisse mit einiger Gewissheit feststellen. Erst am Ende des Mittelpaläolithikums haben wir belastbare Alterbestimmungen mit der Thermolumineszenz- und Radiokohlenstoff-Methode.“

#### Moustérien
Als Moustérien wird eine Epoche des europäischen Mittelpaläolithikums bezeichnet. Das Moustérien im engeren Sinne beginnt vor rund 120.000 Jahren und dauert bis vor etwa 40.000 Jahren. In Baden-Württemberg wie in Europa ist es mit der Kultur der Neandertaler assoziiert.
Zu den ältesten Werkzeugen des Moustérien gehören die Funde von Böckingen (Stadtteil von Heilbronn). Es handelt sich um Faustkeil-Abschläge, die unter anderem vermutlich zum Zerkleinern und Abhäuten von Großwild bestimmt waren. Menschenfunde gab es nicht, aufgrund des Alters wird jedoch angenommen, dass die Funde dem Neandertaler zuzuordnen sind. Auch die in Heidenheim an der Brenz vorhandene Fundstelle Heidenschmiede wartet mit 4000 Artefakten aus dieser Epoche auf. Dazu gehören Handspitzen, Spitzen, Schaber in vielen verschiedenen Ausprägungen, Kratzer und Pfrieme, alle zumeist aus Kieselkalk, wenige aus Jaspis. Feuersteinschaber des Moustérien fanden sich auch auf Zuffenhäuser Gelände bei der Hofackerschen Ziegelei zusammen mit Mammutknochen.

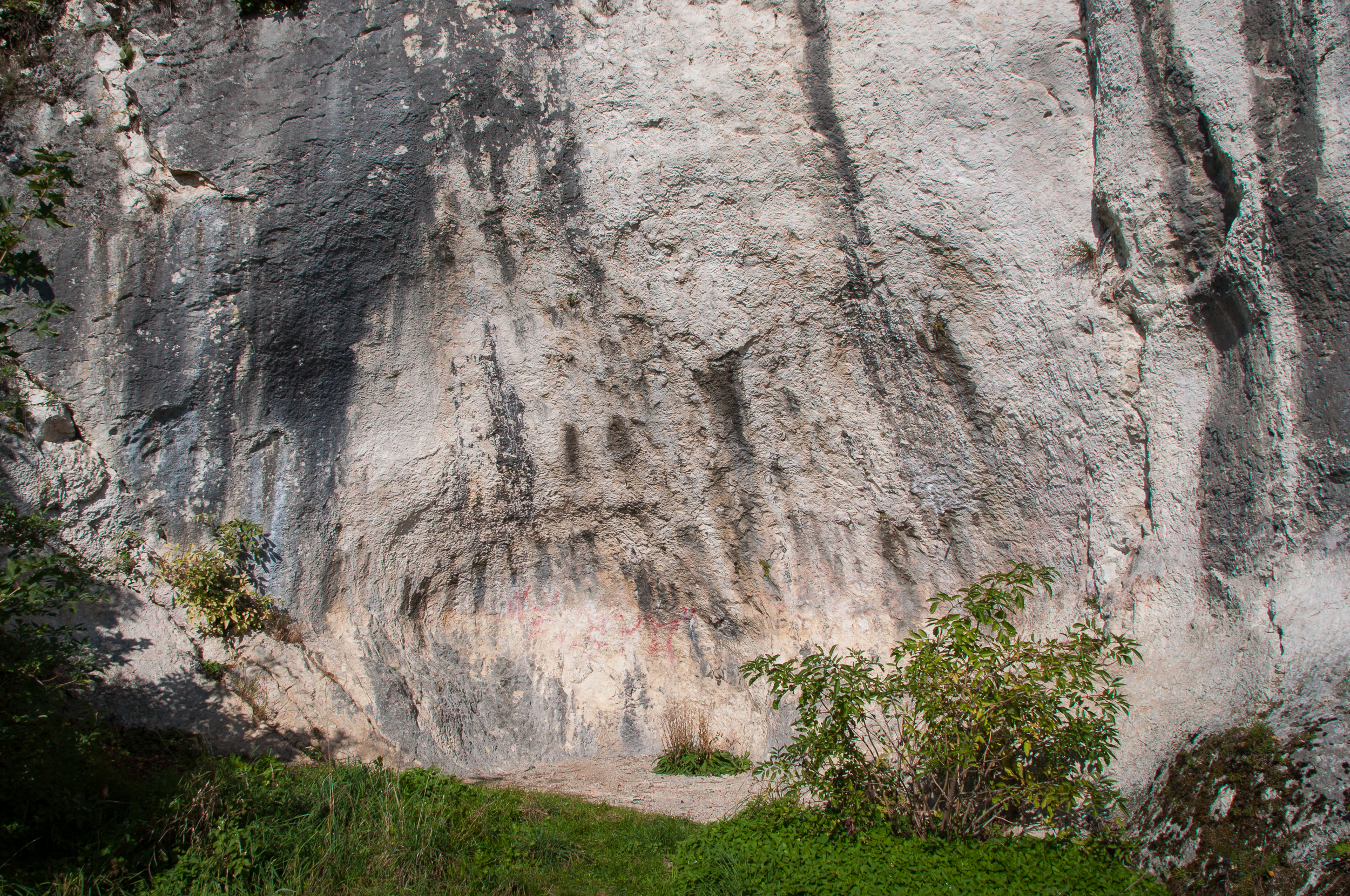
Unterm Schloss Hellenstein in Heidenheim an der Brenz öffnet sich am rechten Rand des Brenztales im Kalkfels ein Abri, der Sammelstelle für Neandertaler in Baden-Württemberg gewesen sein muss: die Heidenschmiede
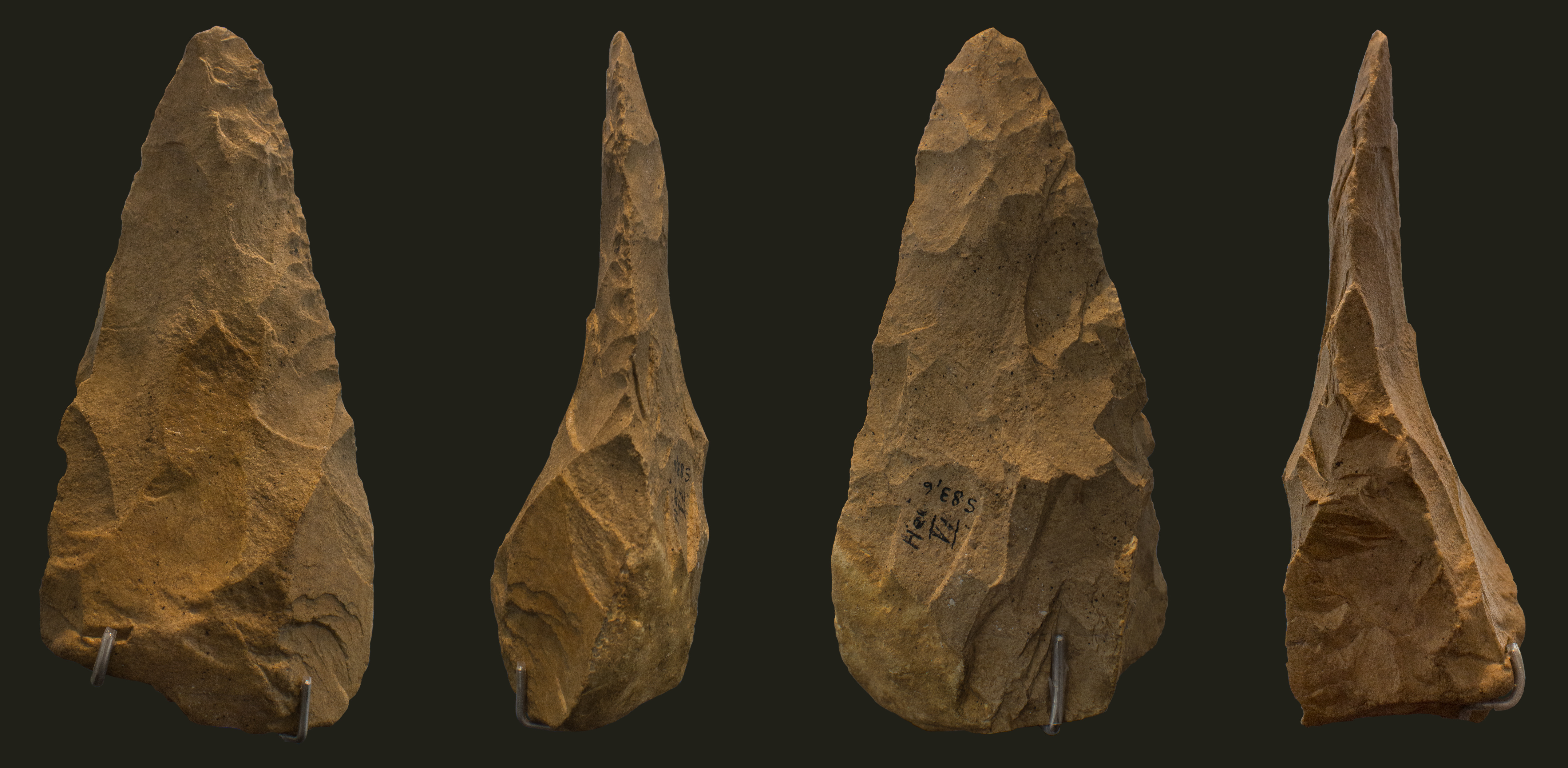
Schon 1930 wurde dieser Faustkeil aus Süßwasser-Quarzit in der Heidenschmiede bei Heidenheim an der Brenz gefunden, ein Artefakt, das auf etwa 50.000 bis 70.000 Jahre geschätzt wird
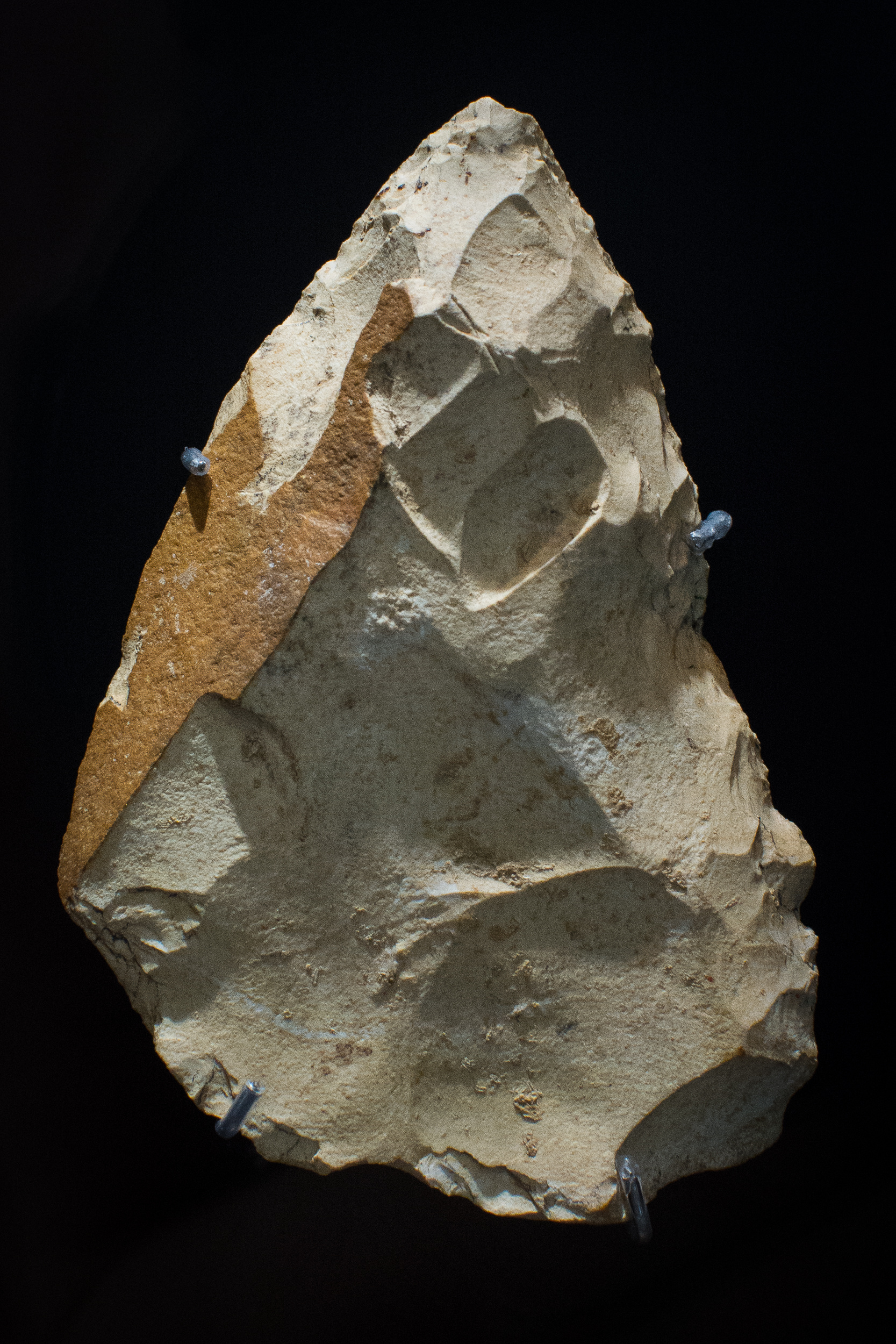
Eine ebenfalls 1930 gefundene Handspitze aus Jurahornstein aus der Heidenheimer Heidenschmiede, die geschichtlich dem Moustérien von Baden-Württemberg zugeordnet werden kann
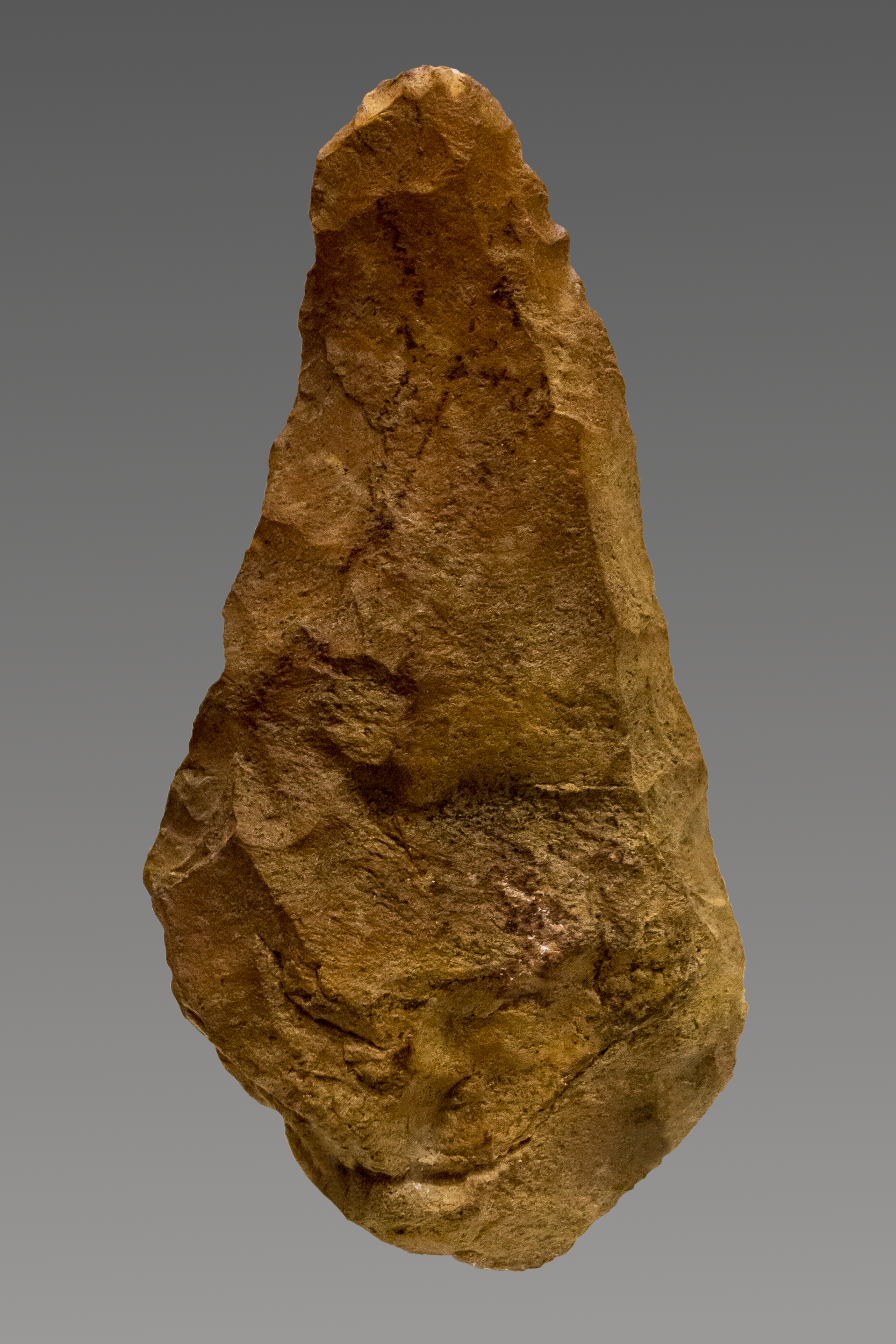
1999 wurde – ebenfalls im Brenztal – der Faustkeil von Schnaitheim entdeckt, Zeugnis einer Kulturstufe, die zwischen 50.000 und 80.000 Jahre alt sein dürfte

#### Um 60.000 Jahre vor heute.

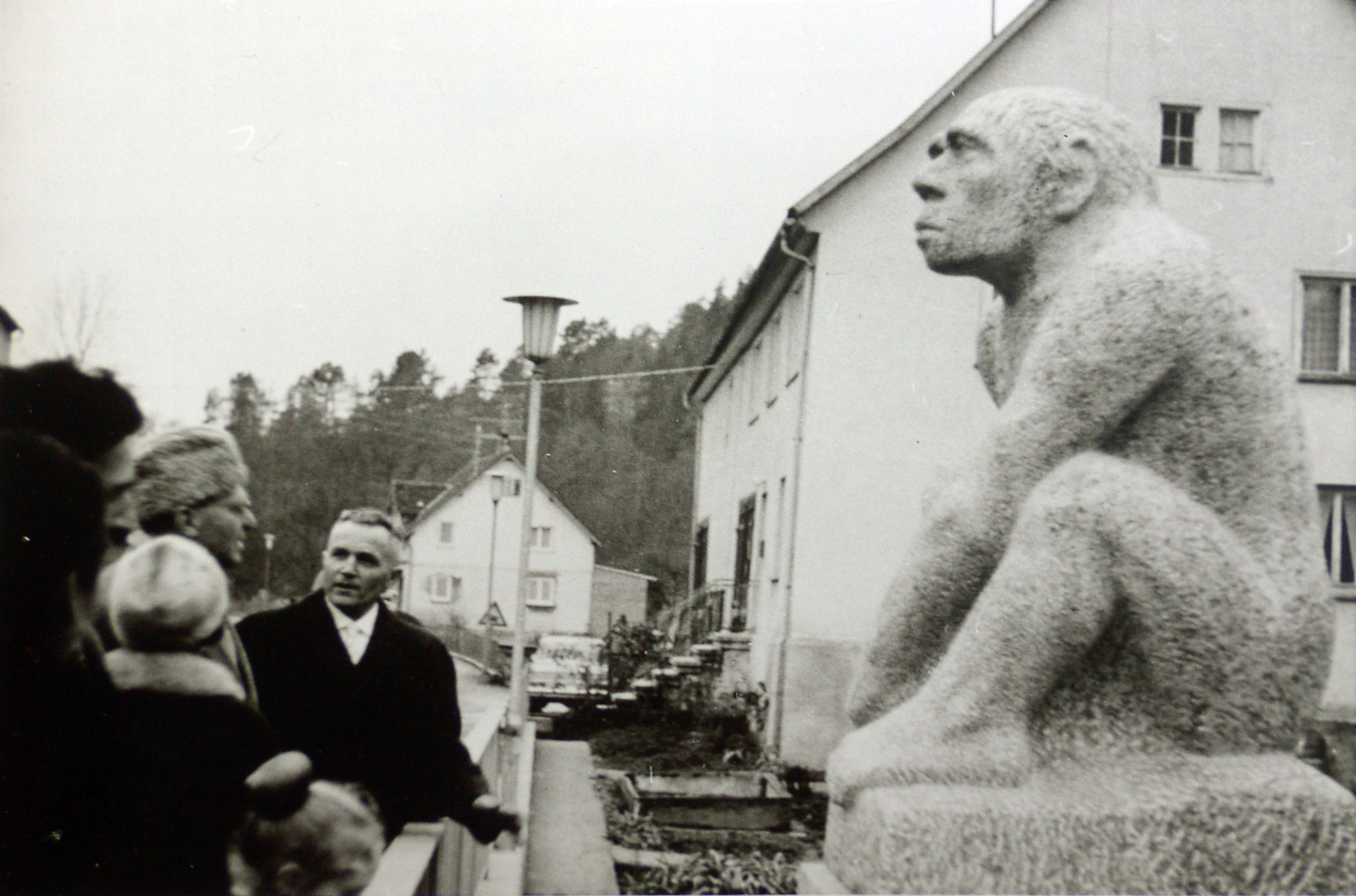
Das Neandertaler-Denkmal an der Lauchert von Veringenstadt nach einem Entwurf von Landeskonservator Adolf Rieth aus dem Jahre 1965

Erste Siedlungsspuren einer Jägergruppe finden sich in der Bocksteinhöhle im Lonetal, 6 Kilometer von der Vogelherdhöhle entfernt, die mit ihren, durch Werkzeuge hergestellten Jagdwaffen Pferde, Wollnashörner und Mammute erlegten. Aufgrund des Alters ist davon auszugehen, dass die Funde dem Neandertaler zuzuordnen sind. Die Funde wurden auf 50.000 bis 70.000 v. Chr. datiert. Damit gilt die Bocksteinhöhle als eine der ältesten Besiedelungen in Süddeutschland. Die benachbarte Vogelherdhöhle weist ebenfalls sparsame Spuren aus dieser Zeit auf. Im Hohlenstein konnte in mittelpaläolithischen Schichten der Oberschenkelknochen eines Neandertalers gefunden werden. Es ist bisher das einzige Fundstück in Baden-Württemberg, das dieser Menschengruppe zugeordnet werden kann.
Indirekte Spuren aus dieser Zeit wurden in der Heidenschmiede und in der Irpfelhöhle im Brenztal sowie in der Haldensteinhöhle im Lonetal entdeckt. Der Faustkeil von Schnaitheim ist ein eindrückliches Zeugnis dieser Kulturstufe. Im Blautal wiederum gab die Große Grotte, das Geißenklösterle und die Sirgensteinhöhle Funde aus dieser Epoche frei. Im Tal der Lauchert weisen die Göpfelsteinhöhle und die Nikolaushöhle wichtige Spuren und Funde dieser Zeit auf.

#### Blattspitzen-Gruppe zwischen 50.000 und 35.000 vor heute

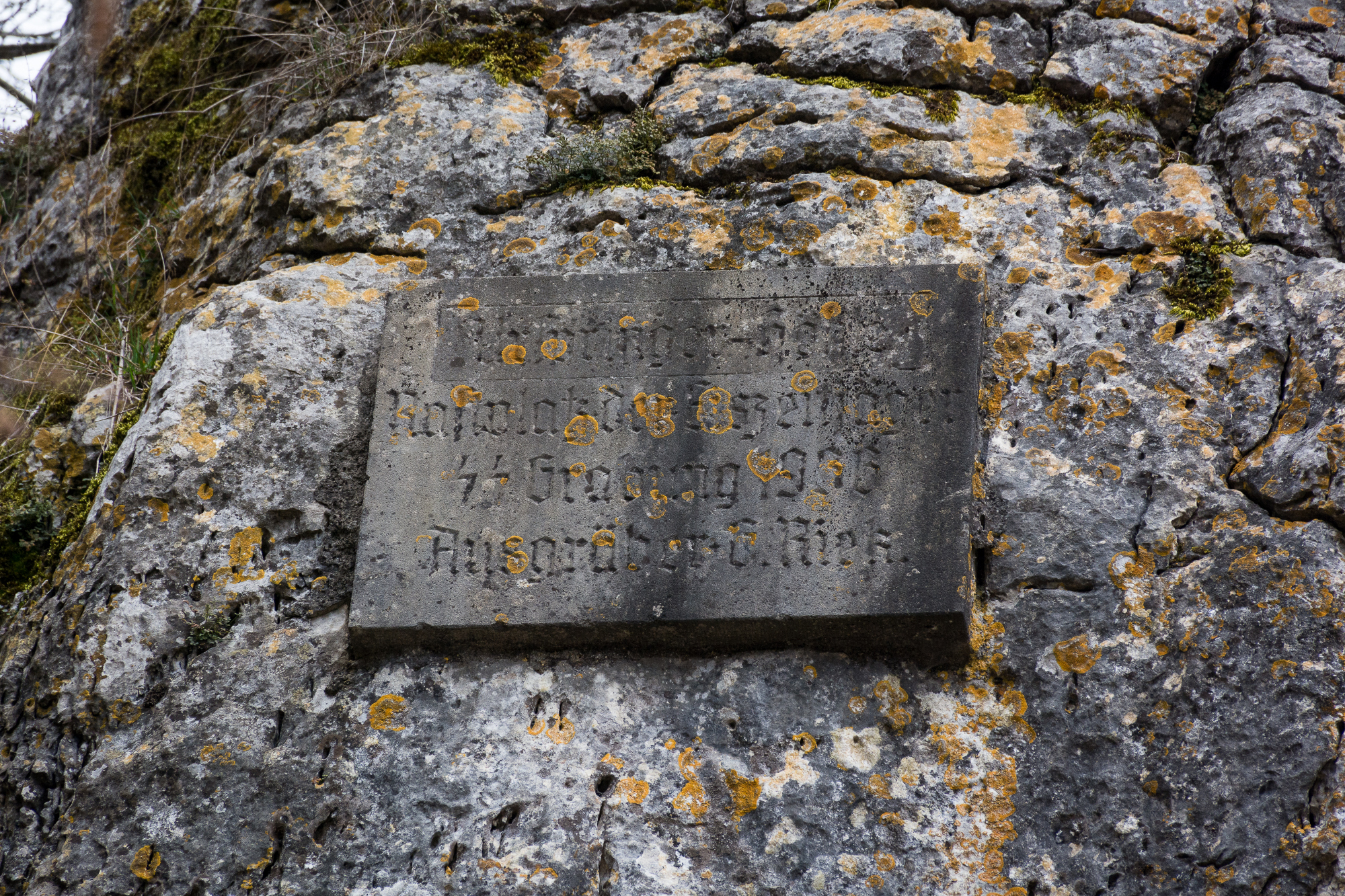
Hinweistafel auf die Grabung von 1936 an der Haldensteinhöhle, bei der Gustav Riek auf der Schwäbischen Alb erstmals auf die Blattspitzen-Gruppe gestoßen ist

Das Mittelpaläolithikum endet mit der Blattspitzen-Gruppe. Damit wird eine Übergangsindustrie der Altsteinzeit zwischen dem Mittel- und Jungpaläolithikum von etwa 50.000 bis 35.000 v. Chr. bezeichnet. Der Begriff Blattspitze wird seit etwa 1900 für symmetrische Feuerstein-Spitzen des Mittel- und Jungpaläolithikums mit buchen- oder weidenblattartiger Form verwendet.
Blattspitzen sind blattförmig, im Längsschnitt schlank, annähernd gerade verlaufend, mehr oder weniger vollständig bifazial (beide Flächen) gearbeitet und axialsymmetrisch mit ein oder zwei Spitzen ausgestattet. Gegenüber dem Faustkeil bzw. Faustkeilblatt weisen sie einen schlankeren Längs- und Querschnitt auf.
Es finden sich auf der Schwäbischen Alb nur spärliche Belege für die Blattspitzen-Gruppe. Bekanntes Beispiel ist in Baden-Württemberg die Haldensteinhöhle im Lonetal. Gustav Riek fand hier bei seinen Grabungen 1936 im Grabungshorizont VII zwei sehr sorgfältig bearbeitete Blattspitzen. Es gibt keine Skelettfunde, die eindeutig der Blattspitzengruppe zuzuordnen wären, deshalb bleibt offen, ob die Träger der Kulturstufe Neandertaler oder frühe anatomisch moderne Menschen (Homo sapiens) waren. Traditionell werden jedoch die Blattspitzen den späten Neandertalern zugerechnet.

#### Zwischenepoche nach dem Mittelpaläolithikum
Auf keinem klassischen Fundplatz des Mittelpaläolithikums im Bereich der Schwäbischen Alb gibt es einen Hinweis für eine Begegnung zwischen dem modernen Menschen und dem einheimischen Neandertaler. Stattdessen „zeigen alle gut untersuchten Fundplätze im Ach- und Lonetal … eine Lücke in der Besiedlung zwischen den letzten Neandertalern, welche Artefakte des Mittelpaläolithikums herstellten und den frühen modernen Menschen, auf die die Hinterlassenschaften des Aurignaciens samt der Kunstwerke, Schmuckstücke, Musikinstrumente und zahlreichen neuen Werkzeugformen zurückgehen“

### Jungpaläolithikum (ca. 40.000 Jahre vor heute)

#### Aurignacien

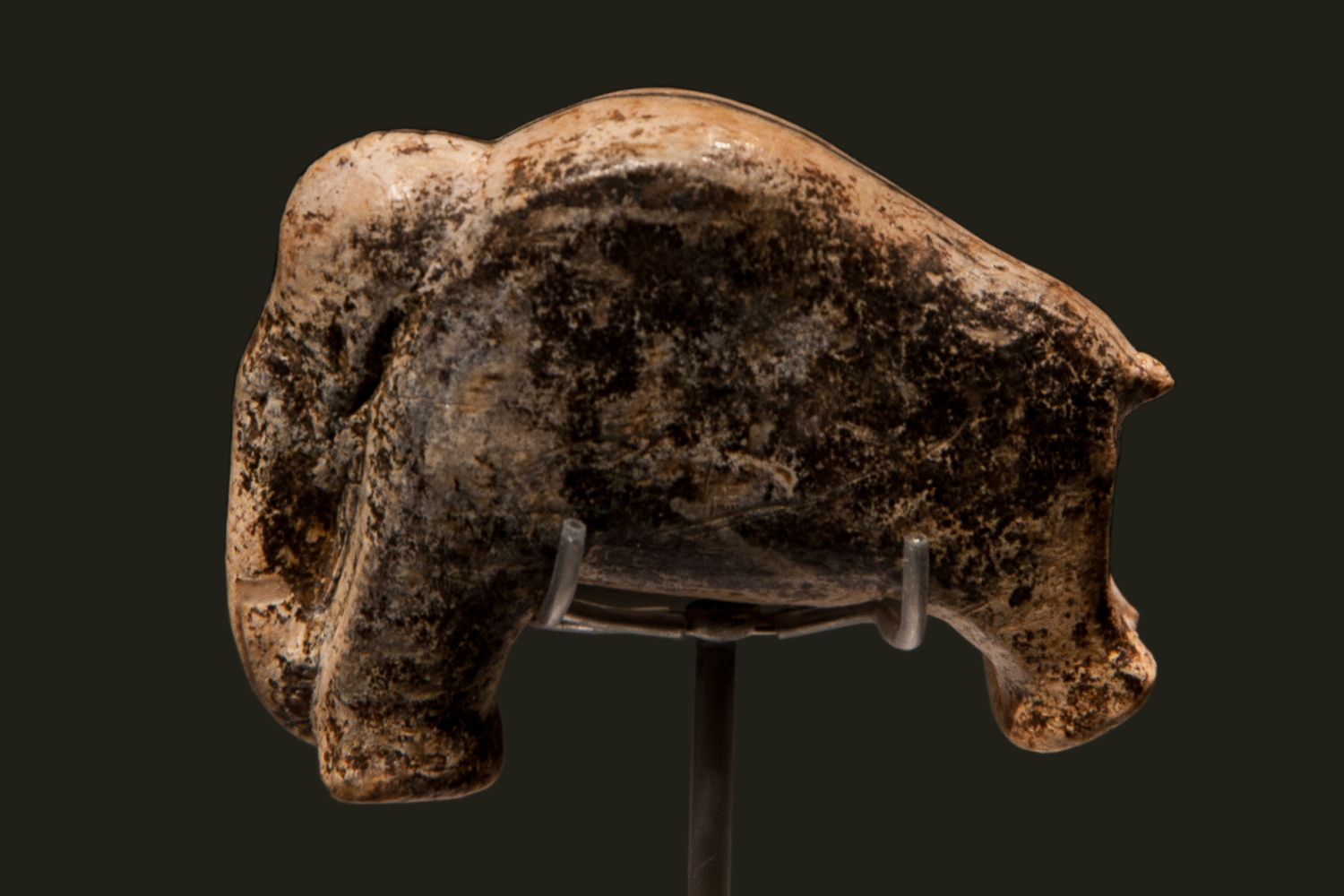
Das geschnitzte Mammut aus der Vogelherdhöhle, einerseits viel gejagt, andererseits auch künstlerisch dargestellt von den Jägern des Aurignacien

Wie es den Anschein hat, sind die Träger des Aurignaciens „in einen stark entvölkerten oder gar menschenleeren Raum eingewandert. Die Bevölkerungsdichte der neuen Menschenform steigt rasch an, und an mehreren Fundplätzen … sind die Konzentrationen des Fundmaterials allein in den Aurignacienschichten deutlich, zum Teil um mehr als ein Zehnfaches, höher als in den mittelpaläolithischen Schichten des Neandertalers“ Im Jungpaläolithikum ist eine erhöhte Siedlungsintensität nachweisbar.
Bisher früheste Zeugnisse von komplexer künstlerischer Betätigung im Jungpaläolithikum sind rund 40.000 Jahre alte Flöten. Im Urgeschichtlichen Museum Blaubeuren sind drei relativ vollständige Flöten zu besichtigen: zwei stammen vom Geißenklösterle und eine vom Hohlen Fels, die zu den ältesten Musikinstrumenten weltweit gehören. Die verschiedenen Eiszeitflöten des Blau- und Achtales konnten hörbar gemacht werden. Unterschiede liegen unter anderem im Material begründet: eine Flöte ist aus Schwanenflügelknochen, die zweite aus Gänsegeierknochen, die dritte aus Mammutelfenbein.
Insgesamt liegen in Baden-Württemberg (bis 2016) Fundstücke und Relikte von 24 Flöten aus dieser Zeit vor. Die Flöten wurden vermutlich über den scharfen Schaftrand oder über eine Kerbe angeblasen und erklangen pentatonisch.
Die ältesten Kunstschnitzereien stammen aus der Vogelherdhöhle bei Stetten (Landkreis Heidenheim); sie sind rund 32.000 Jahre alt. Hier wurden zahlreiche Werkzeuge wie Schaber und Faustkeile gefunden. In diese Zeitrechnung reicht auch das dort gefundene vollplastische Wildpferd, sowie die Venus vom Hohlefels aus Schelklingen, die damit die weltweit ältesten nachweisbaren Plastiken darstellen. „Die Elfenbeinkunst spiegelt sicherlich eine Fähigkeit und eine Tradition wider, die über viele Generationen immer weitergegeben wurde“
Weitere Zeugnisse dieser Zeit fanden sich unter anderem in der Kleinen Scheuer am Albtrauf der Ostalb und in der Brillenhöhle bei Blaubeuren. Die sechs Fundstellen, die unter dem Begriff Höhlen und Eiszeitkunst der Schwäbischen Alb zusammengefasst werden, gaben Artefakte aus dieser Zeit frei. Aber auch im Laucherttal lässt sich – mit weniger spektakulären Funden aus der Göpfelsteinhöhle – diese Epoche nachweisen.

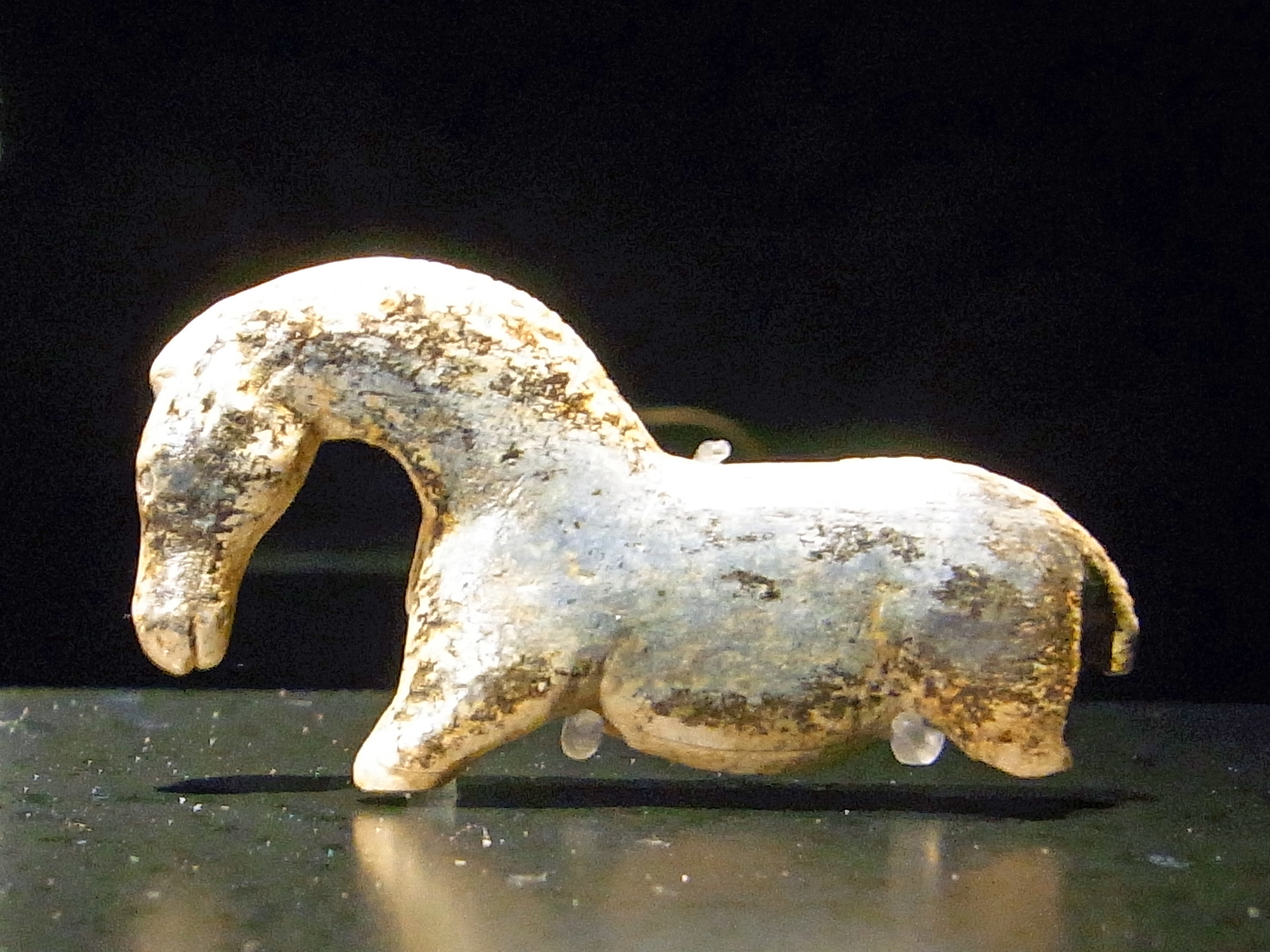
Ein Wildpferd aus Mammut-Elfenbein, gefunden in der Vogelherdhöhle
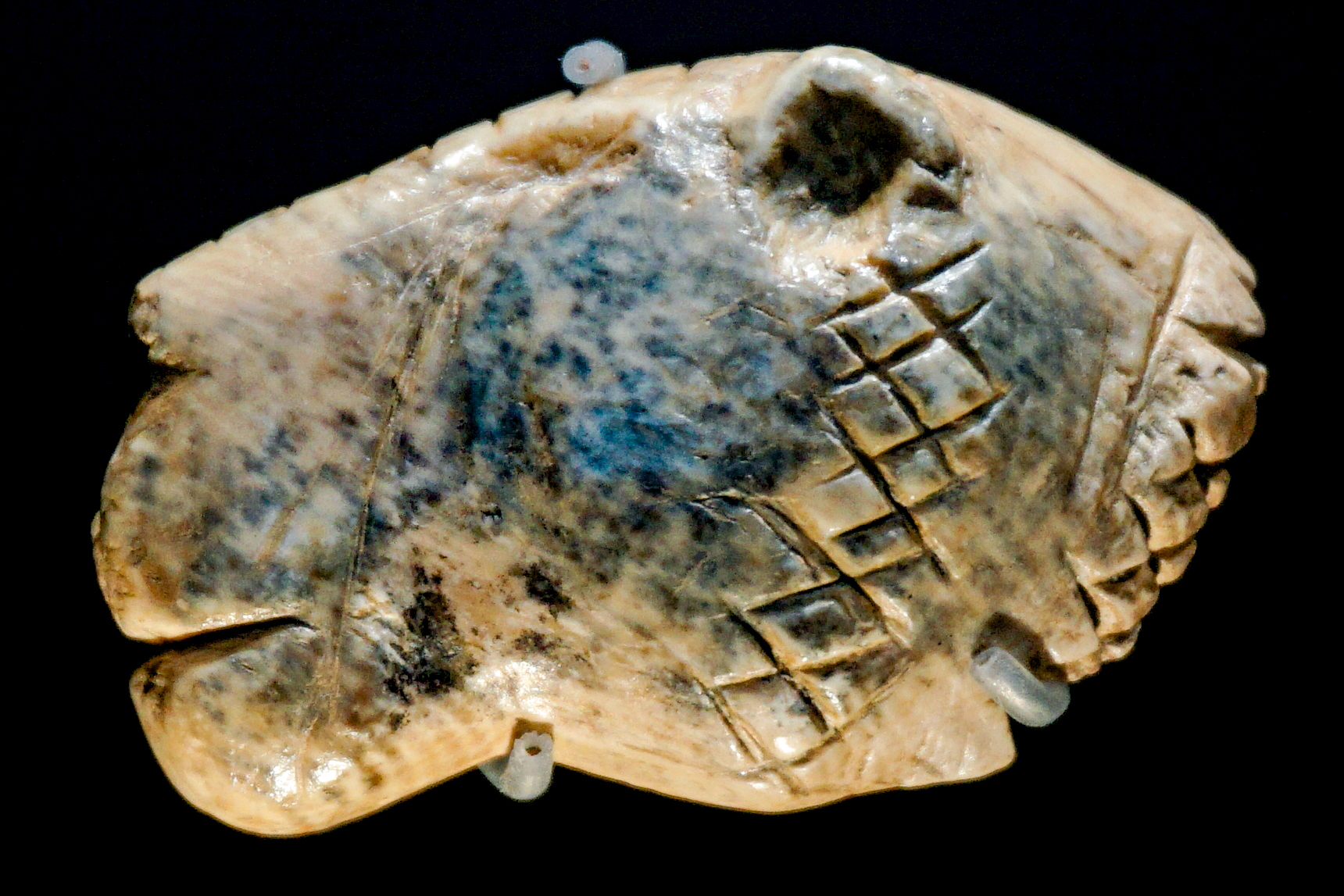
Kleiner Löwenkopf aus dem Lonetal
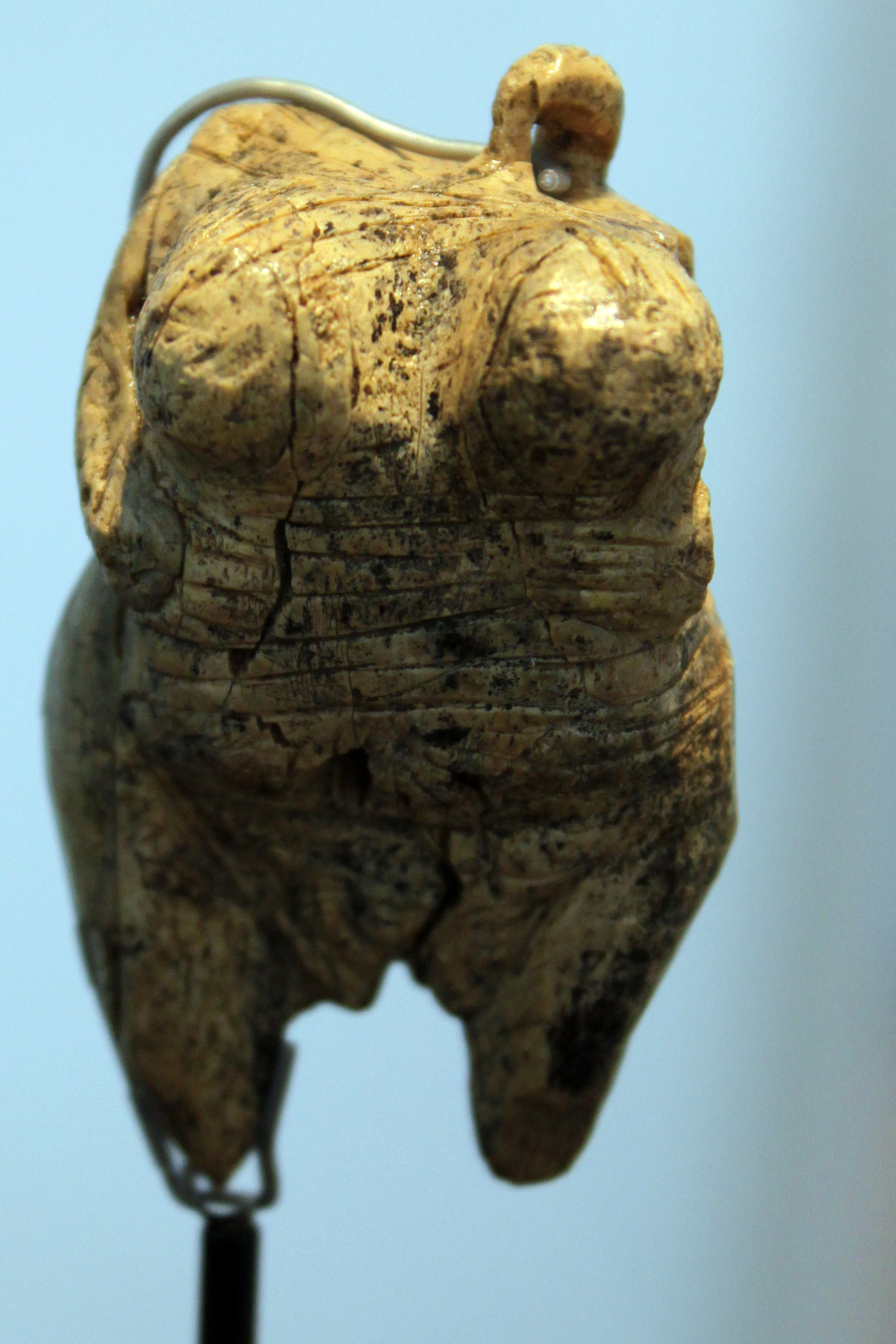
Die Venus vom Hohlefels aus dem Achtal
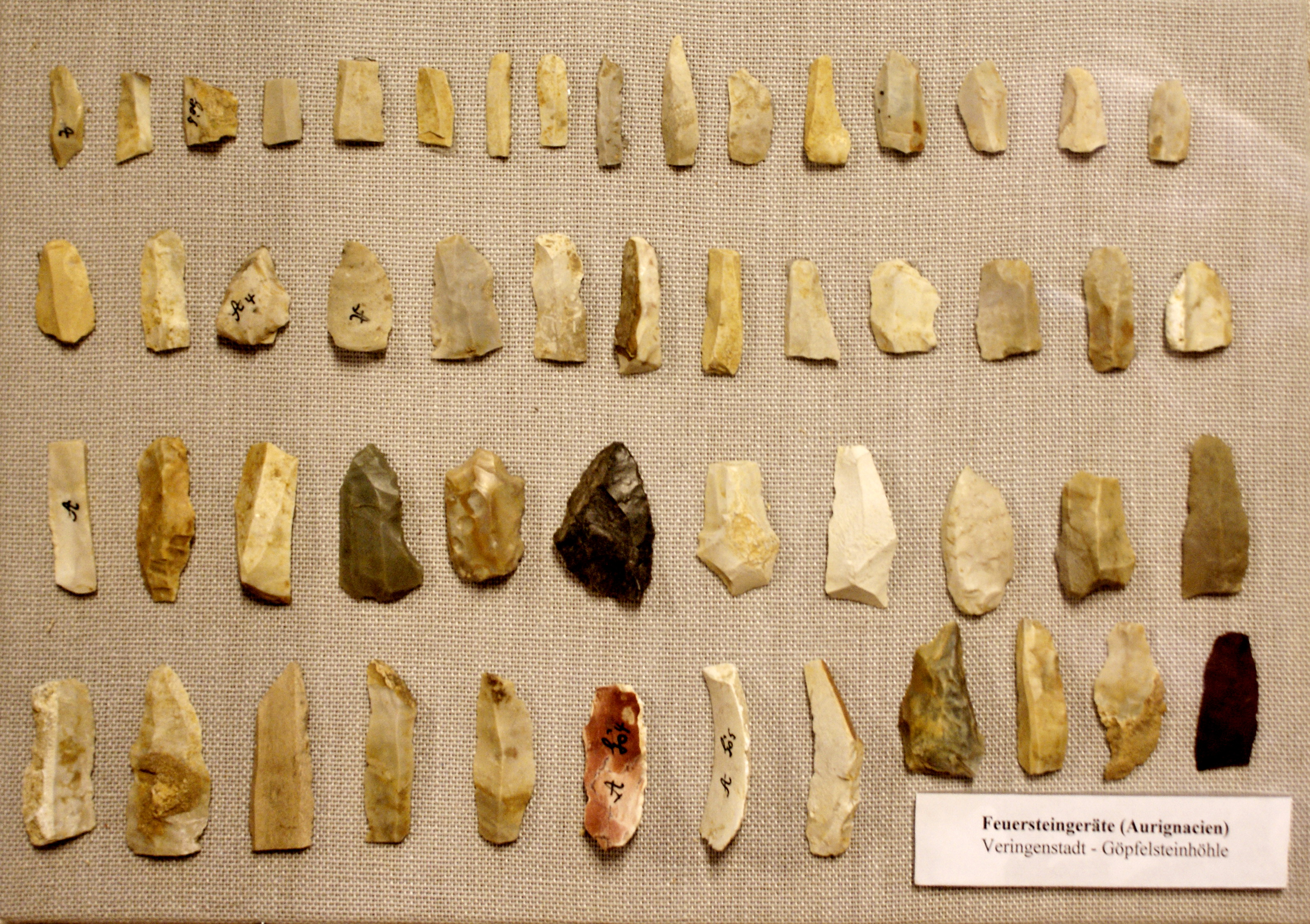
Typische Werkzeuge aus dem Aurignacien, gefunden in der Göpfelsteinhöhle im Tal der Lauchert

Allgemein wird die Ausbreitung des Aurignacien in Baden-Württemberg mit der Ausbreitung des anatomisch modernen Menschen in einen direkten Zusammenhang gebracht. Manche Innovationen in der materiellen Kultur haben im süddeutschen Aurignacien ihren Ursprung. Die bisher ältesten Nachweise stammen von der Schwäbischen Alb. Der Tübinger Archäologe Michael Bolus stellt fest: „Es ist schon auffallend, dass hier zu so früher Zeit, vor etwa 40.000 Jahren, bereits das ganze 'Paket' an Neuerungen nachweisbar ist, darunter […] Kunstobjekte, Schmuck und Musikinstrumente, die an den meisten anderen Aurignacien-Fundstellen deutlich seltener sind oder ganz fehlen. […] In Innovationszentren wie der Schwäbischen Alb wurde das Aurignacien […] voll ausgebildet und schließlich weitergegeben“.

#### Gravettien

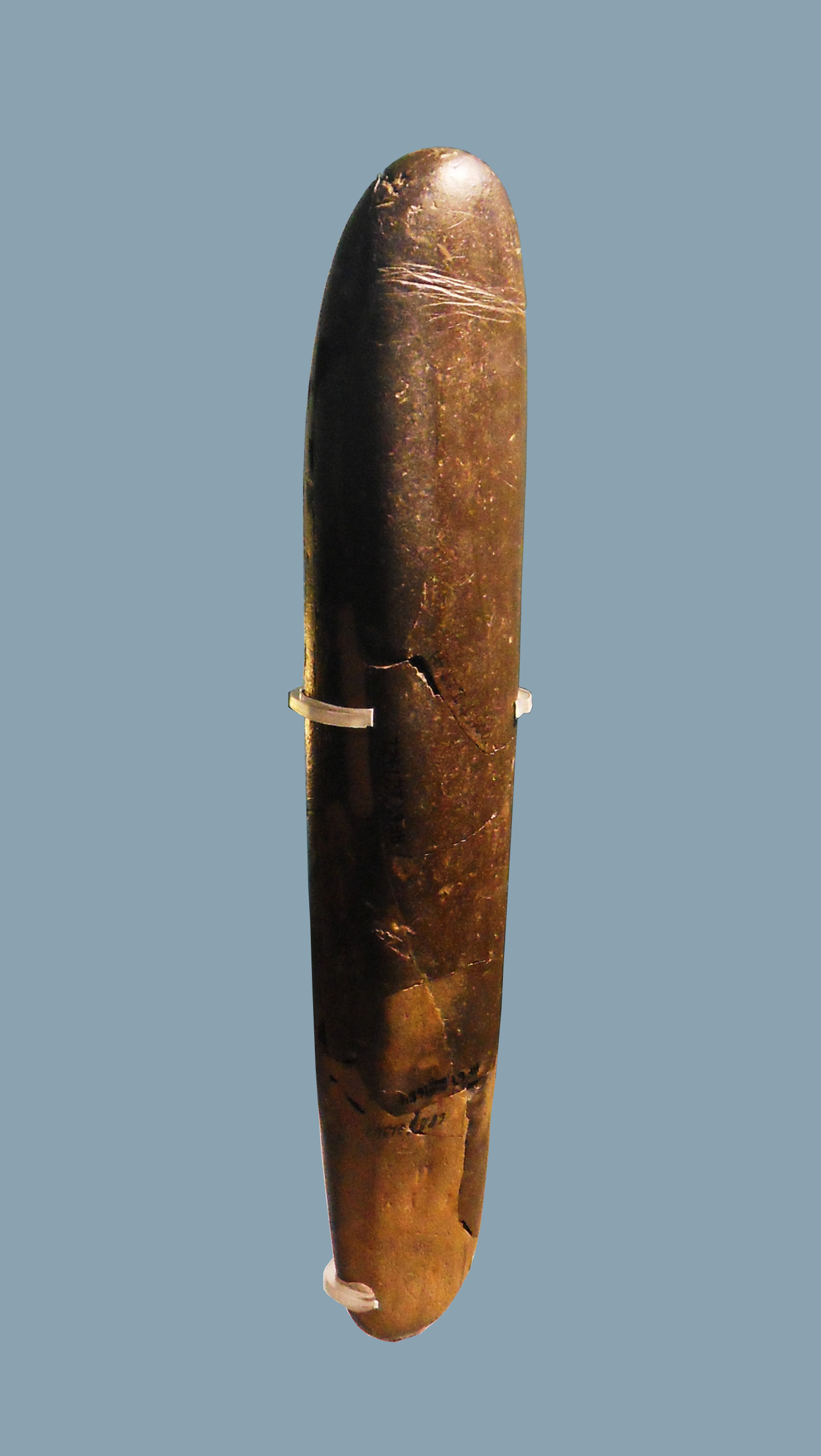
Der Phallus von Schelklingen ist eines der bedeutendsten Fundstücke aus dem Gravettien von Baden-Württemberg

Das Gravettien ist die wichtigste archäologische Kulturstufe des mittleren Jungpaläolithikums. Jäger und Sammler des Gravettiens haben ihre Spuren auch in Baden-Württemberg hinterlassen. Die Datierungen von Fundstellen des Gravettiens reichen etwa von 34.000 bis 30.000 v. Chr.
Das Gravettien folgt auf das Aurignacien und fällt in die Abkühlungsphase vor dem zweiten Kältemaximum der Würm-Kaltzeit.
Der Übergang ist aufgrund der lückenlos erhaltenen Schichtfolgen in den Höhlenfundstellen im Achtal sehr gut nachvollziehbar. Gleichzeitig scheint es aber auch eine Kontinuität zwischen Aurignacien und Gravettien zu geben; jedenfalls ist keine sterile Schicht in den Alb-Höhlen zwischen diesen Kulturepochen erkennbar. Während im Aurignacien Mammutelfenbein das präferierte Arbeitsmaterial war, wurden im Gravettien Mammutknochen und Geweih klar bevorzugt.
Erstmals wird auch Lehm verwendet und im Feuer gehärtet. Die sogenannte Rückenstumpfung bei der Werkzeugherstellung ermöglicht das Schäften von Steingeräten in Holz, Knochen und Geweih. Es lässt sich vermuten, dass damit sowohl die Waffenherstellung als auch die Handhabung der Jagdgeräte vereinfacht wurde. Zahlreiche Artefakte dieser Epoche sind vor allem im Hohle Fels, im Geißenklösterle und in der Brillenhöhle aufgetreten.
Im Gegensatz zum Achtal fehlen im Lonetal deutliche Hinweise auf eine längere Anwesenheit des Menschen während des Gravettien.
Bei einer auffallenden Schicht des Gravettiens spricht man vom Statuettenhorizont, einem europaweiten Phänomen, in dem sich neben Schmuck dreidimensionale menschenartige Artefakte, insbesondere aber füllige Frauenfiguren, sogenannte Venusfigurinen, finden. Die Liste paläolithischer Venusfigurinen kennt über zwanzig solcher Darstellungen aus dem Gravettien.

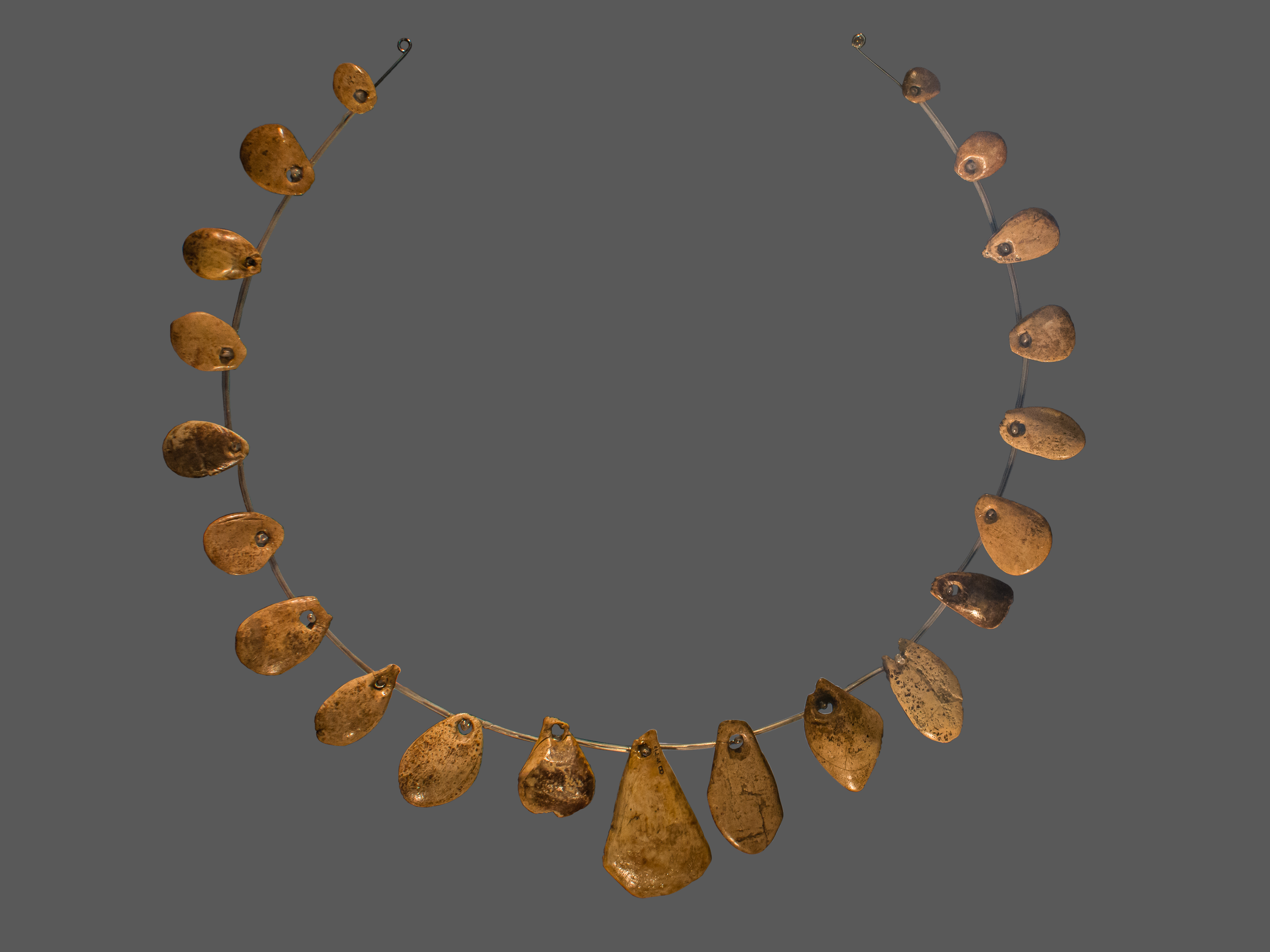
Ein Schmuckanhänger aus dem Gravettien, wie er in der Brillenhöhle ausgegraben werden konnte
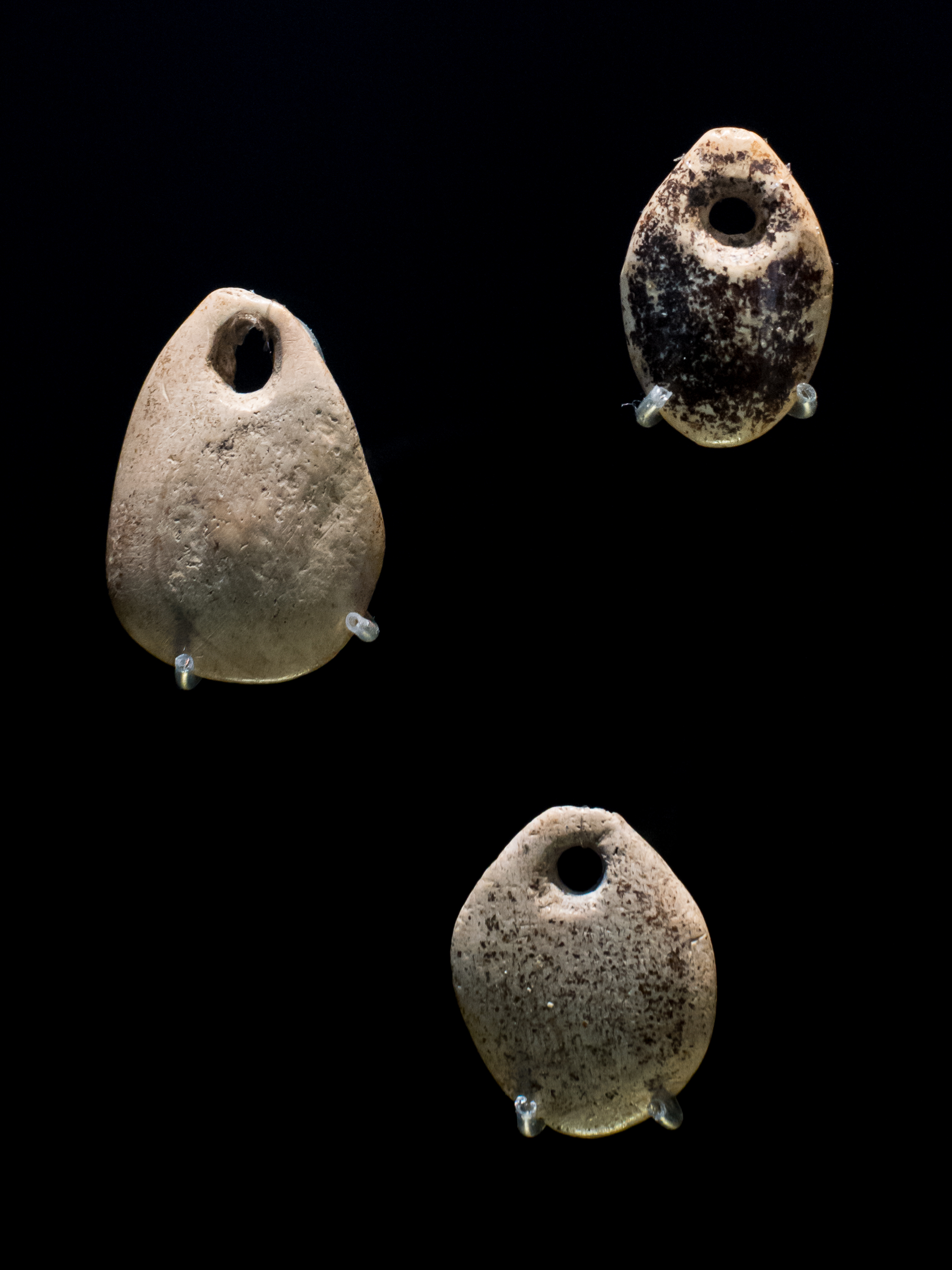
Drei Schmuckanhänger aus dem Gravettien, ebenfalls in der Brillenhöhle entdeckt
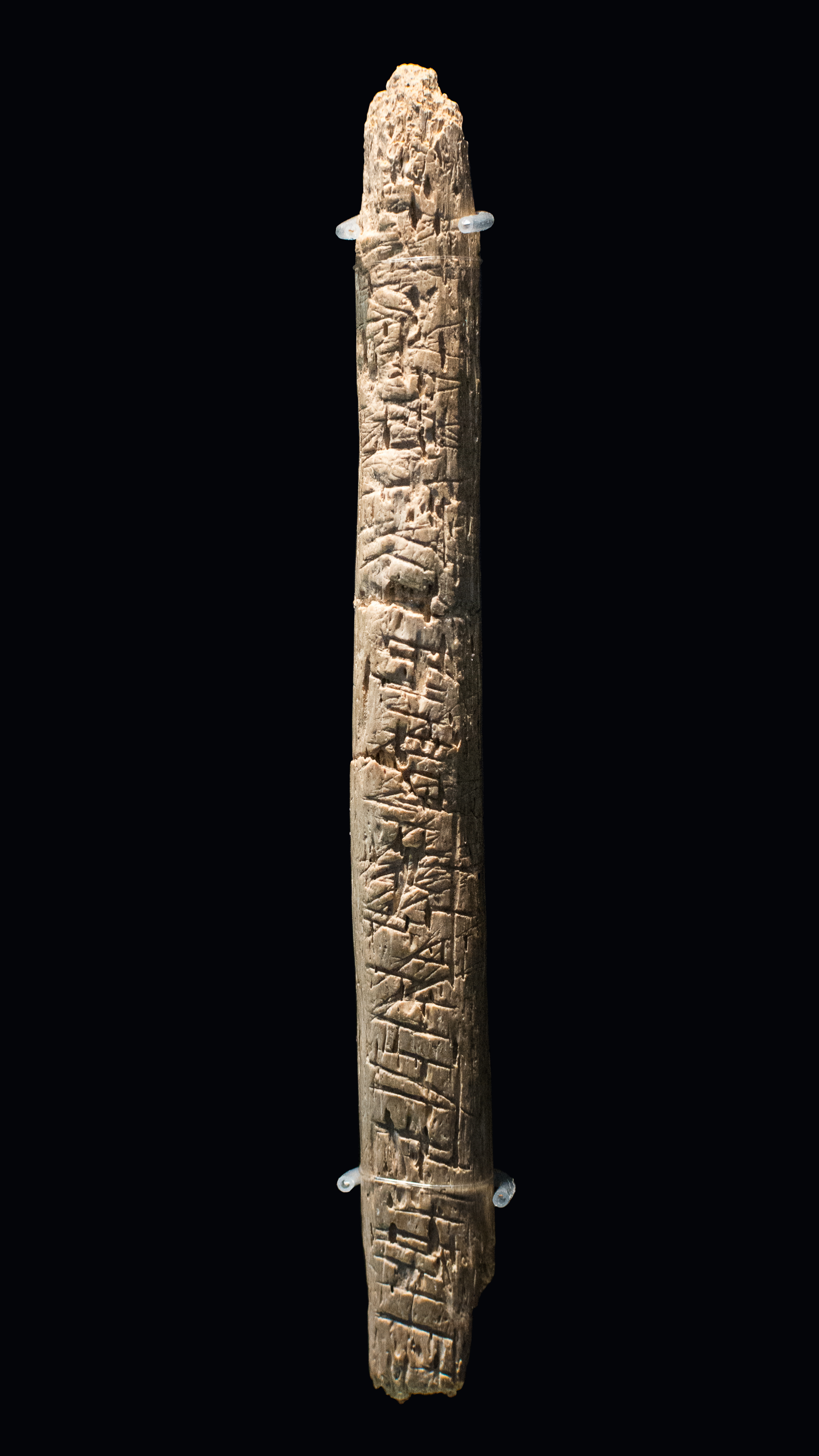
Eine Geschoss-Spitze aus der Brillenhöhle, die etwa 25.000 bis 28.000 Jahre alt ist
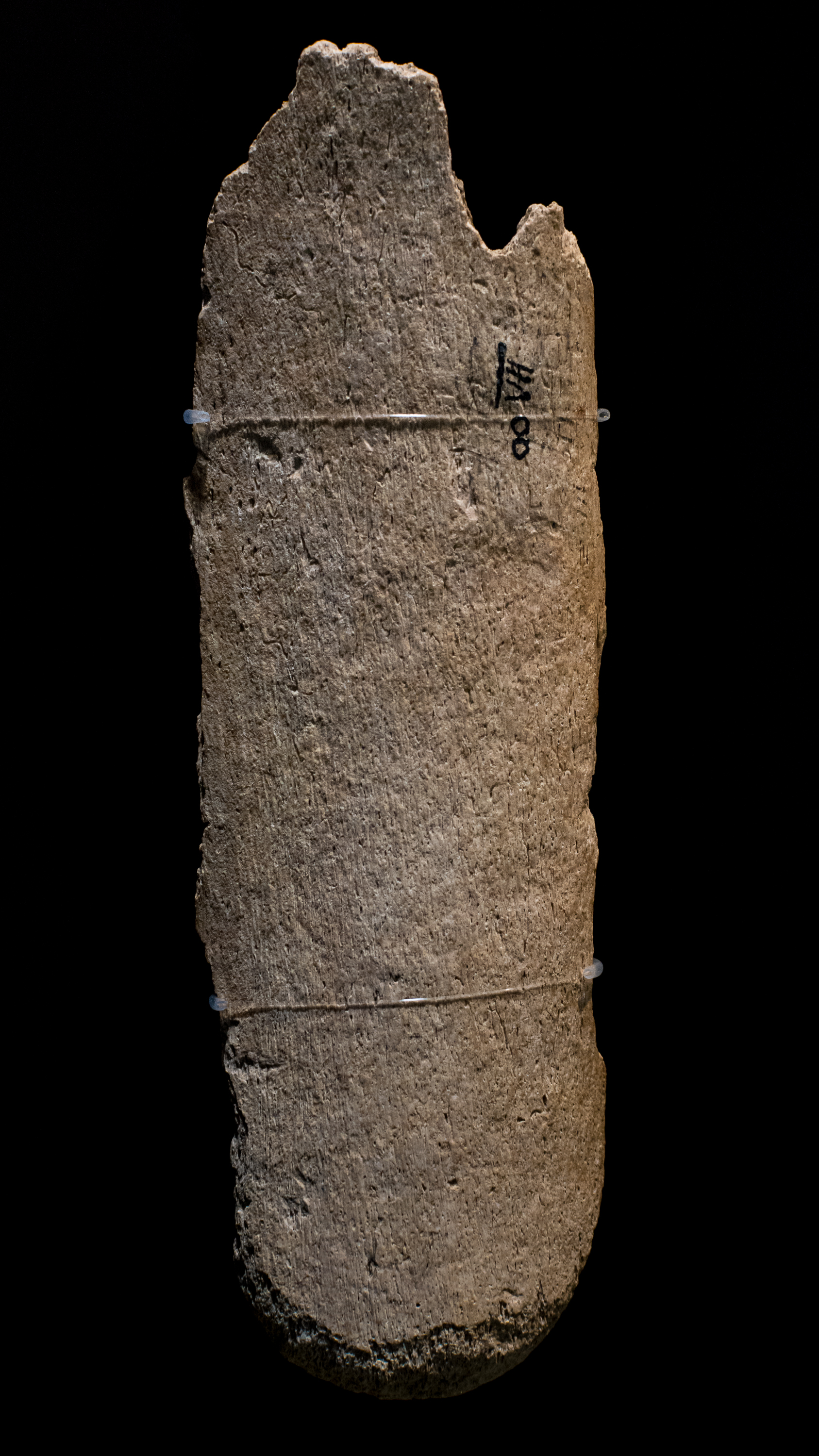
Ein aus einer Rentier-Rippe gefertigter Fellauslöser, ein typisches Werkzeug aus dem Gravettien, etwa 25.000 bis 28.000 Jahre alt, gleichfalls aus der Brillenhöhle

#### Solutréen

Das Solutréen entfällt aufgrund des Kältemaxium in Baden-Württemberg, was diese Karte deutlich unterstreicht. Östlich von Solutré (Hauptfundort 12) finden sich keine Nachweise für die Kulturstufe.

Das Solutréen entfällt in Süddeutschland aufgrund des Kältemaximums. Schon vor etwa 24.000 Jahren begann sich das Klima stark abzukühlen, so dass ein Kältemaxium vor etwa 20.000 Jahren erreicht wurde. Nicholas Conard beobachtete bei den Ausgrabungen: „Schon ab 28.000 Jahren vor heute war die Schwäbische Alb nach bisherigem Kenntnisstand unbesiedelt, oder es waren nur wenige Menschen vor Ort, deren materielle Hinterlassenschaften jedoch nicht überliefert sind. Die Menschen besiedelten die Schwäbische Alb regelhaft erst wieder im Magdalénien etwa 16.000 Jahre BP.“

#### Magdalénien
Im Magdalénien, das in Baden-Württemberg auf die Zeit zwischen 16.000 und 14.000 Jahre BP fällt, wird bei zunehmend milderem Klima die Schwäbische Alb wieder bewohnt.
Nicht nur die Werkzeugherstellung, sondern auch das Kunstschaffen erreicht eine neue Dimension. Vor allem abstrahierte Frauenstatuetten (früher: Venusfigurinen) gelten als bedeutendste Objekte des süddeutschen Magdalénien.

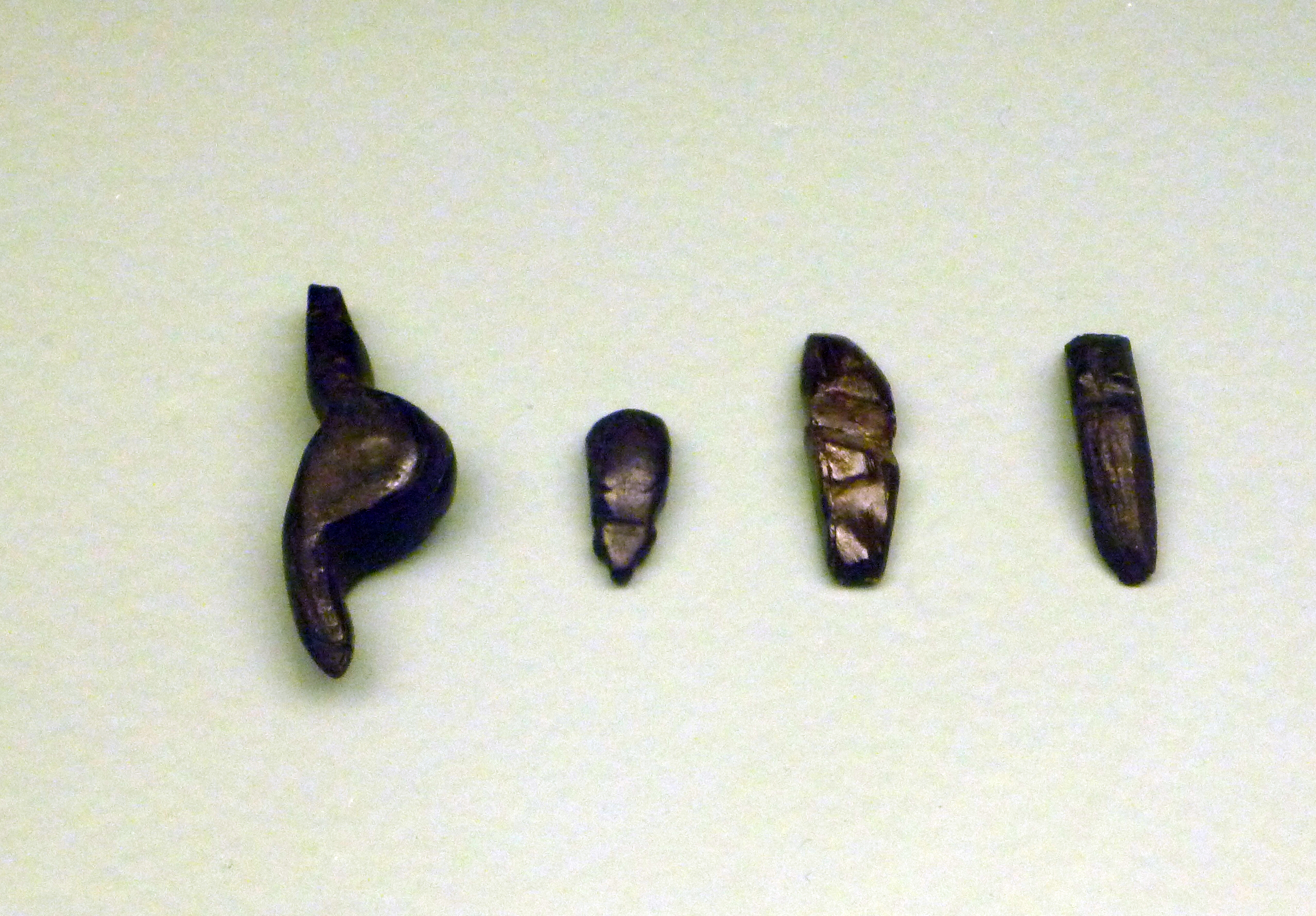
Die Venus aus Gagat vom Petersfels (links), eines der Zeugnisse aus der Epoche des Magdalénien in Baden-Württemberg
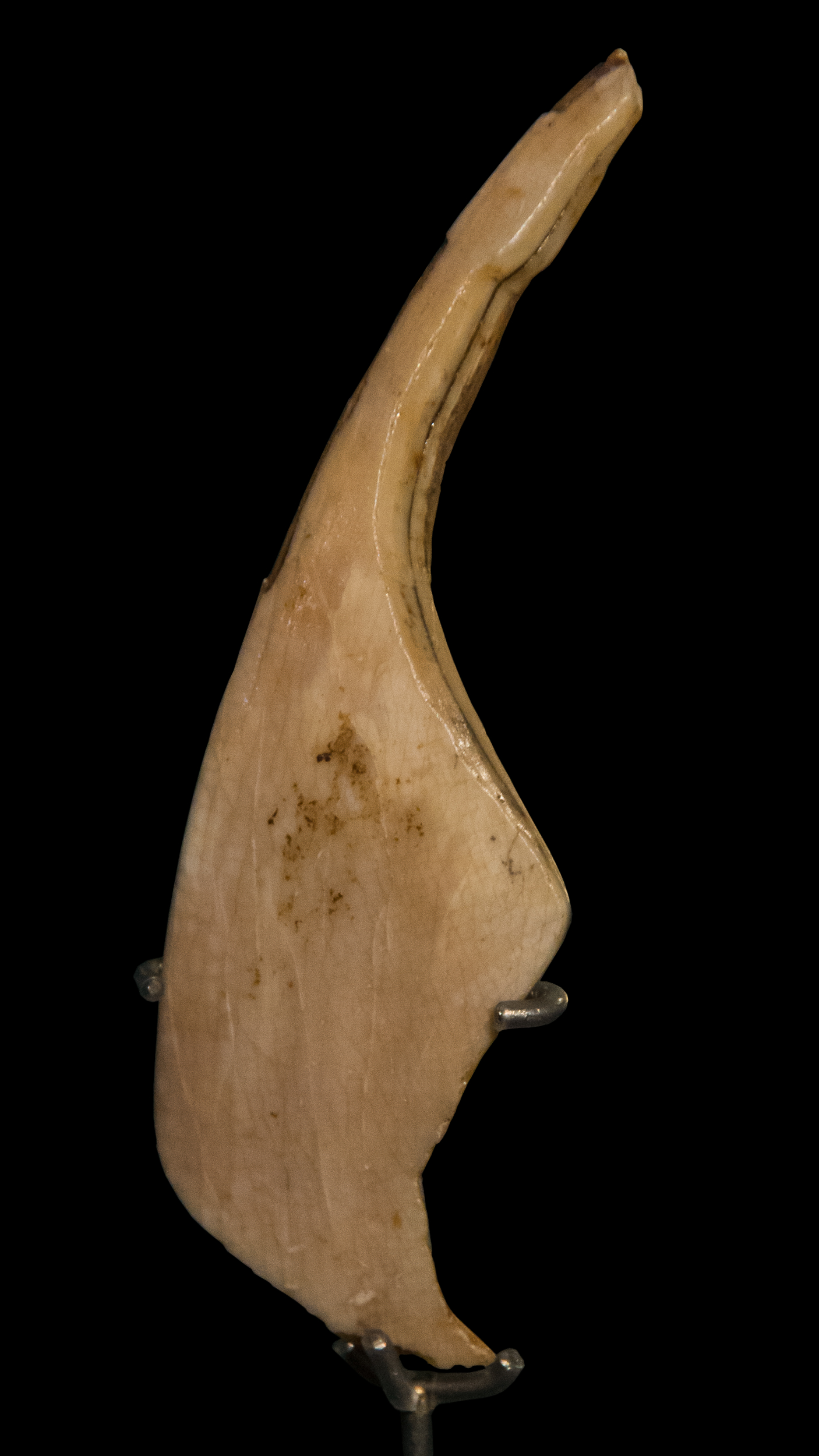
Eine andere Venus, die Venus vom Vogelherd, 2008 als Kunstwerk des Magdalénien entdeckt
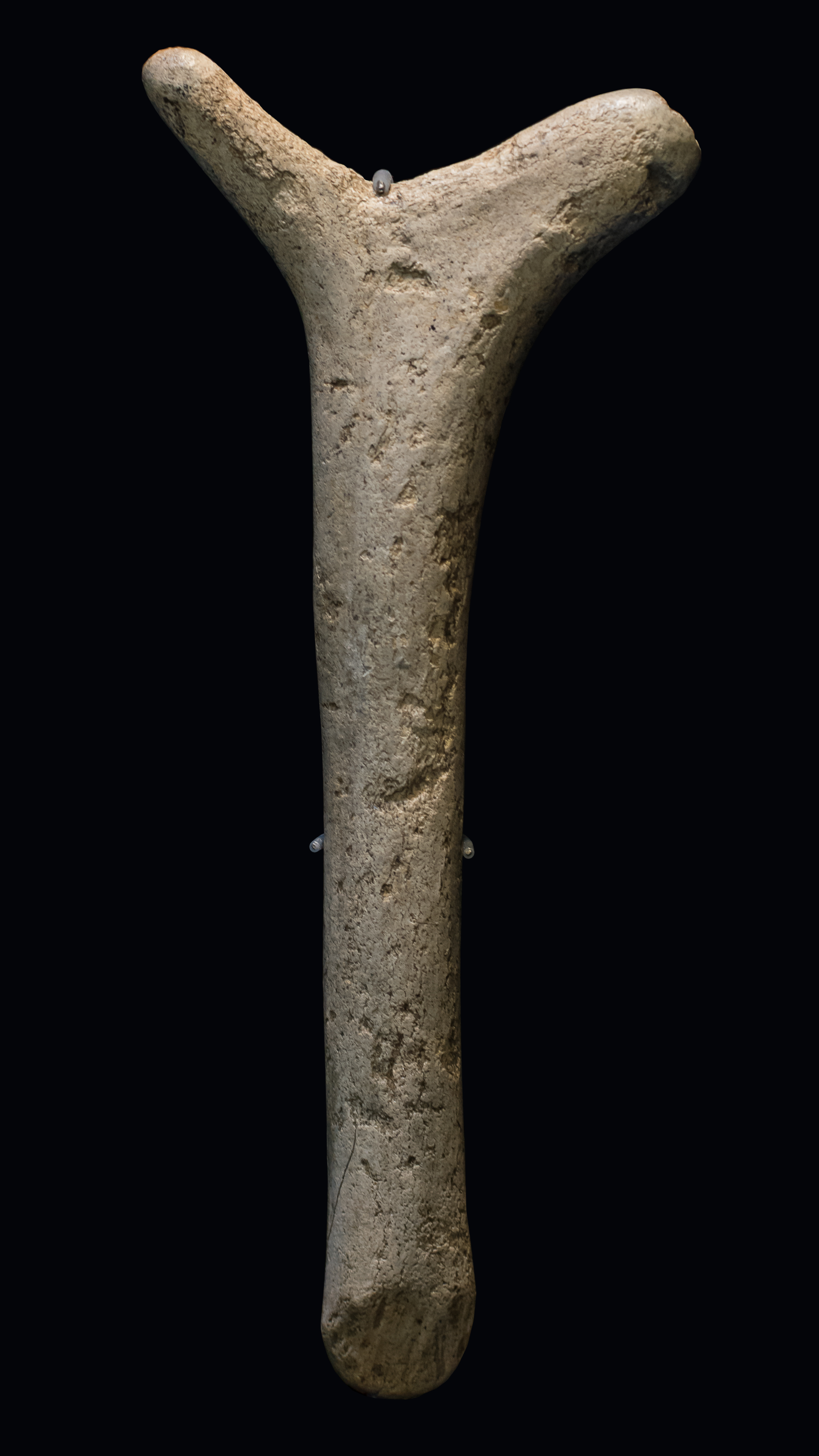
Ein Trommelschlägel aus Rengeweih, etwa 12.000 Jahre alt, in der Brillenhöhle ausgegraben
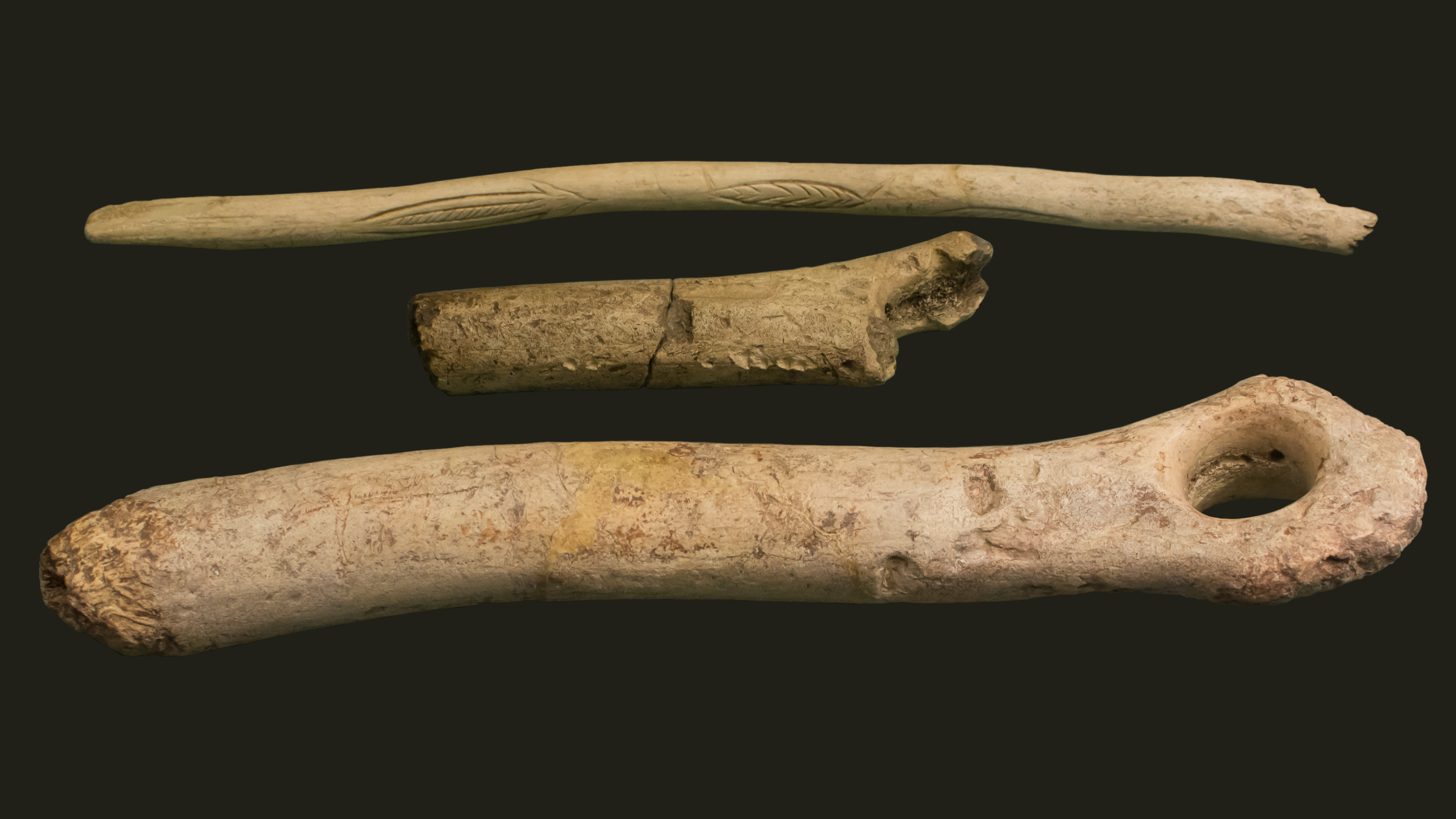
Das Rentiergeweih aus dem Petersfels wurde im Magdalénien zu einem Lochstab (unten) umgearbeitet und mit dekorativen Gravuren versehen (oben)

Es gibt in Baden-Württemberg zwar keine ausgemalten Bilderhöhlen wie beispielsweise im französischen Lascaux, jedoch transportable Kleinkunst in Form von mit Punktreihen bunt bemalten Steinen. Damit beginnt in Süddeutschland auch eine Tradition der Malerei. Als Farbe diente Rötel, ein in der Region vorkommendes eisenhaltiges Pigment.
Reiche Funde aus dem Magdalénien gaben unter anderem die Brillenhöhle, der Petersfels und die Vogelherdhöhle bei Grabungen frei. Bemalte Steine aus der Epoche sind aus dem Hohlen Fels bekannt. Ein weiterer Magdalénien-Fundplatz liegt bei Munzingen in der Freiburger und Breisgauer Bucht.
Erstmals tauchten auch Nadeln mit Öhr auf. Persönliche Schmuckstücke wurden in hoher Zahl gefertigt. Schmuckschnecken, Muscheln, Tierzähne, sogar Fossilien wie Ammoniten wurden als Schmuck eingesetzt.
Entlang der Donau entstanden die ersten lichten Wälder. Hänge-Birke, Nadelbäume und Haselnusssträucher breiteten sich aus.

#### Spätpaläolithikum und Azilien
Als letzte Epoche der Würm-Kaltzeit gilt das Spätpaläolithikum, das gelegentlich – vor allem in Frankreich und in der Schweiz – als Azilien bezeichnet wird. Datiert wird die Phase zwischen 14.000 und 11.600 vor heute, allerdings erfolgt die Grenzziehung zwischen Jung- und Spätpaläolithikum im deutschen Sprachraum nicht einheitlich. Das Azilien endet mit dem Beginn des Holozäns.
Sowohl in Baden-Württemberg, als auch allgemein in Europa, ist ein Rückgang in der Verwendung der organischen Materialien zu beobachten. Knochen und Geweih findet sich kaum mehr als Ausgangsmaterial, aber auch Schmuck und Kunst werden mehr und mehr vermisst. Der Übergang vom Spätpaläolithikum zur Mittelsteinzeit ist fließend.

## Mittelsteinzeit (Mesolithikum)
Die Mittelsteinzeit, auch Mesolithikum genannt, beginnt mit dem Ende der letzten Eiszeit vor rund 10.000 Jahren. Dadurch verbesserten sich die Bedingungen für pflanzliche Nahrung erheblich. Somit wurden aus reinen Jägern wieder mehr Sammler und vor allem Fischer.

### Frühe Mittelsteinzeit (8000–6000 v. Chr.)
Die Zeit ist gekennzeichnet durch die Herstellung kleinster Abschläge (Mikrolithen). Diese Mikrolithen wurden in Speerspitzen eingesetzt. Eine Verbesserung der Festigkeit von Steinen wurde durch Tempern im Feuer bei 270–300 °C erreicht. Durch Sammeln von Fischzähnen und Schmuckschnecken und die Herstellung von Ketten und Bändern konnten sowohl Körperteile als auch Kleidungsstücke geschmückt werden.

#### Übersicht über die Fundregionen im Gebiet Baden-Württembergs
Die wichtigsten Fundregionen dieser Zeit sind das Rems-Murr Gebiet, das Oberrheintal sowie das Gebiet um den Bodensee und den Federsee.
In den 1990er Jahren konnten im Laufe mehrerer archäologischer Ausgrabungen in der Flur Siebenlinden im Neckartal bei Rottenburg am Neckar insgesamt drei Mittelsteinzeitliche Fundstellen erforscht werden. Die Plätze gehören in die frühe Nacheiszeit, etwa 8000 bis 7700 v. Chr. Hier haben sich in der Aue ausnahmsweise mesolithische Freilandplätze so gut erhalten, dass sich Feuerstellen, Standorte der Zelte und Arbeitsplätze nachweisen lassen.
Zahlreiche Funde der Schwäbischen Alb, die die ältere Forschung bis in die 1960er Jahre als „grobgerätiges Mesolithikum“ (oder Campignien) bezeichnet hatte, werden heute als natürliche Frostsprenglinge oder als Halbfabrikate einer jungsteinzeitlichen Rohmaterialgewinnung angesehen.

#### Beuronien
Aufgrund von Forschungen in verschiedenen Höhlen der Schwäbischen Alb durch Wolfgang Taute wurde die süddeutsche Mittelsteinzeit – als Beuronien bezeichnet – in mehrere Stufen gegliedert, die durch die vorherrschenden Mikrolithen-Formen definiert werden. Benannt ist diese Kultur nach dem Fundort in der Jägerhaushöhle nahe Beuron, auch wenn sich die Höhle auf dem Gebiet der Stadt Fridingen im Landkreis Tuttlingen befindet. Für dieses Verbreitungsgebiet wird der Begriff Beuronien auch synonym für Frühmesolithikum verwendet.
Wichtiger Fundplatz ist in Baden-Württemberg unter anderem der mesolithische Fundplatz Rottenburg-Siebenlinden.

### Späte Mittelsteinzeit (6000–4500 v. Chr.)
Aufgrund des Klimawechsels vom Kontinental- zum Atlantikklima änderte sich die Vegetation. Haselnusssträucher wurden von Eichenmischwäldern abgelöst, die es den Jägern schwerer machten, Großwild zu erjagen. Hirsch, Wildschwein und anderes Großwild deckten nur noch zu 20–30 % den Nahrungsbedarf. 40–50 % nahmen pflanzliche Produkte wie Nüsse, Wildobst und Eicheln ein. Die Steinabschlagtechnik wurde verfeinert und die Speerspitzen wurden aus trapezförmigen Mikrolithen hergestellt.
Von Bedeutung sind die Grabungen in der Federseeregion, wo in den Jahren 1988/89 beim Henauhof in der Nähe von Bad Buchau (Landkreis Biberach) Ausschnitte eines mittelsteinzeitlichen Siedlungsplatzes mit sieben Feuerstellen untersucht wurden. Sie erbrachten ein umfangreiches, für die späteste Mittelsteinzeit charakteristisches Fundgut. Durch die Radio-Carbon-Methode konnte der Platz in die zweite Hälfte des 6. vorchristlichen Jahrtausends datiert werden. Damit kann eine Überlappung von spätester Mittelsteinzeit und der ältesten jungsteinzeitlichen Kultur, der Linearbandkeramischen Kultur, in Südwestdeutschland, also ein zeitliches Nebeneinander endmittelsteinzeitlicher Wildbeuter und bandkeramischer Bauern über mehrere Jahrhunderte hinweg, angenommen werden.

## Jungsteinzeit (Neolithikum)

### Chronologie der Jungsteinzeit 5500 bis 2000 v.Chr.
Der Beginn der Jungsteinzeit, fachsprachlich das Neolithikum, wird in Mittel- und Westeuropa mit dem Übergang von Jäger- und Sammlerkulturen zu sesshaften Bauern mit domestizierten Tieren und Pflanzen definiert.
Der Übergang zur neolithischen Wirtschaftsweise (fachsprachlich Neolithische Revolution oder Neolithisierung) vollzog sich weltweit unterschiedlich. Nomadische Lebensweise wurde im Zuge von Ackerbau und Viehhaltung gegen Sesshaftigkeit in Dorfgemeinschaften eingetauscht. Der Ackerbau schuf die Grundlage zu einer arbeitsteiligen Gesellschaft. Nahrungsproduktion und Vorratshaltung führten zu einer größeren Unabhängigkeit von der natürlichen Umwelt und bildeten die Basis für Bevölkerungswachstum. Nicht alle unten aufgeführten archäologische Gruppen und Kulturen waren über das gesamte heutige Bundesland Baden-Württemberg gleichmäßig verteilt. Auch heißt Chronologie nicht, dass die Gruppen und Kulturen sich bruchlos abgelöst haben.
Auf die Bandkeramik am Anfang der Jungsteinzeit folgt in der ersten Hälfte des 5. Jahrtausends v. Chr. der mittelneolithische Kulturenkomplex mit der Hinkelstein-Gruppe von ca. 5000 bis etwa 4900 v. Chr., der Großgartacher Kultur von ca. 4900 bis etwa 4700 v. Chr. und der Rössener Kultur, anschließend bis etwa 4600/4550 v. Chr.
Das Ende der Jungsteinzeit wurde mit der regional einsetzenden Verarbeitung von Kupfer eingeleitet (Kupfersteinzeit), aber erst durch die Bronzezeit abgelöst.

#### Bauernkultur
Es tauchte eine erste Bauernkultur mit Rind, Schwein, Schaf und Ziegen auf, wobei sich die Menschen ab etwa 5500 v. Chr. vor allem auf den fruchtbaren Lößflächen entlang der Flussläufe niederließen. Als Getreide wurde Gerste und Einkorn angebaut. Durch den Anbau und die Haustierhaltung wurden die Menschen sesshaft und bauten Langhäuser. Die Anstöße dazu kamen über Ungarn und Österreich aus dem Vorderen Orient.
Bereits in den Siedlungen der bäuerlichen, bandkeramischen Kulturen Mitteleuropas gab es auch Hunde, deren Reste in Gräbern und Siedlungen, wie zum Beispiel in Vaihingen an der Enz, gefunden wurden. Es soll sich dabei nicht um wolfsähnliche Hunde, sondern um mittelgroße Rassen handeln.
Durch die günstigeren Nahrungsbedingungen stieg die Bevölkerung stark an.

#### Fischereikultur
An den Gewässern des Landes (etwa Federsee, Bodensee) bildet sich dazu eine Fischereikultur mit speziellen Fangtechniken heraus.

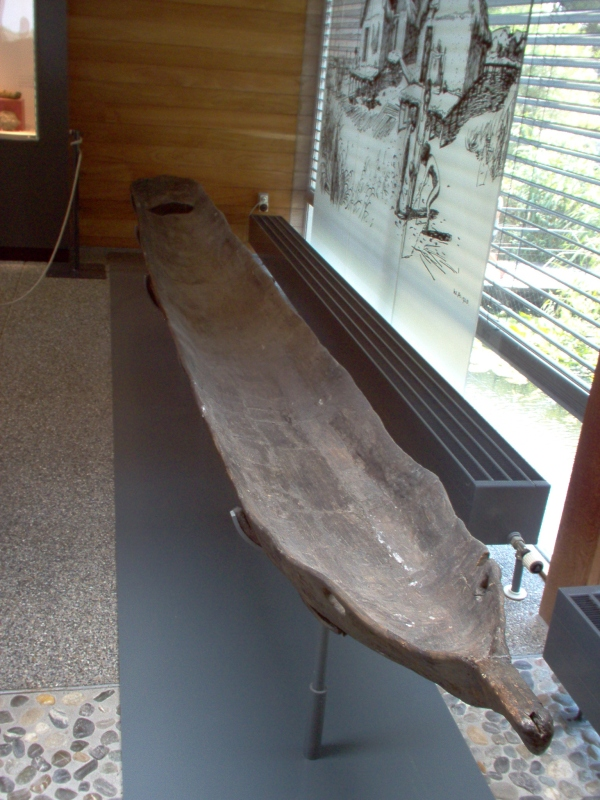
Der Einbaum von Seekirch am Federsee gilt als ein Werk von Menschen, die 2800 Jahre v. Chr. in der Jungsteinzeit gelebt haben
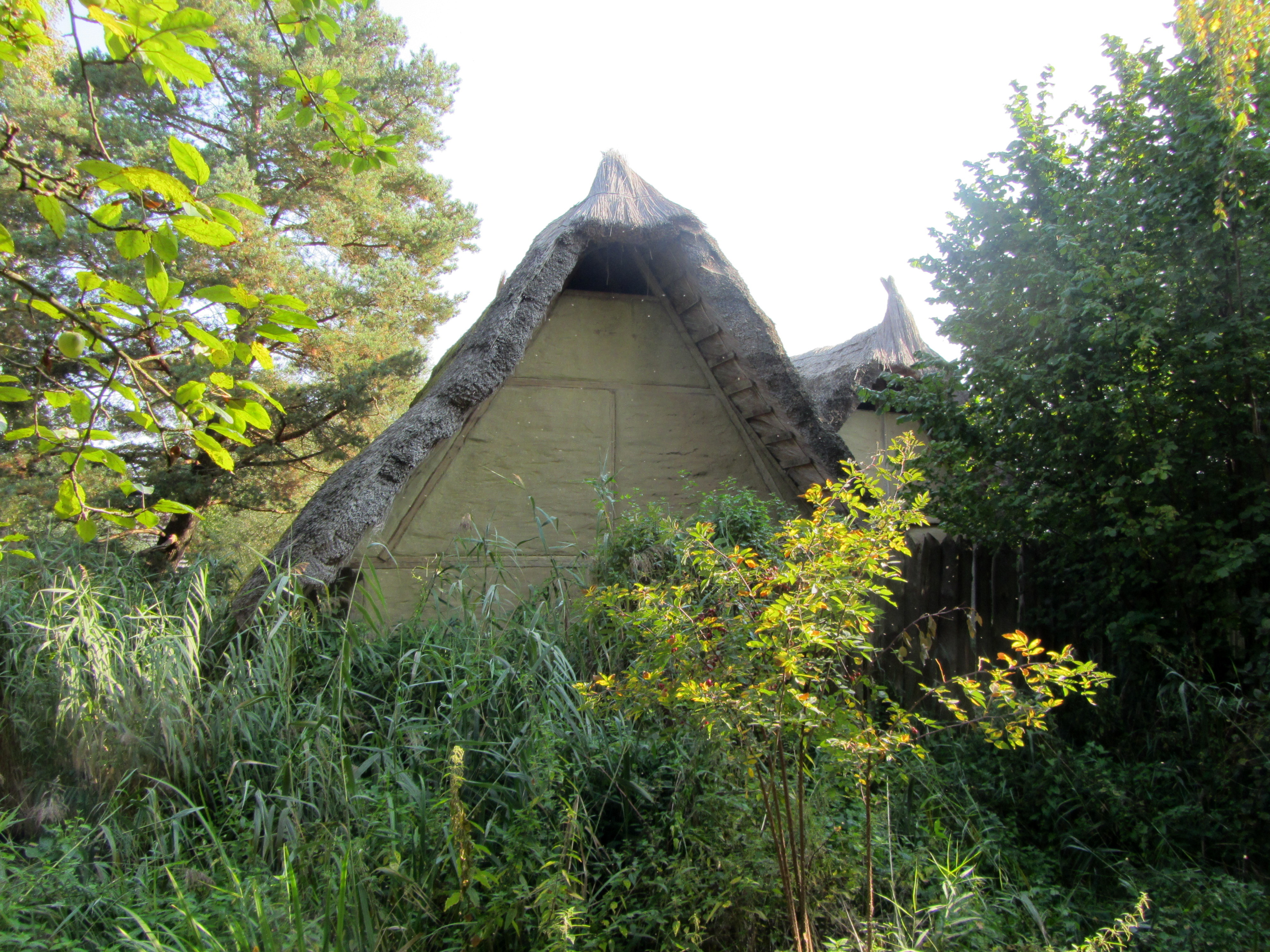
Zu dieser Kultur gehören auch die Pfahlbauten, wie sie im Federseemuseum dargestellt werden
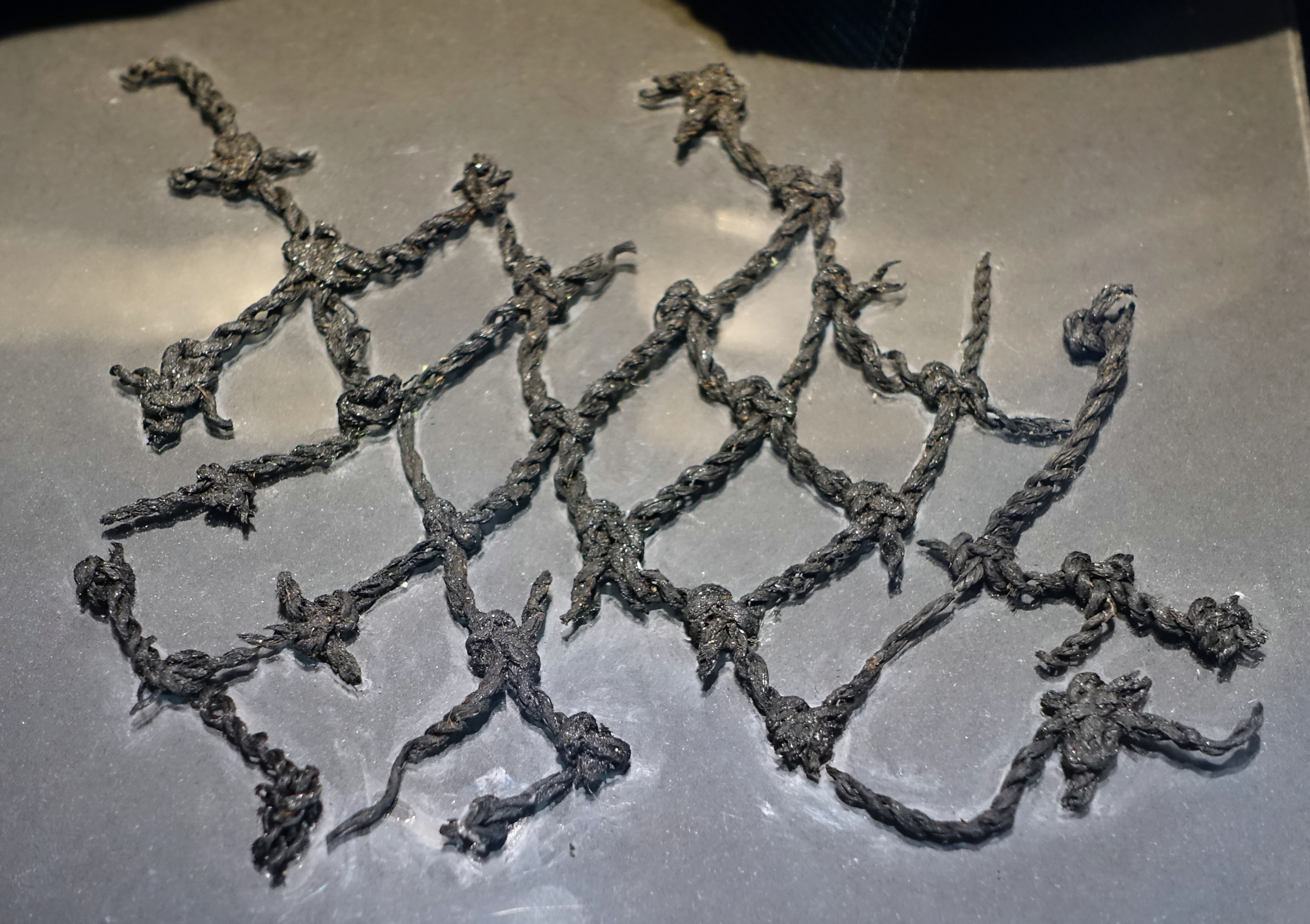
Reste des Fischernetzes vom Federsee, etwa 4000 v. Chr., heute im Landesmuseum Württemberg
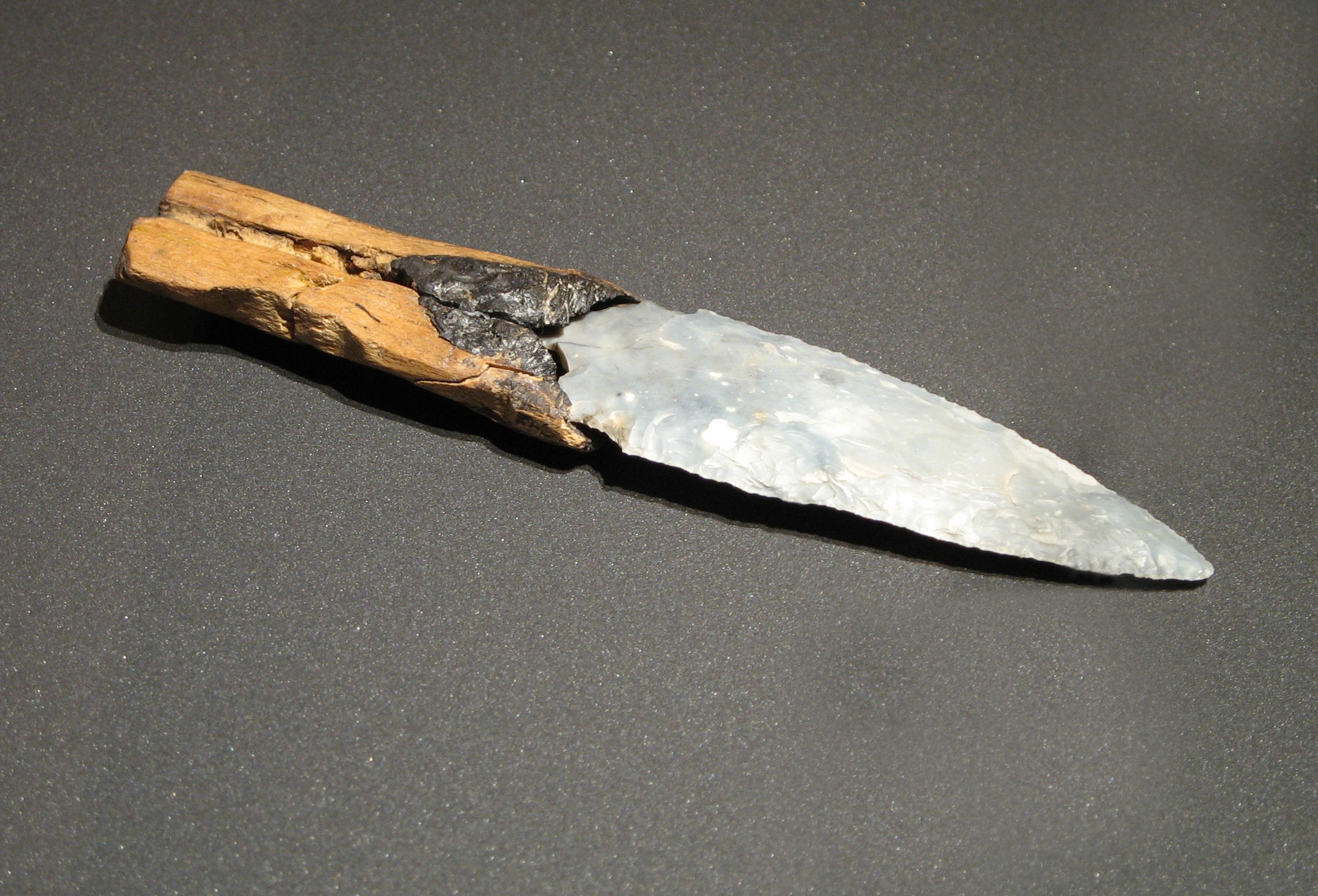
Der Feuersteindolch von Allensbach am Bodensee, der 2900 Jahre v. Chr. entstanden ist und ein Werkzeug der steinzeitlichen Pfahlbaukultur darstellt

#### Keramik

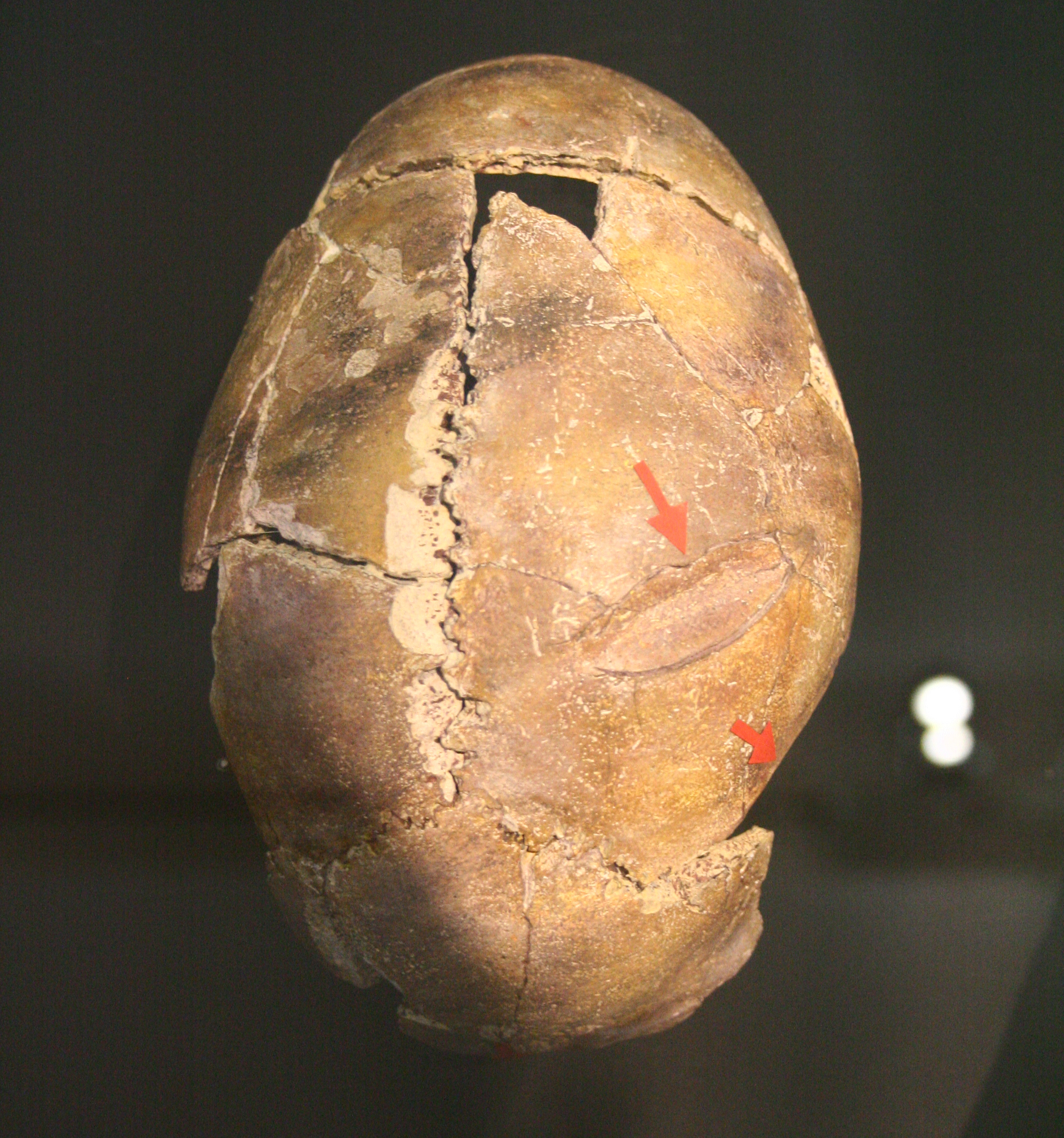
Verletzter Schädel (Cranium) eines 20 bis 30 Jahre alten Mannes aus der Zeit der Bandkeramik, der im Massaker von Talheim getötet wurde, heute im Landesmuseum Württemberg

Die Töpferei wird weiterentwickelt. Nach ihr werden dann auch Kulturstufen benannt, wie zum Beispiel die erste neolithische mit der Bandkeramik; es folgen auch im Gebiet des heutigen deutschen Südweststaates viele weitere Keramikformen, die gleichzeitig als europäische, manchmal aber auch nur regionale archäologische Kulturstufen beschrieben werden.
Die Erfindung der Keramik, vor allem der Gefäßkeramik, im 8. Jahrtausend v. Chr. zählt zu den wichtigsten Errungenschaften der Menschheitsgeschichte. Der Ton, das Ausgangsmaterial, wurde aufbereitet, geformt, manchmal verziert und bei hoher Temperatur gebrannt.

### Kulturen der Jungsteinzeit auf dem Gebiet von Baden-Württemberg

#### Linearbandkeramische Kultur

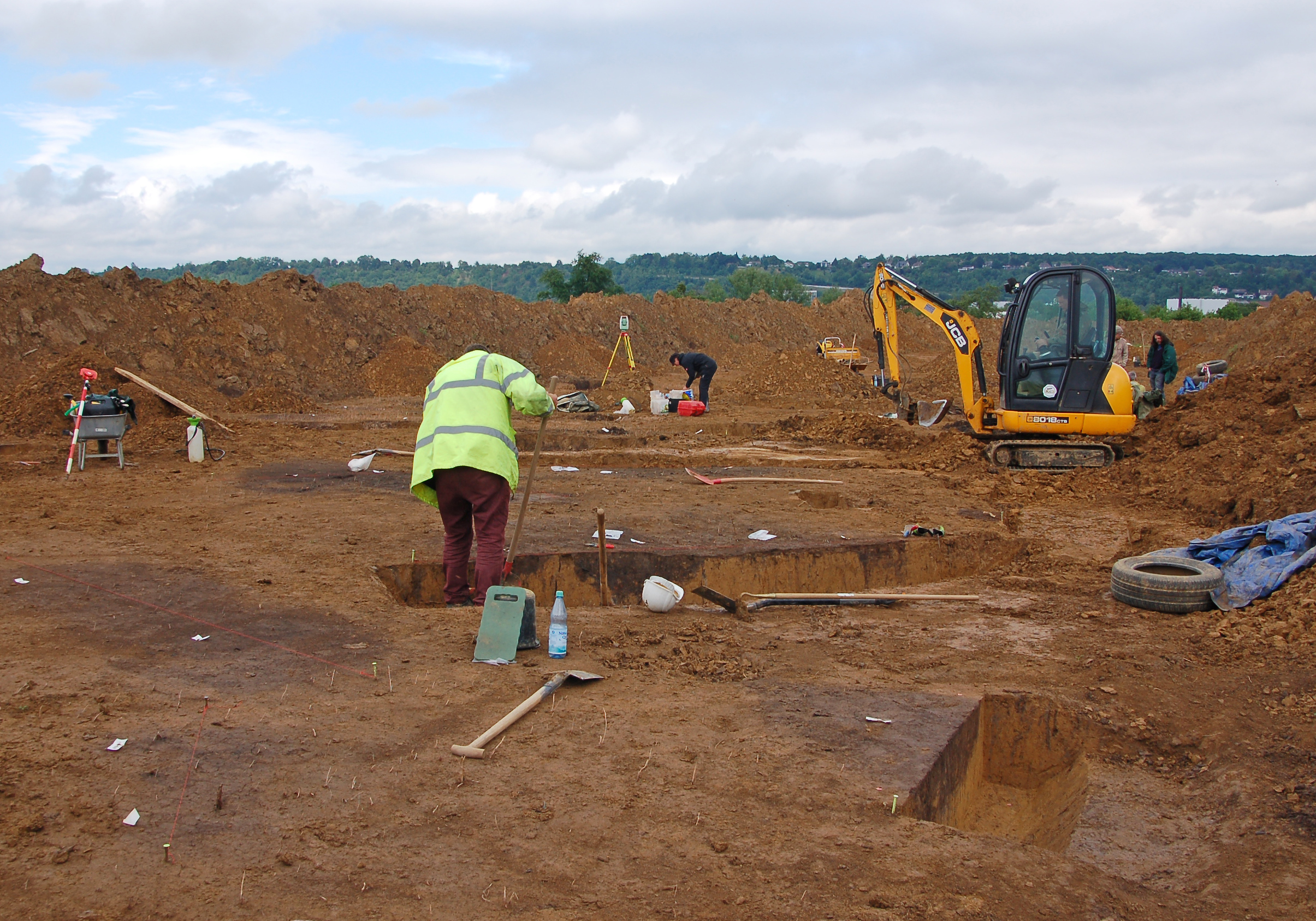
Archäologen des Landesdenkmalamtes graben 2015 in Kirchheim unter Teck nach den steinzeitlichen Schichten der Linearbandkeramiker

Die Linearbandkeramik begann in Süddeutschland etwa 5500 v. Chr. als archäologische Kulturgruppe.

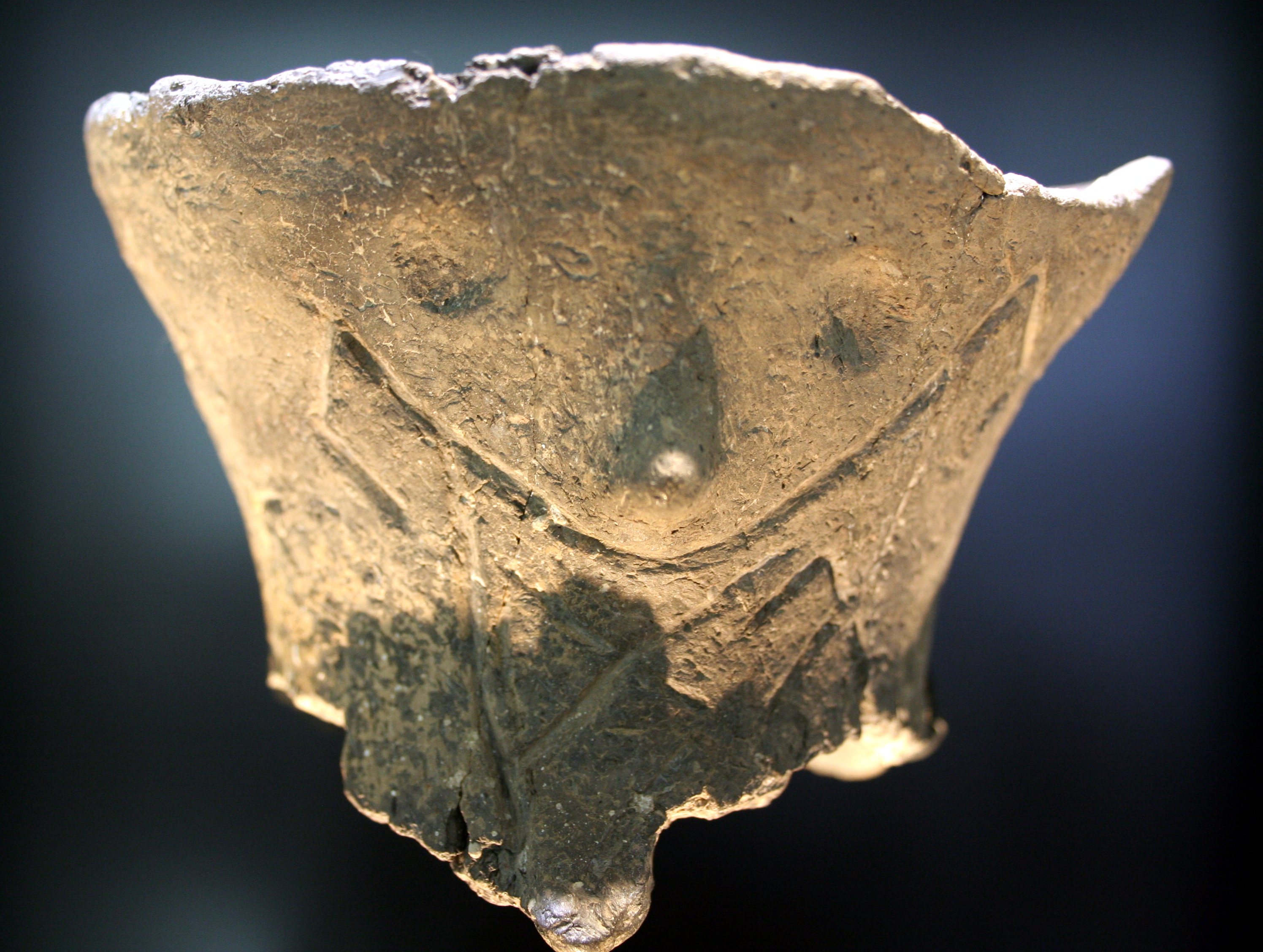
Gesichtsdarstellung auf einer Vorratsflasche der bandkeramischen Epoche, Seelberg, Stuttgart-Bad Cannstatt; Landesmuseum Württemberg, Stuttgart

Zahlreiche Funde der linearbandkeramischen Kultur liegen in Baden-Württemberg vor, etwa aus Kirchheim unter Teck, Kronau, Ludwigsburg, Messelhausen, Mühlhausen am Neckar, Neckarzimmern, Obrigheim, Öhringen, Schwetzingen und Zaisenhausen sowie vom Heiligenberg bei Heidelberg und vom Klingenberg bei Heilbronn. Als eines der ältesten linearbandkeramischen Dörfer gilt Gerlingen. Auch Höhlen wie etwa die Spitzbubenhöhle im Eselsburger Tal weisen Artefakte der Linearbandkeramik auf.
In diese Zeit wird auch das Massaker von Talheim datiert, bei dem auf dem Gebiet des heutigen Ortes Talheim bei Heilbronn um 5100 v. Chr. mehrere Menschen den gewaltsamen Tod fanden. In den Städtischen Museen Heilbronn ist ein eigener Ausstellungsbereich diesem Massaker gewidmet, das aufgrund von 34 jungsteinzeitlichen Skelettfunden rekonstruiert werden konnte.
In Baden-Württemberg findet man zudem prähistorische Bergbauspuren im Blick auf Hämatit und Rötel im Münstertal (Schwarzwald) aus der Zeit um 5000 v. Chr., die der linearbandkeramischen Kultur am Oberrhein zuzuordnen sind. Hämatithaltige Mineralgemenge werden in archäologischem Zusammenhang gewöhnlich als „roter Ocker“ oder auch als „Rötel“ bezeichnet.
Bereits in den süddeutschen Siedlungen der bandkeramischen Kulturstufe gab es Hunde, die in Gräbern und Siedlungen, wie zum Beispiel im schwäbischen Vaihingen an der Enz, gefunden wurden.

#### Stichbandkeramik
Auf die Linearbandkeramik folgte die Stichbandkeramik, eine archäologische Kulturgruppe, die sich kontinuierlich aus der Kultur der Linearbandkeramik entwickelte. Die Verzierungen auf den Gefäßen wurden nun nicht mehr geritzt, sondern setzten sich aus einzelnen Stichen zusammen. Im Bereich von Baden-Württemberg sind Elemente der Stichbandkeramik zwar zwischen und neben anderen Kulturen auffindbar, es fehlen aber entsprechende Siedlungen.

#### Hinkelstein-Gruppe
Die Hinkelstein-Gruppe (auch Hinkelstein-Kultur) ist eine archäologische Regionalgruppe der Jungsteinzeit in Südwestdeutschland. Sie liegt am Übergang zwischen der Linienbandkeramik und Kulturen des Mittelneolithikums und datiert etwa von 5000 bis 4800 v. Chr. Sie schließt an die jüngere Linienbandkeramik an. Zudem ist eine Ähnlichkeit des Form- und Motivspektrums durch Einflüsse aus der Stichbandkeramik nicht zu verkennen. Neben diesen archäologischen Funden ist das Nicht-Vorhandensein von Höhensiedlungen ein Indiz dafür, ihren Beginn in dieser Zeit zu suchen. Selbiges Phänomen ist auch in der Großgartacher Kultur und Linienbandkeramik anzutreffen. Erst mit der älteren Rössener Kultur setzen diese ein. Vor allem in Südwestdeutschland ist die Hinkelstein-Gruppe mit der späten Linienbandkeramik und frühen böhmischen Stichbandkeramik zeitlich in einen gleichen Kontext zu stellen. Mit der ausgehenden Hinkelstein-Gruppe entstand die Großgartacher Gruppe. Beide existierten eine Zeit lang noch nebeneinander.
Wie auch viele andere Gruppen und Kulturen des Mittelneolithikums ist die Hinkelstein-Gruppe vorrangig in der Nähe von Flussläufen anzutreffen. Die Gegenden des oberen und mittleren Rheins (Rhein-Main-Gebiet) erfuhren ihre hauptsächliche Besiedlung. Im Gebiet westlich des Bodensees, zwischen Rhein und Main finden sich weitere Siedlungsplätze. Auch im Neckarbecken legten Archäologen Fundstellen der Hinkelstein-Gruppe frei. Auffällig ist die fast deckungsgleiche Verbreitung auf den Gebieten der vorhergehenden Kultur der Linienbandkeramik.
Die Gräber zeichnen sich durch reichen Schmuck aus. Die Toten wurden gestreckt gelagert und in einer Südost-Nordwest-Orientierung aufgefunden. Der „Blick“ der Bestatteten wendete sich gen Nordosten. Viele der Gräber waren sogenannte Flachgräber. Die Toten wurden somit in einer geringen Tiefe von 70–90 cm begraben. Den Bestatteten wurden meist reiche Grabbeigaben mitgegeben. Neben keramischen Gefäßen fanden Archäologen eine Vielzahl an Schmuckelementen; diese bestanden aus Muscheln, Eber- und Hirschzähnen, Stein und Horn. Viele der Gräber befanden sich in Gebieten der folgenden Großgartacher Kultur und der elsässischen Linienbandkeramik.

#### Großgartacher Kultur

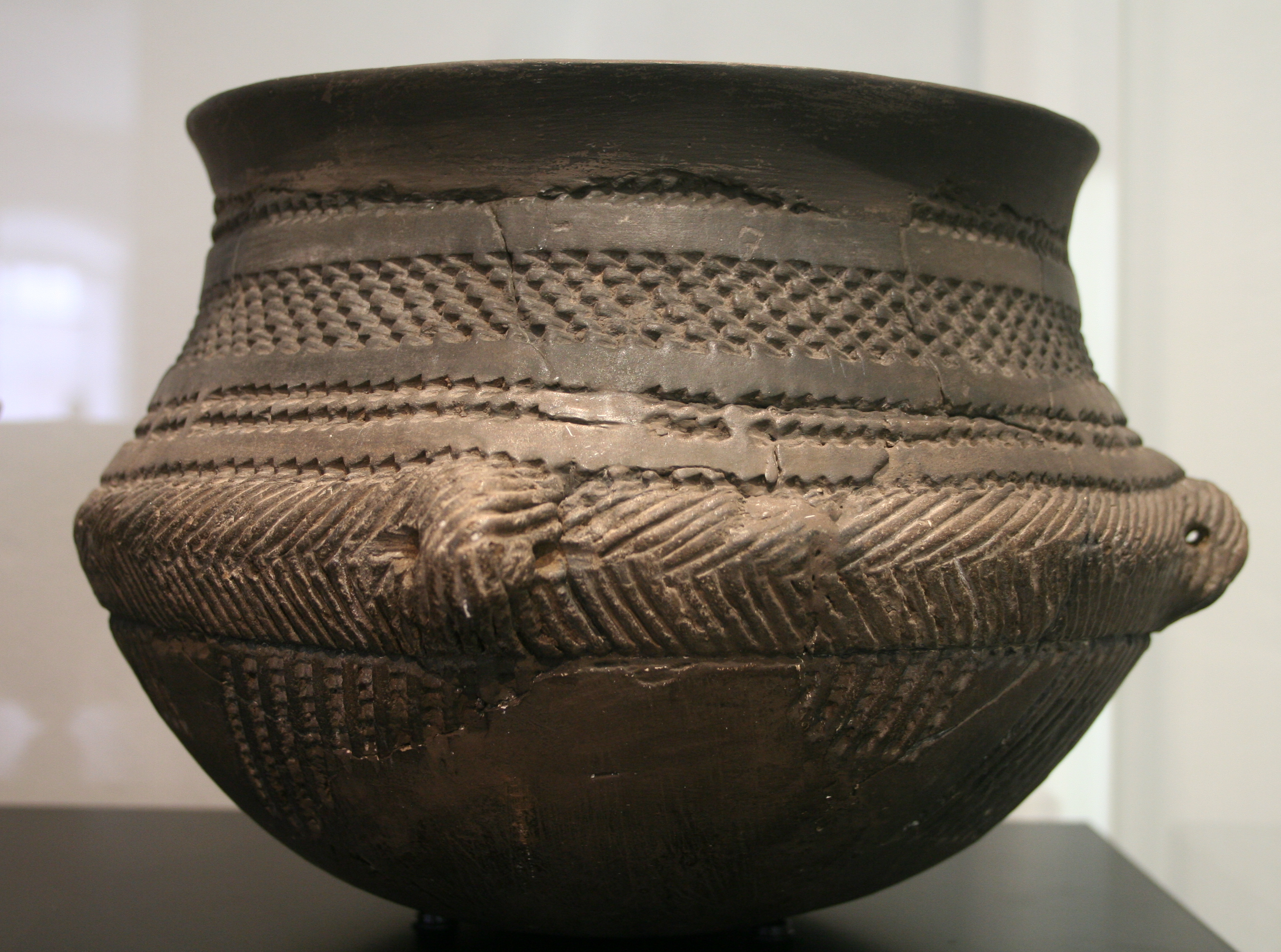
Bauchknickgefäß der Großgartacher Kultur aus Stuttgart-Mühlhausen; Landesmuseum Württemberg, Stuttgart

Die Großgartacher Kultur ist eine archäologisch definierte Kultur im Mittelneolithikum in der ersten Hälfte des 5. Jahrtausends v. Chr. im Kulturenkomplex Hinkelstein-Großgartach-Rössen. Sie erhielt ihren Namen durch Alfred Schliz (1849–1915) nach Grabungsarbeiten in Großgartach, heute Teilort der Gemeinde Leingarten im Landkreis Heilbronn und war vor allem in Südwestdeutschland verbreitet. Die Großgartacher Kultur wird im Zeitraum von ca. 4900 bis etwa 4700 v. Chr. datiert.

#### Die Rössener Kultur
Die Rössener Kultur ist eine mitteleuropäische Kultur der mittleren Jungsteinzeit und wird nach Radiokarbondaten aus Holzkohle zwischen 4790 und 4550 v. Chr. datiert. Sie folgt mit Überschneidungen der Großgartacher Kultur.
Das namengebende Gräberfeld von Rössen, Stadt Leuna, Saalekreis, Sachsen-Anhalt liegt am Ostrand ihres Verbreitungsgebietes. Funde der Rössener Kultur in Deutschland erstrecken sich über Baden-Württemberg und zehn weitere deutsche Bundesländer. Sie lässt sich beispielsweise in Korb, Lauffen am Neckar, Neuenheim, Sasbach am Westrand des Kaiserstuhls, Tübingen, aber auch im Lone- und Achtal (Brillenhöhle) sowie östlich vom Hohentwiel nachweisen.
Der Begriff wurde 1900 von Alfred Götze eingeführt, nach den seit 1882 in Rössen durchgeführten Grabungen.

#### Schwieberdinger Gruppe
Die Schwieberdinger Gruppe, teilweise auch als Schwieberdinger Kultur bezeichnet, war eine jungsteinzeitliche vorgeschichtliche Kultur etwa um 4300 – 4200 v. Chr. im Gebiet der heutigen Region Ludwigsburg, aber auch im Bereich des nördlichen Stuttgart.
Sie ist nach dem eponymen Fundort Schwieberdingen in Baden-Württemberg benannt. Der Begriff Schwieberdinger Gruppe wurde 1938 von dem Prähistoriker Armin Stroh geprägt.
Von der Schwieberdinger Gruppe gibt es nur spärliche Funde, unter anderem auch in Gerlingen. Auf der Gemarkung Zuffenhausen gibt es im Bereich Salzweg ein 8 Meter langes Gebäude als einschlägige Fundstelle der Schwieberdinger Gruppe. Kupferverarbeitung tritt hier erstmals auf.
Die Schwieberdinger Gruppe besaß Kontakt zur Rössener Kultur, war aber keine Gruppe von ihr. Funde zeugen von Grubenhütten und Höhensiedlungen.

#### Aichbühler Gruppe

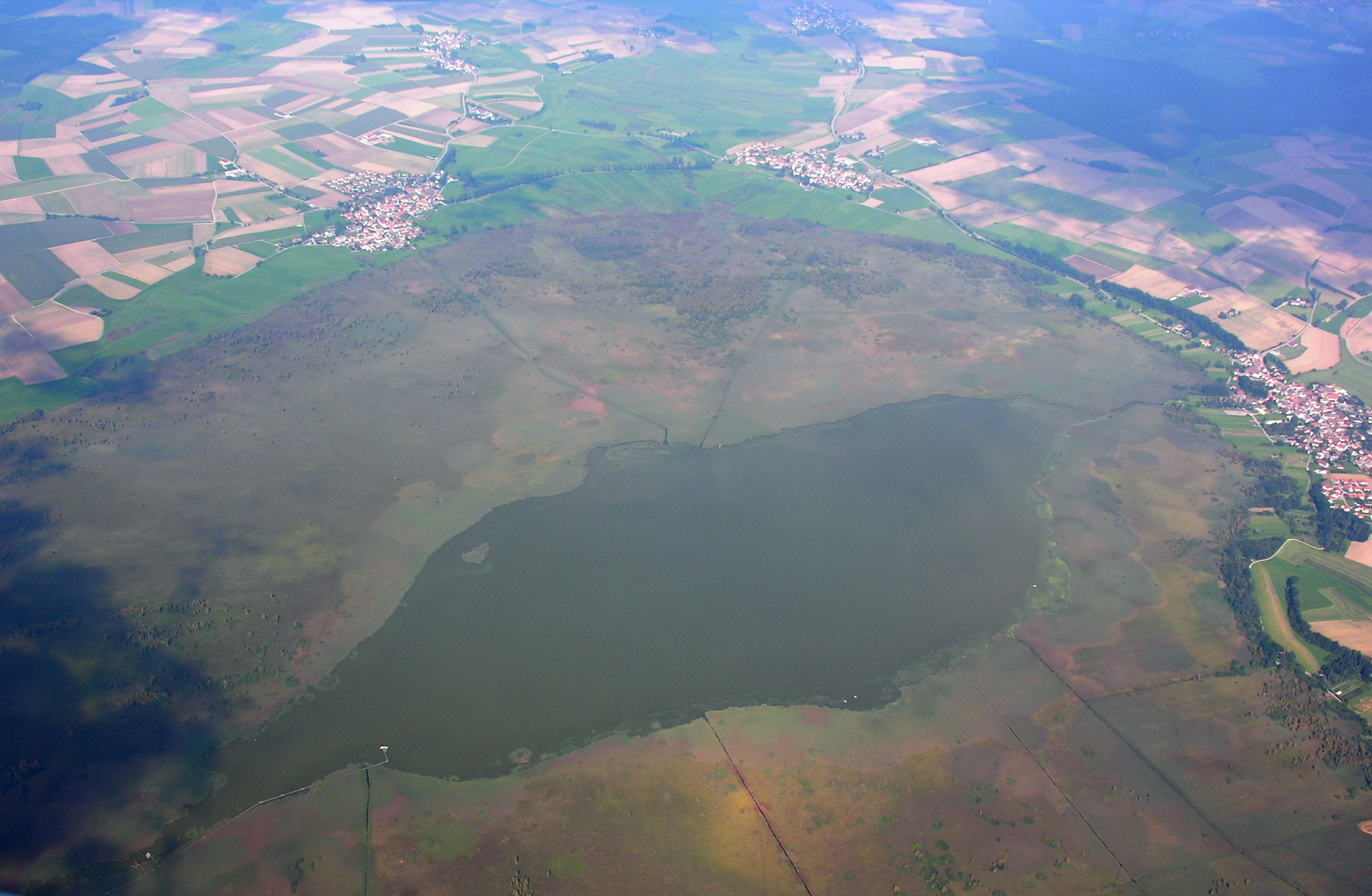
Der Federsee in Oberschwaben, dessen Moorzone steinzeitliche Kulturen beherbergt, die im Federseemuseum heute präsentiert werden und durch die wissenschaftliche Archäologie des Federseebeckens erschlossen wird

Die Aichbühler Gruppe (auch Aichbühler Kultur) ist eine archäologische Regionalgruppe Süddeutschlands am Übergang vom Mittelneolithikum zum Jungneolithikum. Die Datierung beträgt etwa 4200 bis 4000 v. Chr. Die Aichbühler Gruppe ist durch Feuchtbodensiedlungen erhalten und gehört zu den ältesten Pfahlbaukulturen nördlich der Alpen.
Der Begriff wurde 1923 von Hans Reinerth eingeführt, nach dem Fundort Aichbühl bei Bad Schussenried, am Federseemoor in Oberschwaben. Archäologische Grabungen wurden dort seit 1875 durchgeführt. Die Aichbühler Gruppe ist im Bereich des Federsees und der oberen Donau verbreitet. Sie wird von der Schussenrieder Gruppe abgelöst, die am Federsee um 4050 v. Chr. archäologisch fassbar ist und Gegenstand der Archäologie des Federseebeckens ist.
Bedeutendste Siedlung ist die Fundstelle Riedschachen I am Südufer des Federsees (Grabungen 1919–1930). Hier fand man aneinander gereihte, rechteckige Pfahlhäuser mit Schwellenunterbau und jeweils einem Vorplatz an der seegewandten Schmalseite. Vier oder fünf Häuser standen in einer Zeile. In den meist zweiräumigen Häusern wurden Backöfen und Herde, Lehmfußböden und -bänke sowie Ried- bzw. Rindenbedeckung der Dächer nachgewiesen. Getreideanbau, Viehhaltung und Jagdwirtschaft sind durch organische Überreste belegt.

#### Schussenrieder Gruppe

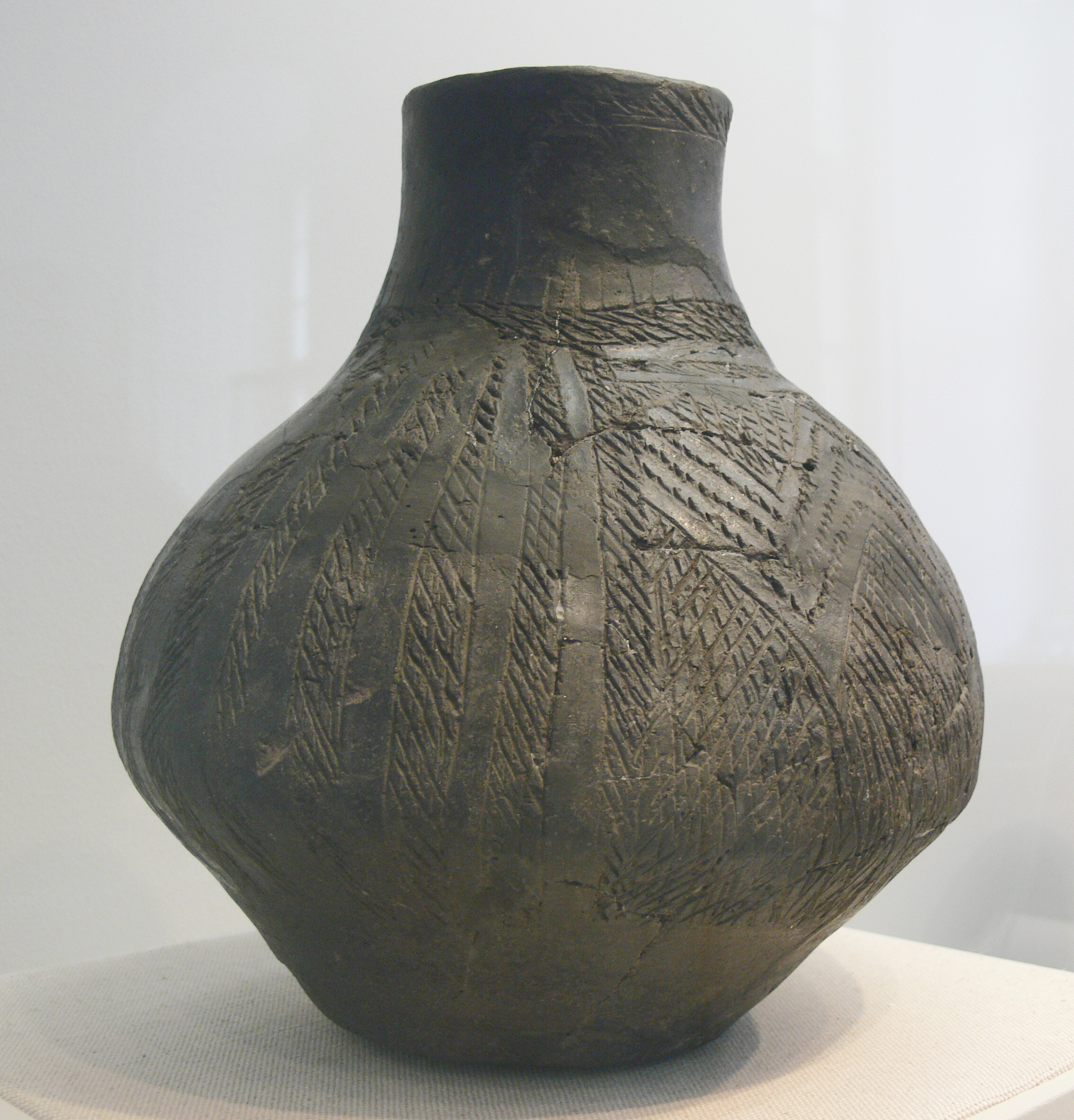
Keramikkrug der Schussenrieder Kultur

Die Schussenrieder Gruppe, teilweise auch als Schussenrieder Kultur bezeichnet, war eine jungneolithische, in Südwestdeutschland verbreitete Kultur etwa um 4200–3700 v. Chr.
Benannt wurde die Gruppe nach dem Fundort im Hochmoor Riedschachen bei Bad Schussenried im Federseegebiet 1960 durch Jürgen Driehaus.
Bevorzugte Wohnplätze waren die Ufer von Seen und Flüssen. Die Häuser waren ein- oder zweiräumig. Es fanden sich Dörfer von bis zu 40 Gebäuden mit den Abmessungen 6 Meter Länge und 4 Meter Breite. Die Böden bildeten Holzbalken mit Lehmestrich, die Außenwände waren aus Spalthölzern oder Flechtwänden gebaut. Es fanden sich ein Backofen und eine Feuerstelle. Einige Dörfer bestanden bis zu 200 Jahre, auch Höhlen dienten kurzfristig als Behausungen. Die Schussenrieder lebten vom Ackerbau, der Viehzucht (hauptsächlich Rinder und Schweine) und der Fischerei, während die Jagd kaum eine Rolle gespielt zu haben scheint. Das Jungsteinzeitliche Dorf bei Ehrenstein bietet durch seine Anlage als Museum seit 2020 Anschauungsmaterial für diese Kulturstufe.
Typische Keramik waren verzierte Henkelkrüge. An Mustern fanden sich Dreiecke und Bandmotive. Hergestellt wurden sie ohne Töpferscheibe in Wulsttechnik. Daneben fand sich auch unverzierte Ware. Schussenrieder Krüge finden sich in Mitteleuropa, West-Österreich und Böhmen.

#### Der Michelsberg bei Untergrombach und die Michelsberger Kultur

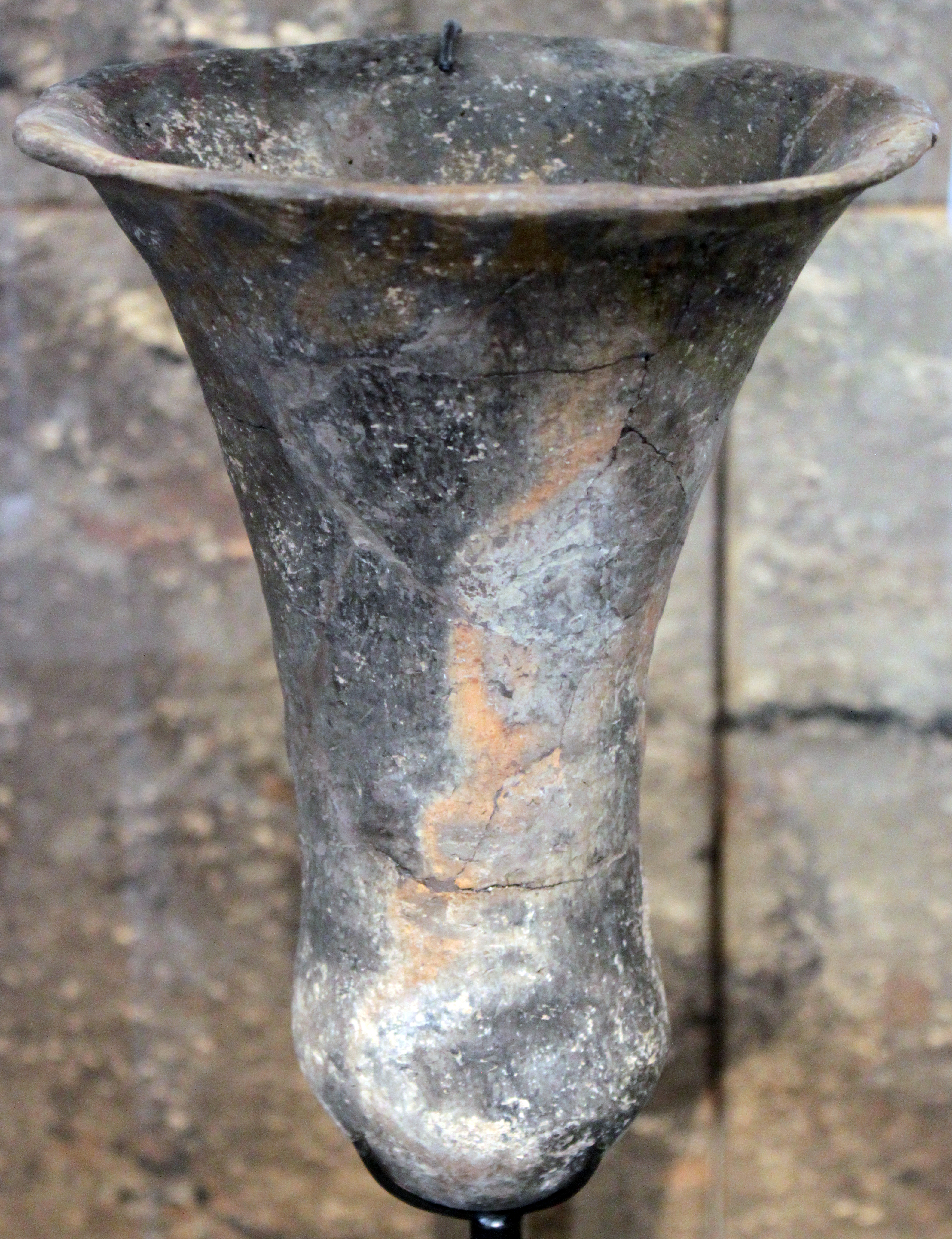
Ein Tulpenbecher vom Michelsberg, wichtiges Beispiel für die Michelsberger Kultur; dieses Original befindet sich im Landesmuseum Württemberg

Der eponyme Fundort, der „Michelsberg“ (eigentlich Michaelsberg), liegt rund vier Kilometer südlich von Bruchsal in der Gemarkung des Stadtteils Untergrombach. Die Namensverkürzung „Michelsberg“ wurde von Archäologen bereits in den frühen Publikationen um 1900 vorgenommen und seitdem beibehalten. Die Datierung wird von etwa 4400 bis 3500 v. Christus angesetzt.
Die ersten vorgeschichtlichen Funde wurden 1884 durch Karl August von Cohausen gemacht. Seit 1888 fanden erste Grabungen des Karlsruher Altertumsvereins statt. Im Innern der Anlage auf dem Michelsberg befanden sich mehr als 100 Siedlungsgruben. Die Bebauung bestand aus Holzbauten mit Lehmverputz. Charakteristisch für die Keramik der Michelsberger Kultur sind spitzbodige, unverzierte Tulpenbecher sowie die sogenannten Backteller. Funde wie Gerste und Emmer bestätigen den Ackerbau. Von Viehhaltung zeugen Knochen von Rindern, Schweinen, Schafen und Ziegen. Auch Hundeknochen wurden gefunden. Knochen von Hirschen und Füchsen bezeugen die Jagd.
Der bisherigen Forschung gilt die Michelsberger Kultur als kupferablehnende Kultur, doch gibt es vereinzelt durchaus Belege für Kupferverarbeitung (Heilbronn-Klingenberg).
Weitere wichtige Fundorte der Michelsberger Kultur in Baden-Württemberg finden sich in Bruchsal Aue, in Ilsfeld, bei Klingenberg und in Obereisesheim.

#### Pfyner Kultur

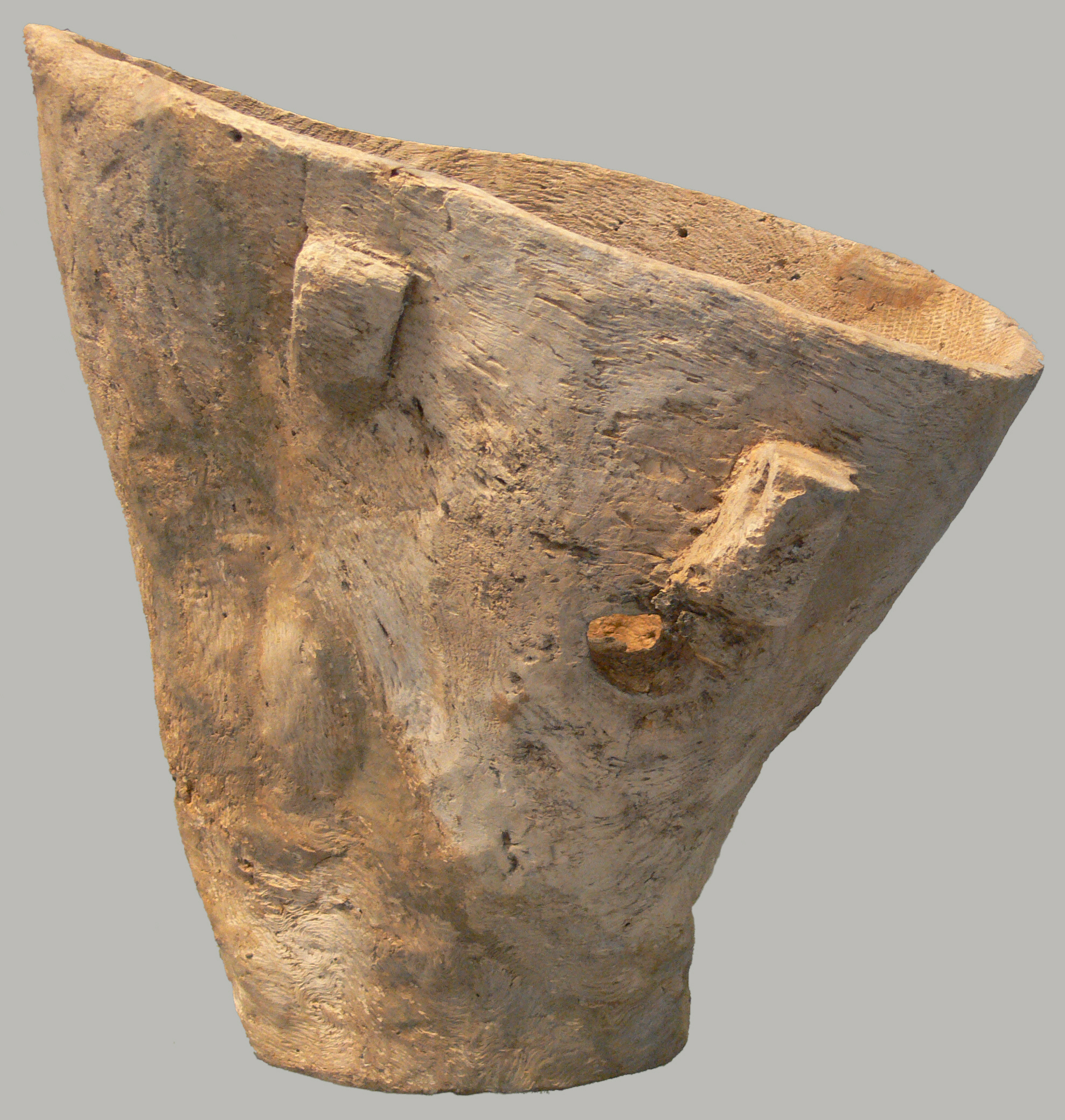
Ein Holzeimer aus der Moorsiedlung Reute-Schorrenried

Die Pfyner Kultur entsteht am Südrand der späten Michelsberger Kultur und folgt in der Bodenseeregion der Hornstaader Gruppe. In Baden-Württemberg ist hier die Moorsiedlung Reute-Schorrenried von Belang. Es handelt sich dabei um eine Feuchtbodensiedlung des 38. Jahrhunderts v. Chr. im Bad Waldseer Ortsteil Reute. Berühmt geworden ist Reute-Schorrenried durch den Fund eines Kupferdolches.
Die Siedlung weist Elemente der Pfyner Kultur, die vor allem in der Ostschweiz verbreitet ist, aber auch der Altheimer Gruppe aus Bayern auf. Sie wird daher der Pfyn-Altheimer Gruppe, von der es aus dieser Zeit in Oberschwaben mehrere Fundstellen gibt, zugerechnet.
Typisch für die Pfyner Kultur sind flachbodige, kaum verzierte Gefäße.
Untersuchungen und Grabungen des heutigen Landesamts für Denkmalpflege lieferten den Nachweis, dass in Wangen am Bodensee, einem Ortsteil von Öhningen, Siedlungen sowohl der Pfyner Kultur (3900 bis 3500 v. Chr.) als auch der Horgener Kultur (3400 bis 2800 v. Chr.) bestanden. In der Wangener Bucht wurde 1850 vom Ratsschreiber Kaspar Löhle die allererste Pfahlbaufundstelle am Bodensee entdeckt. Das Museum Fischerhaus und ein nachgebildetes Pfahlbauhaus geben einen Überblick zum UNESCO-Welterbe „Prähistorische Pfahlbauten um die Alpen“ in Öhningen.

#### Horgener Kultur

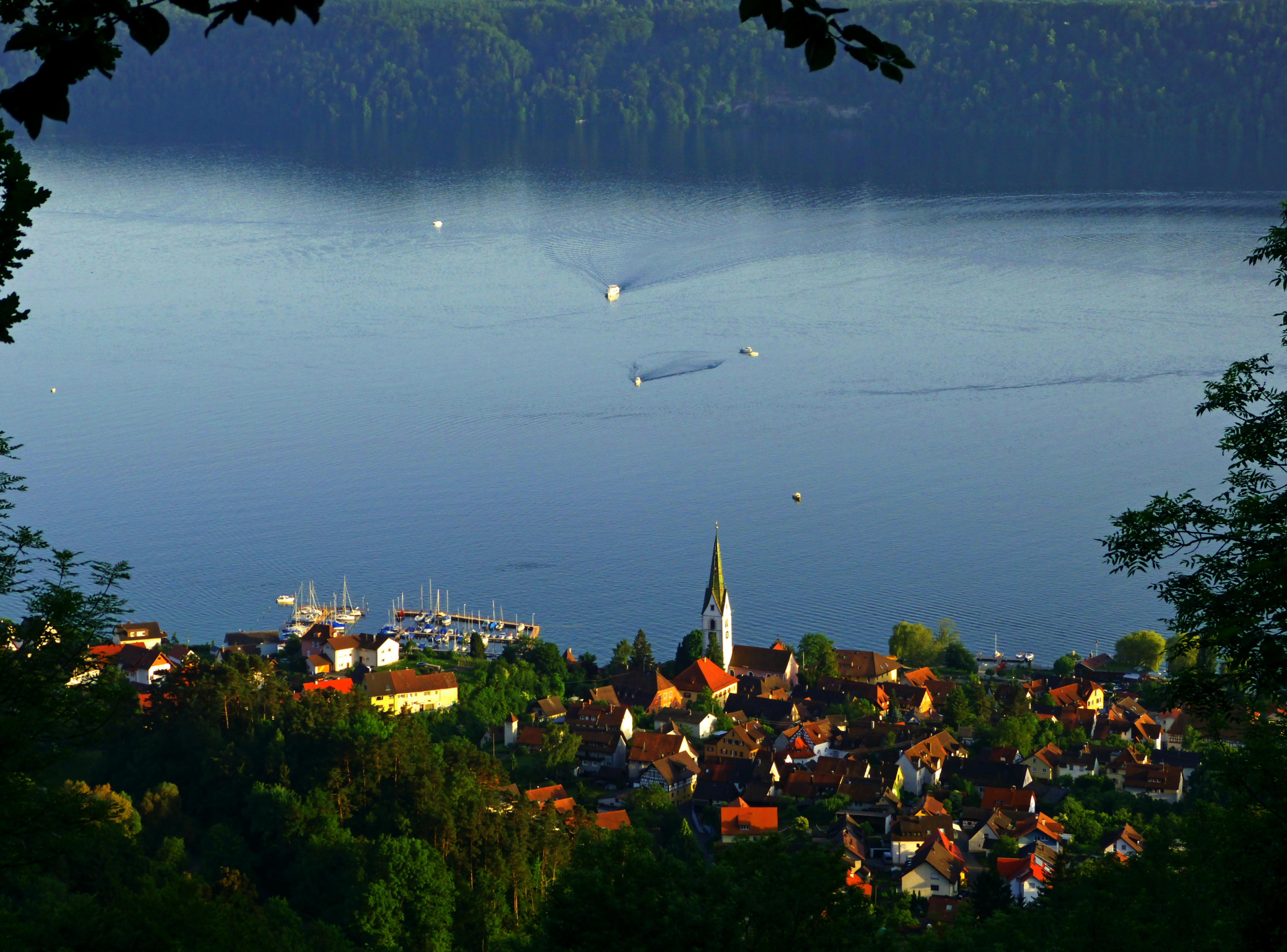
Etwa 20 Pfahlbausiedlungen, unter anderem auch mit Horgener Kultur, wurden in Sipplingen am Überlinger See entdeckt

Mit der Horgener Kultur bezeichnet man eine jungsteinzeitliche Kultur zwischen 3400 und 2800 v. Chr. auf dem Gebiet der Westschweiz und des südlichen Baden-Württembergs, die durch Feuchtbodensiedlungen und Pfahlbauten gekennzeichnet ist. Die Horgener Kultur folgt am Bodensee auf die Pfyner Kultur und gilt als östlichster Ausläufer der Seine-Oise-Marne-Kultur von Frankreich.
Die Kultur wurde nach dem Ort Horgen-Scheller am Zürichsee benannt, wo im Jahr 1923 bei Bauarbeiten Funde zu Tage traten. Im Jahre 1934 erkannte der Prähistoriker Emil Vogt vom Schweizerischen Landesmuseum, dass die Funde sich charakteristisch von anderen Epochen unterscheiden. Weitere wichtige Fundstellen sind Sipplingen am Bodensee oder Bad Buchau am Federsee. In den Jahren 1987 bis 1990 fanden wesentliche Untersuchungen der Fundstelle statt, wobei großen Teils unter Wasser gearbeitet werden musste.
Die Horgener Kultur ist durch grobe, dickwandige, zylinderförmige Keramik gekennzeichnet. Diese Art der Keramik lässt sich auch durch ein verändertes Nutzungsverhalten erklären. Wie Speisereste in der Keramik der Horgener Kultur belegen, wurden die dickwandigen Gefäße auch für das Erwärmen und Erhitzen von Speisen verwendet; die Nutzung ging also über das Aufbewahren von Lebensmitteln hinaus.

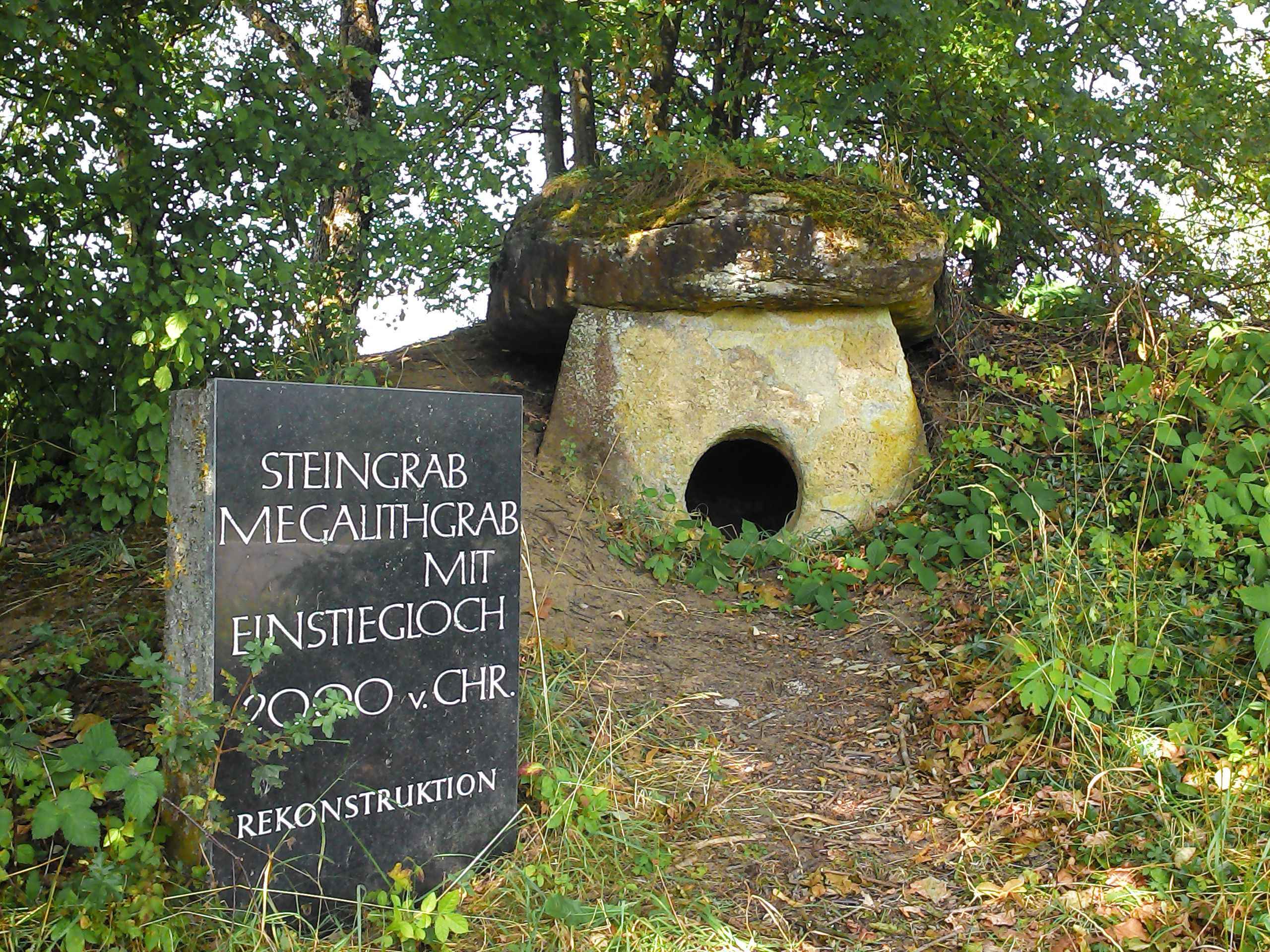
Der Dolmen von Degernau ist ein Großsteingrab (umgangssprachlich als Hünengrab bezeichnet) mit Dolmen der Megalithkultur auf der Gemarkung von Degernau, einem Ortsteil der Gemeinde Wutöschingen im Landkreis Waldshut und wird der Horgener Kultur zugerechnet
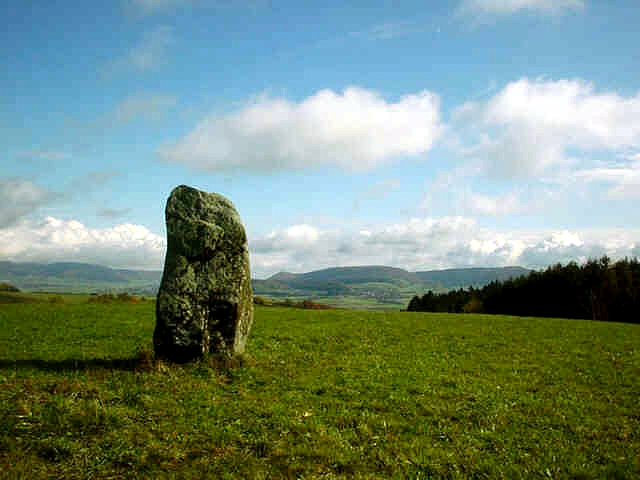
Als Menhir von Degernau wird ein klassischer Menhir der Megalithkultur auf der Gemarkung von Degernau bezeichnet der ebenfalls der Horgener Kultur zurechnet wird
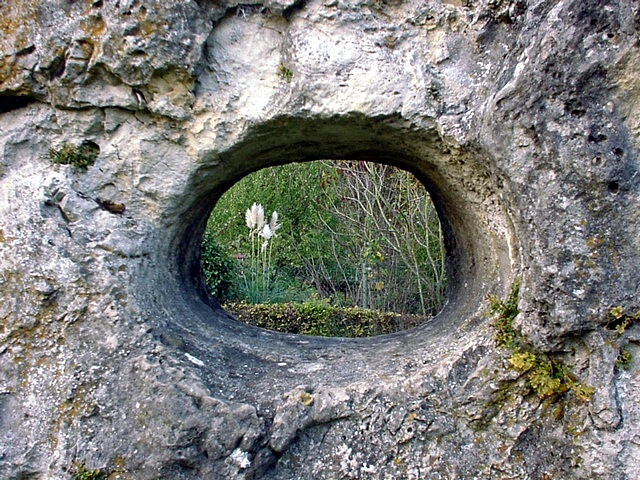
Der Heidenstein ist ein Lochstein, auch Seelenloch, in Niederschwörstadt in Baden-Württemberg und diente ursprünglich als Eingangsstein einer Megalithanlage.
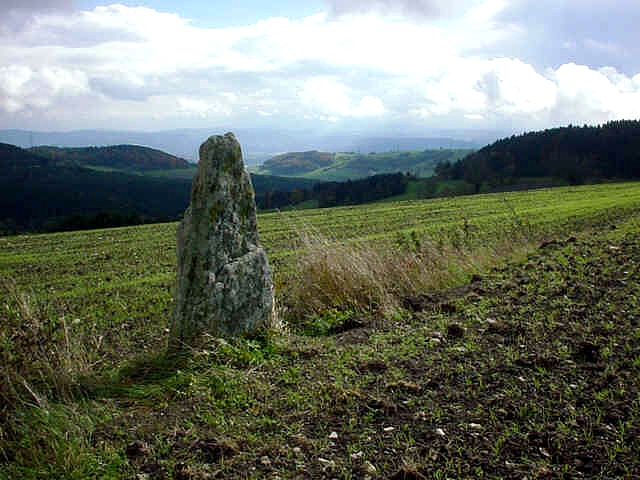
Der Menhir von Nöggenschwiel liegt im Landkreis Waldshut etwa 120 m südlich der Straße von Nöggenschwiel nach Bierbronnen-Bannholz. Der Megalith ist knapp 2 m hoch, besteht aus Buntsandstein und befindet sich mitten auf einem Feld in majestätischer Lage. Der Menhir dürfte von Leuten der Horgener Kultur aufgerichtet worden sein.

→ siehe auch: Liste der Menhire in Baden-Württemberg

#### Goldberg-III-Gruppe

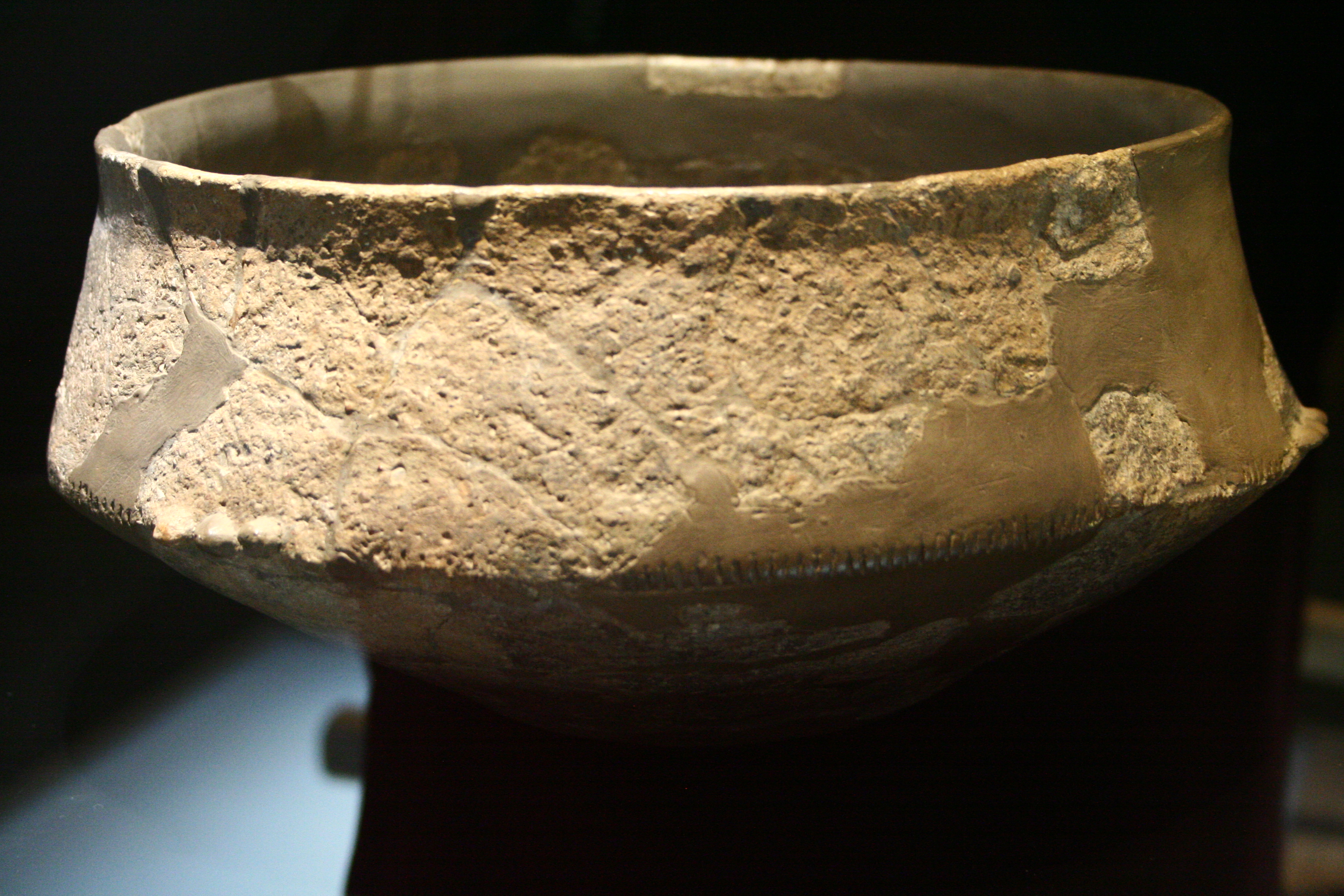
Knickwandschüssel aus einem Grab in Unterjettingen, ausgestellt im Landesmuseum Württemberg

Die Goldberg-III-Gruppe ist eine endneolithische Kulturgruppe im östlichen Teil von Baden-Württemberg (Ostalb), im westlichen Teil Bayerns und in Oberschwaben. Sie bestand gleichzeitig mit der späten Horgener Kultur etwa zwischen 2900 und 2500 v. Chr.
Der Name leitet sich von der dritten, auf dem Goldberg bei Riesbürg im Ostalbkreis entdeckten Siedlung ab. Der Begriff Goldberg III wurde 1937 durch Gerhard Bersu eingeführt. Goldberg III, die letzte jungsteinzeitliche Besiedlung des Goldbergs im dritten vorchristlichen Jahrtausend, bestand vermutlich aus mehr als 50 Häusern.
Die Goldberg-III-Gruppe lässt sich an der Keramik eines Grabfundes in Unterjettingen nachweisen, aber auch am Federsee in Seekirch-Stockwiesen und in Alleshausen-Grundwiesen.

#### Glockenbecherkultur

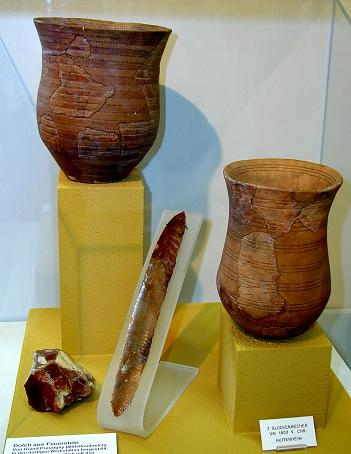
Die Glockenbecherkultur kann im Stadtmuseum von Bruchsal begutachtet werden; hier typische Keramik dieser endneolithischen Kultur in der sanft gerundeten Form einer Glocke

Als Glockenbecherkultur wird eine endneolithische Kultur bezeichnet, die in Süd-, West- und Mitteleuropa (im Osten bis nach Ungarn) ab 2600 v. Chr. aufkommt und etwa bis 2200 v. Chr. andauert. Sie stellt eine Kultur am Übergang von der Jungsteinzeit zur Kupfersteinzeit und zur Bronzezeit dar.
1900 verwendete der damals in Mainz arbeitende Prähistoriker Paul Reinecke den Ausdruck „Glockenbecher“ (keramische Gefäße mit flachem Standboden und S-förmigem Profil, meist flächendeckend verziert) und führte ihn in die deutsche Terminologie ein. Christian Strahm (Freiburg) prägte den Begriff Glockenbecherphänomen, um den Ausdruck Kultur zu vermeiden, denn: die Einstufung der Glockenbecherkultur als eigenständige archäologische Kultur ist strittig.
Gordon Childe sah die Glockenbecherleute als Missionare, die sich, von Spanien kommend, über den atlantischen Rand Europas ausbreiteten und die Kenntnis der Kupfermetallurgie mit sich brachten. Die Ansicht, dass es sich bei der typischen Glockenbecherausstattung um die Prestigegüter einer neuen Oberschicht handelt, vertritt vor allem Stephen Shennan (University College London). Die Glockenbecherkultur hat zahlreiche Spuren auf Zuffenhäuser Gemarkung hinterlassen, vor allem ihre typische Keramik. Sie war überhaupt im gesamten Großraum Stuttgart verbreitet.
Im Bereich von Baden-Württemberg gilt die Glockenbecherkultur als eine Voraussetzung für das Verständnis der dort vorhandenen Regionalkulturen (etwa Singener Gruppe, Neckar-Gruppe) in der folgenden Bronzezeit; gleichzeitig leitet die Glockenbecherkultur mit ihrer Metallverwendung in die Kupfersteinzeit.

### Pfahlbauten

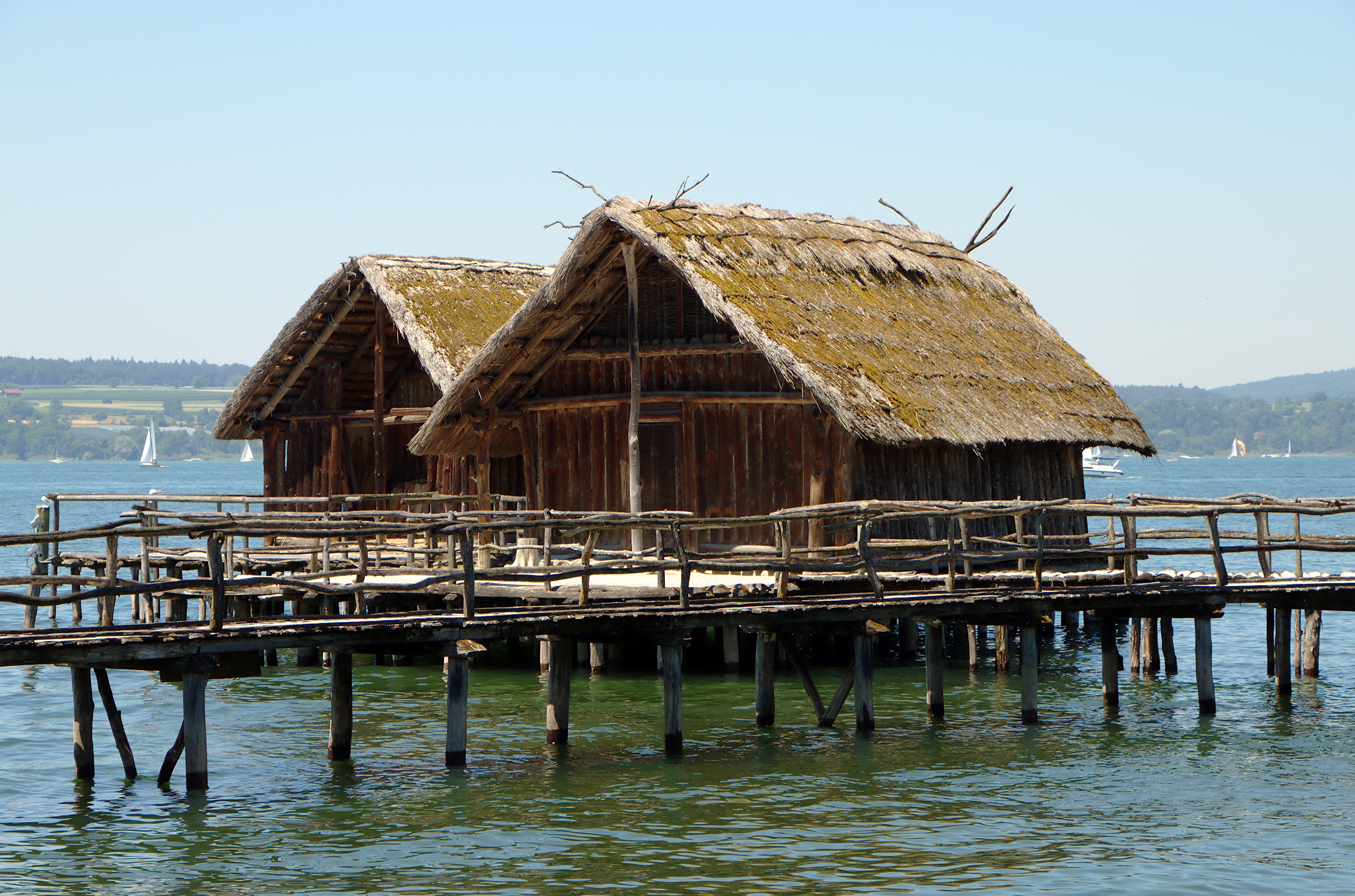
Rekonstruierte Pfahlbauten aus der Steinzeit, aber auch aus späteren Epochen können im Pfahlbaumuseum Unteruhldingen am nördlichen Bodenseeufer studiert werden

Unter der Bezeichnung Prähistorische Pfahlbauten um die Alpen, die vom 5. bis zum 1. Jahrtausend v. Chr. entstanden sind, führt die UNESCO 111 Fundstellen prähistorischer Pfahlbauten in der Schweiz, in Deutschland, Österreich, Italien, Frankreich und Slowenien als Weltkulturerbe. Davon liegen 15 bedeutende Fundstellen auf dem Gebiet des heutigen Bundeslandes Baden-Württemberg, die in verschiedene Epochen von der Jungsteinzeit über die Kupfersteinzeit bis zur Bronzezeit führen.
Die Fundstellen mit den Resten der Pfahlbauten wurden 2011 in die Liste des UNESCO-Welterbes aufgenommen. Dazu gehören in Baden-Württemberg nicht nur Stellen am Bodensee und Federsee, sondern beispielsweise auch das Jungsteinzeitliche Dorf bei Ehrenstein an der Schwäbischen Alb und der Schreckensee bei Wolpertswende.

## Kupferzeit
Als Kupferzeit oder Kupfersteinzeit wird auch in der deutschsprachigen Vorgeschichtswissenschaft ein Zeitabschnitt zwischen der Jungsteinzeit und der Bronzezeit bezeichnet, in dem der Kupferbergbau und grundlegende Techniken der Metallurgie in größerem Maße genutzt wurden.
Die Archäologie definiert den Beginn der Kupferzeit vor allem über die wirtschaftliche Bedeutung des Metalls, was meist mit dem Kupferbergbau einhergeht, in Einzelfällen aber auch über die Verarbeitung importierten Kupfers definiert wird. In der mitteleuropäischen Gliederung des Neolithikums von Jens Lüning entsprechen die Unterstufen Jungneolithikum, Spätneolithikum und Endneolithikum der Kupferzeit.

### Funde
In diesem Sinne werden Funde auch in Baden-Württemberg der Kupferzeit zugeordnet.

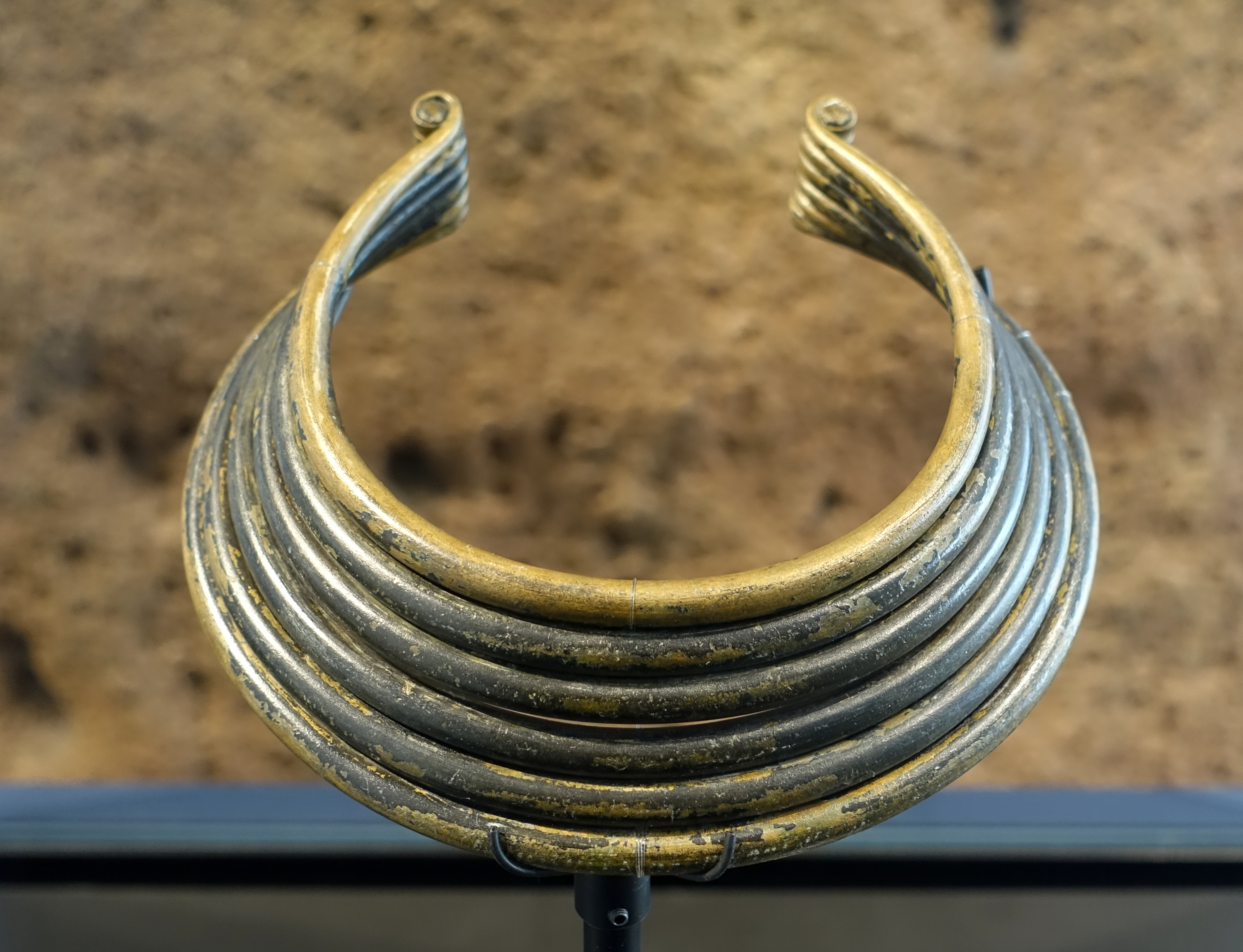
Halsring aus dem Torfmoor Lissen bei Bad Schussenried aus der ersten Hälfte des 2. Jahrtausends v. Chr., präsentiert im Landesmuseum Württemberg
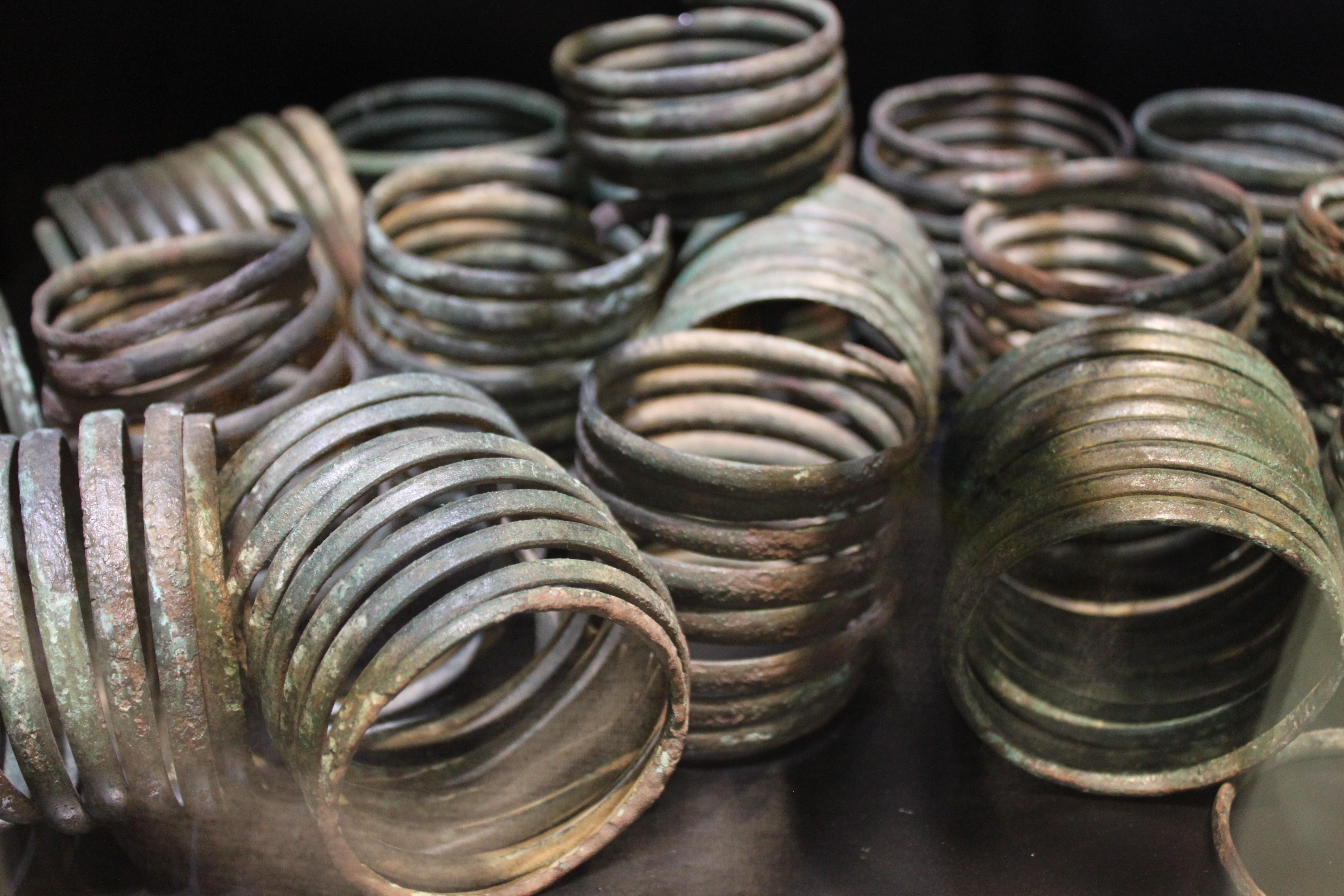
Armspiralen aus einem Fund bei Ravensburg, datiert auf etwa 1750 v. Chr., ebenfalls aus dem Landesmuseum in Stuttgart
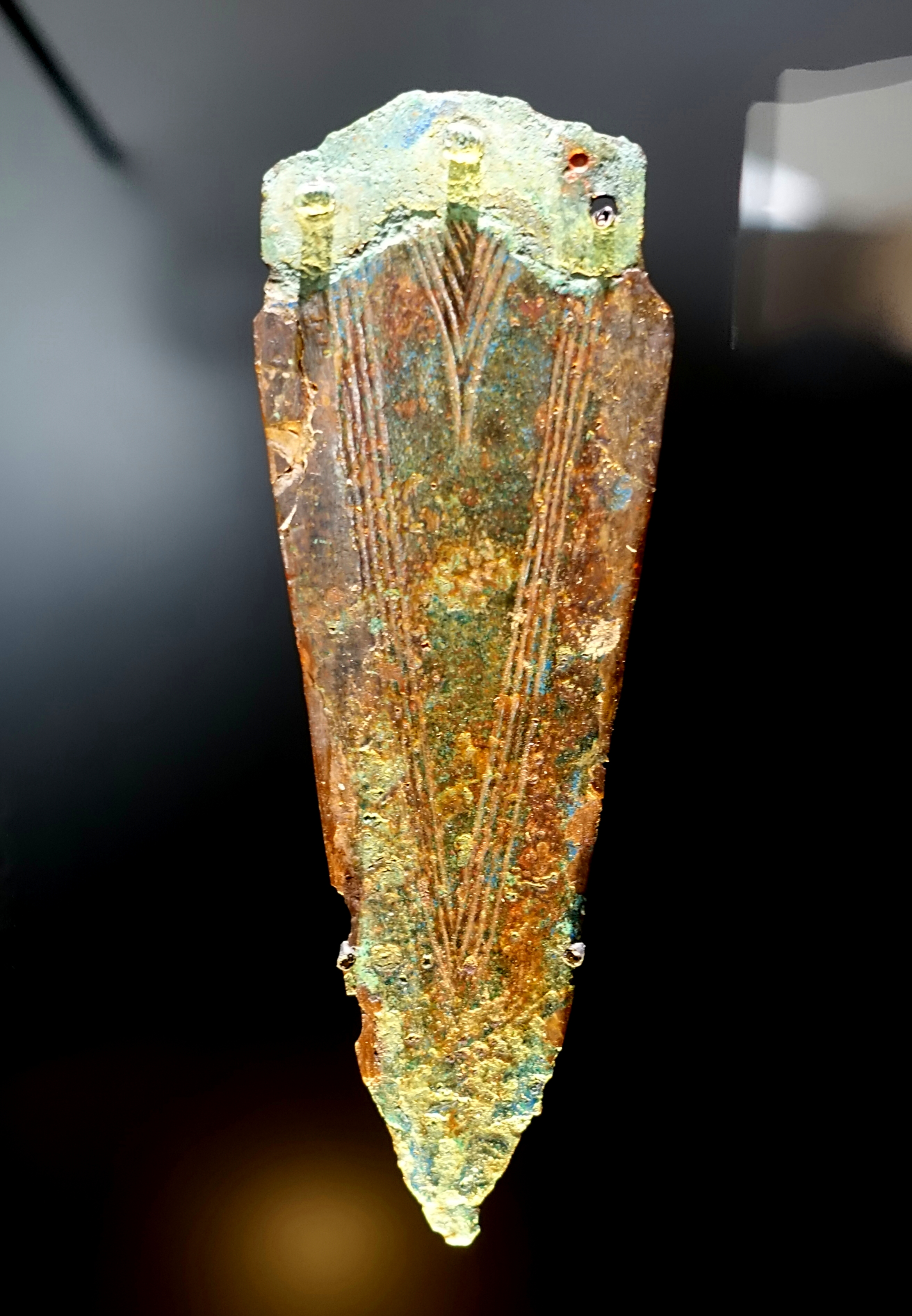
Ein Dolch als Grabbeilage der Kupfersteinzeit aus Aldingen für einen Mann, dem Zeitraum um 2000 v. Chr. zugeordnet
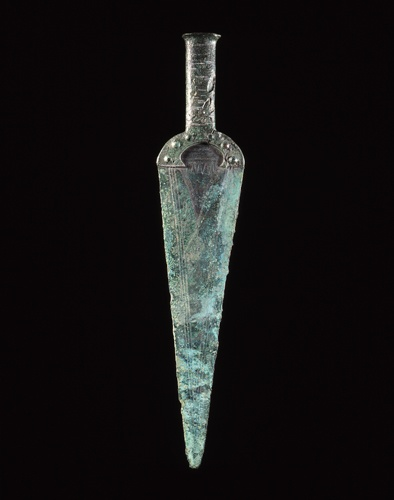
Ein Vollgriffdolch aus Döttingen (Braunsbach) im Landkreis Schwäbisch Hall mit einer Länge von 40 cm, datiert auf 1900 bis 1700 Jahre v. Chr. und damit der Kupfersteinzeit oder auch der frühen Bronzezeit zugehörig; heute im Landesmuseum Württemberg

### Schnurkeramische Kultur

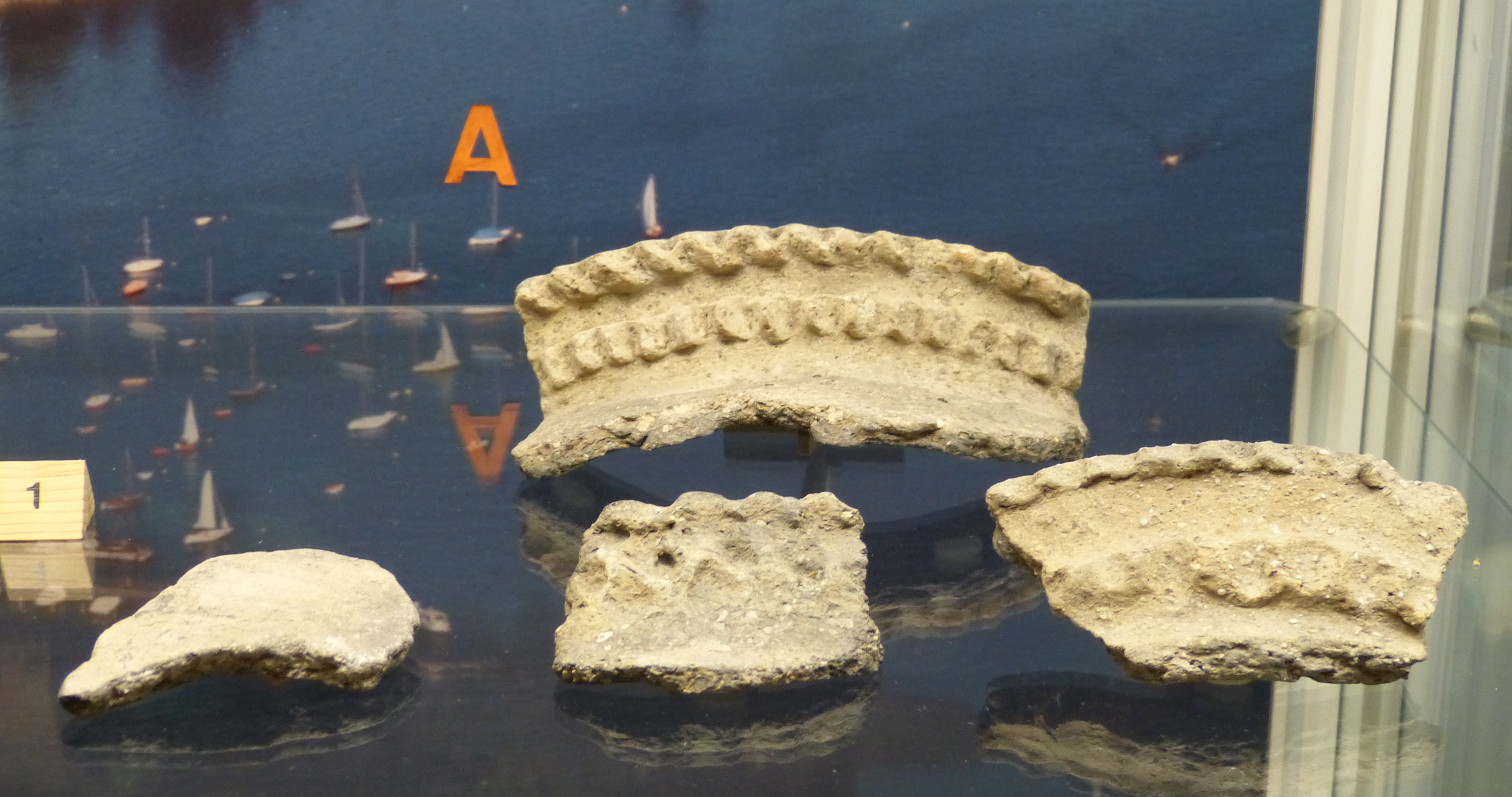
Funde aus der schnurkeramischen Kultur im Höri-Museum von Gaienhofen am Untersee vom Bodensee, datiert auf etwa 2.600 v. Chr., aus dem Pfahlbaudorf in Hornstaad-Schlössle

Als schnurkeramische Kultur, auch Schnurkeramik, bezeichnet man zusammenfassend einen der wichtigsten Kulturkreise der Kupfersteinzeit. Die Schnurkeramik ist nach der charakteristischen Gefäßverzierung benannt, bei der mit einer Schnur umlaufende Rillenmuster in den feuchten Ton eingedrückt wurden; weitere gemeinsame Merkmale sind die Bestattungssitten und die Streitäxte.
Die Datierungen für Mitteleuropa reichen von ca. 2800 bis 2200 v. Chr.
Die Schnurkeramik wurde von Friedrich Klopfleisch als eigenständige Gruppe gegenüber der älteren Bandkeramik aufgestellt (1883/1884) und nach der typischen Verzierung benannt. Alfred Götze definierte bereits 1891 eine ältere und eine jüngere Stufe. 1898 konnte Karl Schumacher anhand der Stratigraphie süddeutscher Pfahlbausiedlungen zeigen, dass die Schnurkeramik an das Ende des Neolithikums und den Übergang zur Bronzezeit zu stellen ist.
Für Baden-Württemberg sind zahlreiche Orte mit Funden der Schnurkeramik bekannt, etwa Kirchheim bei Heidelberg, Königshofen, Leingarten, Messelhausen, Öhningen, Tübingen, Zuffenhausen, aber auch im Zabergäu und bei Vogtsburg im Kaiserstuhl. Auch ein Einzelgrab im Kuhbachwald von Gemmingen, das den Hügelgräbern im Kraichgau zugeordnet wird, zeigt Schnurkeramik.

## Bronzezeit

Ausbreitung der Metallverarbeitung in Europa und Vorderasien, die dunkleren Areale sind die historisch älteren Regionen mit Metallherstellung. Deutlich sichtbar wird auch Baden-Württemberg vom Werkstoff Bronze geprägt.

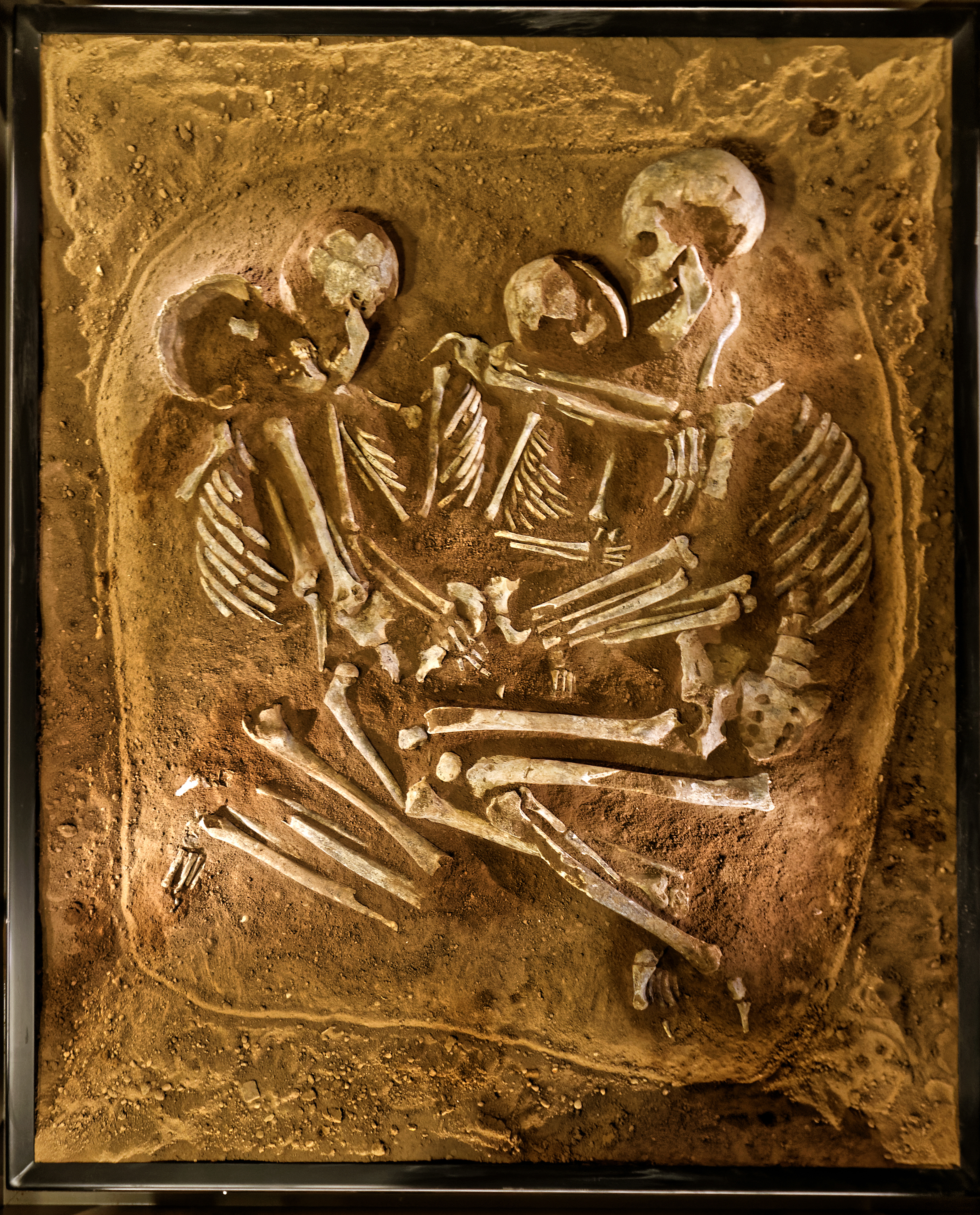
Das Hockergrab von Althausen im Deutschordensmuseum von Bad Mergentheim mit vier menschlichen Skeletten, um 2500 v. Chr.

Die Wurzeln der Bronzezeit liegen in der Jungsteinzeit, in der die Menschen in ihren jüngeren Zeitabschnitten teilweise bereits mit Metallverarbeitung vertraut waren. Sie beschränkten sich aber auf gediegene (rein vorkommende) Metalle wie Gold, Silber und Kupfer. In der Übergangszeit zur Bronzezeit wird regional auch von der Kupfersteinzeit oder dem Chalkolithikum gesprochen. Bronze ist eine Legierung, bestehend aus 90 % Kupfer und 10 % Zinn, und weitaus härter als Kupfer.
Eine frühe bronzezeitliche Besiedlung lässt sich auf dem Runden Berg über dem Ermstal nachweisen. Die Wasserburg Buchau ist eine spätbronzezeitliche Feuchtbodensiedlung am Federsee, die rund zwei Kilometer nordöstlich der heutigen Stadt Bad Buchau liegt. Auch die Petershöhle (bei Beuron) weist bronzezeitliche Keramik auf.

### Bronzezeit und Gesellschaft
Gemeinsam ist den bronzezeitlichen Kulturen, dass die Notwendigkeit, eine „Metallurgiekette“ zu organisieren, zu gravierenden Umwälzungen der Gesellschaftsstruktur führte. Der Zugang und die Beherrschung der Ressourcen (Metalle, Metallurgen, Kommunikations- und Handelswege) führte zur Herausbildung einer Oberschicht und damit vermutlich zu einer sozialen Differenzierung mit vererbbaren Führungspositionen. Es war mit der Bronze erstmals möglich, Reichtum anzuhäufen, welcher auch leicht transportierbar war. Bronzebarren wurden als Zahlungsmittel eingesetzt. Die Entstehung von stark befestigten Siedlungen und die Erfindung des Schwertes werden oftmals als Hinweis auf eine Zunahme kriegerischer beziehungsweise räuberischer Auseinandersetzungen gedeutet.
Die ungleiche Verteilung der Metallvorkommen, insbesondere des zur Herstellung benötigten sehr seltenen Zinns, führte zu einem „globalen“ Handelsnetz, welches neben den Waren auch kulturelle Ideen verbreitete.
Einhergehend mit der Bronze treten in Süddeutschland erste Belege auch für die Verarbeitung von Gold auf, welches in Form von Grabbeigaben beispielsweise im Landkreis Tübingen einen Niederschlag findet.
In der späteren Bronzezeit finden sich Belege, etwa auf der Schwäbischen und Fränkischen Alb, dass Menschenopfer üblich waren, wobei typischerweise vor allem Überreste von Frauen, Kindern und Jugendlichen vorherrschen wie bei der Wasserburg Buchau.

### Frühe bronzezeitliche Kulturen im Bereich des heutigen Baden-Württembergs

#### Singener Gruppe
Wesentliche Impulse zur Entwicklung der frühen Bronzezeit im südlichen Mitteleuropa kamen aus dem europäischen Südosten und folgten auch dem Lauf der Donau. Eine bedeutende Kulturgruppe der Frühbronzezeit ist am Bodensee und Hochrhein die Singener Gruppe, die zwischen 2300 und 2100 v. Chr. datiert wird. Die Gruppe stand in Kontakt mit anderen frühbronzezeitlichen Regionalgruppen und wurde zum so genannten Blechkreis gezählt.

#### Adlerbergkultur
Die Adlerberg-Kultur, auch Adlerberg-Gruppe, bezeichnet eine frühbronzezeitliche Regionalgruppe in Süddeutschland.
Der Name bezieht sich auf den Adlerberg, eine flache Erhebung am südlichen Stadtrand von Worms in Rheinland-Pfalz. Das Verbreitungsgebiet erstreckte sich entlang des nördlichen Oberrheins und schließt Gebiete in Südhessen, im östlichen Rheinland-Pfalz und im nördlichen Baden-Württemberg ein. Die bisher bekannten Artefakte stammen überwiegend aus Gräbern und Depotfunden, Siedlungen sind nicht gefunden worden. In Baden-Württemberg ließen sich Spuren in Ladenburg nachweisen. Die Adlerbergkultur bestand parallel zur südlicheren Singener Gruppe.

#### Arbon-Kultur
Die Arbon-Kultur ist eine archäologische Kultur der frühen Bronzezeit zwischen 1800 und 1600 v. Chr., die rund um den Bodensee und angrenzende Regionen der Nordschweiz, Baden-Württembergs und Bayerns verbreitet war. Sie ist gekennzeichnet durch charakteristische Keramik mit Zonen, die mit geometrischen Mustern in Ritz- und Stichtechniken bedeckt sind. Der Name Arbon-Kultur wurde 1987 vom Freiburger Prähistoriker Christian Strahm geprägt. Eponymer Fundort ist der stratigraphische Horizont II von Arbon-Bleiche im schweizerischen Arbon.

#### Neckar-Gruppe
Die Neckar-Gruppe am mittleren Neckarlauf ist bislang nur durch relativ wenige Fundkomplexe belegt. Sie bezeichnet eine frühbronzezeitliche Regionalgruppe in Baden-Württemberg und wurde 1988 durch Rüdiger Krause benannt. Das Verbreitungsgebiet erstreckte sich in etwa von Tübingen im Süden bis nach Heilbronn im Norden. Die Fundplätze liegen häufig entlang des Neckars.
Der Menhir von Weilheim, auch Weilheimer Stele genannt, ist ein 1985 im Ortsteil Weilheim von Tübingen im Erdreich entdeckter Menhir, welcher stilistisch der Neckar-Gruppe zugewiesen wird.
Die größte bislang bekannte Nekropole wurde in der Nähe von Remseck-Aldingen ausgegraben. Sie bestand aus 34 Gräbern mit 37 bestatteten Individuen.

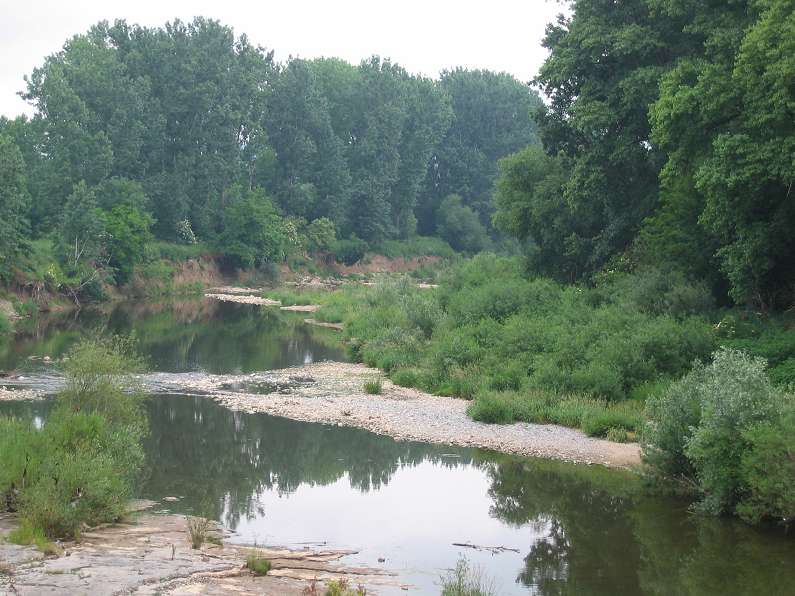
Das naturbelassene alte Neckarufer, dem entlang einst die Neckar-Gruppe in der frühen Bronzezeit siedelte, ist nur noch an einzelnen Altarmen wie hier bei Freiberg am Neckar erlebbar
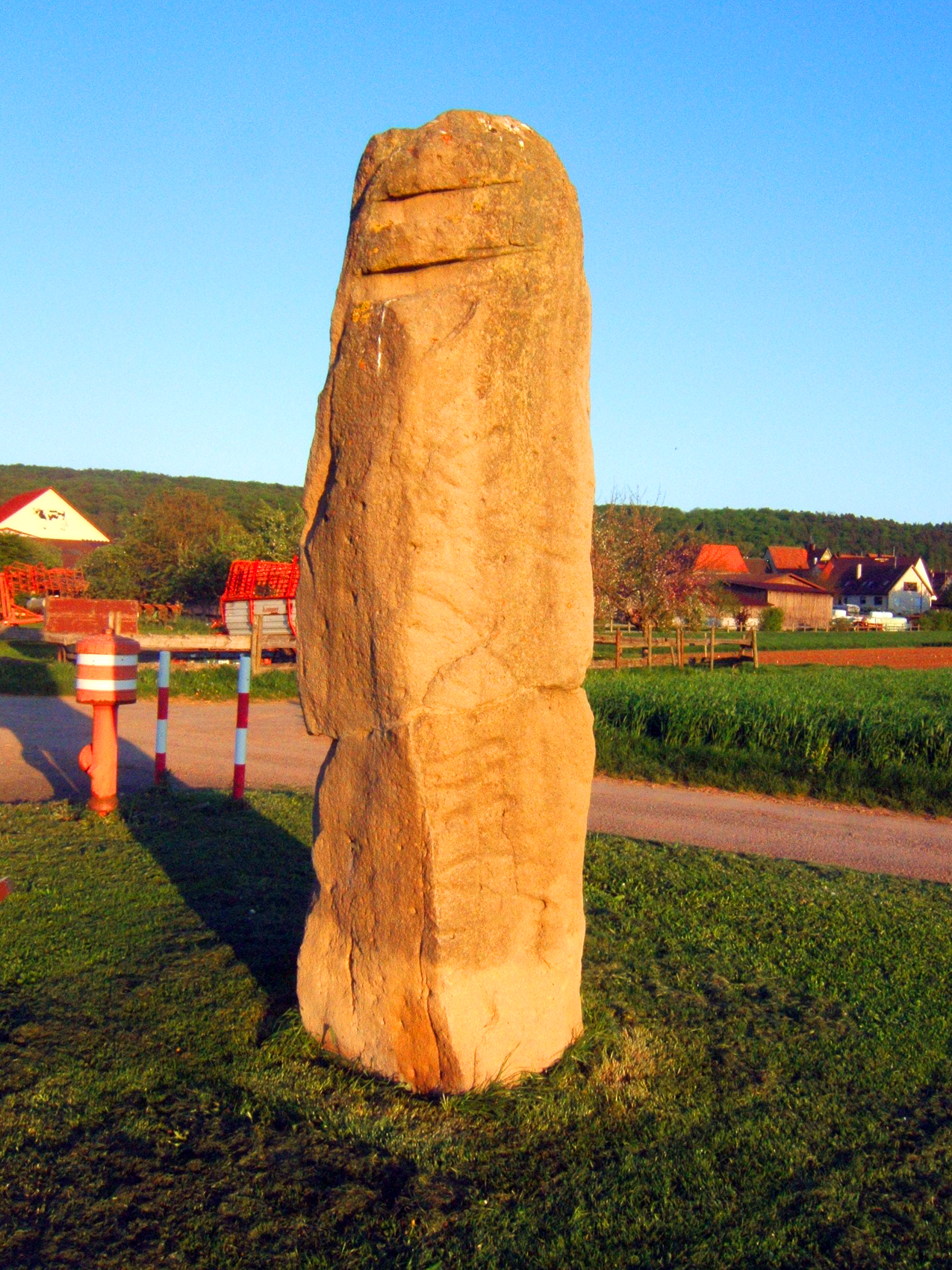
Der über vier Meter in die Höhe aufstrebende Menhir von Weilheim bei Tübingen wird ebenfalls der Neckar-Gruppe zugeordnet
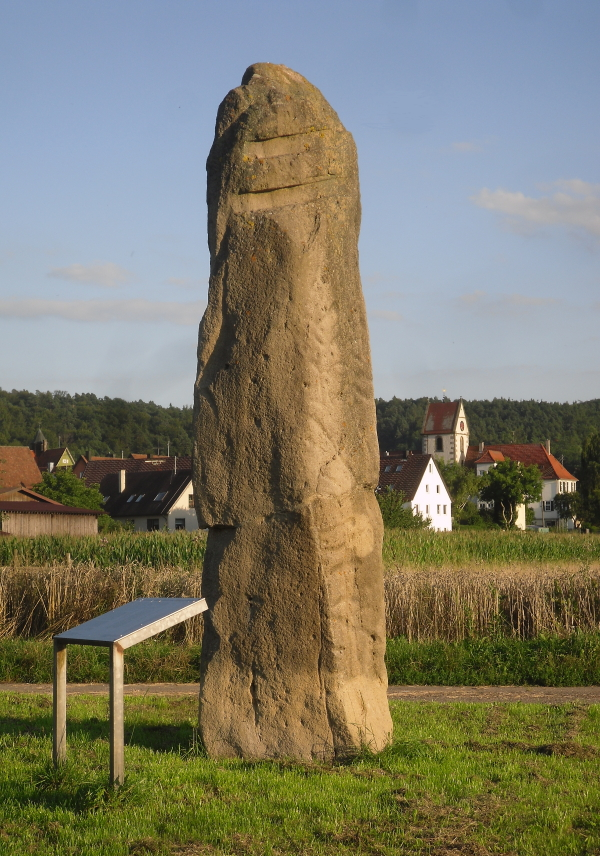
Fünf geheimnisvolle Stabdolche mit Sonnen- und Monddarstellungen zieren den Sandstein

### Hügelgräberkultur in der Mittleren Bronzezeit

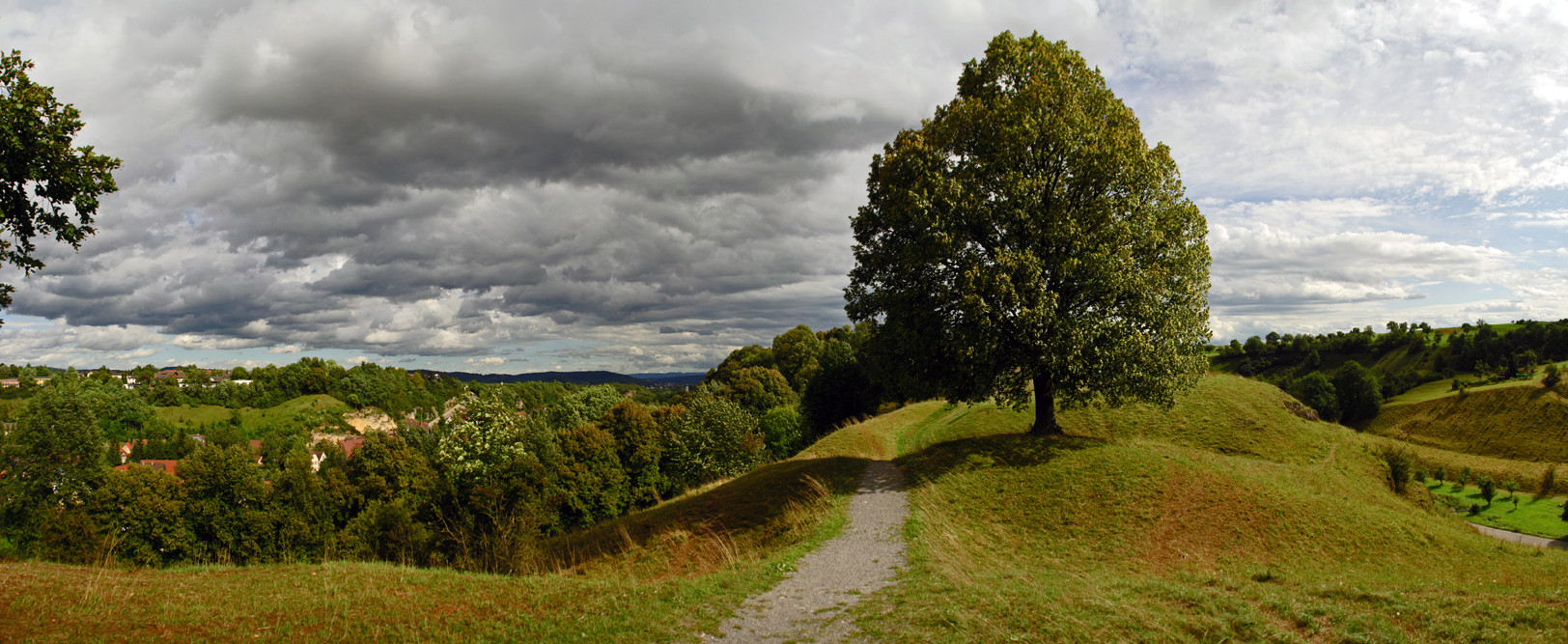
Hügelgräberkultur, wie sie am Kirchberg in Reusten im Landkreis Tübingen sichtbar wird

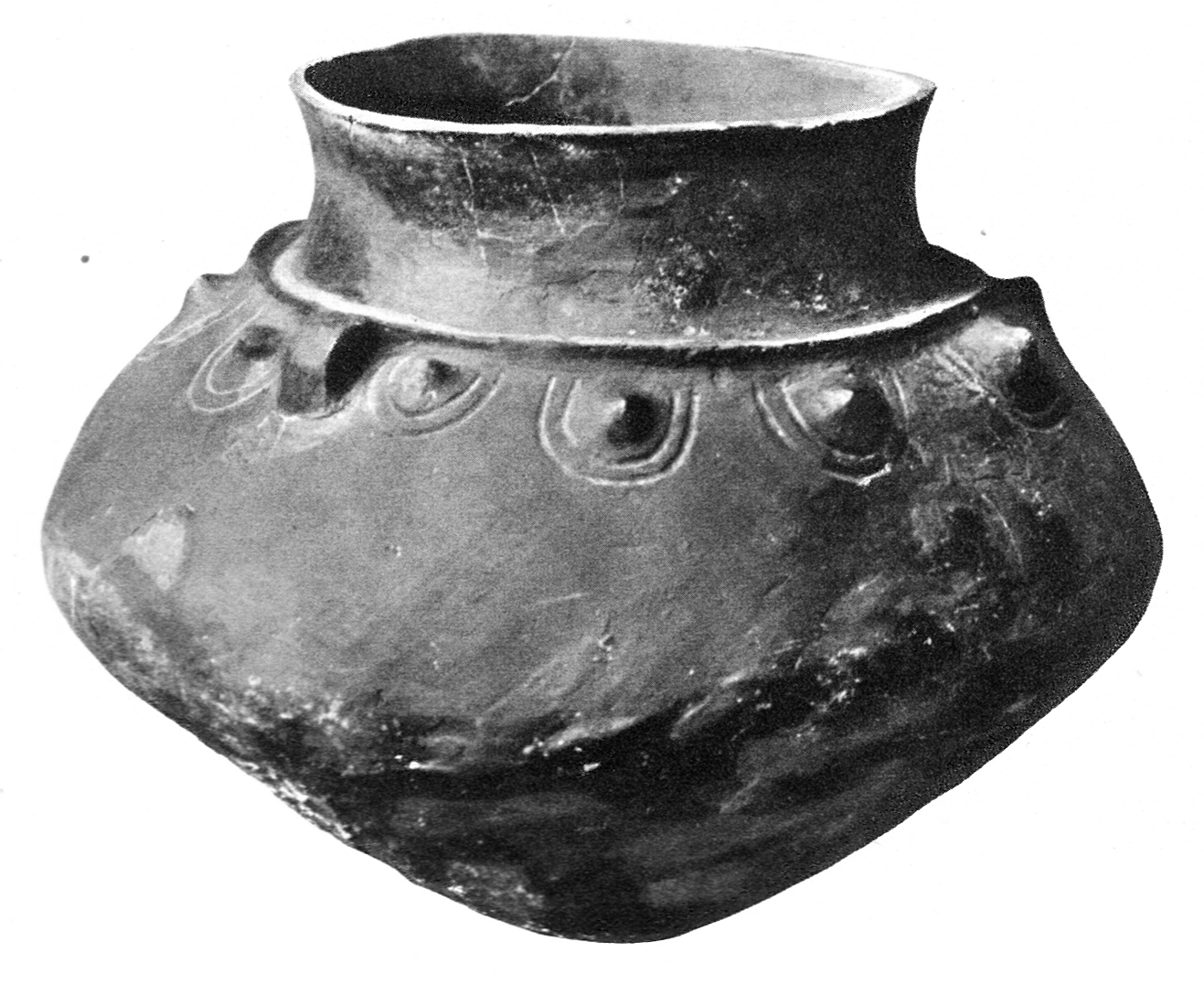
Eine Buckelurne aus der Hügelgräberkultur in Münsingen

Die Hügelgräberkultur entspricht in Süddeutschland der Mittleren Bronzezeit. Sie dauert in Mitteleuropa absolutchronologisch etwa von 1600 bis 1300 v. Chr.
Wegen der charakteristischen Hügelgräber spricht man von einer Hügelgräberkultur. Zu Beginn des 20. Jahrhunderts nannte Paul Reinecke den Zeitabschnitt zunächst auf Grund der vorherrschenden Bestattungssitte Grabhügelbronzezeit Süddeutschland, änderte diesen Namen jedoch 1905 in süddeutsche Hügelgräberbronzezeit, womit gleichzeitig der geographische Schwerpunkt der Forschung genannt war. Auf der Schwäbischen Alb kann man in der Nikolaushöhle, aber auch in Münsingen und Winterlingen die Hügelgräberleute nachweisen. Am Kirchberg in Reusten im Landkreis Tübingen wird die Kultur in besonderer Weise sichtbar.

### Urnenfelderkultur in der Späten Bronzezeit

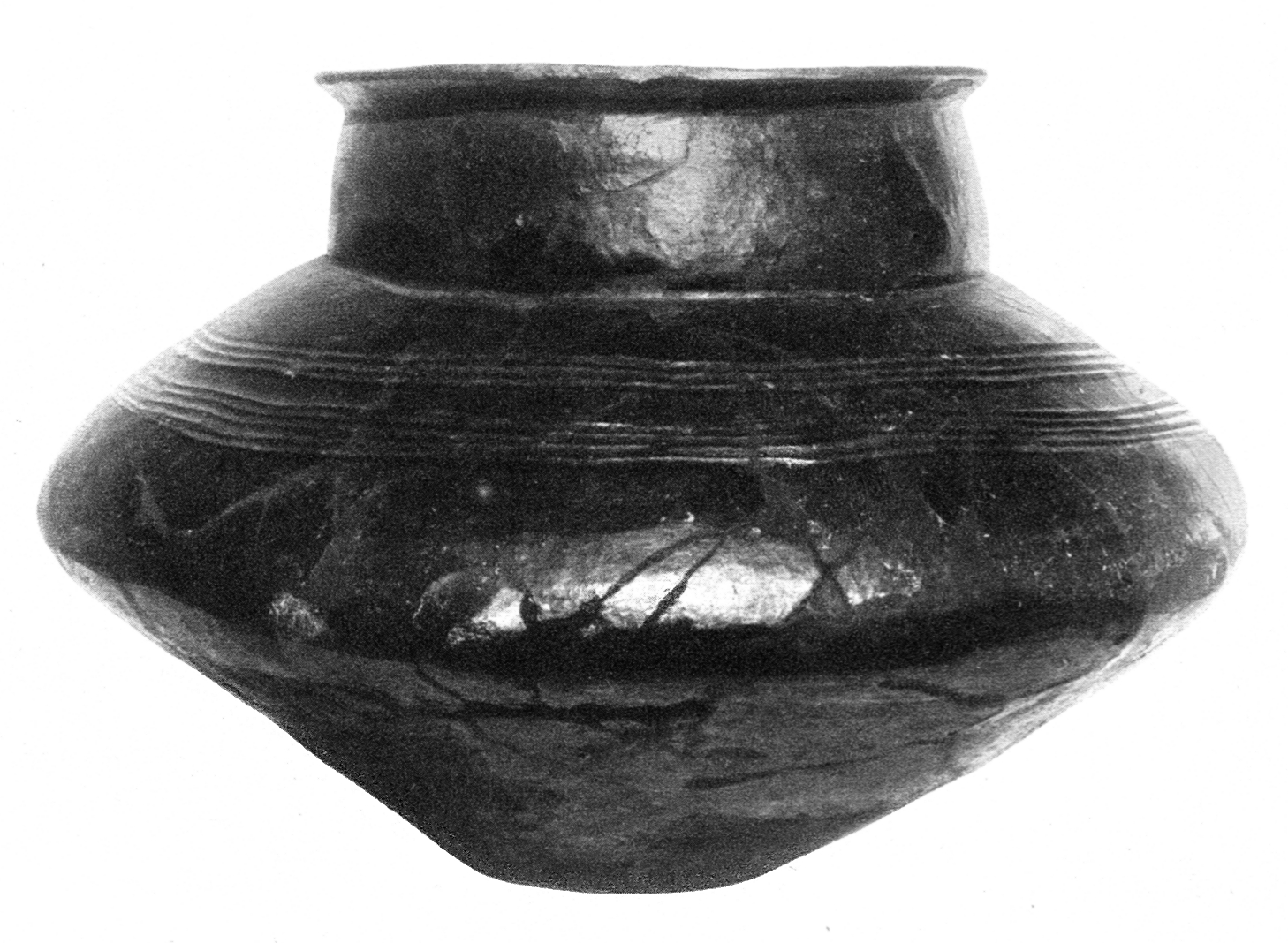
Bronzezeitliche Urne aus der Urnenfelderkultur von Truchtelfingen, heute in Berlin

Der süddeutsche Prähistoriker Ernst Wagner formulierte 1885 in seinem Werk Hügelgräber und Urnen-Friedhöfe in Baden im Zusammenhang mit spätbronzezeitlichen Grabfunden erstmals die Bezeichnung Urnen-Friedhöfe. Diese Publikation zur Bronzezeit in Süddeutschland wurde 1886 von Otto Tischler in der Westdeutschen Zeitschrift kommentiert. Dabei sprach Tischler von „Urnenfeldern der Bronzezeit“ und prägte damit den bis heute wichtigen Begriff, der für die Urnenfelderkultur namengebend wurde.
Georg Kraft leistete ab 1927 von Freiburg aus weitere Grundlagenarbeit mit seiner Beschreibung bronzezeitlicher Gräbergruppen im damaligen Baden und Württemberg. Ein frühes Werk von ihm ist der Kultur der Bronzezeit in Süddeutschland gewidmet (1926). Wolfgang Kimmig schloss 1935 in Freiburg bei Georg Kraft seine Dissertation über die Urnenfelderkultur in Baden ab.
Die Urnenfelderkultur ist die am weitesten verbreitete mitteleuropäische Kultur der Späten Bronzezeit. Sie dauerte von etwa 1300 v. Chr. bis 800 v. Chr. Da der Bestattungsritus – Leichenverbrennung auf einem Scheiterhaufen und die Beisetzung des Leichenbrandes in Urnen – auch in anderen Kulturen geübt wurde, ist die Urnenfelderkultur durch weitere Kriterien, wie typische Bronze- und Keramikformen, definiert.
Aus der Region Göppingen stammen Flussfunde aus der Fils. Beispielsweise in Gerlingen, in Laiz bei Sigmaringen, in Heidelberg, in Hörvelsingen, in Lauffen am Neckar, in Kuchen, in Sindelfingen, in Truchtelfingen und in Wutach ließ sich die Kultur nachweisen. Aber auch in exponierter Lage der Schwäbischen Alb, etwa an der Achalm bei Reutlingen, am Farrenberg bei Mössingen und an der Lochen auf der Hochalb bei Balingen lässt sie sich in Höhensiedlungen finden. Der Bronzedepotfund von Winterlingen ist der Epoche zuzuordnen. Waffenfunde und Grabbeigaben geben in Plochingen Hinweise auf eine zur Urnenfelderkultur gehörende Besiedlung. Auch die Brillenhöhle enthielt Artefakte dieser Zeit.
Auch in Süddeutschland wird die Urnenfelderkultur mit Beginn der Eisenzeit durch die Hallstattkultur abgelöst.

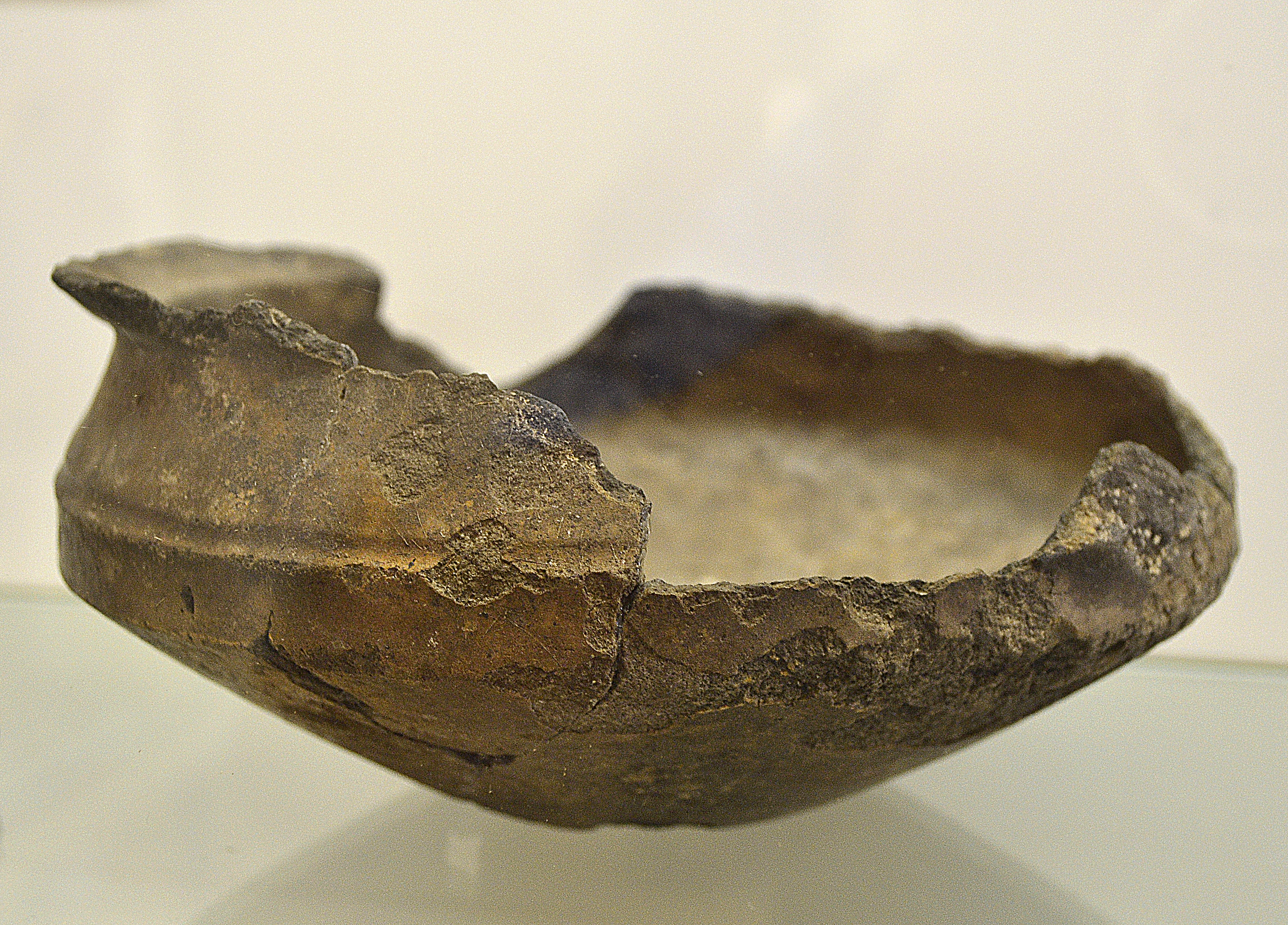
Keramik der Urnenfelderkultur im städtischen Museum von Eberbach
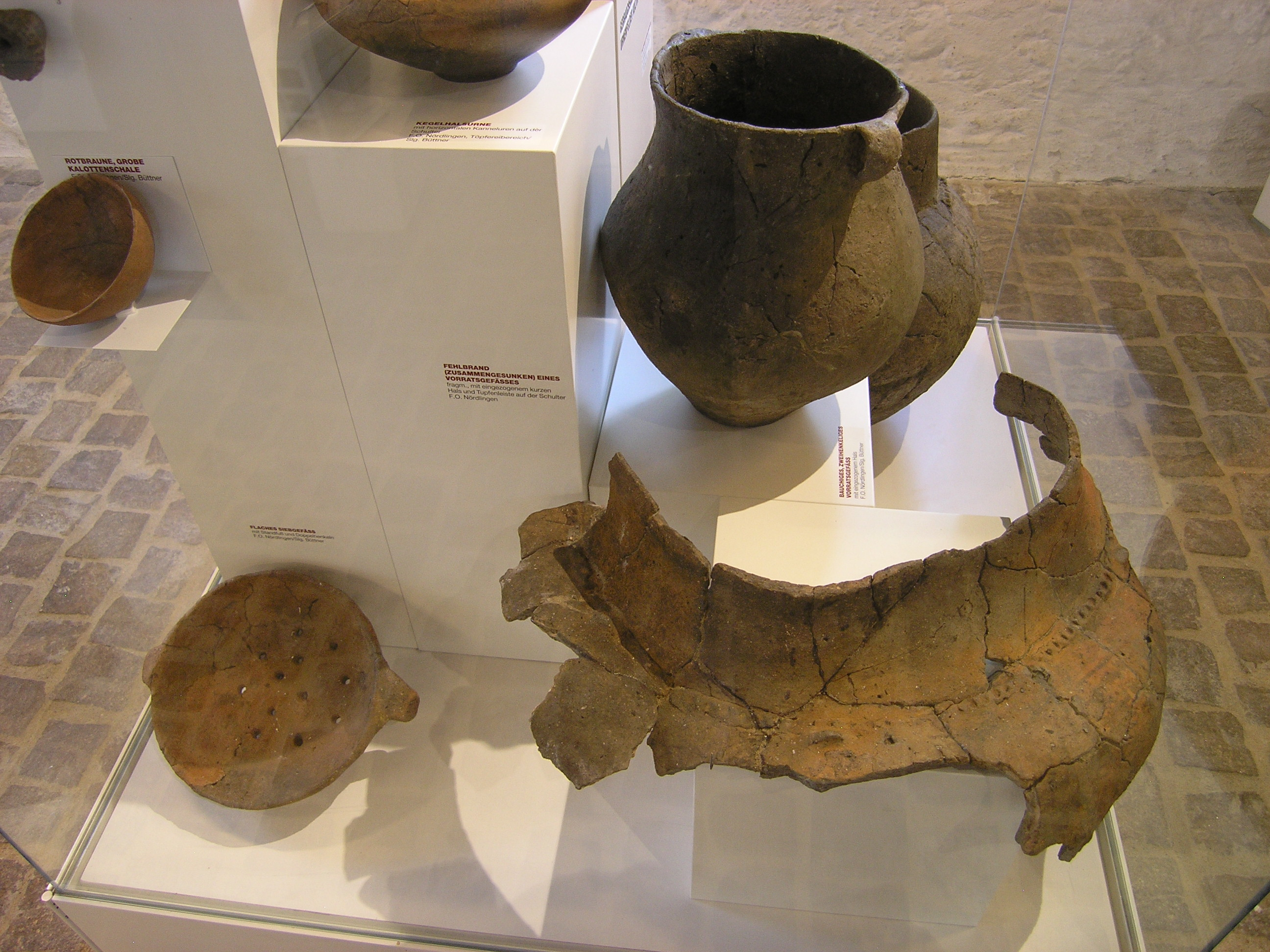
Keramische Scherben der Urnenfelderkultur im Museum im Seelhaus von Bopfingen
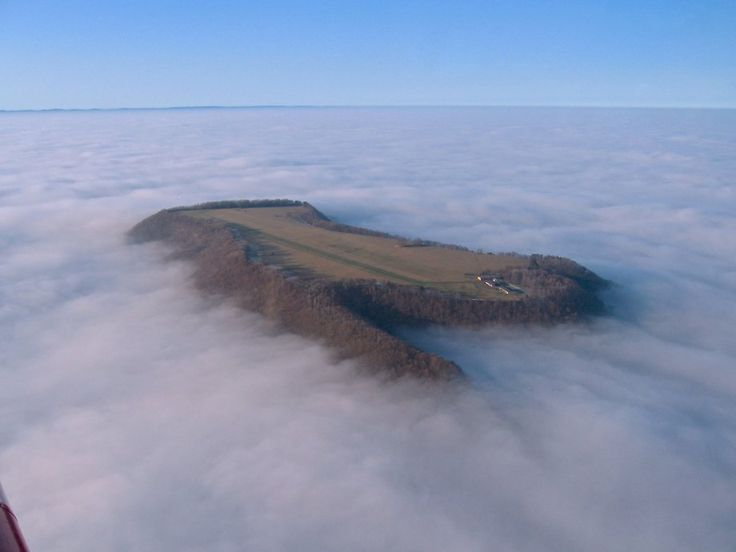
Der Farrenberg bei Talheim scheint eine besonders exponierte Höhensiedlung der Schwäbischen Alb mit Repräsentanten der Urnenfelderkultur beherbergt zu haben.
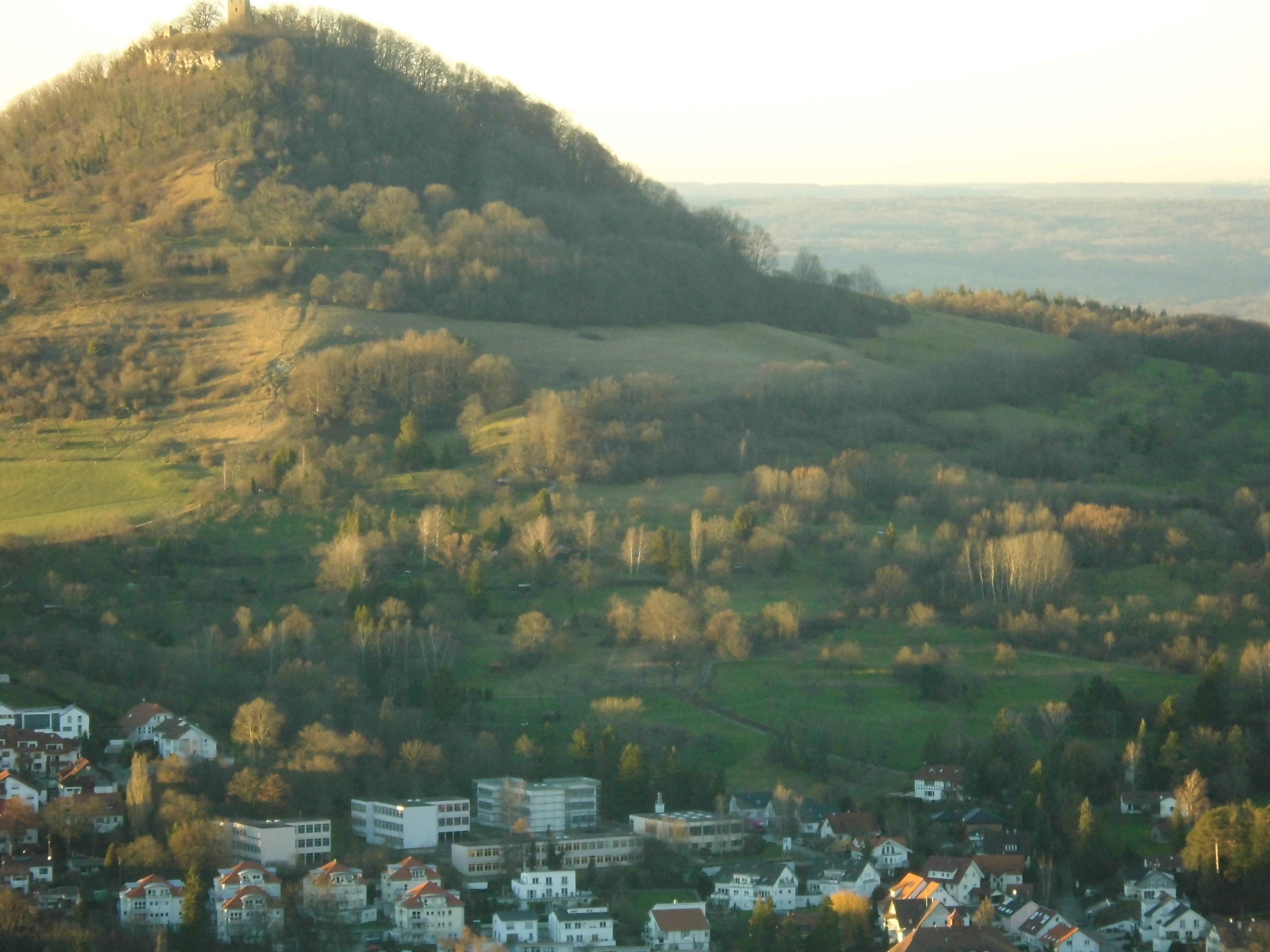
Ähnliches gilt im Blick auf die Achalm zwischen Reutlingen und Eningen unter Achalm

### Die Chirurgenschule im Taubertal
1939 wurde in Althausen bei Bad Mergentheim ein Hockergrab (um 2500 v. Chr.) mit vier menschlichen Skeletten entdeckt, das im Deutschordensmuseum von Bad Mergentheim ausgestellt wird. Eine weitere Besonderheit des Taubertals wird durch die Präsentation eines trepanierten Schädels gezeigt. Das Deutschordensmuseum ist das einzige Museum, das diese Operationstechnik darstellt. Bis 2014 wurden im Taubertal acht verheilte Trepanationen (Kopföffnungen) entdeckt, dies spricht für die große Kunstfertigkeit der hiesigen Steinzeitchirurgen, man kann von einer Art „Chirurgenschule“ im Taubertal sprechen.

### Funde aus der Bronzezeit

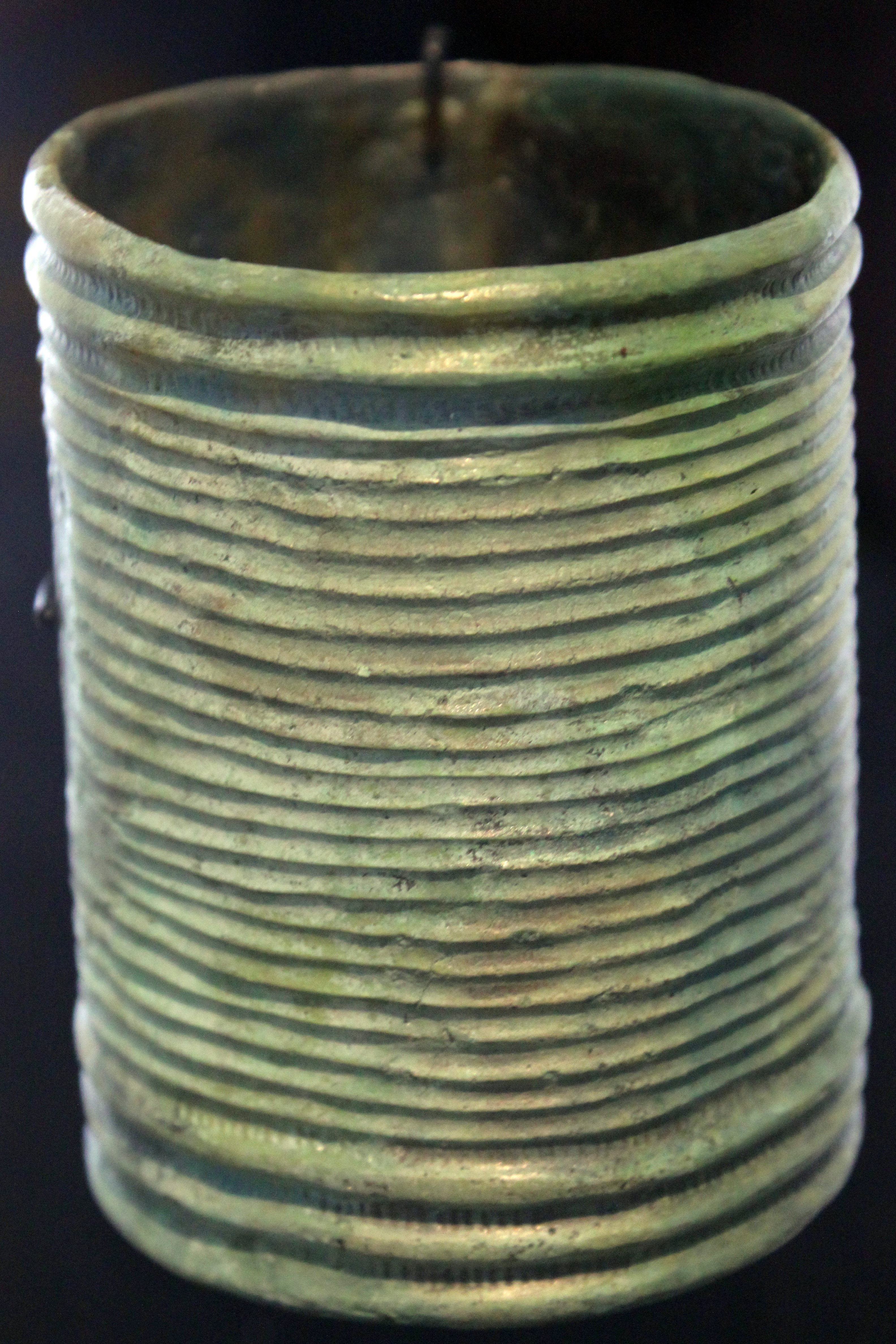
Armstulpe aus Bronze, 1950 – 1650 v. Christus, ein Fund aus dem Landkreis Böblingen, der im Landesmuseum Württemberg in Stuttgart präsentiert wird
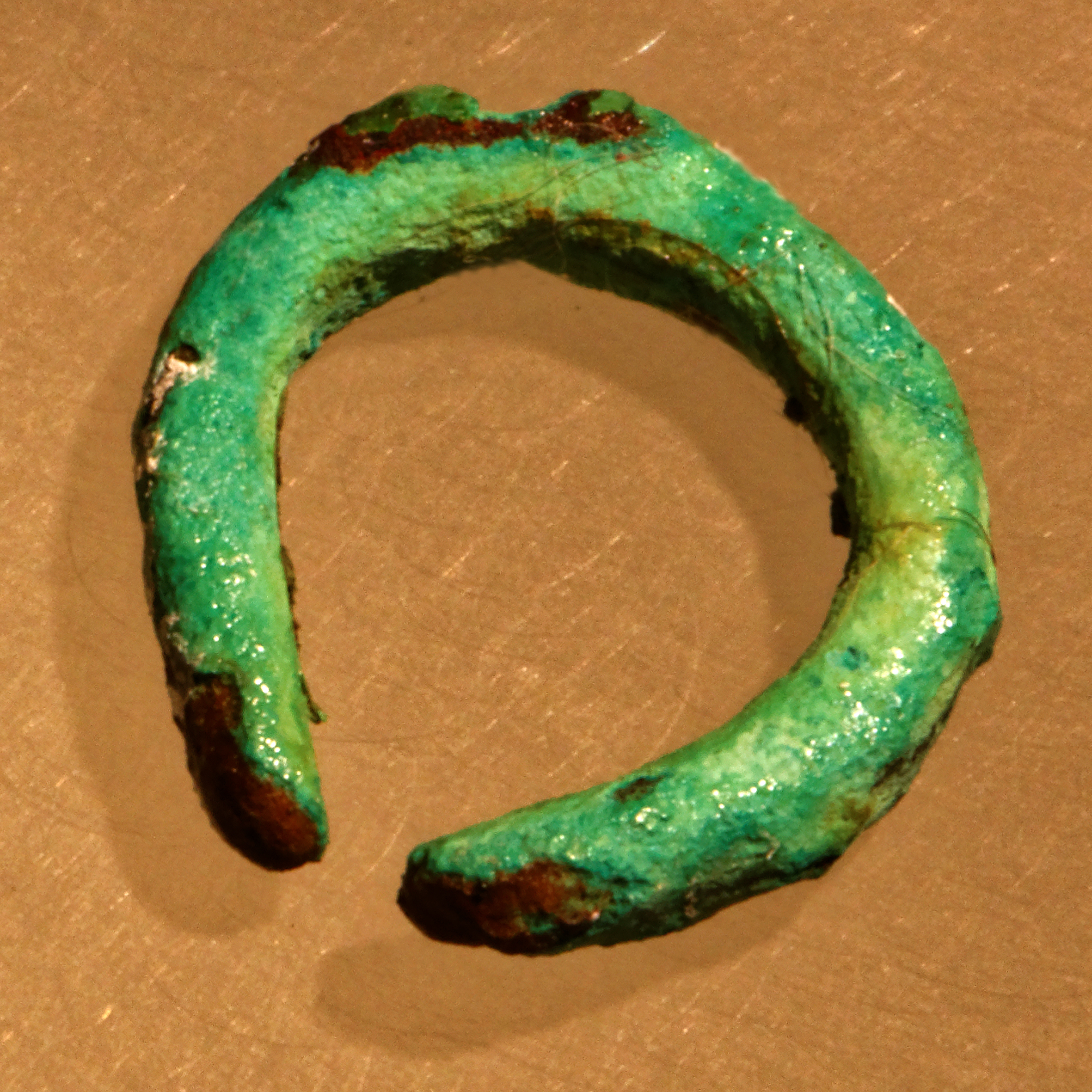
Früher Metallfund aus dem Taubertal, ausgestellt in der Abteilung zur Jungsteinzeit im Deutschordensmuseum von Bad Mergentheim
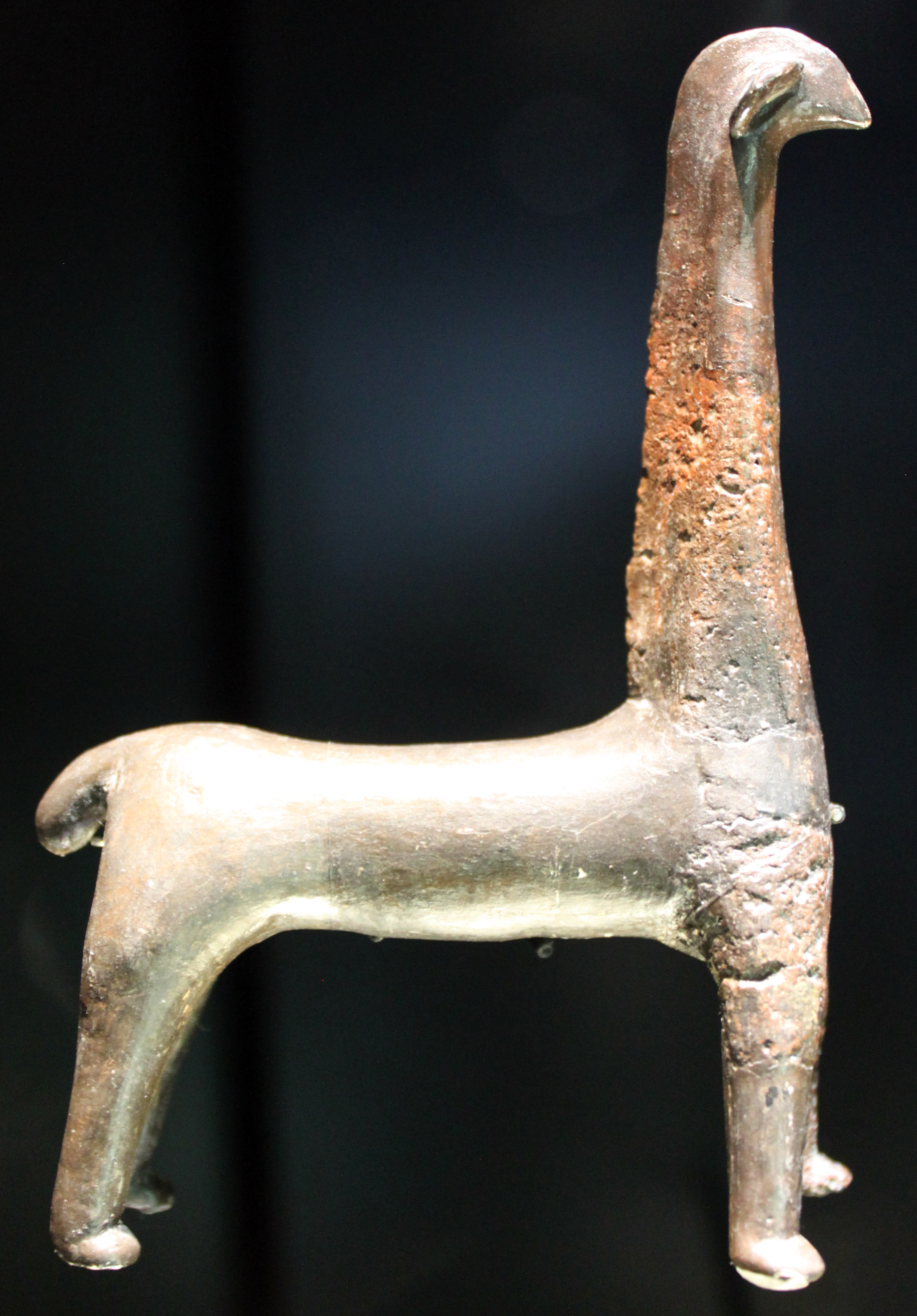
Das Giraffenpferd aus der Gegend um Reutlingen
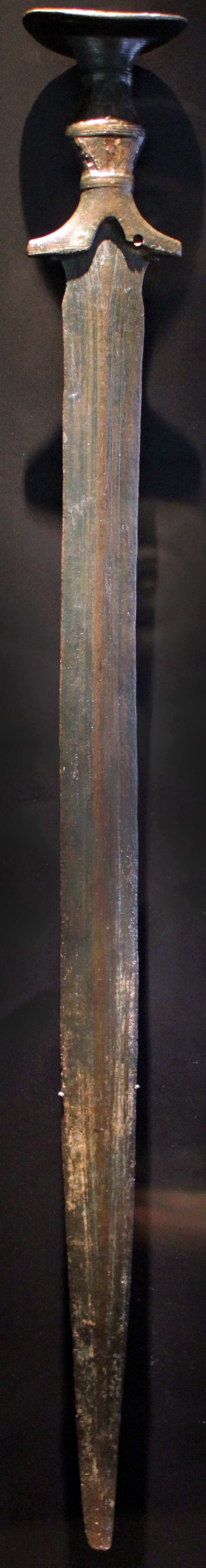
Bronzeschwert aus Schwäbisch Hall, 9. Jahrhundert v. Chr., ausgestellt im Landesmuseum Württemberg
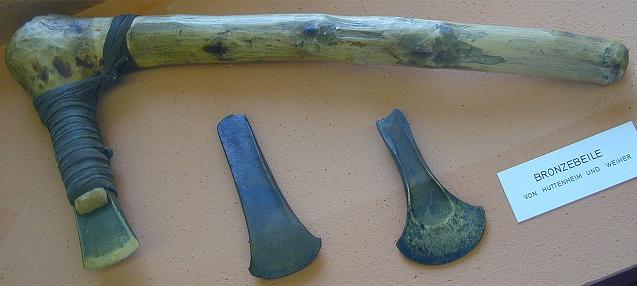
Bronzebeile aus dem Stadtmuseum von Bruchsal

## Eisenzeit

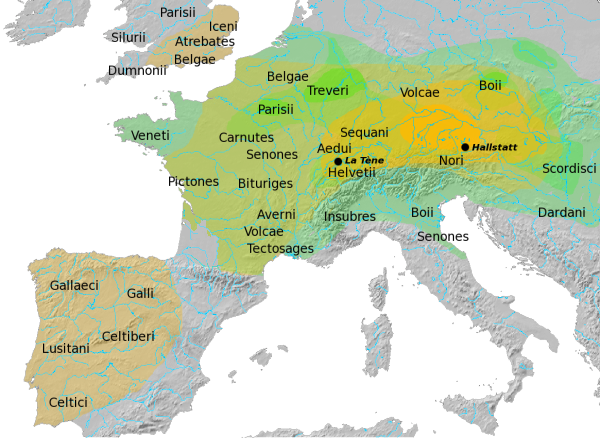
Verbreitung der Hallstatt-Kultur (gelb) und der La-Tène-Kultur (grün)

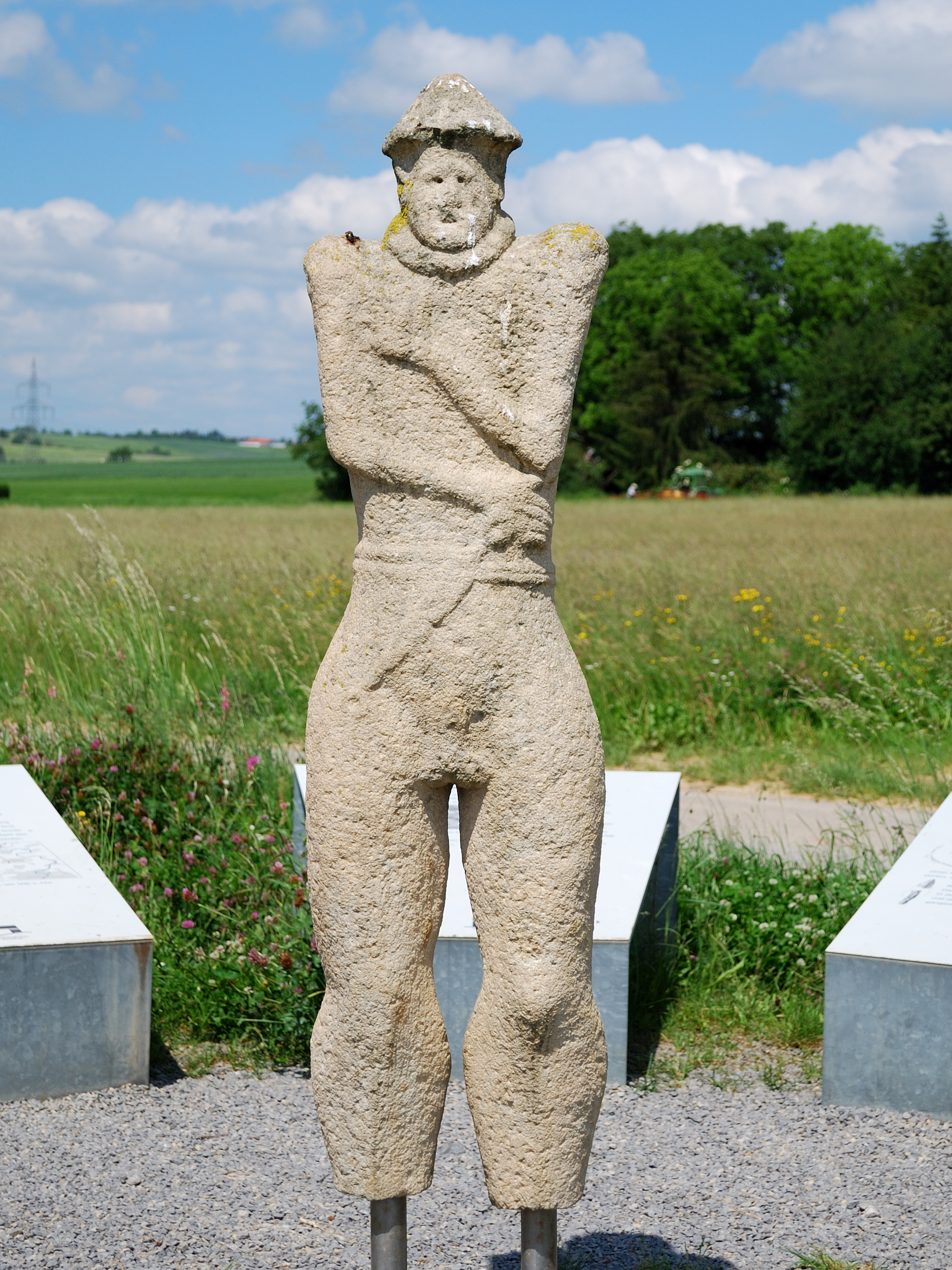
Der Krieger von Hirschlanden, Kunst der frühen Hallstattzeit

Im südwestlichen Mitteleuropa entwickelt sich um 800 v. Chr. aus der Urnenfelderkultur die Hallstattkultur.
Die damit beginnende Eisenzeit wird unterteilt in:

### Einteilung
- Frühe Eisenzeit (Ältere Eisenzeit) (800–450 v. Chr.): Hallstattkultur, die ihren Namen von einem Gräberfeld von Hallstatt in Österreich hat.
- Späte Eisenzeit (Jüngere Eisenzeit) (450 v. Chr.–Ende 1. Jahrhundert v. Chr.): La-Tène-Kultur, die nach einer Fundstelle am Neuenburgersee in der Schweiz benannt wird; die Bevölkerung wird als keltisch bezeichnet.

Die Definition der Unterteilung der Eisenzeit in Hallstatt- und Latènezeit erfolgte 1874 durch den schwedischen Prähistoriker Hans Hildebrand. Paul Reinecke unterteilte die Hallstattzeit weiter in die Stufen Ha A–D und die Latènezeit in die Stufen LT A–D.
Die Kelten werden vor allem mit der Hallstattkultur und der Latènekultur in Zusammenhang gebracht. Kurt Bittel wurde er 1930 bei Gero von Merhart über die Kelten in Württemberg promoviert, was eine erste Übersichtsarbeit über diese Epoche in der besprochenen Region darstellte.
Als gesichert kann gelten, dass die Kelten nie ein geschlossenes Volk oder gar eine Nation gebildet haben, allenfalls kann von zahlreichen unterschiedlichen ethnischen Gruppen mit ähnlicher Kultur gesprochen werden.

### Fundstätten und Objekte
Wichtige archäologische Fundstätten und Funde dieser Zeit sind in Baden-Württemberg:
- der frühkeltische „Fürstensitz“ Hohenasperg und das benachbarte große Hügelgrab bei Hochdorf
- der frühkeltische „Fürstensitz“ auf der Heuneburg bei Hundersingen samt der Alten Burg bei Langenenslingen
- der Hohmichele ist ein keltischer Fürstengrabhügel der späten Hallstattzeit auf der Gemarkung Heiligkreuztal der Gemeinde Altheim; mit einem Durchmesser von 85 m und einer Höhe von 13,5 m ist der Grabhügel einer der größten Mitteleuropas
- das Gräberfeld Bettelbühl liegt etwa zweieinhalb Kilometer südöstlich der Heuneburg
- der Magdalenenberg bei Villingen-Schwenningen
- die Hügelgräber im Illertal bei Tannheim mit Wagengrab
- die Keltische Siedlung Kapf bei Villingen-Schwenningen
- die spätkeltische Siedlung Tarodunum bei Freiburg im Breisgau
- das Heidentor bei Egesheim
- der Krieger von Hirschlanden, die älteste bisher gefundene eisenzeitliche lebensgroße anthropomorphe Statue nördlich der Alpen, gefunden bei Hirschlanden
- das Hallstattzeitliche Prunkgrab von Ditzingen-Schöckingen

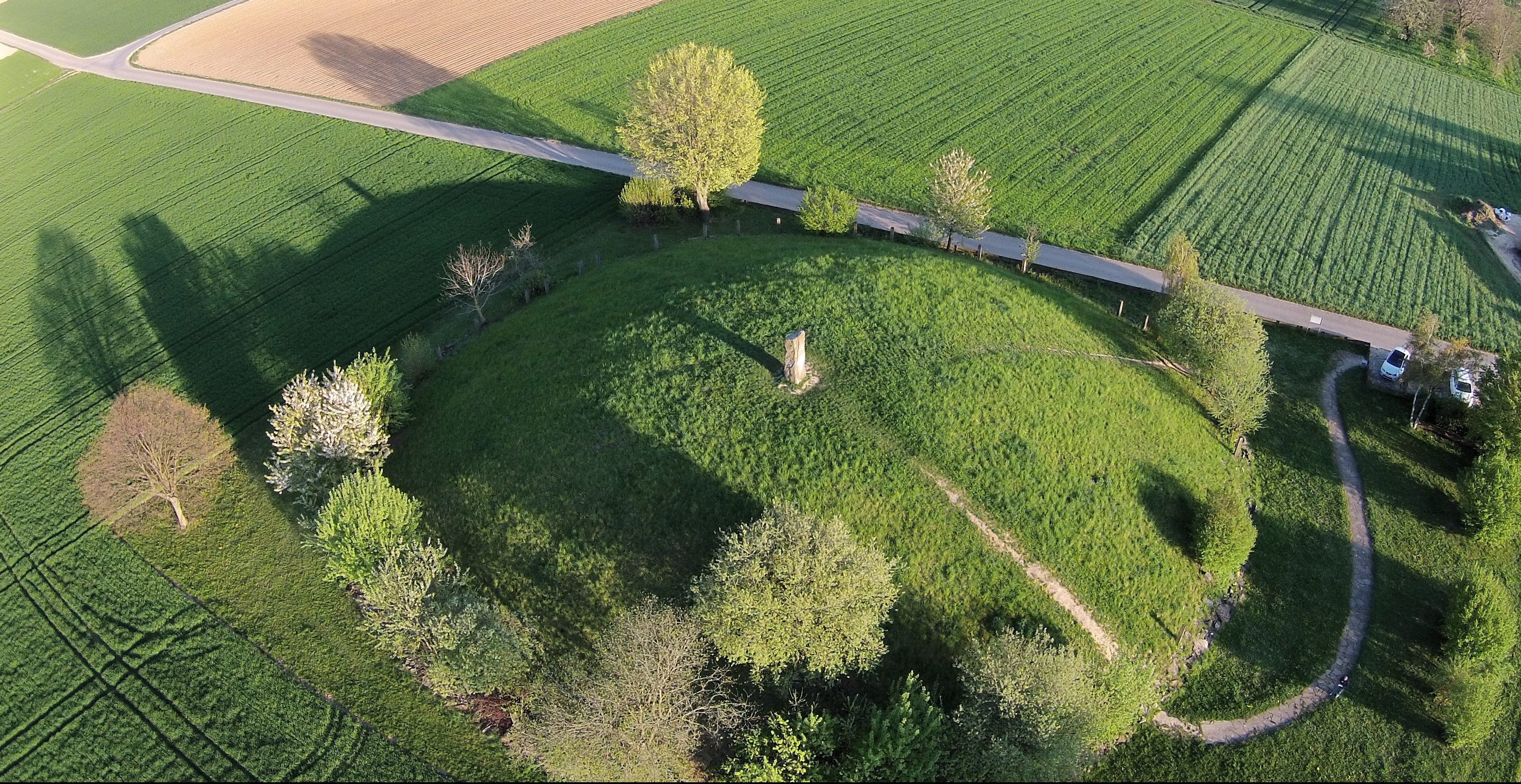
Das Hügelgrab bei Hochdorf von oben betrachtet
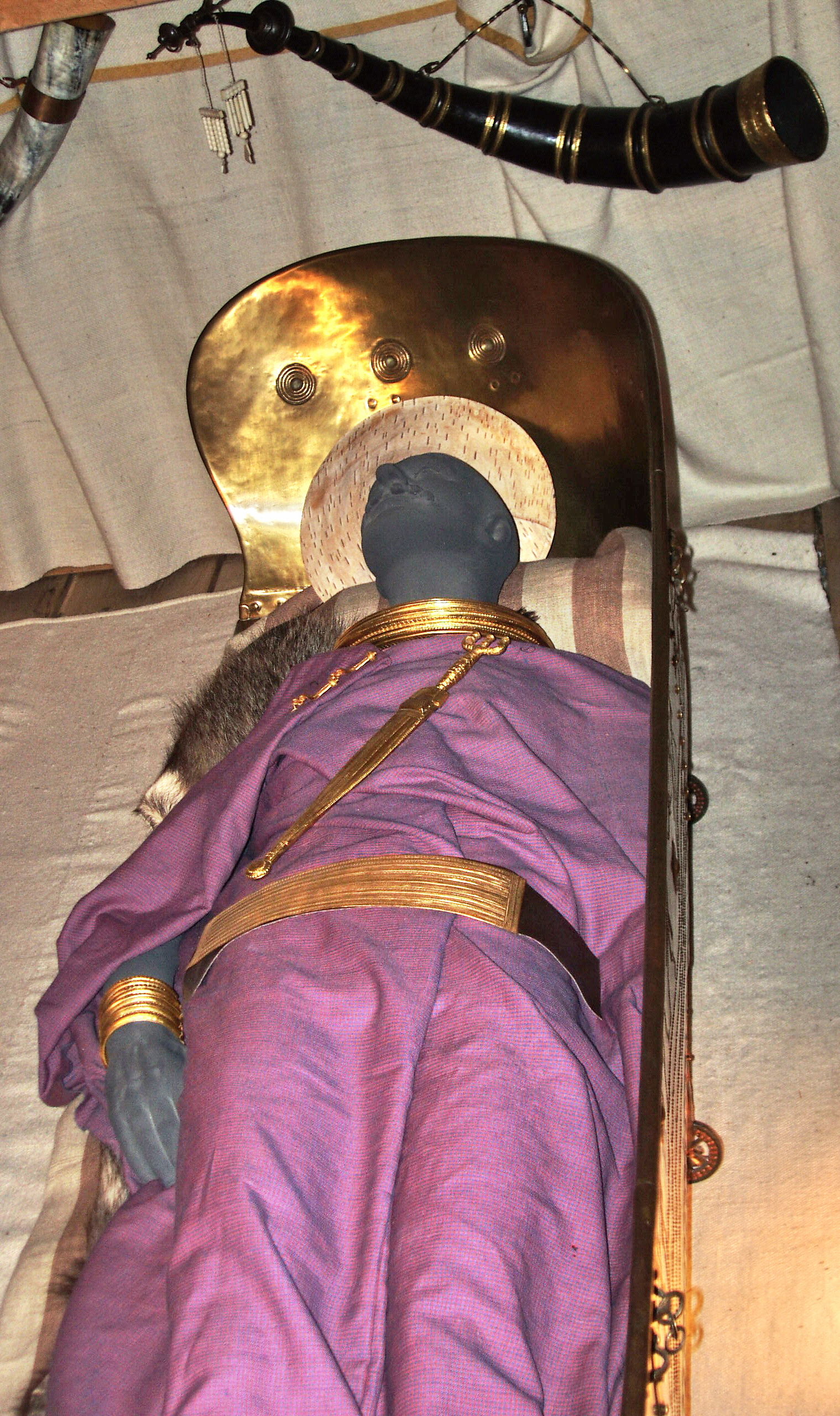
Der Keltenfürst von Hochdorf auf seiner Totenliege (Rekonstruktion)
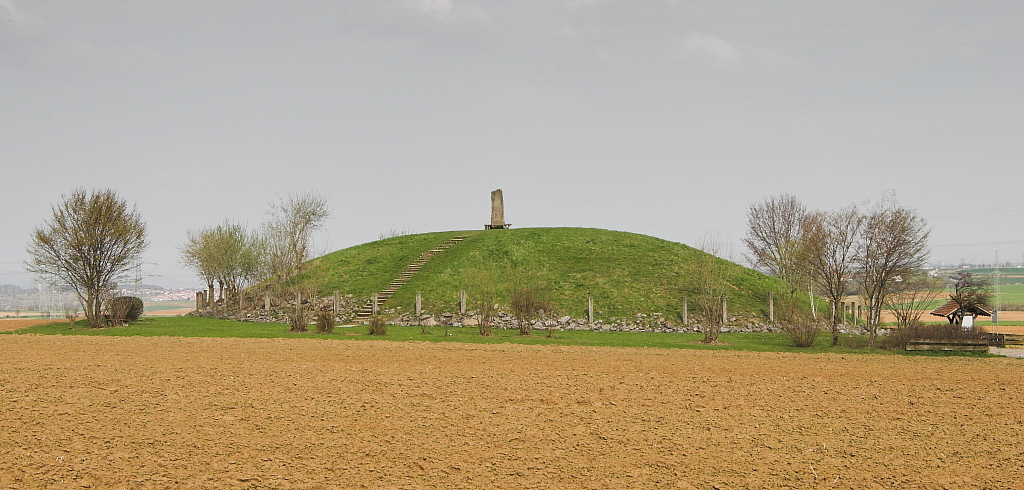
Das rekonstruierte Hochdorfer Keltengrab
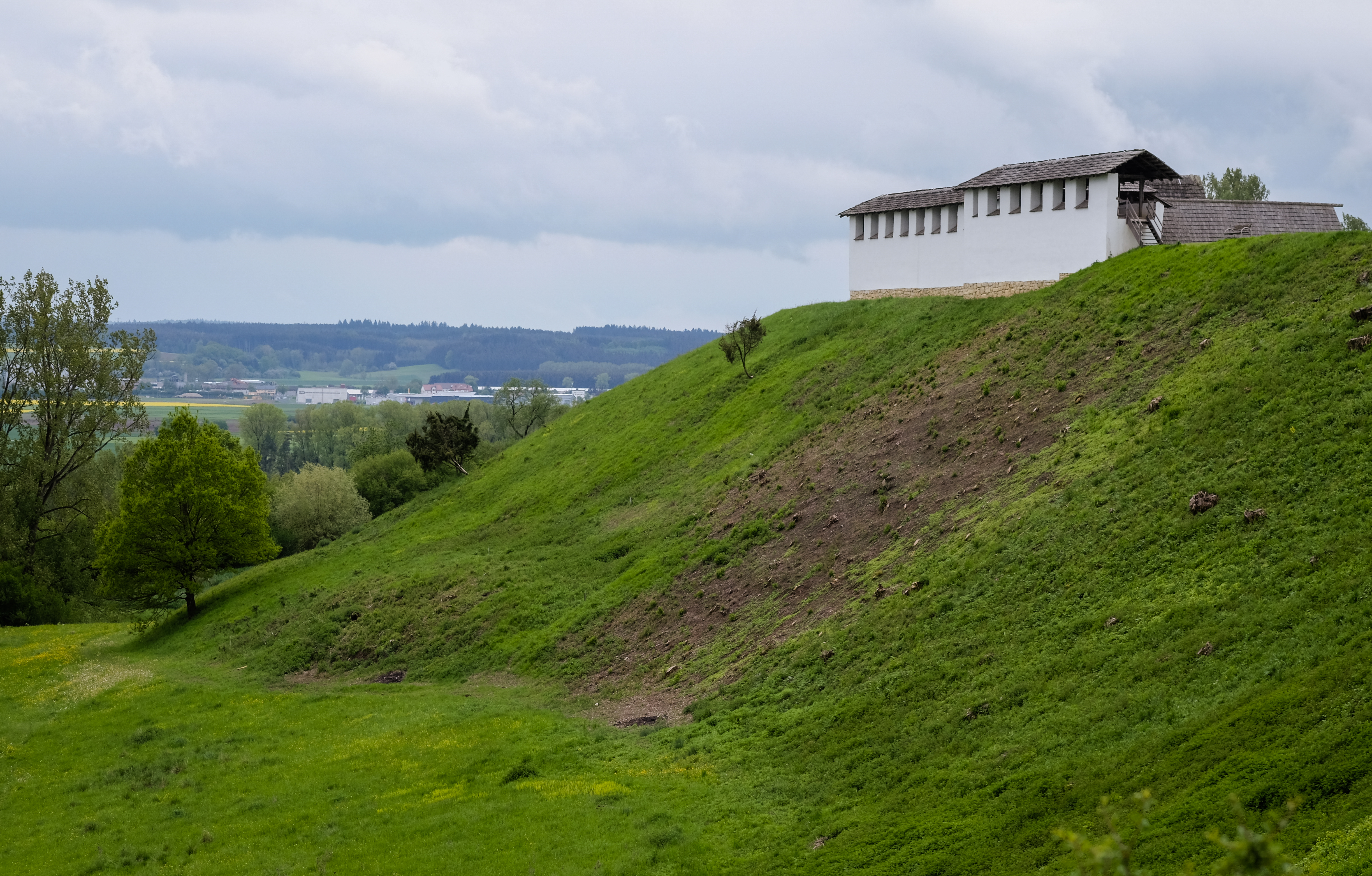
Die keltische Heuneburg bei Hundersingen, wie sie sich über dem Donautal erhebt
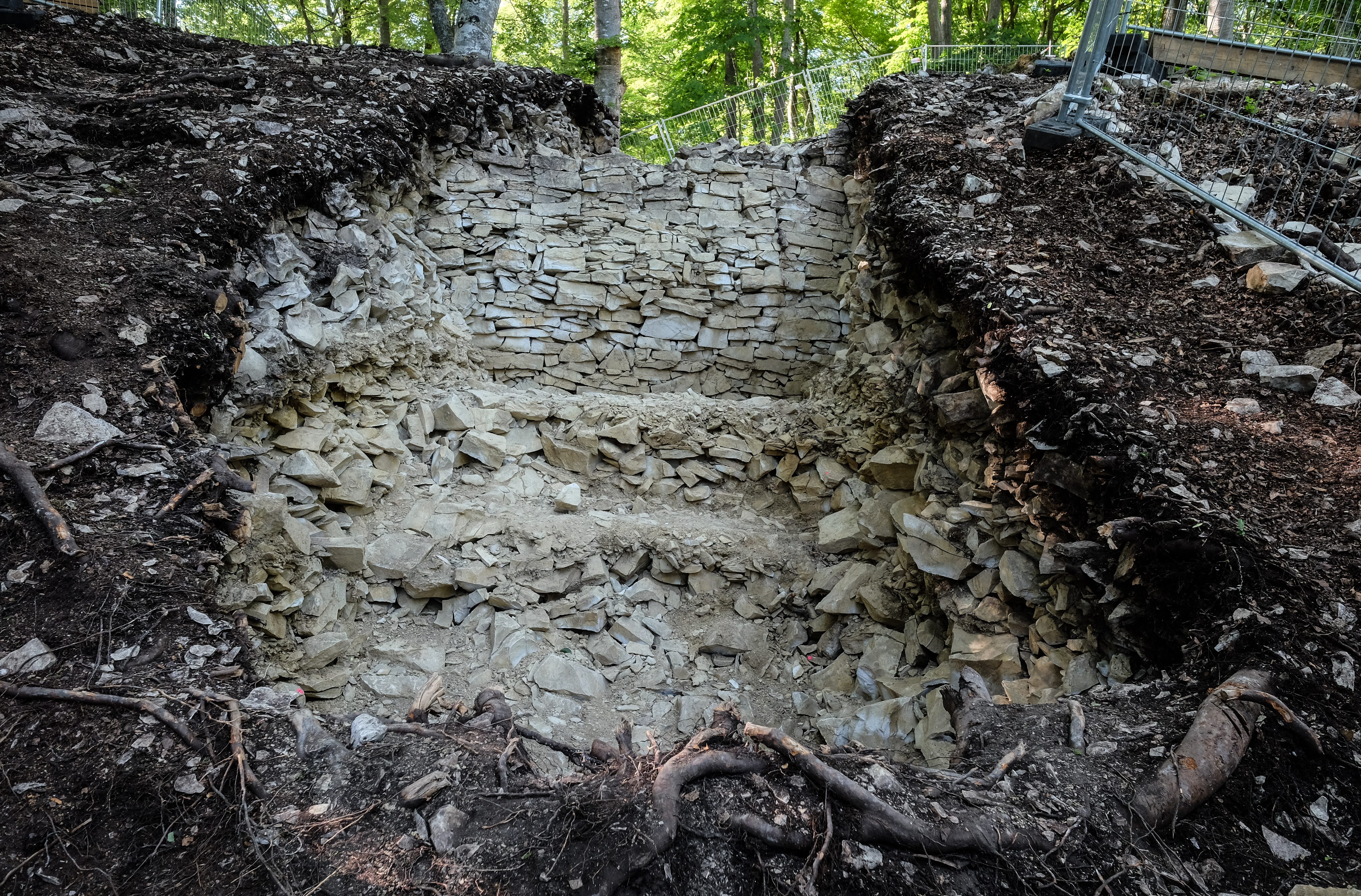
Eine freigelegte Mauer aus der Alten Burg bei Langenenslingen

### Heidengraben, Ipf und Oppidum Finsterlohr

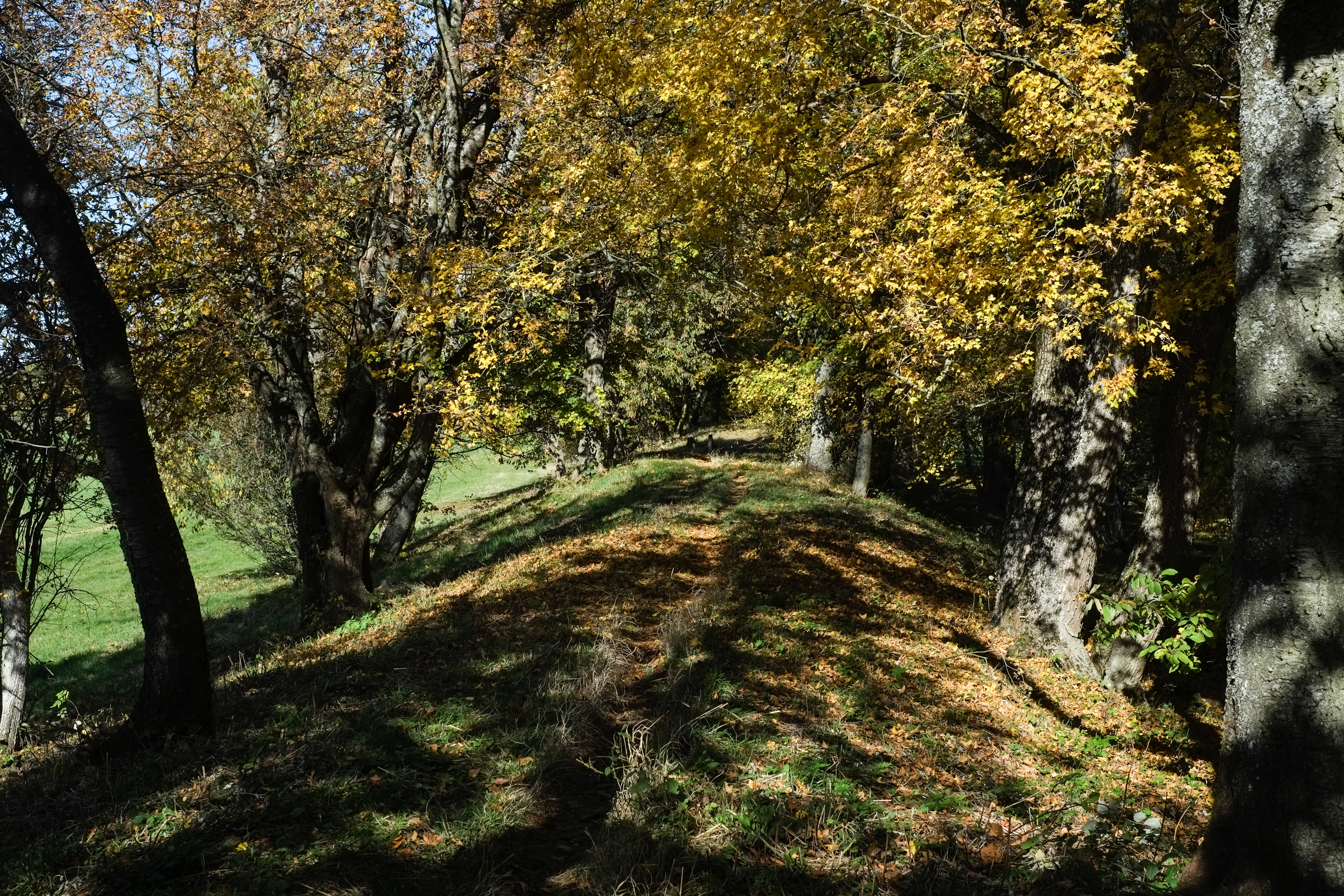
Reste der mächtigen Umwallungen im Wald bei Grabenstetten, die unter dem Namen Heidengraben sich als Teil einer umfänglichen keltischen Befestigung, eines Oppidum, entpuppt haben

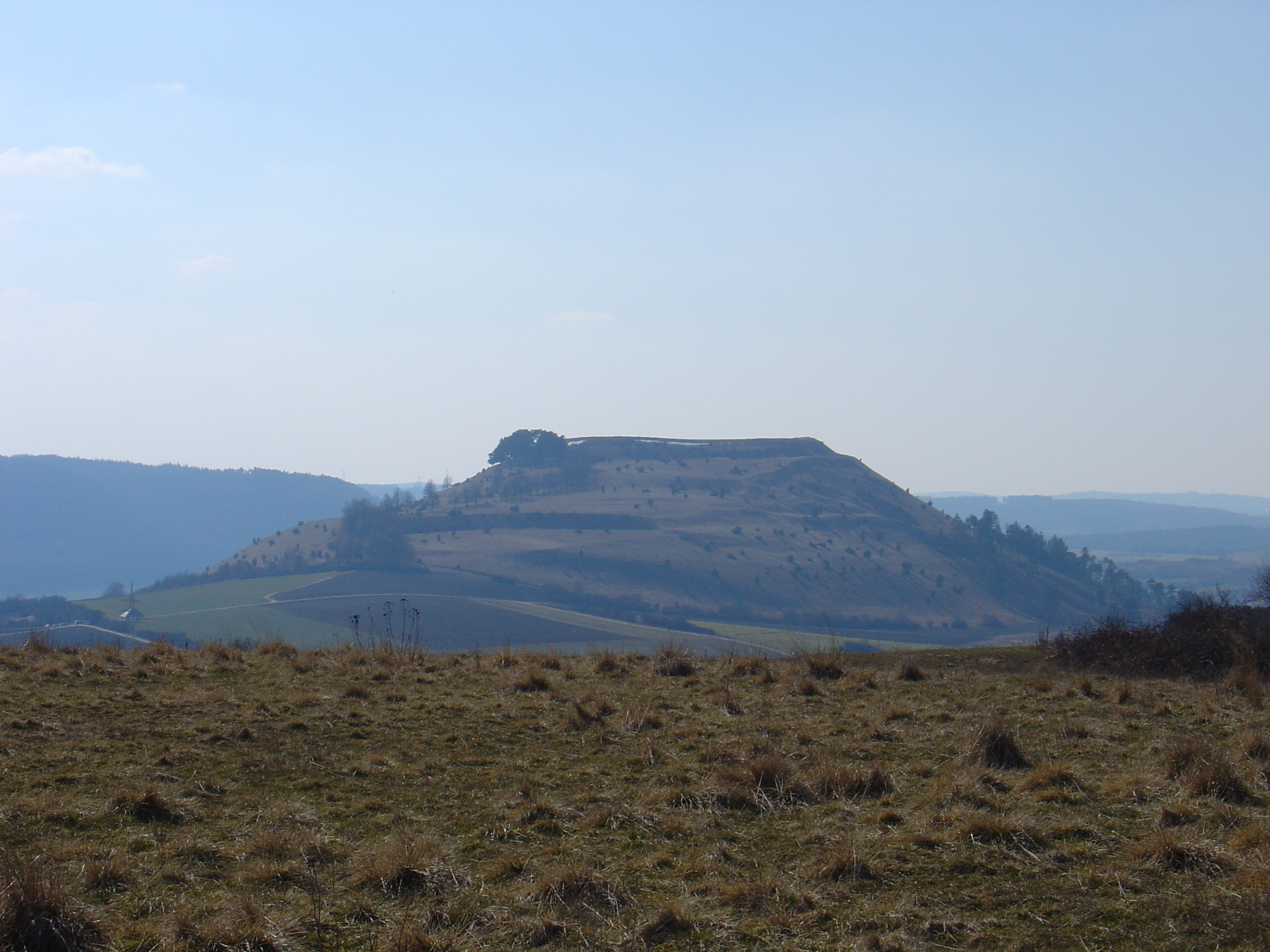
Der Ipf auf der Ostalb gilt als keltischer Knotenpunkt im Fernverkehrsnetz der Eisenzeit

Ebenfalls dieser Zeit zuzuordnen ist der Heidengraben, ein im 1. Jahrhundert v. Chr. genutztes keltisches Oppidum, das auf der Schwäbischen Alb bei Grabenstetten lag. Ursprünglich bezeichnete der Begriff nur die Überreste der Befestigung des Oppidums, die noch heute als Wall sichtbar sind. Das Oppidum hatte einen äußeren und einen inneren Befestigungsring, innerhalb des letzteren lag die Siedlung, die als Elsachstadt bezeichnet wird.
Diese Siedlung hatte eine beträchtliche Ausdehnung von 1,53 km² und lag westlich der heutigen Gemeinde Grabenstetten.
Schon 1907 führte Friedrich Hertlein Grabungen am Ipf bei Bopfingen durch. Dabei untersuchte er zwei der Wälle und die Befestigung des Plateaus. Hertlein brachte die Funde mit der ähnlichen Befestigung des Heidengrabens in Verbindung, die als Befestigung eines Oppidums angesprochen wird.
Klarheit brachten neue Grabungen in unmittelbarer Nähe des Ipfs und auf dem Ipf durch das Landesamt für Denkmalpflege Baden-Württemberg seit 2000 und 2004. Die neuen Forschungen haben bestätigt, dass der Ipf schon in der Jungsteinzeit, verstärkt aber seit der Spätbronzezeit (1200–800 v. Chr.), eine wichtige Funktion hatte und in der Späthallstatt- und Frühlatènezeit (6./5. Jahrhundert v. Chr.) seine Blüte als überregionales Machtzentrum erlebte. Der Ipf war in der Eisenzeit ein Knotenpunkt im Fernverkehrsnetz.
Das Oppidum Finsterlohr bei Creglingen ist lange schon bekannt, bislang aber wenig erforscht.

### Viereckschanzen
In Baden-Württemberg wurden verschiedene Viereckschanzen aus dieser Zeit entdeckt und untersucht. Die meisten Archäologen betrachten die Viereckschanzen heute als eingefriedete ländliche Gehöfte, die von gut situierten Bauern bewohnt waren. Dazu gehören beispielsweise:
- Viereckschanze Bildechingen
- Viereckschanze (Langenburg)
- Viereckschanzen bei Nordheim (Württemberg)
- Viereckschanze Oberjettingen

### Übergangszeit zur römischen Antike
Das Ende der Eisenzeit und der Übergang zur Römischen Kaiserzeit (als Teil der Antike) wird üblicherweise mit der Eingliederung des jeweiligen Gebietes ins Römische Reich angegeben und unterscheidet sich entsprechend je nach Provinz.

## Der Raum zur Zeit der Antike und im frühen Mittelalter

### Römisches Reich

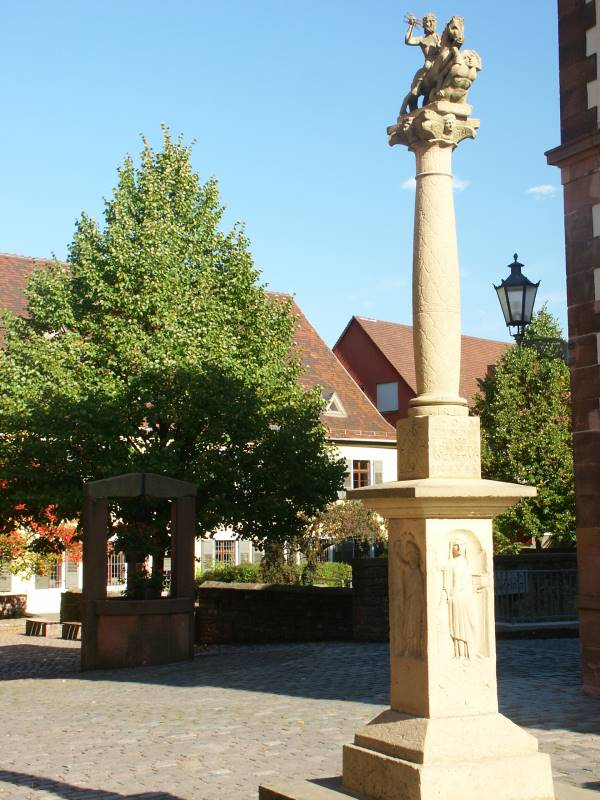
Eine römische Jupitergigantensäule, gefunden und neu aufgerichtet in Ladenburg, dem damaligen Lopodunum

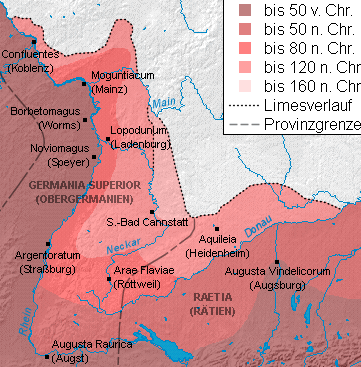
Zunehmende Expansion der Römer im Bereich des heutigen Baden-Württembergs

In der Antike wurde der Raum zwischen Alpen, Donau und Rhein durch die Augusteischen Alpenfeldzüge Teil des Römischen Reiches. Die beiden Söhne des Augustus, Drusus und Tiberius, eroberten 15 v. Chr. das Gebiet südlich der Donau. Nördlich des Hochrheins war von 15 bis 9 v. Chr. das Römerlager Dangstetten eingerichtet.

#### Römische Provinzen und Städte
Es entstanden im Südwesten des heutigen Deutschlands die römischen Provinzen Raetia und Germania superior.
Städte wurden von den Römern auch im Bereich des heutigen Landes Baden-Württemberg gegründet und befestigt, wie:
- Ladenburg (lateinisch Lopodunum), entspricht Civitas Ulpia Sueborum Nicrensium (nach den Neckarsueben)
- Wimpfen entspricht Civitas Alisinensium;
- Bad Cannstatt
- Rottenburg (lateinisch Sumelocenna) entspricht Civitas Sumelocennensis
- Rottweil (lateinisch Arae Flaviae)
- Baden-Baden (lateinisch Aquae) entspricht Civitas Aurelia Aquensis

Eine Siedlungskontinuität ist für Baden-Baden, Ladenburg und Rottweil wahrscheinlich.

#### Gutshöfe, Militärlager und Bäder
Einige weitere römische Gründungen gehen auf Militärlager oder römische landwirtschaftliche Anwesen zurück. Hier ist die Villa rustica im Burrenwald bei Biberach, die Villa rustica im Laucherthal und die Villa rustica bei Lauffen zu nennen. Der Römische Gutshof von Bargen bei Engen gilt als besonders gut erhalten. Vollständig ausgegraben ist der Römische Gutshof von Büßlingen. Die Villa rustica von Meßkirch ist die größte bekannte Hofanlage ihrer Art in Süddeutschland. Das Römerhaus Walheim beherbergt ein in seinen Grundmauern vollständig erhaltenes römisches Streifenhaus, das als das am besten erhaltene Gebäude seiner Art nördlich der Alpen gilt.
Auch Badeanlagen gehören zu den Funden. Das Römische Bad bei Wurmlingen, das Römische Bad bei Kressbronn-Betznau, das Römerbad in Weinsberg und das Römerbad Jagsthausen ist hier zu nennen. Die Römerbadruine Badenweiler ist die Ruine einer römischen Therme in Badenweiler. Sie gehört zu den ältesten Bauwerken Baden-Württembergs und gilt bis heute als eine der am besten erhaltenen Thermen nördlich der Alpen.

#### Limes

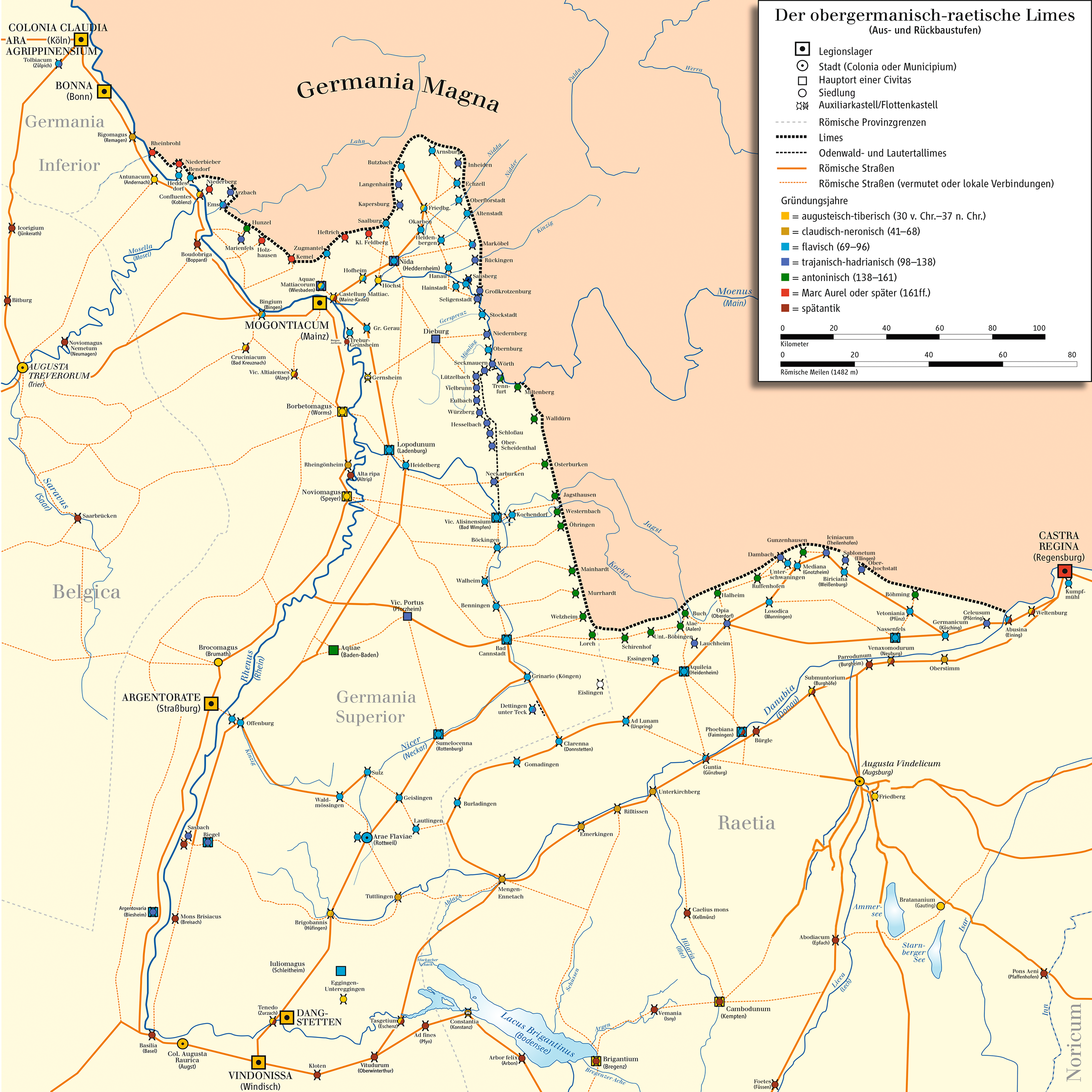
Die Entwicklungsstufen des Obergermanisch-Raetischen Limes

Die neue Nordgrenze des Römischen Reichs an der Verbindungslinie zwischen Rhein und Donau wurde ab Ende des 1. Jahrhunderts mit einer Befestigungsanlage, dem Limes, gegen anstürmende germanische Gruppen gesichert. Der Alblimes war eine römische Grenzlinie des späten 1. Jahrhunderts n. Chr. auf der Schwäbischen Alb. Er erstreckte sich über eine Länge von knapp 135 Kilometern von Rottweil (lateinisch: Arae Flaviae) im Südwesten bis Heidenheim an der Brenz (lateinisch: Aquileia) im Nordosten. Der größere Teil dieses Alblimes lag auf dem Gebiet der römischen Provinz Raetia, nur die westlichen Kastelle Lautlingen, Geislingen a. R., Rottweil und Sulz befanden sich in der Provinz Germania superior. Es folgten der Lautertal-Limes und der Neckar-Odenwald-Limes.
Diese Anlagen wurden in der Folgezeit immer weiter begradigt und verstärkt. Er wird in seiner Gesamtheit Obergermanisch-Raetischer Limes genannt. Dieser konnte aber ab dem 4. Jahrhundert nicht mehr den fortwährenden Angriffen der einzelnen germanischen Gruppen standhalten. Zunehmend siedelten sich Germanen nun auch auf dem Gebiet südlich der Donau an.
Ein Teil der römischen Bevölkerung blieb trotzdem im Land und vermischte sich mit den einwandernden Germanen. Um 300 sprechen römische Quellen dann nicht mehr von den Agri decumates, sondern von der Alemannia als dem Land der Alamannen. Im Limesgebiet leitete der Limesfall den Übergang von antiken zu mittelalterlichen Verhältnissen ein.
Zu Beginn des 3. Jahrhunderts erhielten zahlreiche rechtsrheinische Civitas-Hauptorte Stadtmauern: Lopodunum (Ladenburg), Bad Wimpfen, Sumelocenna (Rottenburg am Neckar) und Arae Flaviae (Rottweil). Eine Ausnahme bildete Aquae (Baden-Baden), wo man möglicherweise auf die Nähe zum Rhein und auf die dort stationierten Legionen vertraute.
Die Funktion der meisten Bauten entlang des ehemaligen Limes geriet jedoch mit der Zeit in Vergessenheit. Die verfallenen Befestigungen des raetischen Limes, deren Funktion sich bald ebenfalls niemand mehr erklären konnte, wurden im Volksmund als „Teufelsmauer“ bezeichnet.

#### Römische Funde aus dem Bereich des heutigen Baden-Württembergs

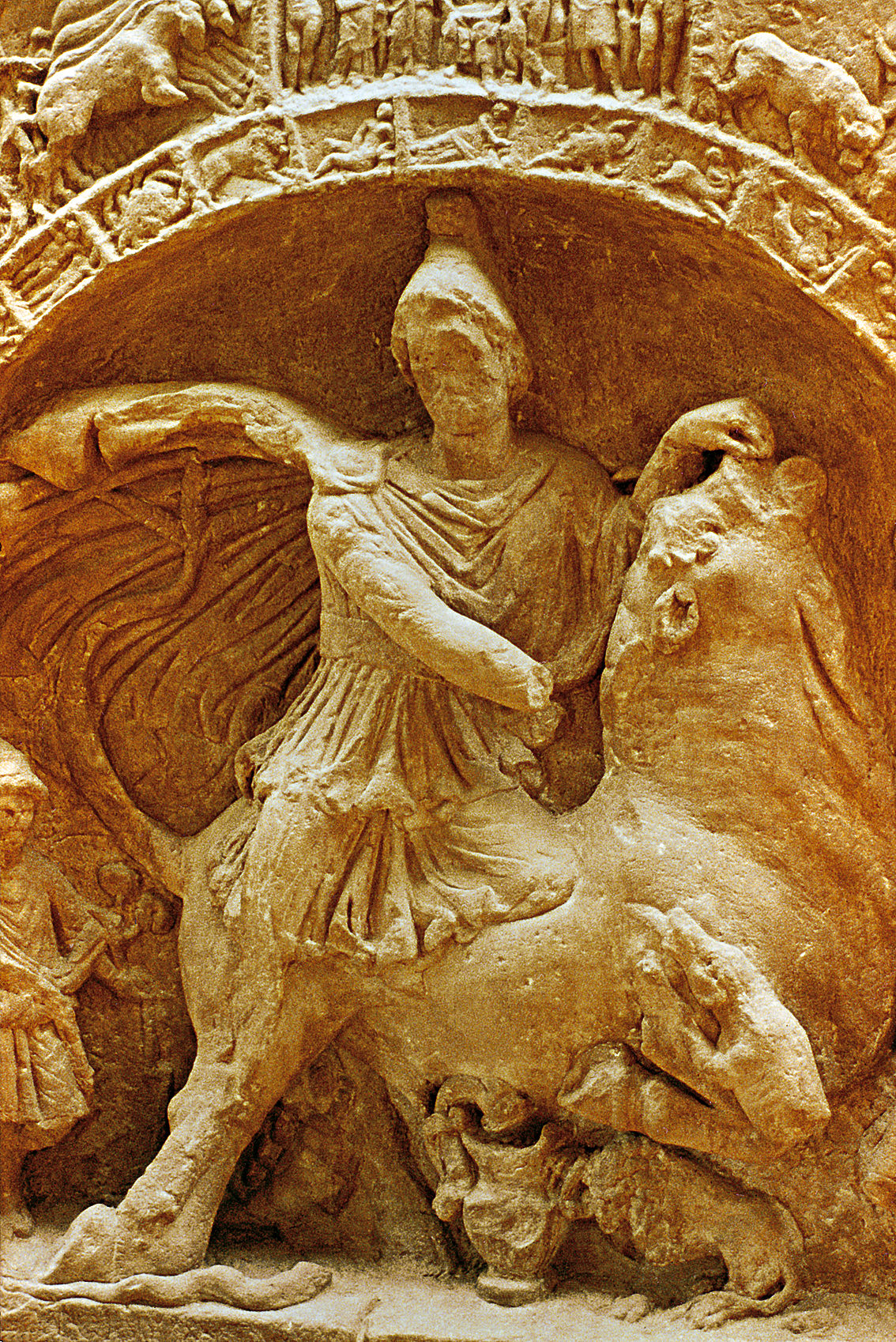
Teil einer römischen Mithraskultstätte aus Osterburken im Limesmuseum Aalen
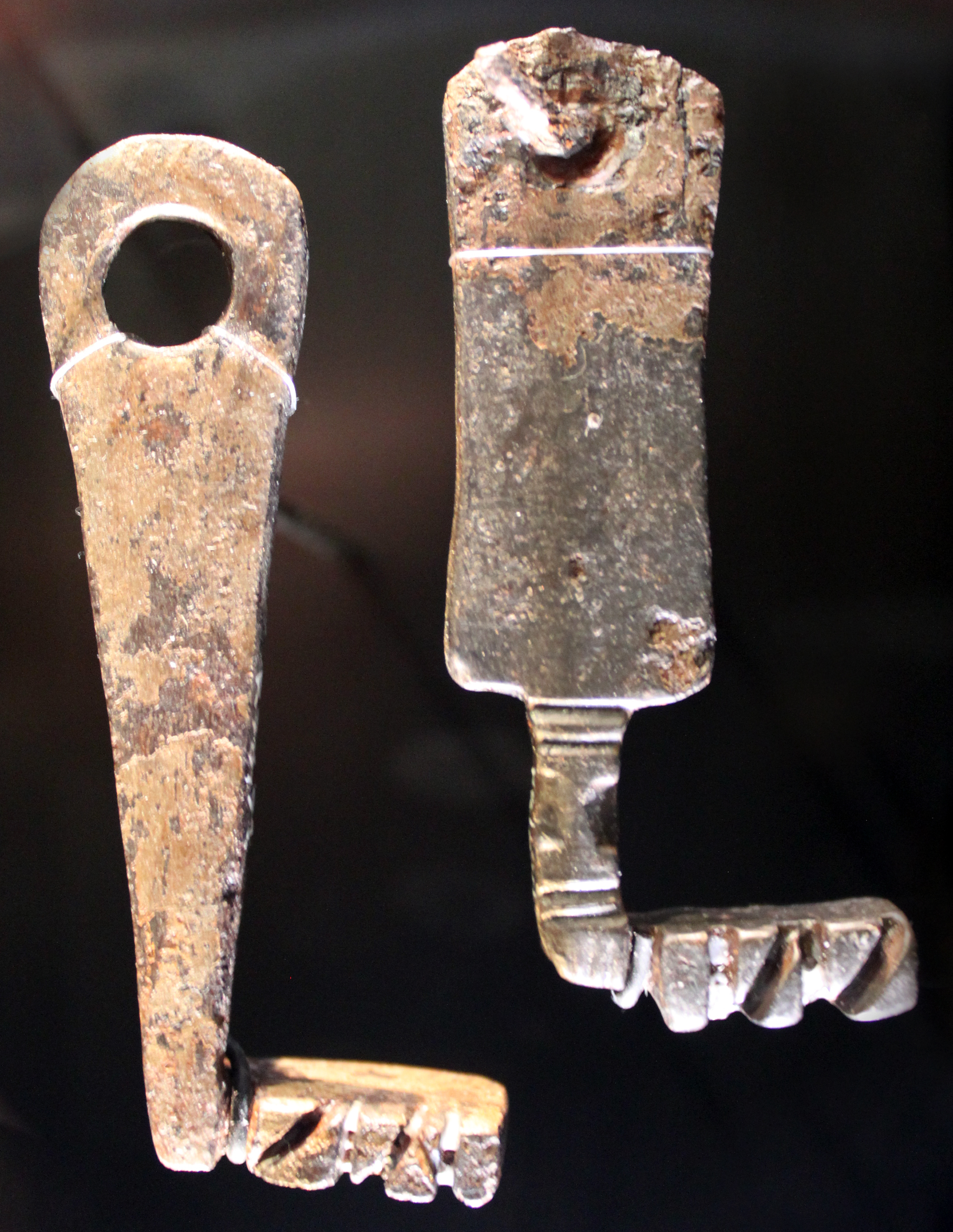
Schlüssel aus Metall, ausgegraben in einer Villa rustica von Bondorf im Landkreis Böblingen, heute im Landesmuseum Württemberg
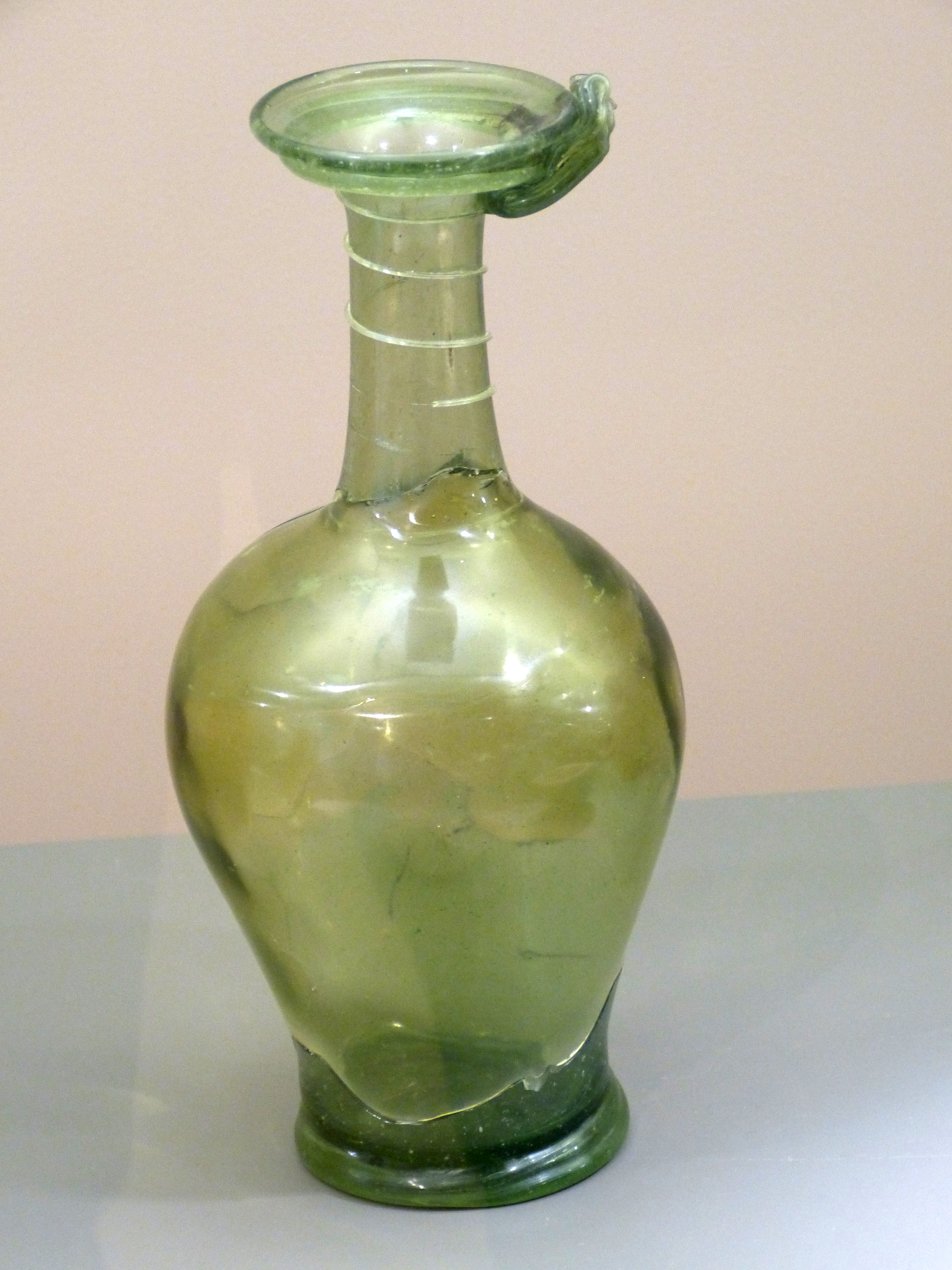
Römisches Glas aus dem 4. Jahrhundert nach Christus aus spätrömischen Gräbern in Konstanz, heute im Archäologischen Landesmuseum Konstanz
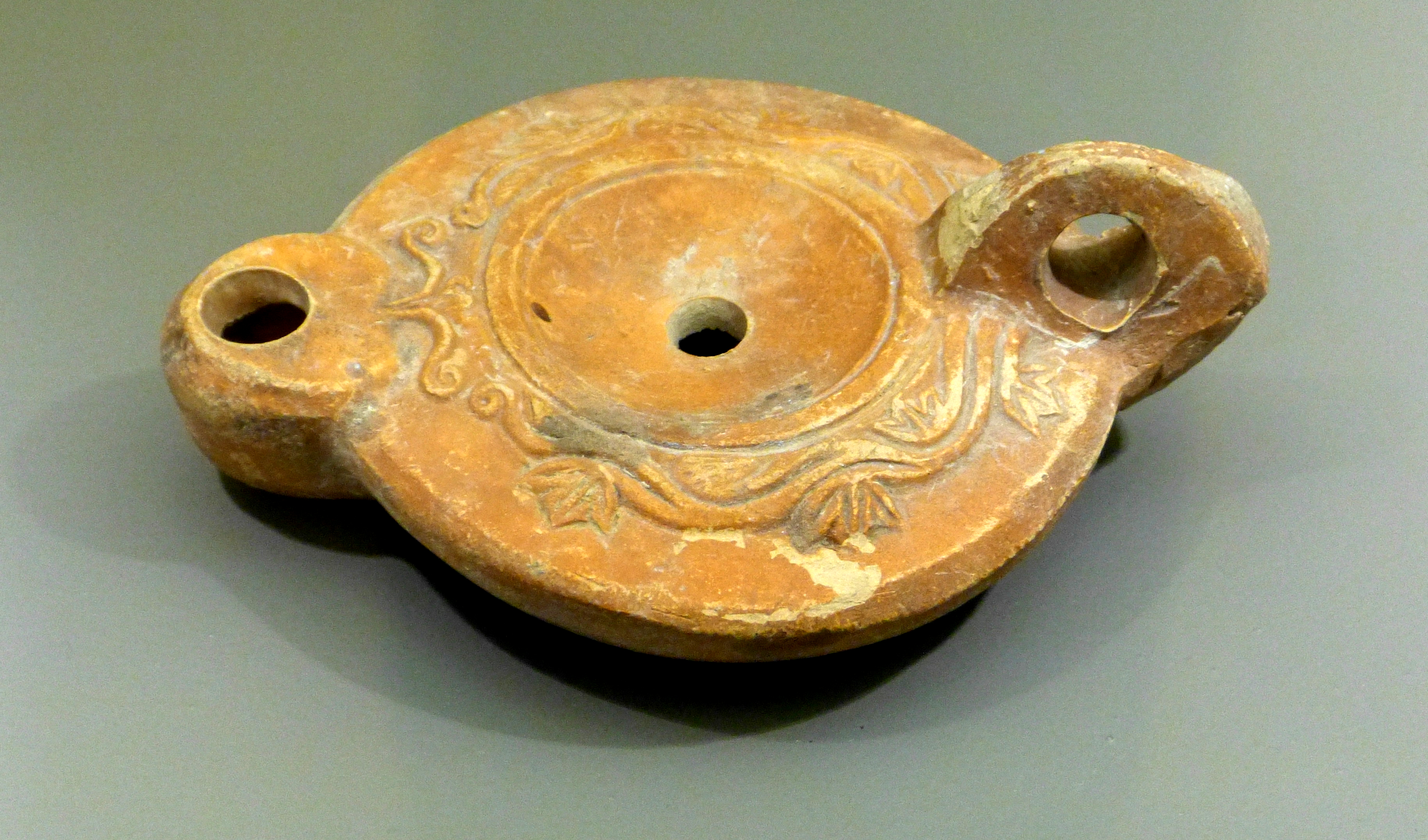
Römische Öllampe aus dem 4. Jahrhundert nach Christus, heute im Archäologischen Landesmuseum Konstanz

→ siehe auch: Römische Bauwerke in Baden-Württemberg

### Alamannen und Merowinger

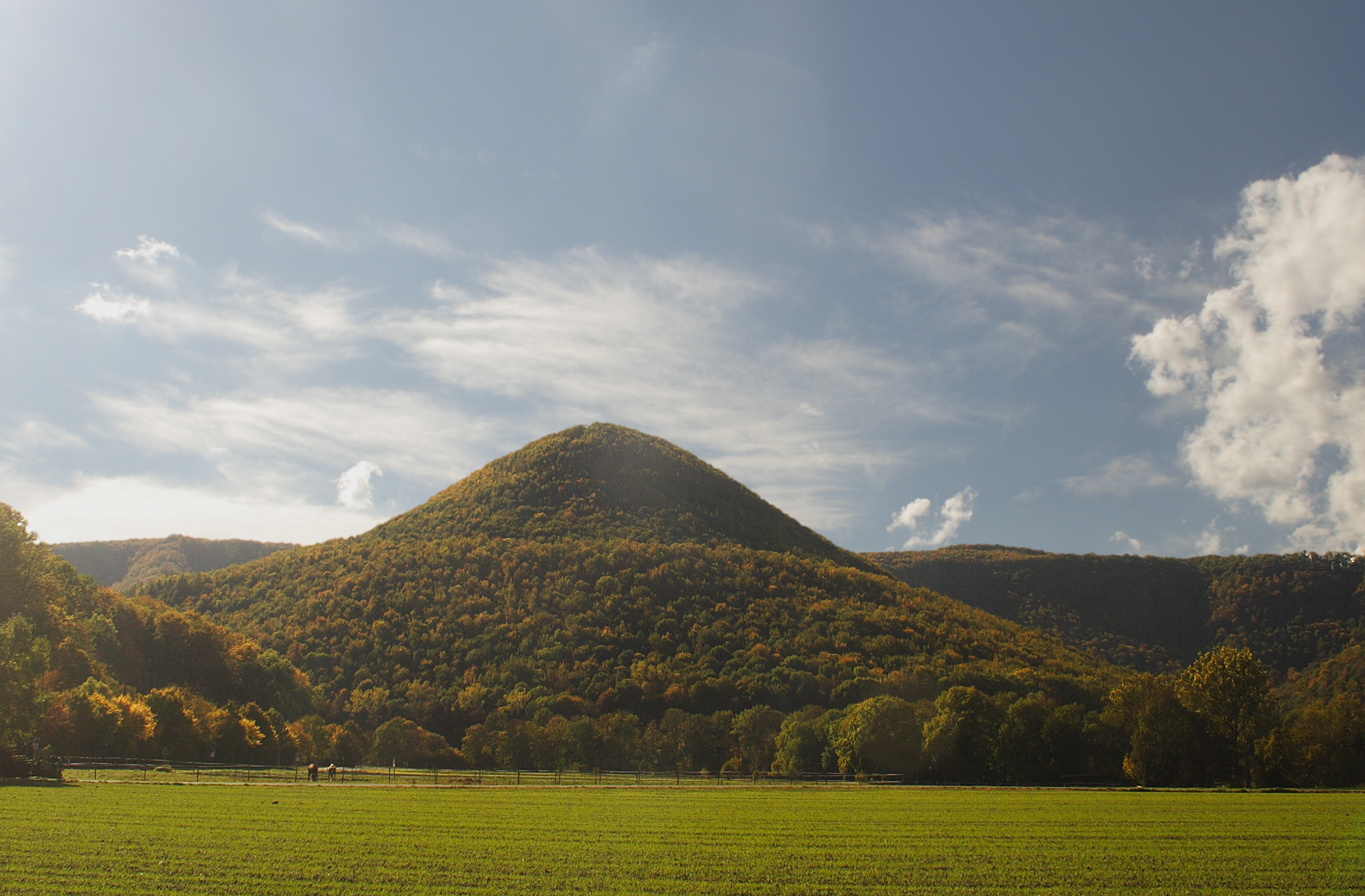
Der Runde Berg bei Bad Urach, eine völkerwanderungszeitliche Höhensiedlung

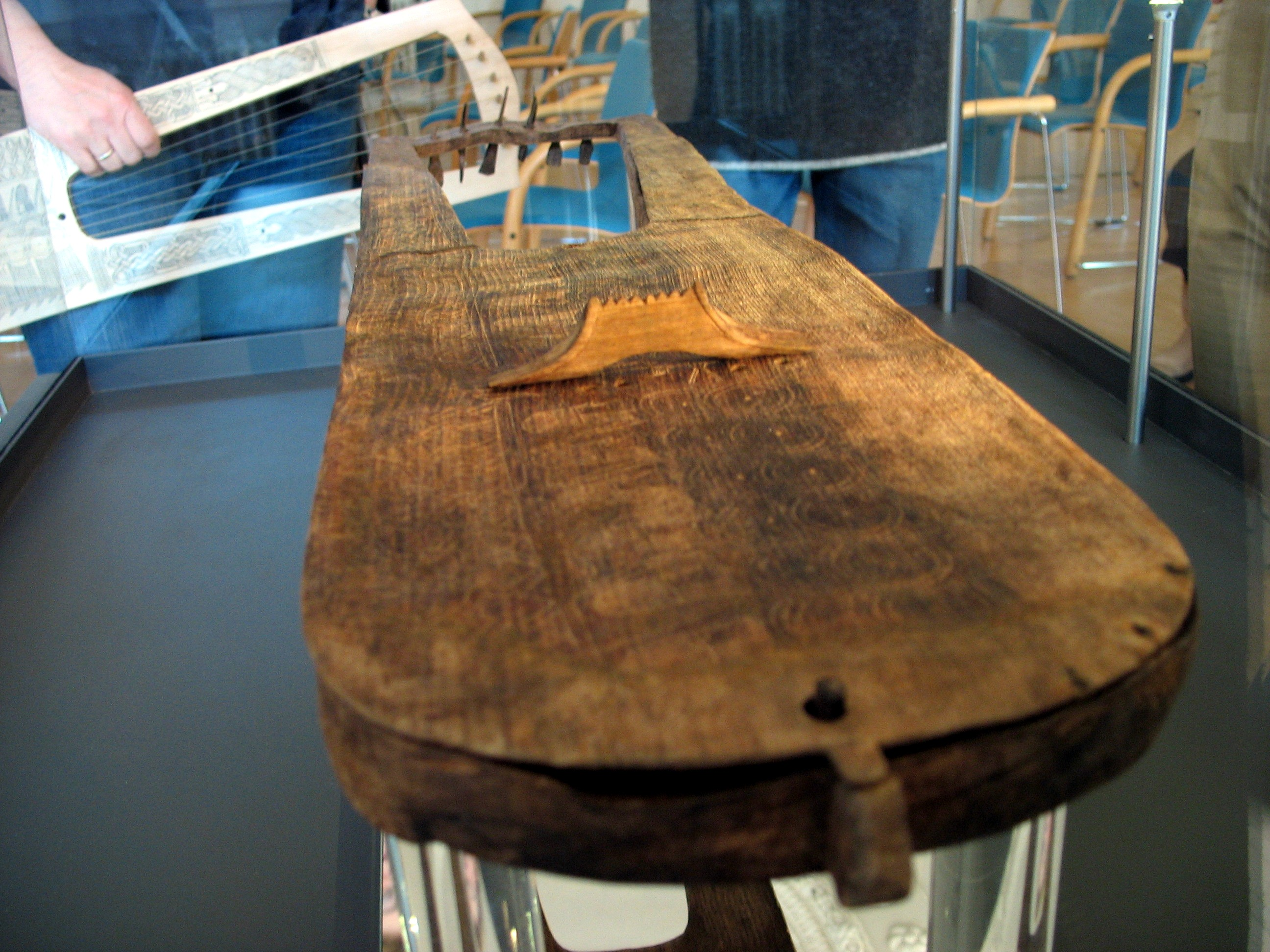
Die alemannische Trossinger Leier

Im frühen Mittelalter vollzog sich die Ethnogenese der Bajuwaren und die Einwanderung der Alamannen, wobei der Lech später die Grenze der beiden entstehenden Stammesherzogtümer bildete. Baiern und Schwaben wurden unter den Merowingern in den Herrschaftsbereich des Frankenreichs eingegliedert. Die Merowinger waren das älteste Königsgeschlecht der Franken vom 5. Jahrhundert bis 751. Sie wurden vom Geschlecht der Karolinger abgelöst. Nach ihnen wird die historische Epoche des Übergangs von der Spätantike zum Frühmittelalter im gallisch-germanischen Raum Merowingerzeit genannt.

#### Alemannische Siedlungen und Bauweisen
Als alamannische oder völkerwanderungszeitliche Höhensiedlung werden die Anlagen in Süd- beziehungsweise Südwestdeutschland bezeichnet, die von dem germanischen Stamm der Alamannen vor allem im 4. und 5. Jahrhundert n. Chr. benutzt wurden. Die meisten dieser Siedlungen befinden sich am Schwarzwaldrand und der Schwäbischen Alb, manche davon wurden bereits in vor- und frühgeschichtlicher Zeit genutzt. Wichtiges und gut erforschtes Beispiel dafür ist der Runde Berg bei Bad Urach. Die Burg Zähringen (Gundelfingen) ist ein Beispiel für den Südschwarzwald.
Die frühen alamannischen Ansiedlungen entstanden oftmals in der Nähe der Ruinen der römischen Kastelle und Villen, jedoch nicht in deren Gebäuden. Die Steingebäude der Römer wurden nur selten noch eine Weile weiterbenutzt (zum Beispiel durch Holzeinbauten in einem Badegebäude der Villa bei Wurmlingen).
Meistens errichteten die frühen Alamannen traditionelle Pfostengebäude mit lehmverputzten Flechtwerkwänden. Die Fundlage zu den frühen Alamannen ist in Baden-Württemberg jedoch dünn. Im Fürsamen bei Heidenheim an der Brenz befand sich im 4. Jahrhundert eine der größten bislang bekannten frühalamannischen Siedlungen Süddeutschlands. Auf dem gesamten Grabungsareal fanden sich umfangreiche Siedlungsspuren aus frühalamannischer Zeit. Außer den zahlreichen aus Holz und in Fachwerk-Bauweise gefertigten Langhäusern sind mehrere Grubenhäuser und auf Stelzen errichtete Speicherbauten nachgewiesen. Fast alle Wohngebäude waren mit der Längsachse nach Norden ausgerichtet.

#### Wichtige Grabungen

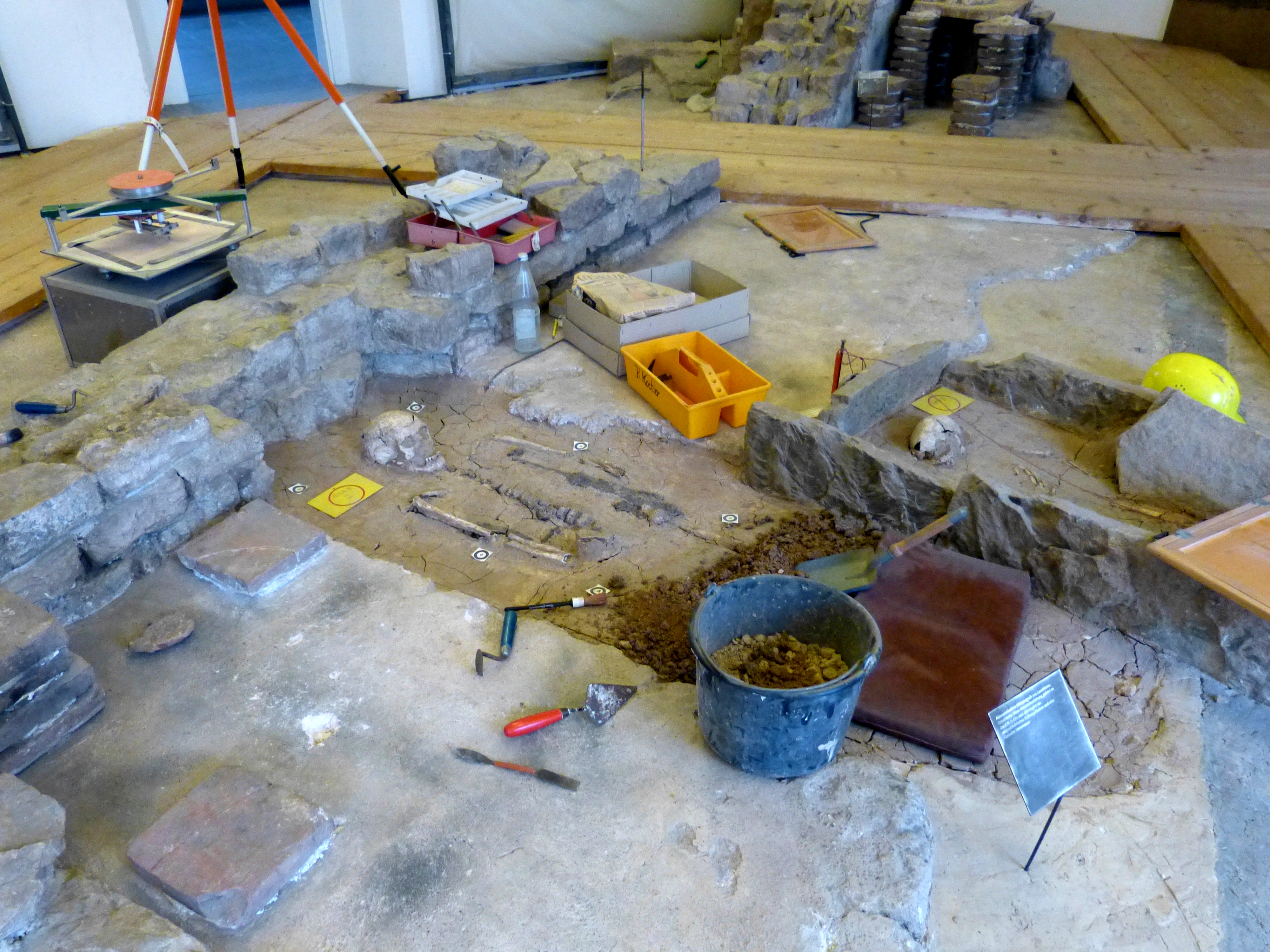
Moderne Archäologie und ihre Methoden werden am Beispiel des Gräberfeldes von Lauchheim museal aufbereitet im Archäologischen Landesmuseum anschaulich demonstriert

Die Merowingerzeit deckt sich ziemlich mit der Zeit, in der frühmittelalterliche Reihengräberfelder im Gebiet des heutigen Baden-Württemberg die wichtigsten archäologischen Quellen darstellen.
Das Gräberfeld von Lauchheim ist eines der wenigen Gräberfelder, die nicht nur über 200 Jahre lang – während des größten Teils der Merowingerzeit – durchgehend in Gebrauch waren, sondern deren dazugehörige alamannische Siedlung „Mittelhofen“ auch fast vollständig ausgegraben worden ist.
Das Gräberfeld von Gültlingen bricht in seiner Belegung im Jahr 510 ab, während das Gräberfeld bei Gammertingen eine lange Belegungszeit zeigt und auch fast vollständig ausgegraben wurde. Das Gräberfeld von Weingarten ist eines der wenigen sehr großen Gräberfelder, das über die gesamte Merowingerzeit durchgehend in Gebrauch war. Die Bestattungen erfolgten in Baumsärgen oder hölzernen Grabkammern, von denen sich im Kiesboden bis auf einige Bodenverfärbungen fast nichts erhalten hat. Die wohlhabende Männerbestattung erfolgte in einer hölzernen Grabkammer, die mit zwei mächtigen Steinplatten abgedeckt war. Im Alamannenmuseum Weingarten wird die Grabung ausführlich präsentiert.
In Stühlingen begann man 2007 mit der Freilegung eines Gräberfeldes, das sich ebenfalls als merowingisch herausstellte. Mit ehrenamtlichen Helfern wurden bis 2010 mehrere Kampagnen durchgeführt. Die Funde stammen aus der Zeit vom ausgehenden 6. bis zum Ende des 7. Jahrhunderts und umfassen 123 Bestattungen. Darunter waren Gräber mit Steinkisten und Steinsärgen.
Im süddeutschen Raum endete um das Jahr 700 die Sitte, die Gräber der Verstorbenen mit wertvollen Beigaben auszustatten. Mit der Übernahme der Macht durch die Karolinger um 750 verloren die alten Gesellschaftsstrukturen ihre Gültigkeit. Aufwändige Grabbeigaben waren nicht mehr nötig, da die Ranghöhe der Familien erbrechtlich festgeschrieben wurde und nicht mehr mit kostbaren Gegenständen demonstriert werden musste.
→ siehe auch: Liste merowingerzeitlicher Gräberfelder

#### Alamannische und merowingerzeitliche Grabungsfunde

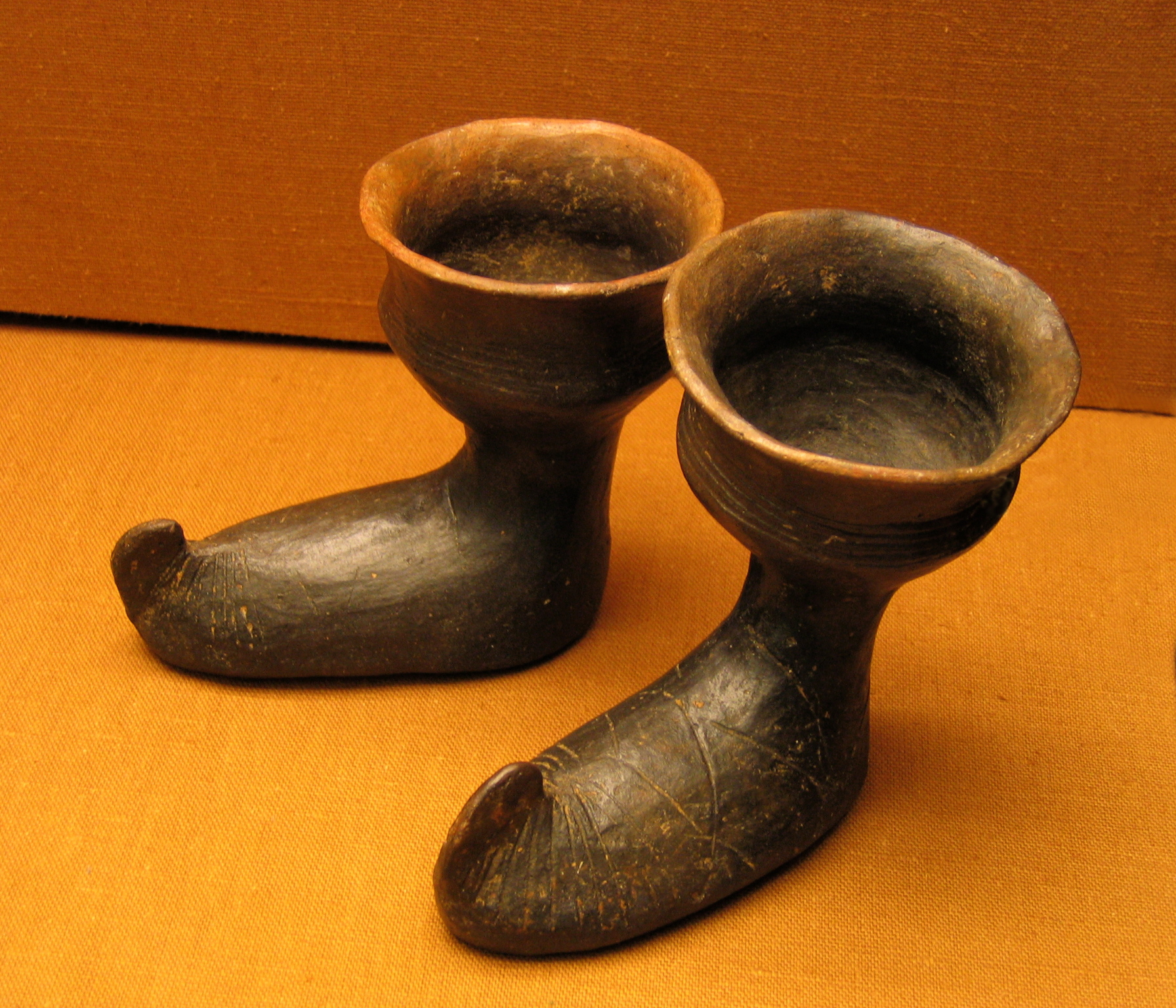
Schuhförmige Keramikgefäße aus der wohlhabenden Frauenbestattung vom alamannischen Gräberfeld in Pleidelsheim. Die 18 bis 20 Jahre junge Frau hatte zu Lebzeiten beide Füße amputiert. Das Grab wird um 530 bis 555 n. Chr. datiert.
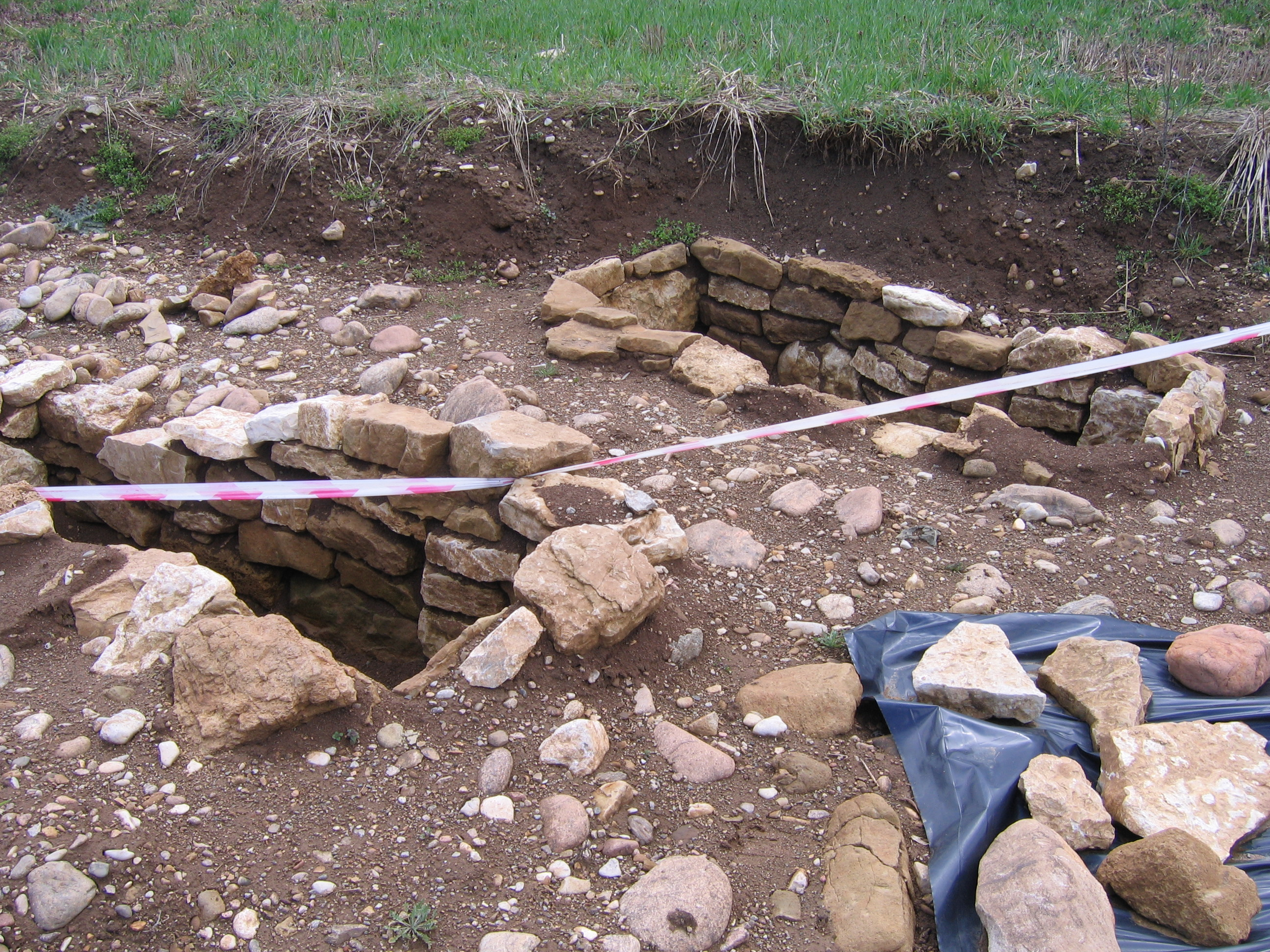
Merowinger Steinkistengräber einer Grabungskampagne in Stühlingen
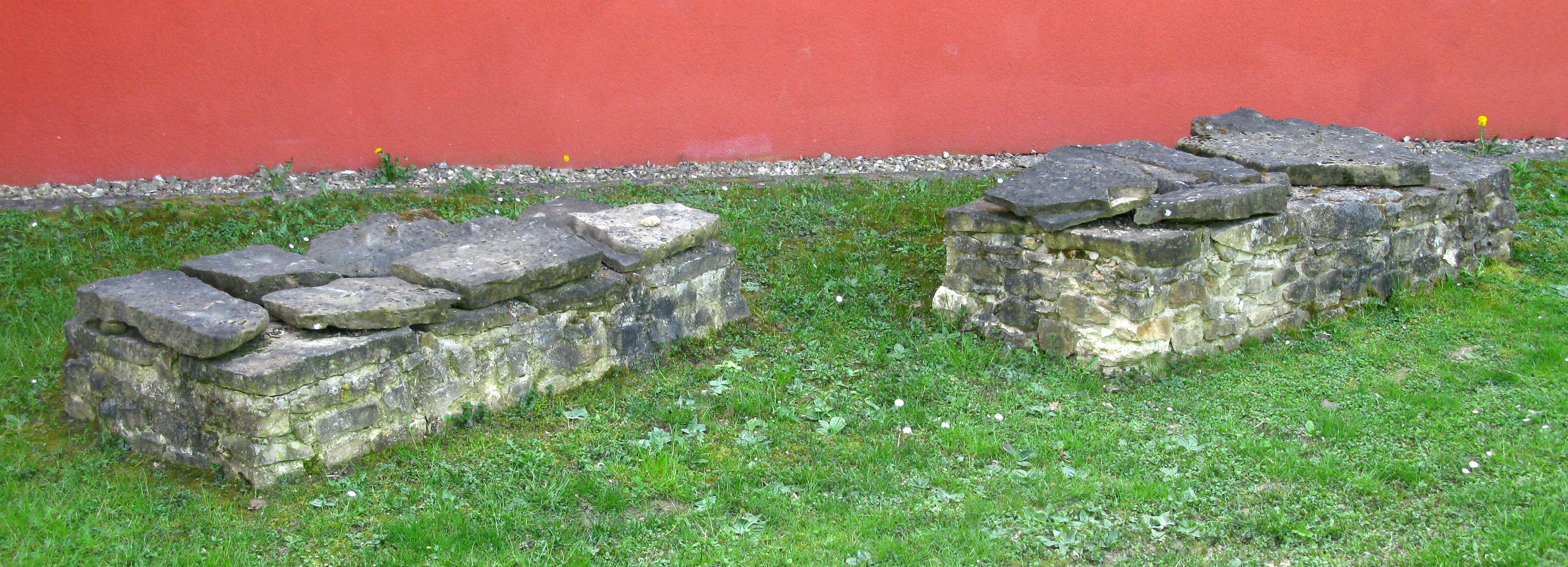
Merowinger Gräber (Rekonstruktion) bei der Merowingerhalle in Bad Krozingen-Biengen
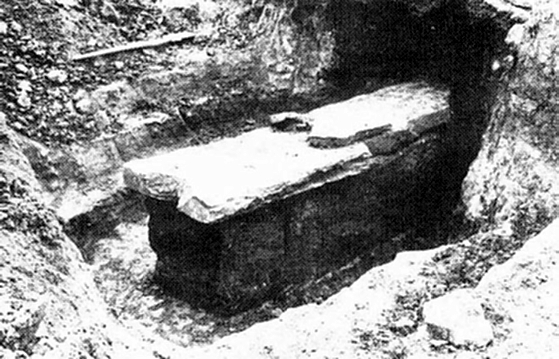
Alamannisches Steinplattengrab aus dem Gräberfeld von Stuttgart-Feuerbach, das zu Beginn des 20. Jahrhunderts ausgegraben wurde
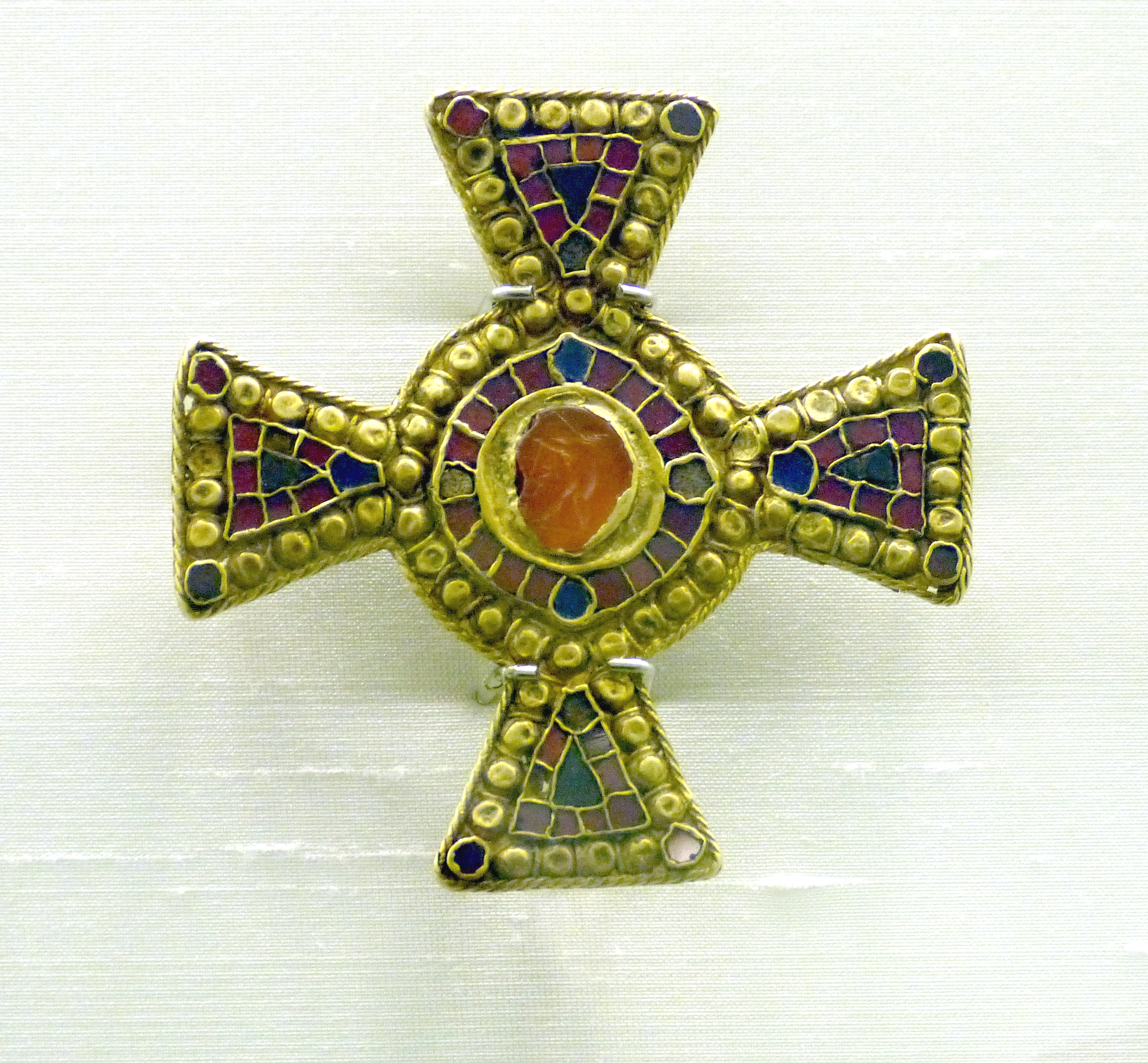
Eine Kreuzfibel aus Lauchheim, heute im Archäologischen Landesmuseum Baden-Württemberg

#### Alamanneneinfälle
Die Region westlich des Lechs konnte den ständigen Alamanneneinfällen nicht mehr standhalten und wurde nach dem Fall der bisherigen Iller-Grenze, der teilweisen Vertreibung, aber auch allmählichen Assimilation der dortigen romanischen Bevölkerung in die jenseits des Lechs gelegenen Gebiete Rätiens Teil des Siedlungsraums der Alamannen.
Ab etwa 500 wurde von den Römern auch die Donaugrenze aufgegeben. Soziale Beziehungen in den Römerstädten an der Donau wurden jedoch zum Teil durch kirchliche Machtstrukturen noch aufrechterhalten (→ Heilige Severin).

#### Christianisierung
Um die Alamannen zu missionieren, wurde im 6. Jahrhundert, vermutlich 585, das Bistum Konstanz gegründet, indem der Bischofssitz von Vindonissa (Windisch) nach Konstanz verlegt wurde. Damit war ein Zentrum für die Christianisierung geschaffen.
Als erste Missionare kamen bereits im 6. Jahrhundert die Mönche Fridolin, Landolin, Trudpert und Gallus zu den Alamannen an Rhein und Bodensee. Säckingen am Hochrhein und Schuttern in der Ortenau sind die frühesten Klostergründungen. Dazu zählt das Kloster auf der Bodenseeinsel Reichenau, das um 724 der Wanderbischof Pirmin gründete. Die Christianisierung stand in dieser Zeit in Süddeutschland unter dem Einfluss der Iroschottischen Mission.

#### Merowingerzeit
Mit der Unterwerfung der Alamannen unter die fränkische Herrschaft begann in Südwestdeutschland die Merowingerzeit. Als Merowinger wird das älteste bekannte Königsgeschlecht der Franken bezeichnet. Es prägte im gallisch-germanischen Raum die Epoche des Übergangs von der Spätantike zum Frühmittelalter. Diese Phase erstreckt sich etwa zwischen den Jahren 500 und 800.
Folge der fränkischen Eroberung war, dass der Nordteil Alemanniens nunmehr zu Franken gehörte und Alemannien-Schwaben zum Land sowohl an Ober- und Hochrhein, als auch am oberen Neckar und der oberen Donau wurde. Dieses Alemannien ist vom fränkisch-merowingischen Königtum als politisches Herzogtum organisiert worden. Die Alamannen kann man – ungeachtet aller ethnischen Aspekte – als die Bewohner dieses Herzogtums begreifen.

#### Alemannia wird zum Herzogtum Schwaben
Bis um 500 wurden Alamannen und Sueben unterschieden, ab dem 6. Jahrhundert werden die beiden Namen dagegen ausdrücklich als gleichbedeutend überliefert. Der Sueben-Name setzte sich allerdings durch, als das Siedlungsgebiet der Alamannen, das bis dahin als Alamannia betitelt worden war, zum Herzogtum Schwaben wurde.
Nach dem Blutgericht zu Cannstatt durch den fränkischen Hausmeier Karlmann im Jahr 746 gerieten die Reste alamannischer Eigenständigkeit unter den zunehmenden Druck fränkisch-karolingischer Interessen und wurden immer weiter zurückgedrängt.
Bis zum 9. Jahrhundert ging die Alemannia politisch und kulturell im Ostfrankenreich auf und wurde zwischen dem 10. und zum 13. Jahrhundert politisch nochmals vom staufischen Herzogtum Schwaben zusammengefasst.

#### Alemannische Funde in den Museen von Baden-Württemberg

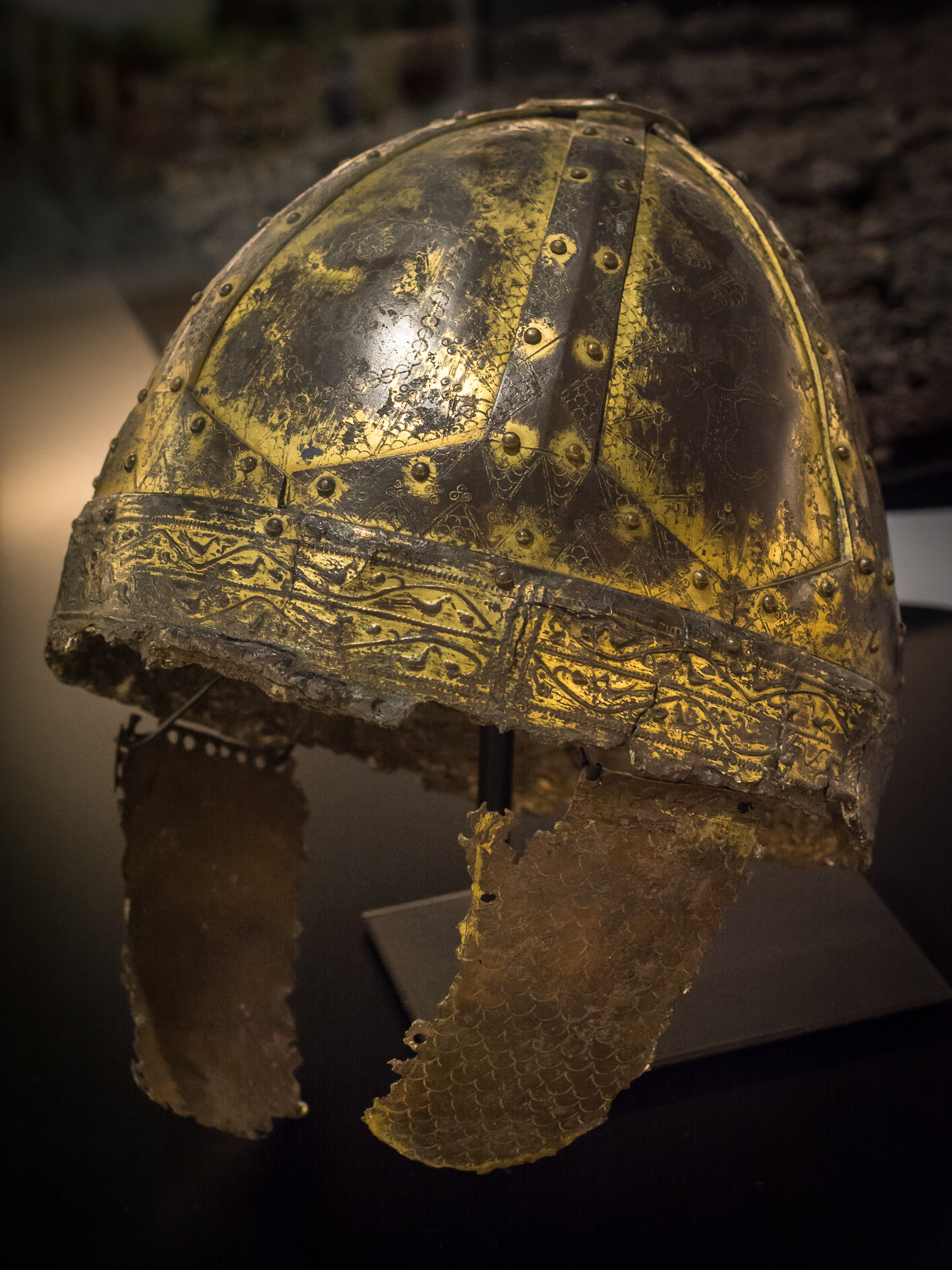
Der vergoldete Spangenhelm aus dem alemannischen Fürstengrab von Gammertingen, das Original befindet sich im Landesmuseum Württemberg
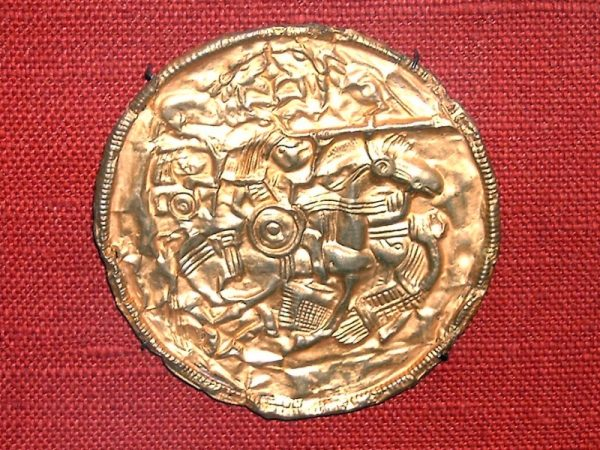
Die alemannische Reiterscheibe von Pliezhausen, ebenfalls im Landesmuseum Württemberg
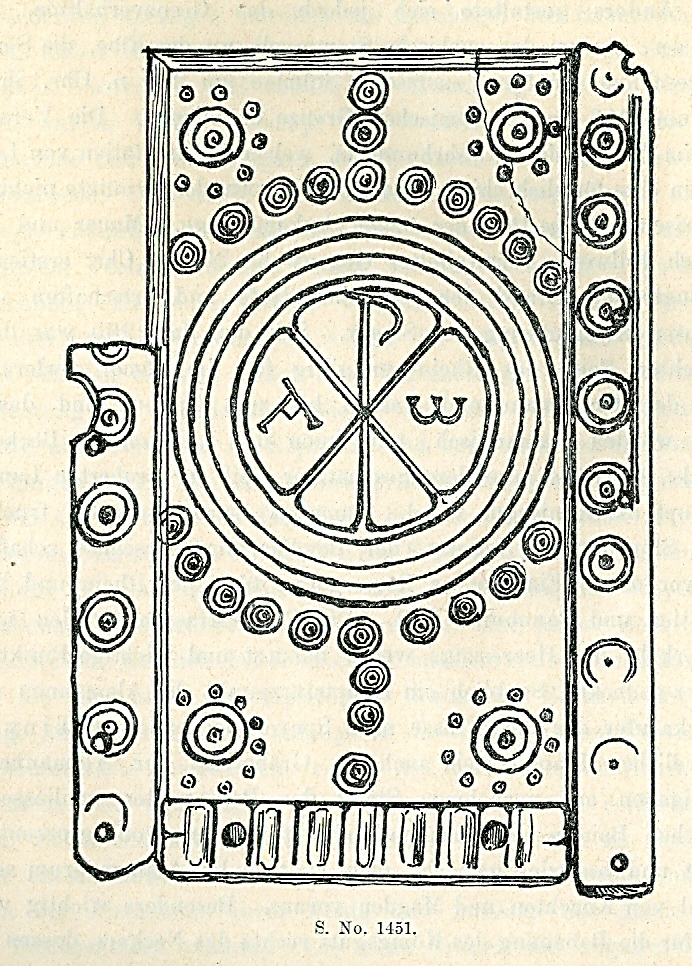
Das Beinkästchen von Heilbronn, eine Nachbildung des 1944 wohl zerstörten Kästchens aus Elfenbein befindet sich im Bestand der Städtischen Museen Heilbronn.
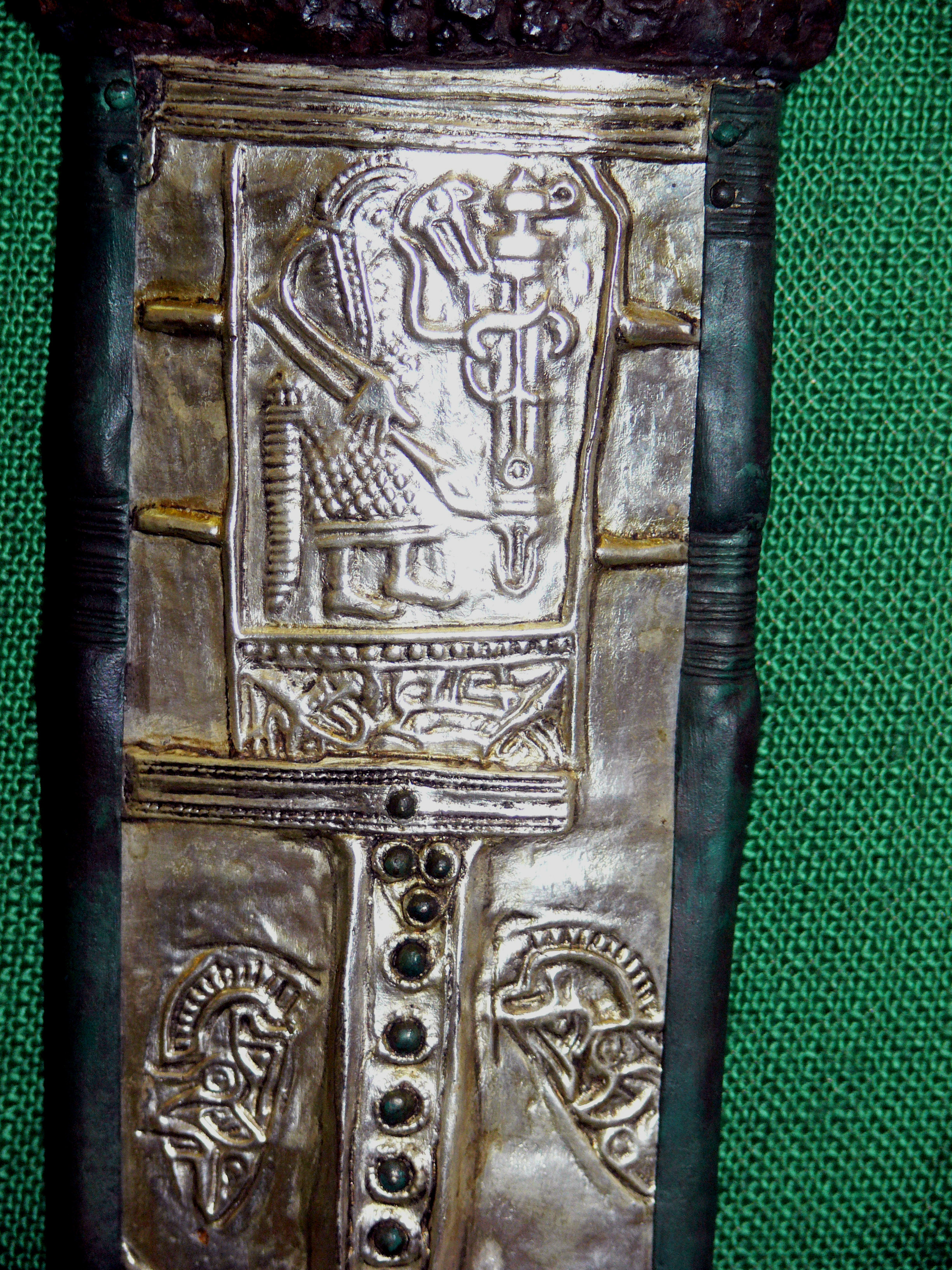
Die Schwertscheide von Gutenstein, Repliken davon befinden sich unter anderem im Landesmuseum Württemberg und im Archäologischen Museum Colombischlössle in Freiburg im Breisgau.

## Wichtige Museen zur Urgeschichte Baden-Württembergs

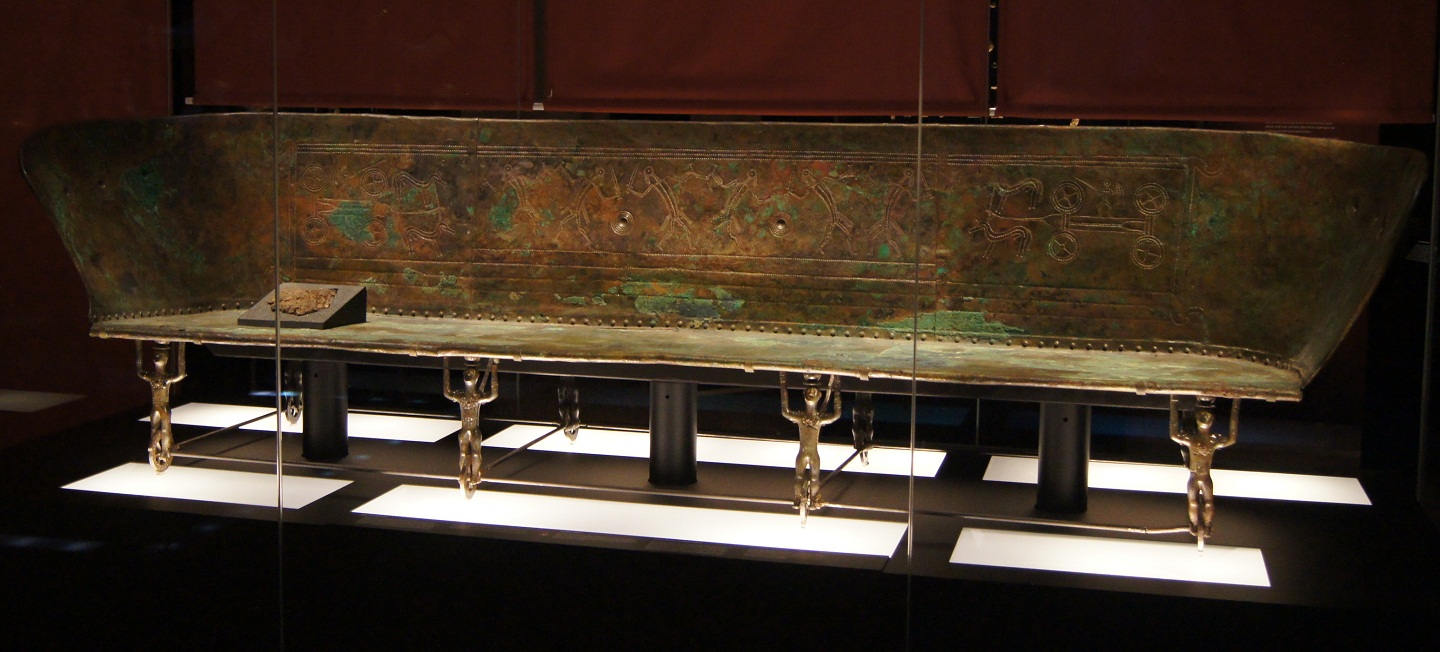
Keltische Totenliege aus der Keltensammlung des Landesmuseums Württemberg

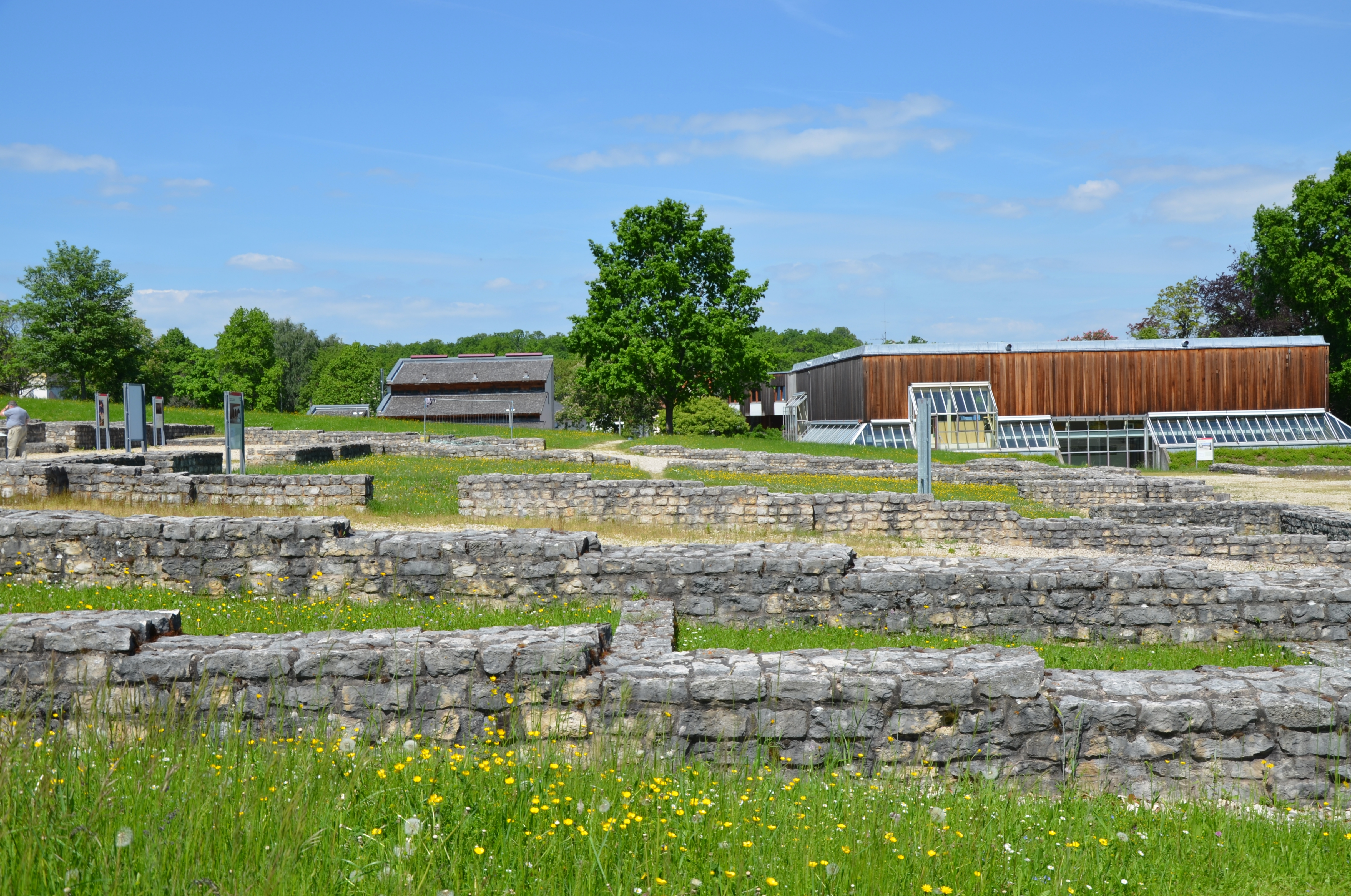
Das Limesmuseum Aalen verfügt neben dem Museumsgebäude über einen weitläufigen Außenbereich, der durch einstiges archäologisches Grabungsgelände führt

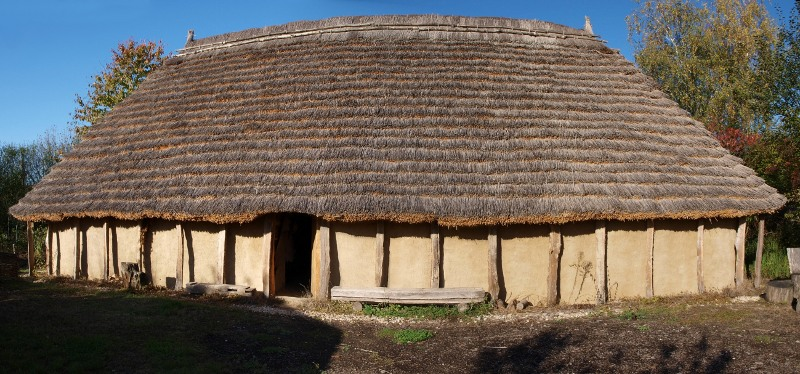
Der Nachbau eines alamannischen Wohnstallhauses ist im Alamannen-Museum Vörstetten erlebbar

Die Urgeschichte von Baden-Württemberg wird in verschiedenen Museen durch Exponate, Präsentationen, Sonderausstellungen und Museumspädagogik vielfältig vermittelt.

### Allgemeine Darstellungen
Zu erwähnen ist an erster Stelle das Landesmuseum Württemberg in Stuttgart, das einen umfassenden und differenzierten Überblick über das Thema mit allen Epochen aus allen Regionen der urzeitlichen Landesarchäologie verschafft. Gleiches gilt für das Badische Landesmuseum in Karlsruhe, das die Urgeschichte im ehemals badischen Landesteil abdeckt. Ein breites geschichtliches Gebiet deckt für Baden auch das Archäologische Museum Colombischlössle in Freiburg im Breisgau ab.

### Frühmenschen, Steinzeit und Bronzezeit
Das Urmensch-Museum in Steinheim an der Murr kümmert sich um die Darstellung der Urmenschen von Baden-Württemberg. Die Kultur der Neandertaler und der steinzeitlichen Höhlenkultur vermittelt einerseits das Heimatmuseum Veringenstadt, andererseits das Museum Ulm. Die steinzeitlichen Fundorte der Schwäbischen Alb finden sich mit zahlreichen Originalexponaten im Urgeschichtlichen Museum Blaubeuren und im Heimatmuseum Heidenheim. Das Museum am Löwentor in Stuttgart zeigt in guter Systematik lebensgroße Nachbildungen der Urzeitbewohner von Baden-Württemberg. Das Pfahlbaumuseum Unteruhldingen, das Hagnauer Museum und das Konstanzer Archäologische Landesmuseum Baden-Württemberg haben vor allem die stein- und bronzezeitlichen Pfahlbauten an den Gewässern des Landes im Fokus.

### Keltenmuseen
Neben der Keltensammlung des Landesmuseums Württemberg und dem Heuneburgmuseum führt vor allem das Keltenmuseum Hochdorf in Eberdingen in die eisenzeitliche Kultur ein, die am Beispiels eines „Fürsten“ der Hallstattzeit entfaltet wird, der bei Hochdorf mit großem Aufwand und reichen Grabbeigaben bestattet worden war. Ebenfalls keltischen Funden ist das Franziskanermuseum in Villingen-Schwenningen gewidmet. Die Oberschwäbische Keltenstraße verbindet entsprechende archäologische Objekte.

### Römermuseen
Das Limesmuseum Aalen stellt die Römer als Besatzungsmacht im südwestdeutschen Raum dar und reicht mit seinen Exponaten bis in die alemannische Zeitepoche. Sowohl das Limesmuseum als auch das Römische Museum mit Archäologischem Park Köngen weisen Innen- und Außenbereiche auf. Auf ein römisches Kastell lässt sich das Römermuseum Osterburken zurückführen. Das Römermuseum Stettfeld zeigt eine erstaunlich große römische Siedlung im Rheintal. Als einzige römische Stadt im heutigen Baden-Württemberg besaß Rottweil die privilegierte Rechtsstellung eines Municipiums, was im Dominikanermuseum Rottweil ausführlich dargestellt wird. Eine einst großzügig bemessene Villa rustica zeigt das Römische Freilichtmuseum Hechingen-Stein. Das Regionalmuseum Römervilla ist ein Römermuseum in Grenzach-Wyhlen um eine ausgegrabene Villa urbana.
Das Sumelocenna-Museum in Rottenburg am Neckar präsentiert ein Diorama mit rund 650 Zinnfiguren. Das kleine Römermuseum in der Schule Rißtissen zeigt vor allem Funde im Umfeld des Kastells Rißtissen.
Die Nähe zum Limes bedingt, dass auch das Museum im Prediger von Schwäbisch Gmünd Exponate der Römerzeit aus der Region Ostalb zeigt.

### Alamannen- und Merowingerzeit
Das Alamannenmuseum Ellwangen stellt die Kultur der Alamannen dar, wie sie bei archäologischen Ausgrabungen an der Ostalb reichhaltig zu Tage getreten ist. Gleiches tut das Alamannenmuseum Weingarten im Blick auf das Gräberfeld von Weingarten. Ein Wohnstallhaus zeigt das Alamannen-Museum Vörstetten im Schwarzwald. Das Museum Auberlehaus in Trossingen stellt mit seinen Exponaten die alemannischen Wurzeln des Ortes dar.
Der Merowingerpark rings um die Merowingerhalle von Biengen zeigt alemannische Steinkistengräber auf dem Biengener Gräberfeld, während seit 2005 im Rathaus das Dorfmuseum untergebracht ist und von der Geschichte des Ortes berichten.

## Institutionen im Dienst der Urgeschichte von Baden-Württemberg

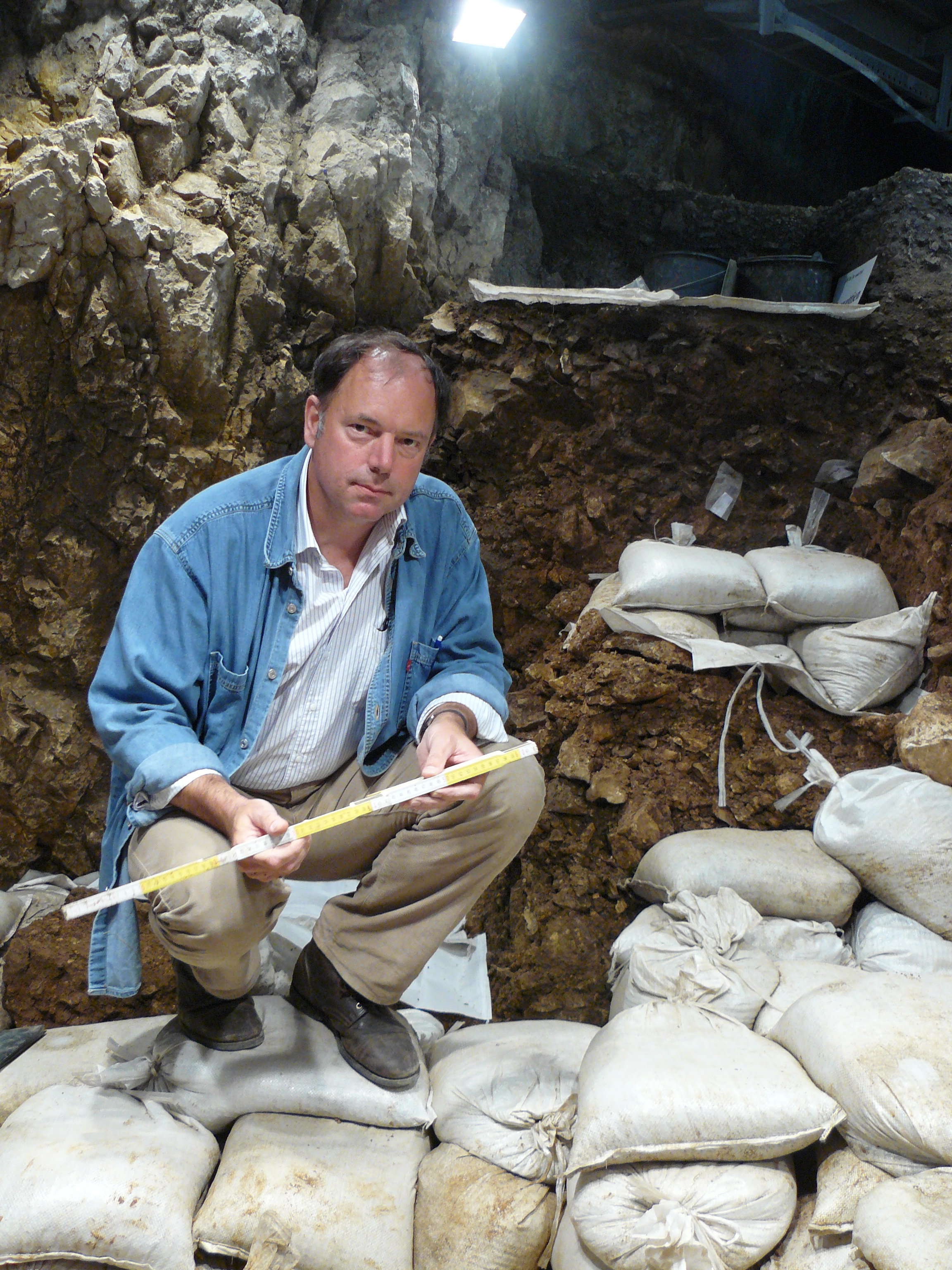
Nicholas J. Conard als Tübinger Hochschullehrer bei der archäologischen Arbeit im Hohle Fels, wo er an maßgeblichen Entdeckungen zur Eiszeitkunst beteiligt war

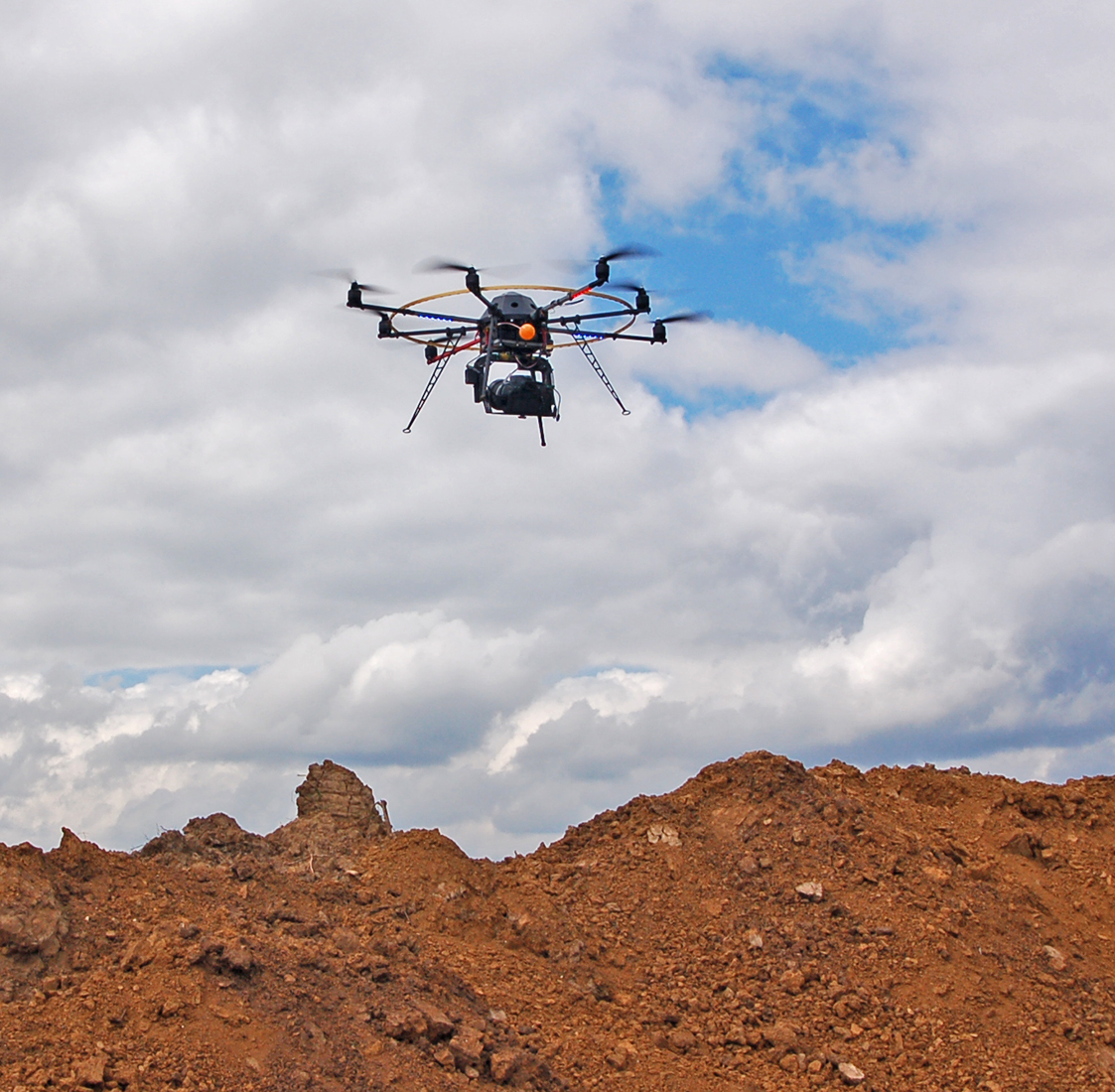
Ein Multicopter des Landesdenkmalamtes von Baden-Württemberg 2015 bei der Erfassung und Dokumentierung von archäologischen Grabungen in Kirchheim unter Teck durch Geländeprospektion aus der Luft

Baden-Württemberg besitzt aus nahezu allen Epochen herausragende archäologische Quellen, die auch international immer größere Beachtung finden. Diesen widmen sich in besonderer Weise mehrere Institutionen:

### Urgeschichte Baden-Württembergs an den Landesuniversitäten
Von den gegenwärtig 24 Instituten der Fachrichtung Ur- und Frühgeschichte in Deutschland befinden sich gleich drei im Bundesland Baden-Württemberg, die alle – mit unterschiedlicher Schwerpunktsetzung – auch die Themen der Landesarchäologie im Blick haben.
- Institut für Ur- und Frühgeschichte und Archäologie des Mittelalters der Albert-Ludwigs-Universität Freiburg im Breisgau
- Institut für Ur- und Frühgeschichte und Vorderasiatische Archäologie (ZAW) der Ruprecht-Karls-Universität Heidelberg
- Institut für Ur- und Frühgeschichte und Archäologie des Mittelalters der Eberhard Karls Universität Tübingen mit den Abteilungen Ältere Urgeschichte und Quartärökologie (Geowissenschaftliche Fakultät), der Abteilung Jüngere Urgeschichte und Frühgeschichte (Fakultät für Kulturwissenschaften) und der Abteilung Archäologie des Mittelalters (Fakultät für Kulturwissenschaften)

Die wissenschaftliche Erforschung der Steinzeit auf der Schwäbischen Alb geschieht maßgeblich an der Universität Tübingen, die unter anderem das Wildpferd aus dem Lonetal im Museum der Universität Tübingen präsentiert.

### Behörde des Bundeslandes
- Landesamt für Denkmalpflege Baden-Württemberg seit 1972; mit einem regelmäßig erscheinenden Fachmagazin Denkmalpflege in Baden-Württemberg

### Stiftung
- Denkmalstiftung Baden-Württemberg mit einem regelmäßig erscheinenden Magazin, seit 1985

### Sonstige wichtige Organisationen
- Der Verein zur Aufsuchung der Alterthümer in der Gegend von Rottweil, später Archäologischer Verein zu Rottweil, der erste historische Verein Württembergs, wurde 1832 gegründet
- Württembergischer Geschichts- und Altertumsverein seit 1843
- Sülchgauer Altertumsverein seit 1852
- Hohenzollerischer Geschichtsverein seit 1867
- Verein für Geschichte des Bodensees und seiner Umgebung seit 1868
- Kommission für geschichtliche Landeskunde in Baden-Württemberg seit 1954 mit dem Handbuch der baden-württembergischen Geschichte; die Kommission ist Rechtsnachfolgerin dreier Vorgängerkommissionen, nämlich der Badischen Historischen Kommission (1883–1941), der Oberrheinischen Historischen Kommission (1941–1945) und der Württembergischen Kommission für Landesgeschichte (1891–1954). Im Handbuch (II. Kapitel) befasst sich Edward Sangmeister mit der Urgeschichte (S. 29 bis 131). Er beantwortet eingangs die Frage, ob die Urgeschichte überhaupt in einer Landesgeschichte abgehandelt werden sollte.
- Gesellschaft für Archäologie in Baden-Württemberg seit 1963
- Förderkreis Archäologie in Baden e. V.[64] seit 1968
- Gesellschaft für Urgeschichte und Förderverein des Urgeschichtlichen Museums Blaubeuren seit 1988
- Römerstraße Neckar-Alb-Aare (Verein) seit 1998